# Искусство Мексики

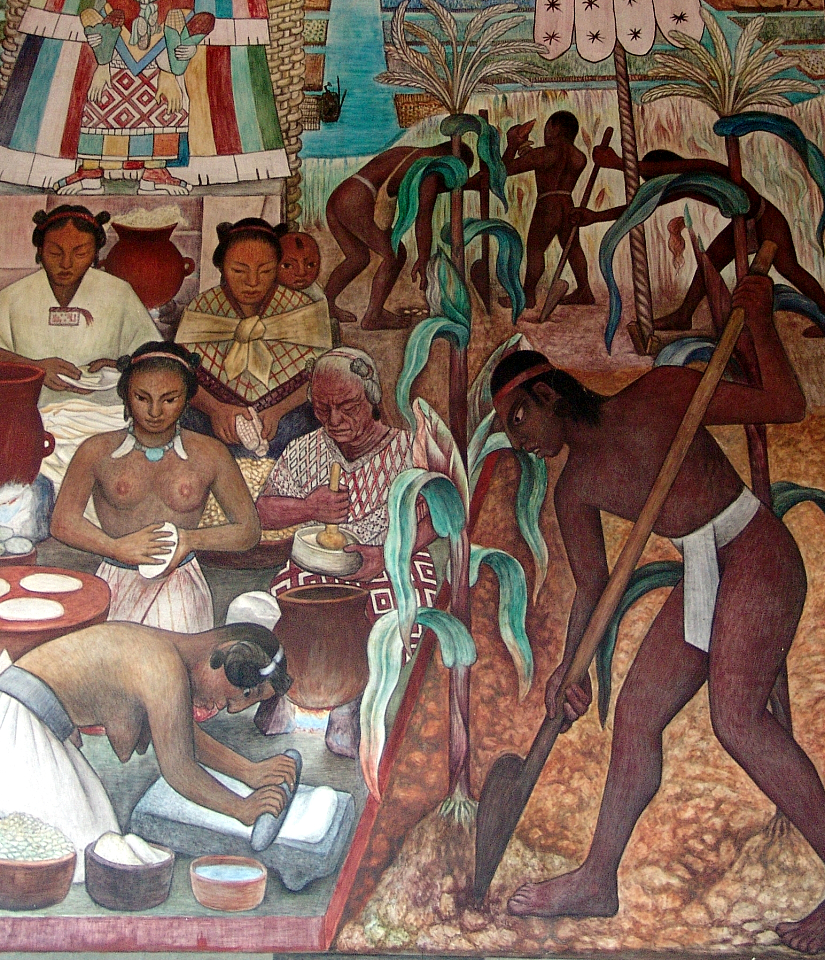
Деталь росписи Диего Риверы в Национальном Дворце в Мехико

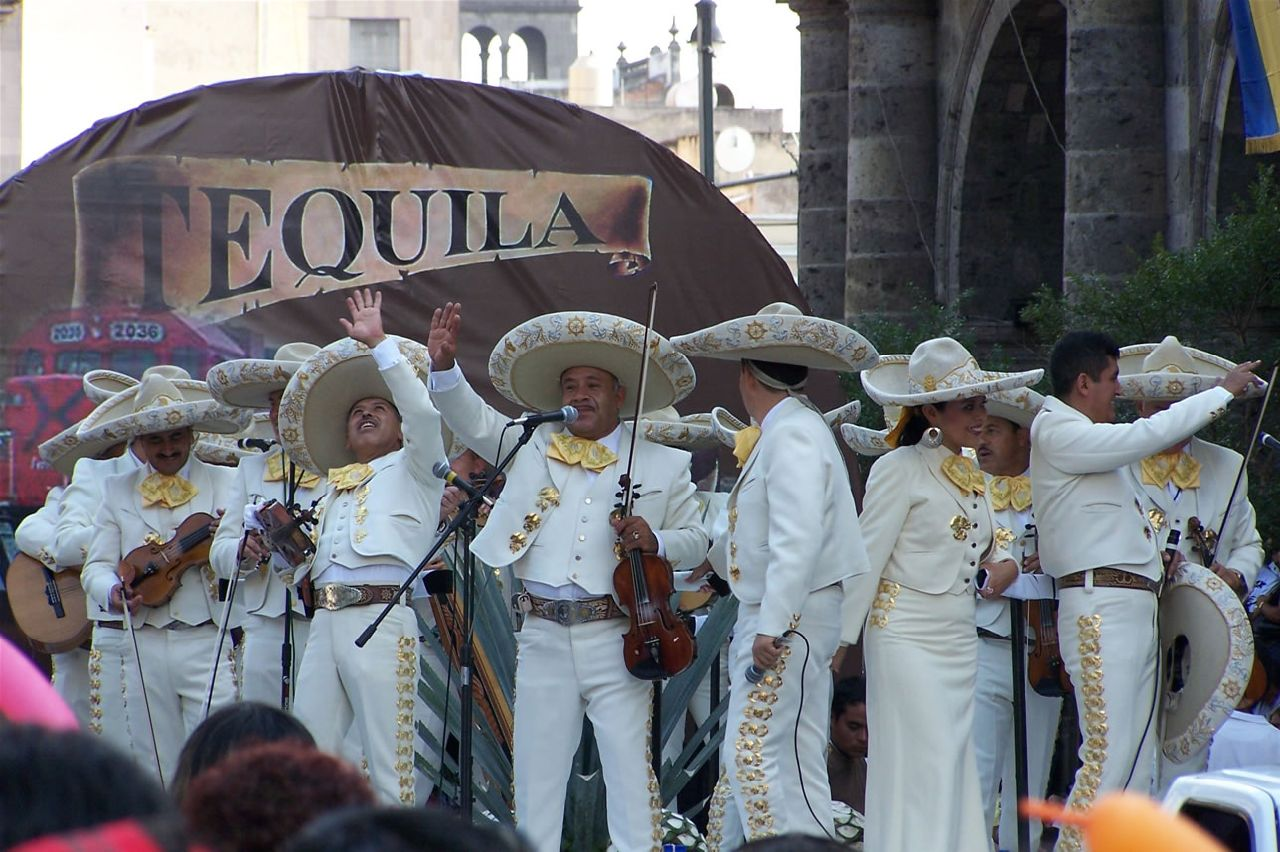
Исполнители народной музыки — марьячи в городе Гвадалахара

Искусство Мексики или Мексиканское искусство (исп.: Arte mexica, англ. Mexican art) — искусство коренных народов Центральной Америки, которые жили на территориях, объединенных позднее в современное государство Мексика — колыбель двух крупных индейских цивилизаций (майя и ацтеков).
Майя и ацтеки были единственными народами в Северной Америке, имевшими развитую письменность, математику и календарь. В доколумбов период искусство, письменность и архитектура имели синкретический, сакральный и пиктографический характер. Культура и искусство Мексики пережили трагический период разрушения испанскими захватчиками в XVI—XVII веках и частично были восстановлены в XIX—XX веках, как противопоставление колониальному периоду.
Искусство Мексики состоит из различных видов изобразительного искусства, кино, музыкального, театрального искусств, которые развивались в географической области, теперь известной как государство Мексика. Развитие этих искусств разделяется на эпоху доиспанской Мезоамерики, колониальный период, период после мексиканской войны за независимость.

## Периодизация
Принята следующая периодизация искусства Мексики:
- Доколумбова Америка (1500 г. до н. э. — начало XVI века.)
- Колониальная эпоха (начало XVI века — 1821 г.)
- Искусство нового времени (с 1821 г. по настоящее время).

Указанная периодизация достаточно приблизительна из-за постоянных пополнений материалами в мире науки. Главные этапы доколумбова периода приняты частично по археологическим находкам и попыткам дешифровки письменности народов майя в XX веке.

## Доколумбово искусство
Доколумбово искусство Мексики относится к региону, известному как Мезоамерика, что примерно соответствует нынешней центральной Мексике и Центральной Америке, и охватывает время от трех тысяч лет до н. э. до 1500 н. э.
Формы искусства, такие как наскальная живопись датируются более ранними сроками. Мексиканское искусство начинается с Мезоамериканского искусства оседлых культур, представители которых строили поселения.

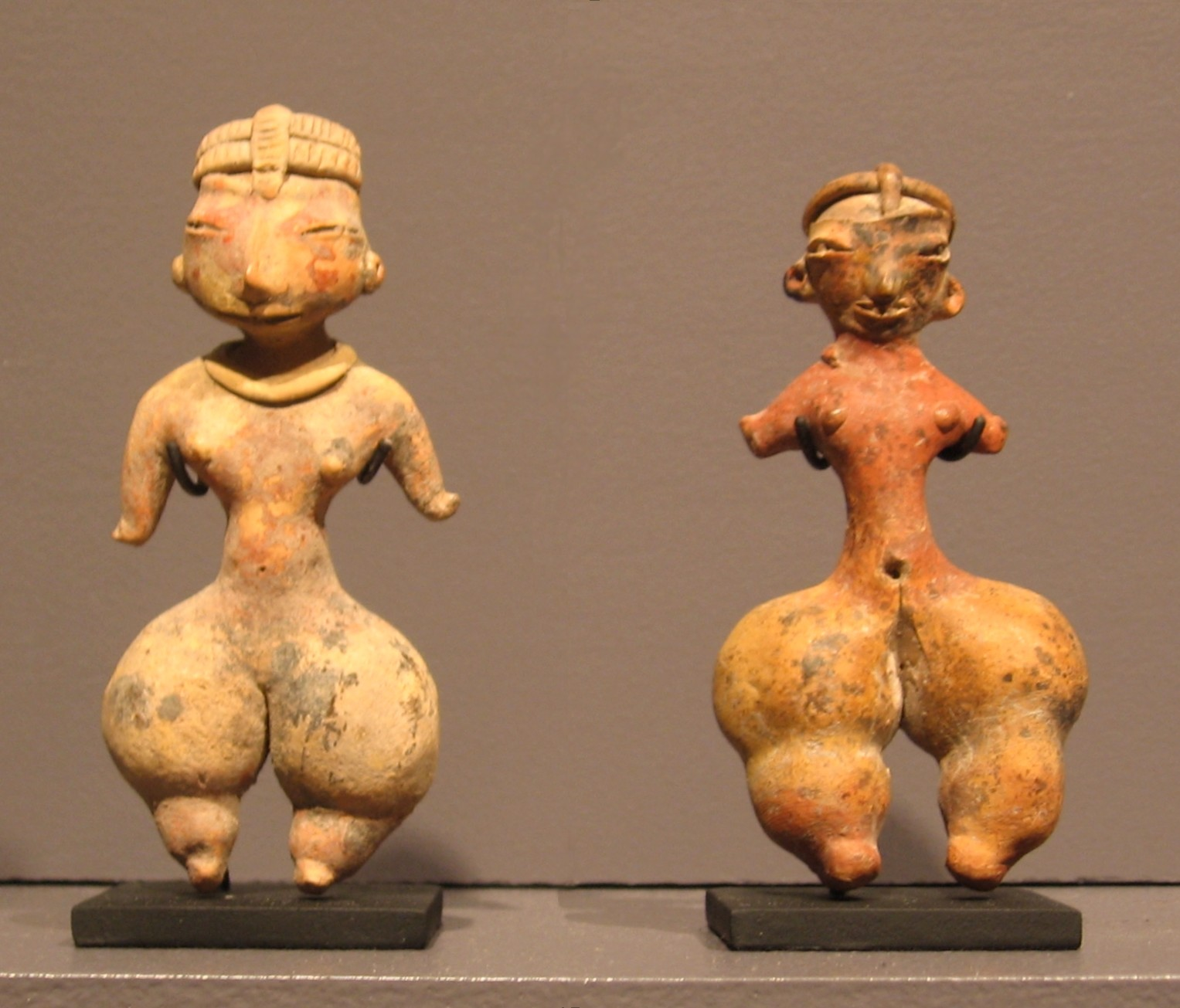
Женские фигурки из городища Тлатилько, около 1250—800 лет до н. э.

В отличие от современного Западного искусства, почти всё Мезоамериканское искусство было создано, чтобы служить религиозным или политическим потребностям, а не искусство ради искусства. Такие потребности в искусстве во многом зависят от окружающей людей природы, политической реальности и веры.
Искусство Мезоамерики дошло до нас на разных носителях. Это керамика, бумага, дерево и архитектурные сооружения. Керамика берет свое начало с необходимости в приготовлении и хранении пищи, постепенно она приспосабливалась для ритуальных и декоративных целей. Керамические изделия украшались орнаментами и рисунками, использовались разные методы обжига изделий.
Самые ранние из найденных предметов керамики представляли собой небольшие керамические фигурки, которые были изготовлены в Теуакане около 1500 г. до н. э., в Веракрузе, в долине Мехико, Герреро, Оахака, Чьяпас и на Тихоокеанском побережье Гватемалы. Керамика была выполнена в виде женских фигур, что, вероятно, было связано с обрядами плодородия. Женщины на фигурках имеют объемные бедра, часто с младенцами на руках или кормящими грудью младенцев. В мужских фигурках чаще изображены воины. В начале Ольмекской культуры большинство керамических фигурок было небольшого размера.

### Культура Ольмеков
См. также: Ольмеки

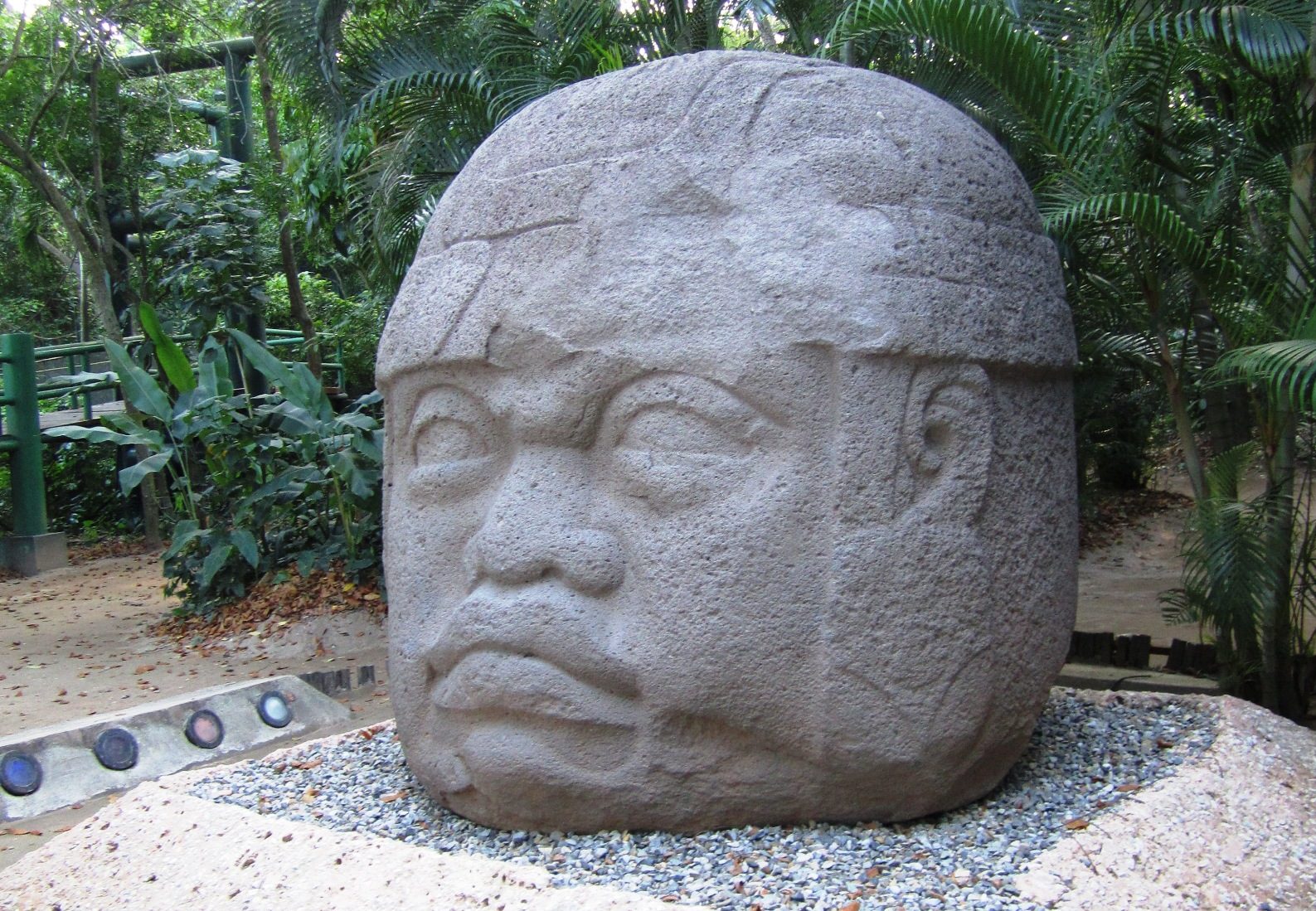
Парк музей Ла Вента. Голова воина

Основные образцы культуры ольмеков найдены в штатах Табаско (Ла Вента) и Веракрус (Трес Сапотес, Серро де Лас Месас, Сан-Лоренсо-Теночтитлан). Культура ольмеков считается старейшей среди найденных в доколумбову эпоху. Ольмеки освоили иероглифическую письменность, математику и календарь. Культуре ольмеков принадлежит и старейшая, зафиксированая, письменная дата, найденная в Америке — 21 год до н. э.
К культуре ольмеков принадлежат величайшие по размерам каменные скульптуры доколумбовой эпохи. Ольмеки высекали алтари-монолиты, вес которых достигал 30 тонн и более. Известные ныне каменные головы с величественными индейскими лицами — тоже достижения культуры ольмеков. Самая большая из голов имеет диаметр свыше трёх метров и весит восемнадцать тонн. Керамические изделия, бытовые вещи и вещи сакрального назначения из костей, древесины, яшмы, кварца, горного хрусталя, нефрита свидетельствуют о значительном мастерстве и изобретательности ремесленников-ольмеков. Большинство исследователей учитывает влияние культуры ольмеков на соседние народы и считает культуру ольмеков прародительницей культур сапотеков, теотиуакан и культуры майя.

### Теотиуаканская культура

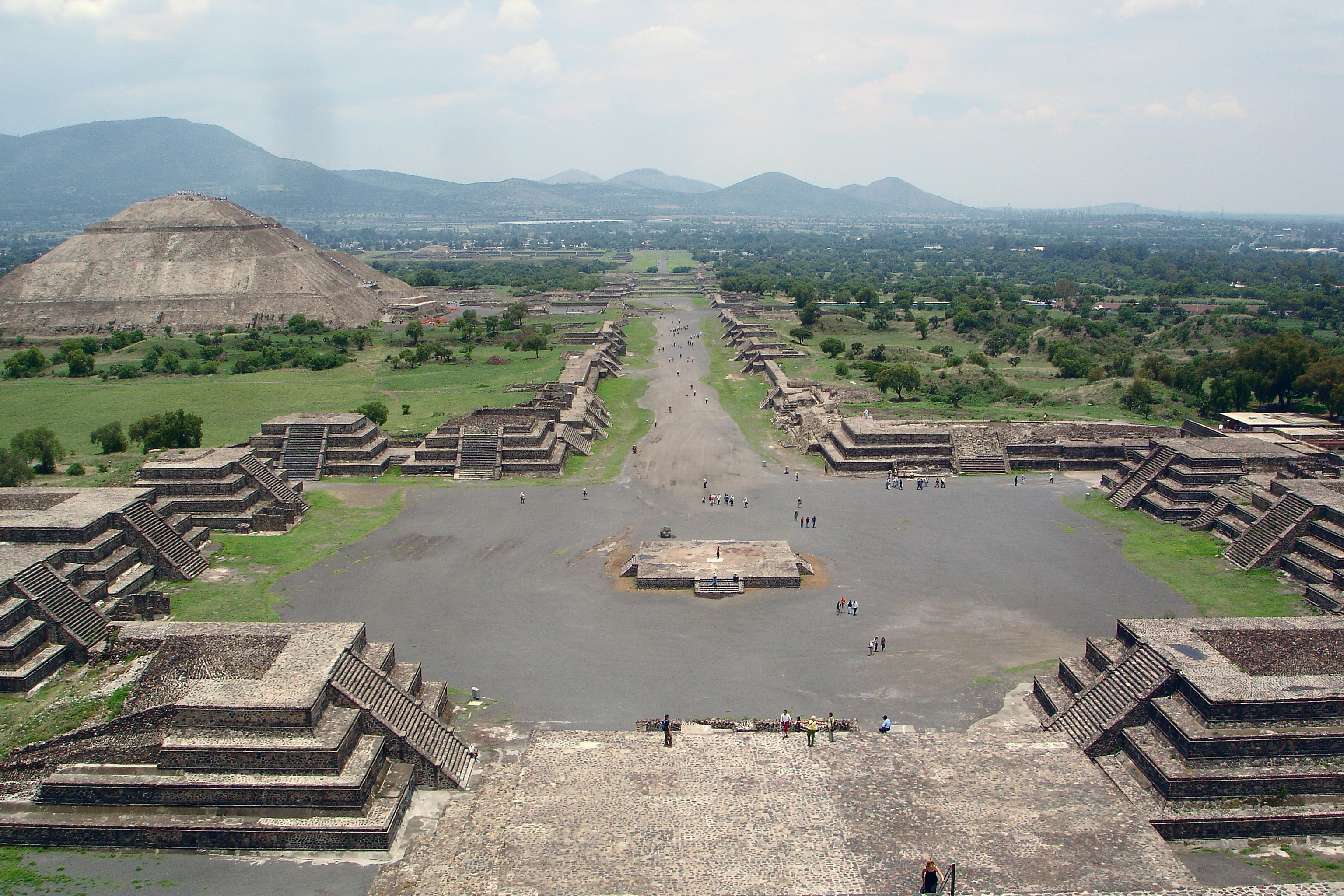
Вид на проспект Мёртвых, пирамиду Солнца. Вид с пирамиды Луны, Теотиуакан, Мексика

Теотиуаканскую культуру считают необычно развитой среди разнообразия индейских культур на Центрально плато. Теотиуакан был связан с культурой города Куикуилко, разрушенным от извержения вулкана. Первый период расцвета теотиуаканськои культуры большинство исследователей связывает с миграцией жителей Куикуилко, оставшихся в живых и ушедших в долину Теотиуакан. Эта долина была достаточно удобной для основания там нового поселения. Сведений о Теотиуаканской культуре немного, ученые считают ее «цивилизацией пирамид». Само название Теотиуакан переводится как «место, где люди превращаются в богов». Условно теотиуаканську культуру также разделяют на четыре периода. С этой культурой связывают возникновение в регионе политотемизма, а тогдашний общественный строй называют теократией.
Искусство Теотиуакана развивалось в двух противоположных направлениях. Первое развивалось в направлении упрощения и откровенный лаконизма; второе было чрезмерно сложным и пышным с углубленными и рельефными деталями, придающими игру светотени. Первый период не оставил после себя значительных архитектурных сооружений, его искусство было схематизированным. Прославленные образцы архитектуры Теотиуакана связываются со вторым периодом. Дальнейший период связывается с расцветом всех разновидностей искусства. Среди образцов скульптуры теотиуаканской культуры выделяются огромные каменные фигуры и погребальные маски с открытым ртом. Архитектура отличалась монументальностью и подчеркнутой строгостью силуэта. Фасады зданий покрывались цветными мозаиками из природных камней, которые смягчали строгий вид священных сооружений. Столица, город Теотиуакан, надолго сохранял статус священного. Культурное влияние теотиуаканськои культуры подтверждают археологические находки в Синалоа, Герреро, Сонора, Мичоакан, на побережье Мексиканского залива в Пануко, Оахака и в современной Гватемале.

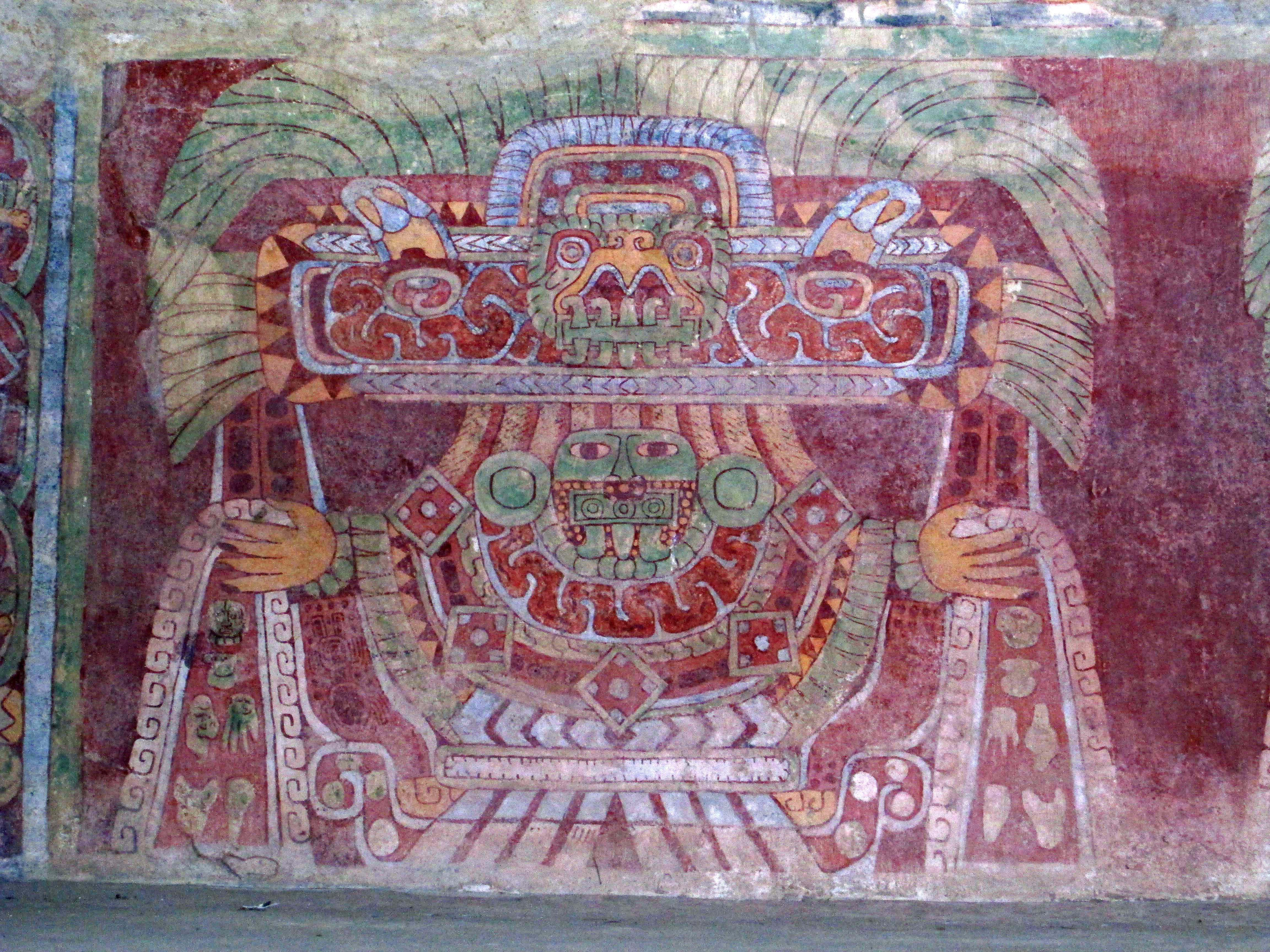
Роспись стен
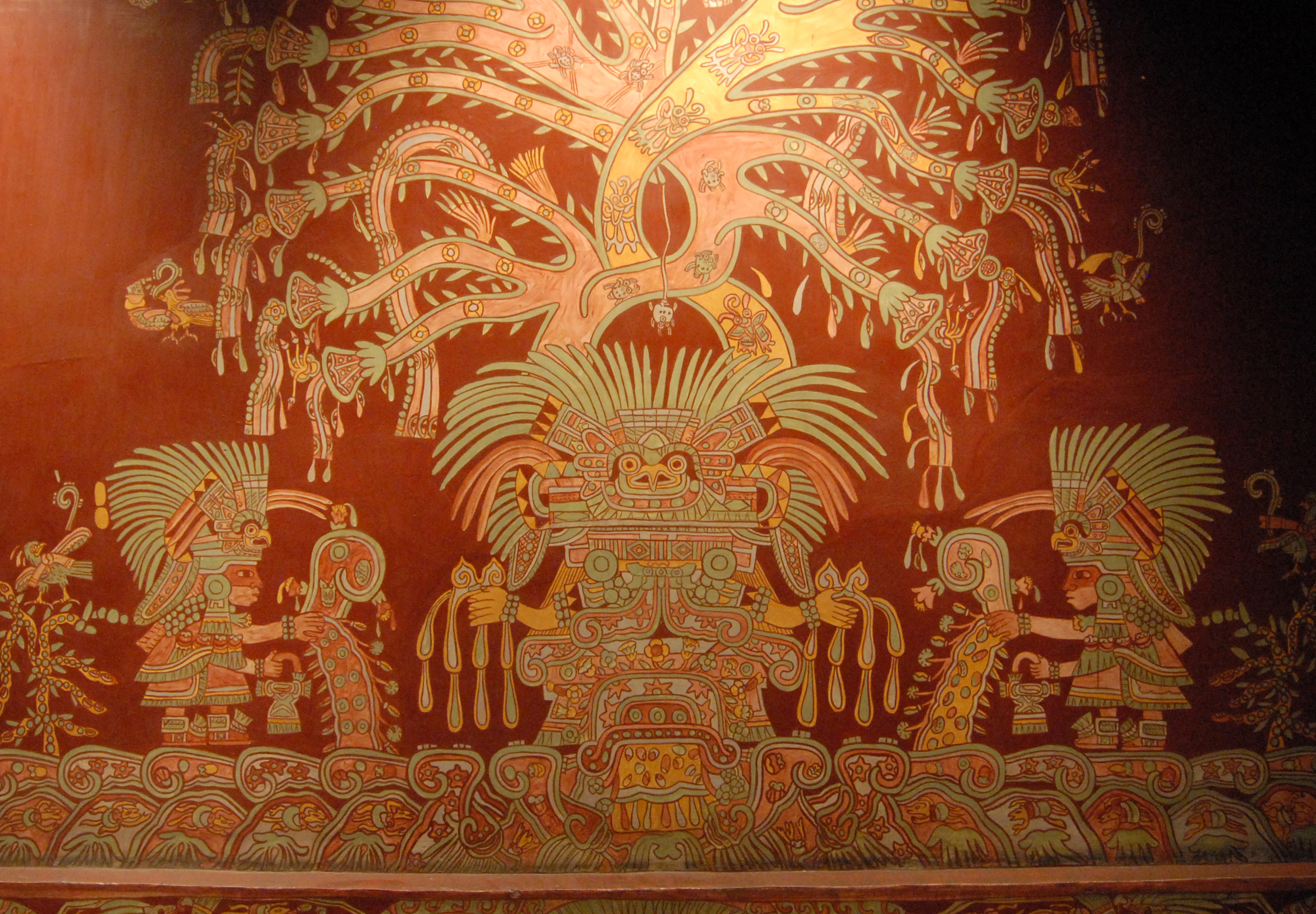
«Великая богиня Теотиуакана» (настенная роспись)
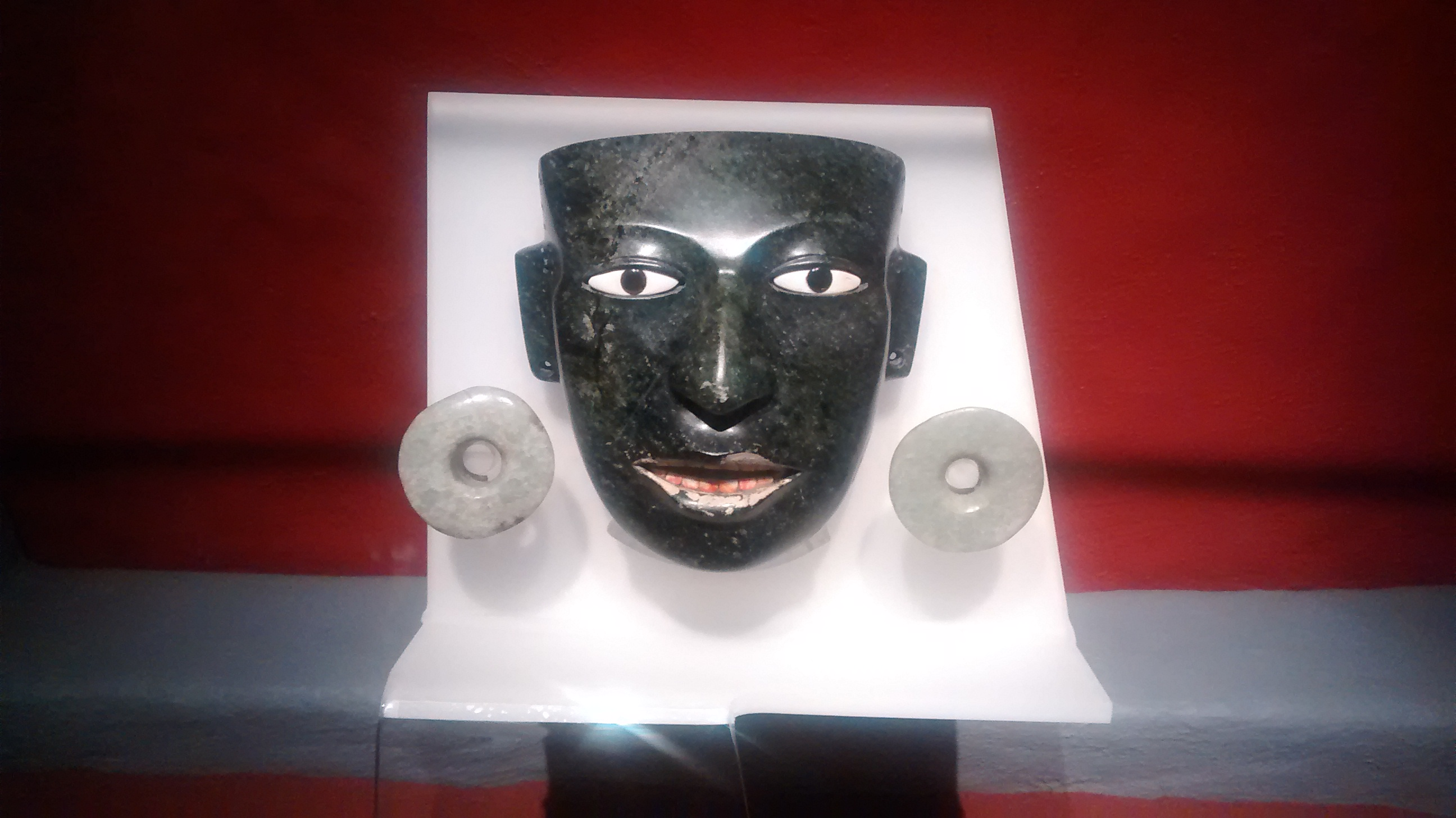
Маска
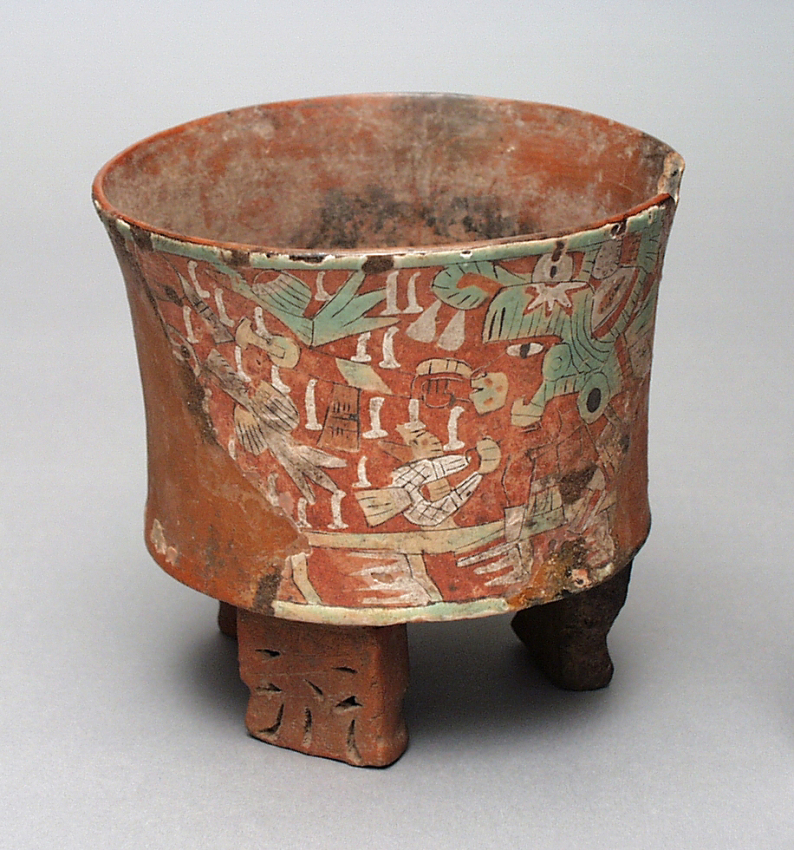
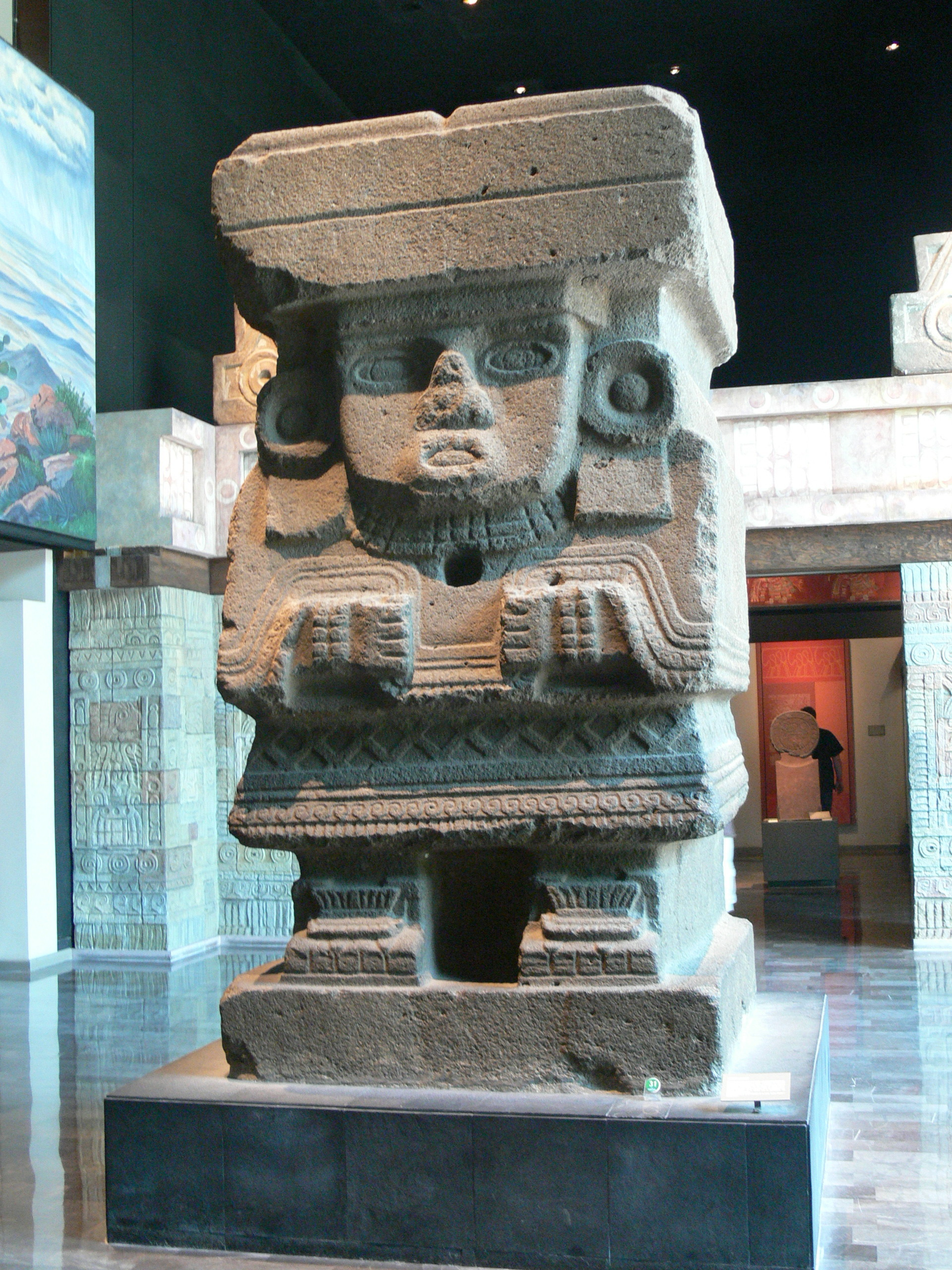
Скульптура-монолит

### Культура Тольтеков
См. также: Тольтеки

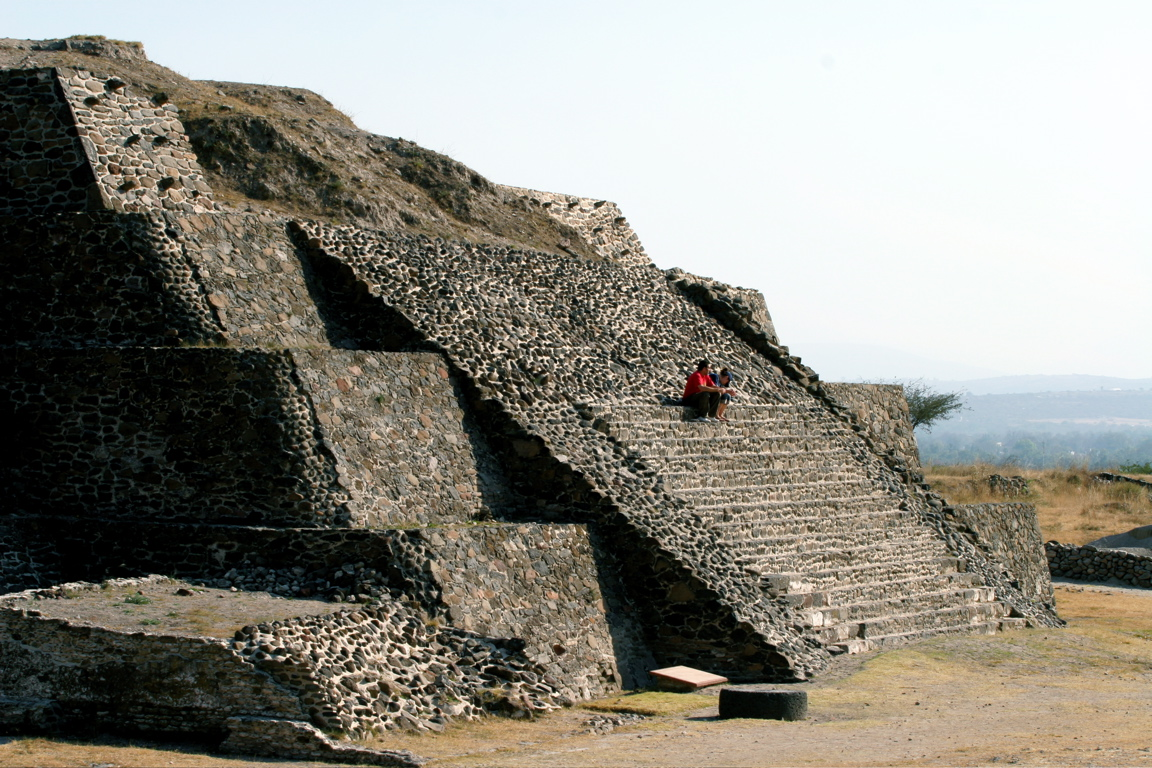
Ступенчатая пирамида Тольтеков

В области культуры тольтеки следовали традициям Теотиуакана и Шочикалько. Их культура оказала влияние на формирование ацтеков.
Сохранившиеся памятники архитектуры и скульптуры тольтеков характеризуются монументальностью и суровым величием. Так ступенчатая пирамида в Тула-де-Альенде была украшена рельефами (воины, орлы, ягуары), а крыша храма наверху поддерживалась четырьмя колоссальными, высотой в 4,6 метра, массивными каменными фигурами воинов. В искусстве тольтеков основными были военные темы; распространены также фигуры полулежащего бога с чашей для жертвоприношений.

### Культура Тотонаков
См. также: Тотонаки

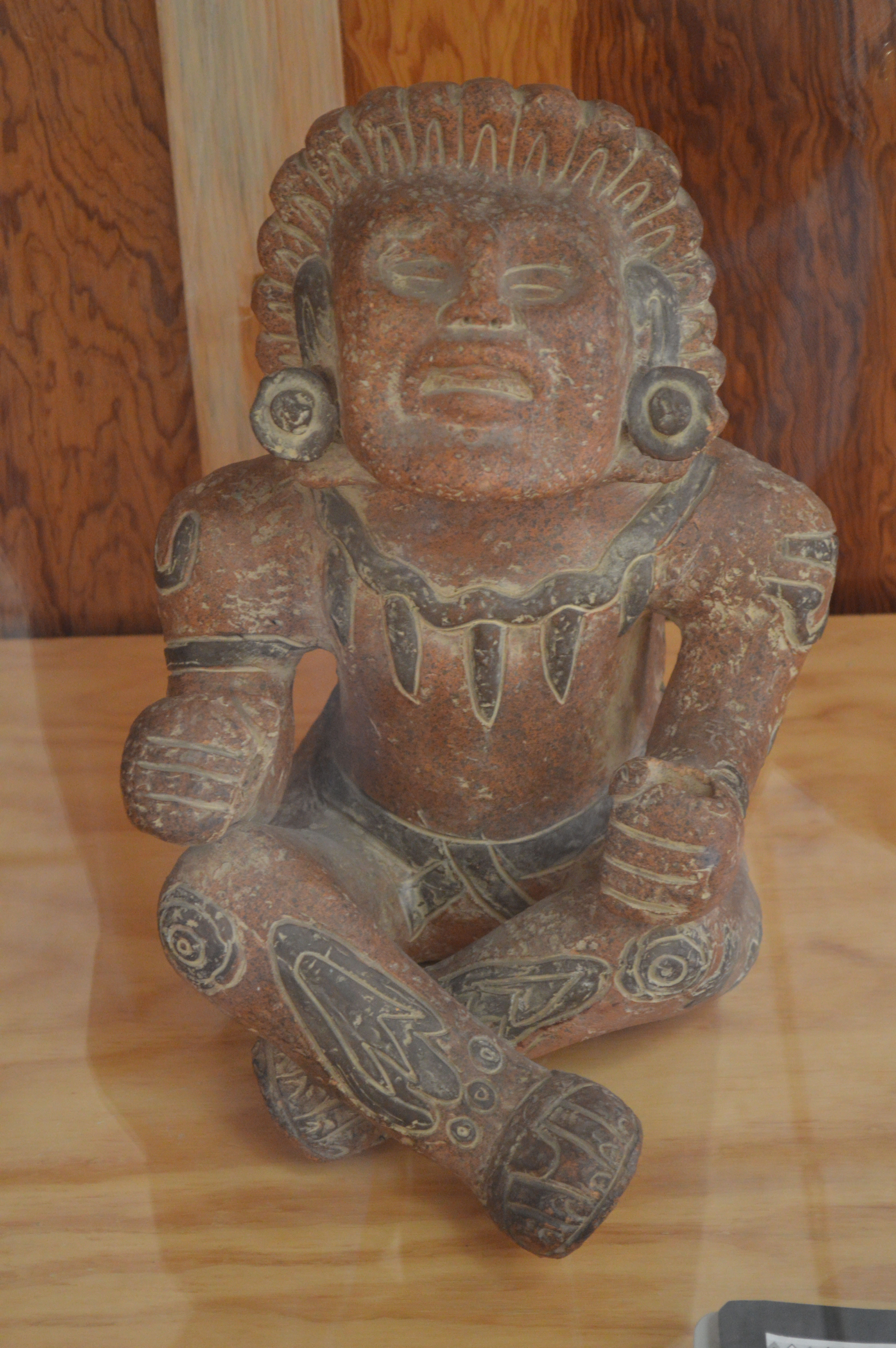
Керамическая фигурка бога Шочипилли

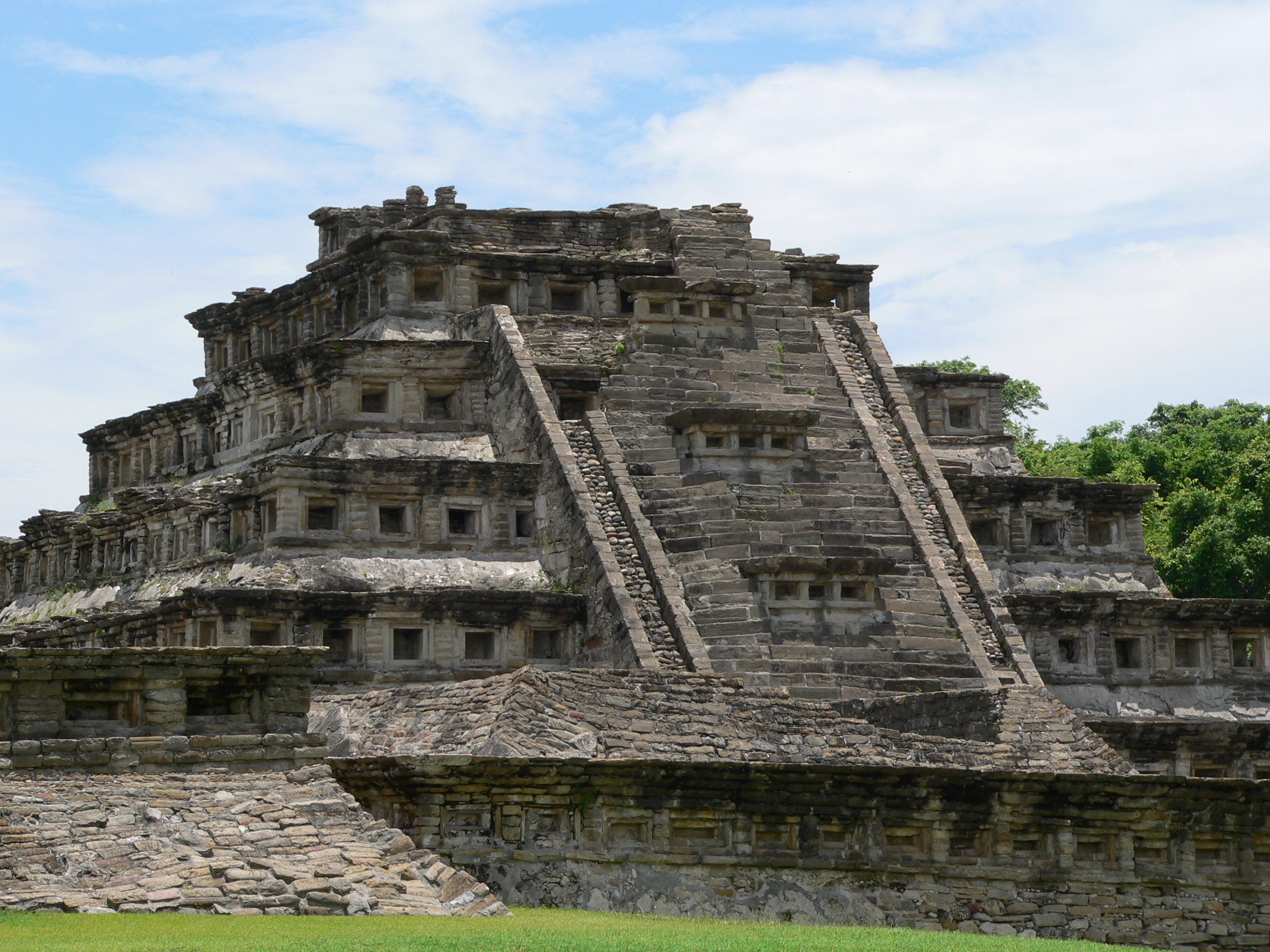
Пирамида ниш, Эль-Тахин

Археологические остатки этой культуры найдены в центральной части современного штата Веракрус. Формально её относят к прибрежным культурам, которые развивались в VII—XII веках н. э. На культуру Тотонаков оказали влияние культуры ольмеков, Теотиуакана и майя. Представление о архитектуре тотонаков дают разрушенные остатки пирамиды Лос Ничос в Эль Тахины. Среди достижений скульптуры тотонаков — так называемые «Югос» и «Пальмас» (названия испанские). Эти предметы имели значение для священной игры в мяч. Игра имела ритуальный характер и символизировала магическое вращение земли и солнца в его борьбе с тьмой, каучуковый мяч олицетворял солнце.
Каменные «Пальмас» имели форму, похожую на листья пальм, но с профильным изображением людей или богов. Их можно рассматривать с обеих сторон. Из чёрного вулканического камня и оникса ремесленники тотонаков изготавливали горшки в виде тропических плодов или животных. На фоне суровых и довольно жестоких образов индейских богов необычны «улыбающиеся маски» тотонаков и радостные фигурки богов музыки, танца, цветов, поэзии. Сапотекский бог Шочипилли (которого признавали и Тотонаки) является примером довольства и радости на фоне других строгих индейских богов.
Основной темой искусства культуры Веракрус стало человеческое жертвоприношение, в частности, после игры в мяч. Характерным элементом искусства являются спиралевидные завитки, встречающиеся на монументальной архитектуре и на малых изделиях, в том числе керамике и резьбе по кости.
К настоящему времени археологами были открыты тысячи керамических фигурок и фрагментов керамики этой культуры. Большая часть из них обнаружена в таких археологических памятниках, как Ремохадас, Лос-Серрос, Дича-Туэрта и Тененешпан. Фигурки изготавливались вручную в стиле Ремохадас и украшались накладным орнаментом.

### Культура ацтеков
См. также: Ацтеки

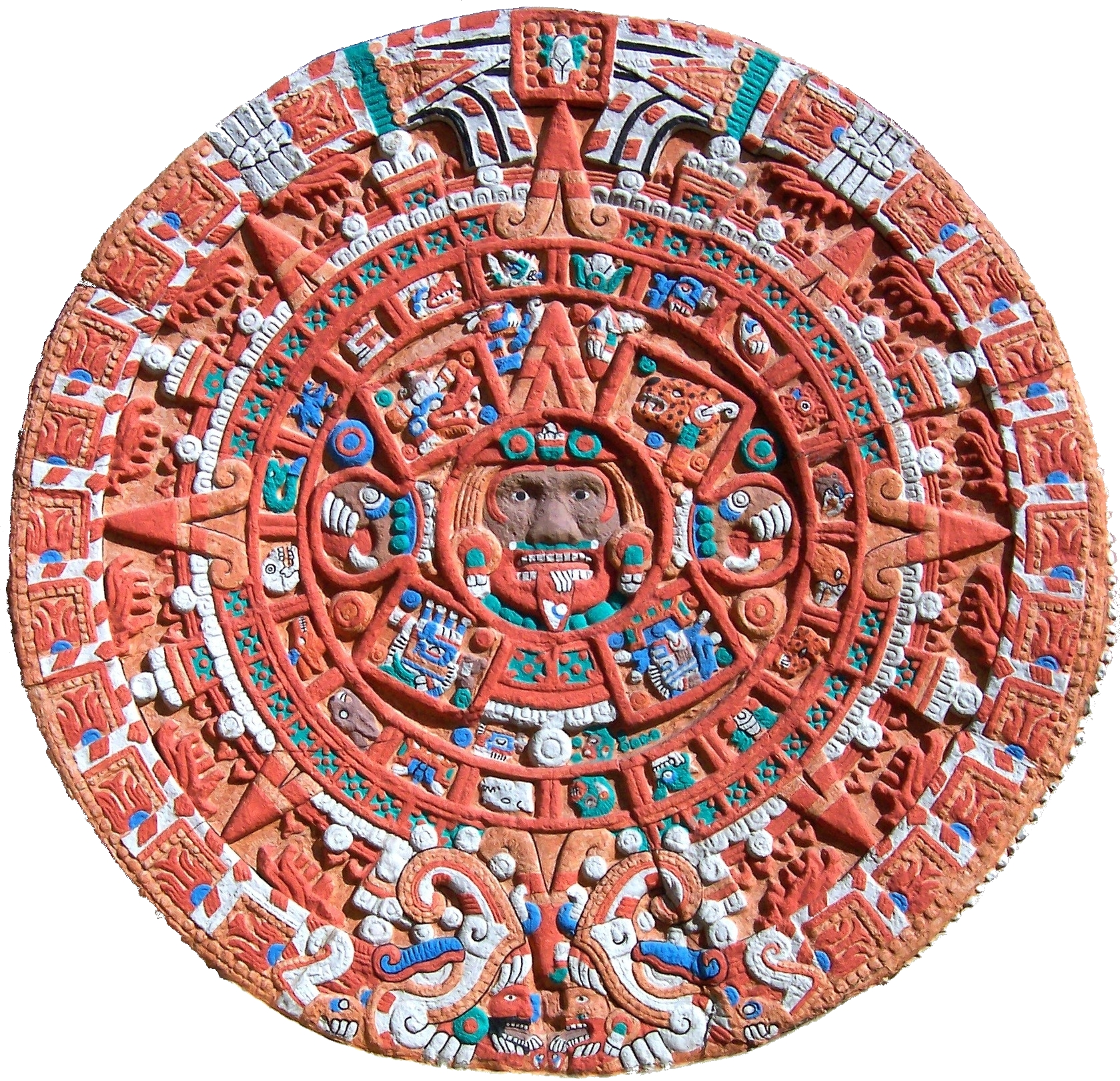
Камень Солнца

Историю ацтеков, как и историю их искусства, трактуют как чередование взлётов и падений. Ацтеки изначально называли себя «мешики» по имени племенного вождя Мешитлы, а потом назывались «теночки». Название «ацтеки» произошло от названия Астлан, острова посреди большого озера, который народ считал своей прародиной.
«Империи ацтеков», как именовали их государство испанцы-завоеватели, никогда не существовало. Империя — это конгломерат чужих земель и чужих по культуре и языку народов, объединённых на какой-то срок военным принуждением и агрессией при председательстве народа-господина, народа-завоевателя. Ацтеки не создали империи, хотя постоянно воевали, но не для захвата чужих земель и племён, а ради захвата новых людей для жертвоприношений и обременения налогами жителей новых поселений. Ацтеки никогда не спешили ассимилировать захваченные народы, которые имели своеобразную автономию, собственных богов и собственный язык. В захваченном поселении ацтеки оставляли военный гарнизон для наблюдения и сборов налогов раз в шесть месяцев, для подавления восстаний и беспорядков.
Керамические изделия ацтеков достаточно полно проясняют эволюцию стилей от периода кочевничества к периоду оседлой жизни в долине Мехико. В этой эволюции различают четыре периода:
- Кулуакан — реалистичные зооморфные фигурки с цветочными узорами;
- Тенаюке — керамика с геометрическими узорами;
- Меандр — керамика с параллельными лентами, создана неуклюжими инструментами;
- Тескоко — керамика с параллельными лентами, но выполненными старательно и тщательно.

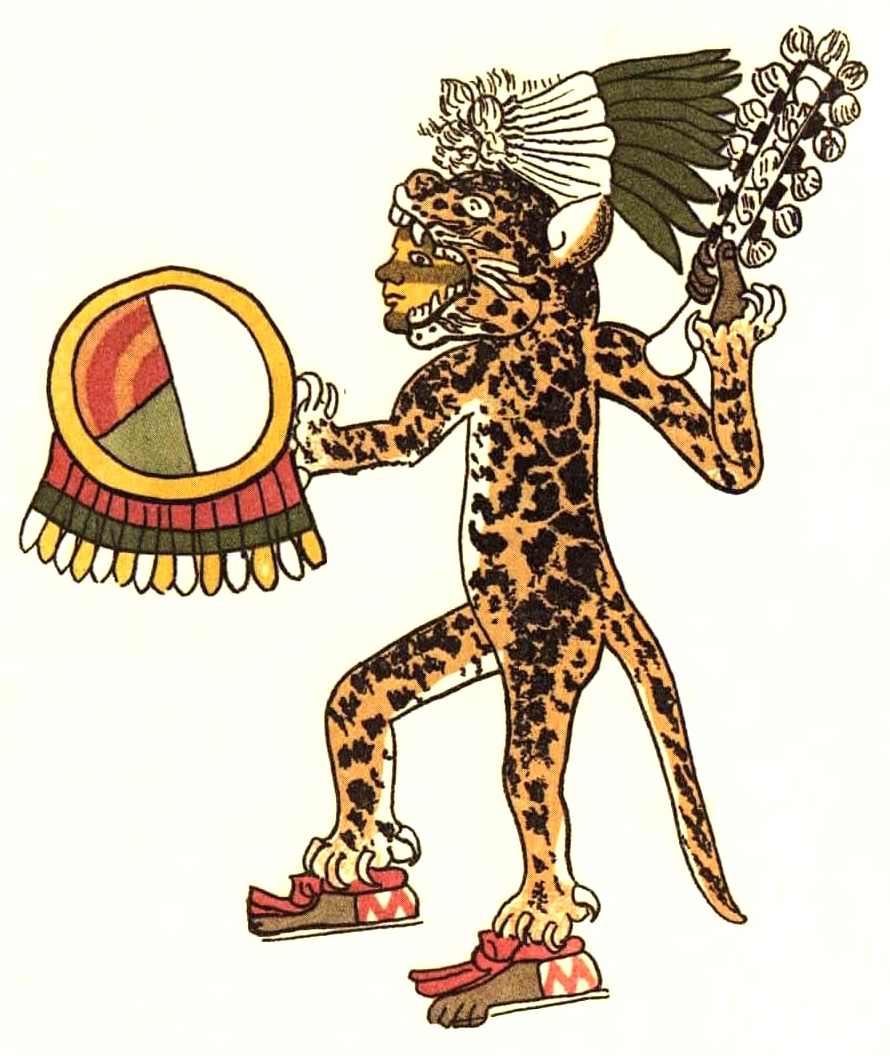
Ацтекский воин-ягуар

Скульптура ацтеков достаточно полно отражала магический мир их религии. Мастера-скульпторы перенесли на эти изображения магическую силу, мужественную героику. Фигуры или сохраняют формы монолитов, из которых высекли богов, или перенасыщены рельефными знаками, напоминающие европейцам сюрреалистические композиции. Каждая скульптура была конгломератом реалистичных деталей и рядом символических изображений.
Ацтекская архитектура имела большие размеры, массивный вид. Главными строительными материалами служили вулканический камень «тесонтле», кирпич сырец, древесина и известняковый раствор. Стены сооружений покрывали штукатуркой и красили в красный или белый цвет. Крыши по бокам двориков имели плоскую форму и склоненную наружу форму. Дворцы имели зубчатые архитектурные стены. Здесь знали колонны, карнизы, декоративные фризы, различные ступени с ограждениями. Деревянных дверей, привычных для испанцев, здесь не было, вместо них использовали завесы. Архитектурных сооружений ацтеков сохранилось мало. Все они были разрушены испанцами, частично разобраны на строительные материалы и засыпаны слоями земли и мусора. На развалинах бывших ацтекских пирамид были выстроены католические соборы, монастыри и церкви. В разрушенном находятся раскопанные величественная пирамида Чолулы, Большой храм (в Мехико), Тешкуцинго, Теопансолько, Тенаюке, Тепостеко в штате Морелос, Калиштлауака, Малиналько и др.. При создании подземных линий метро в Мехико найдено несколько фундаментов бывших храмов и разбитых монолитных скульптур, среди которых камень с изображением богини Луны.

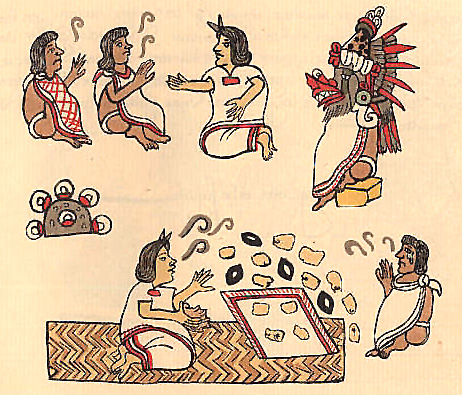
Рисунки из Кодекса Мальябекки[13]. Врачевание
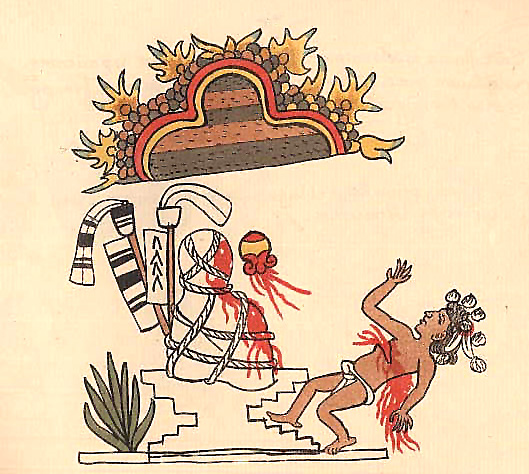
Смерть вождя
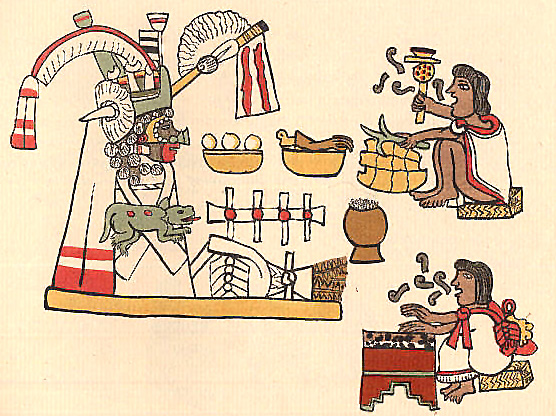
Праздник тититль, на котором «индейцы чтили память умерших»
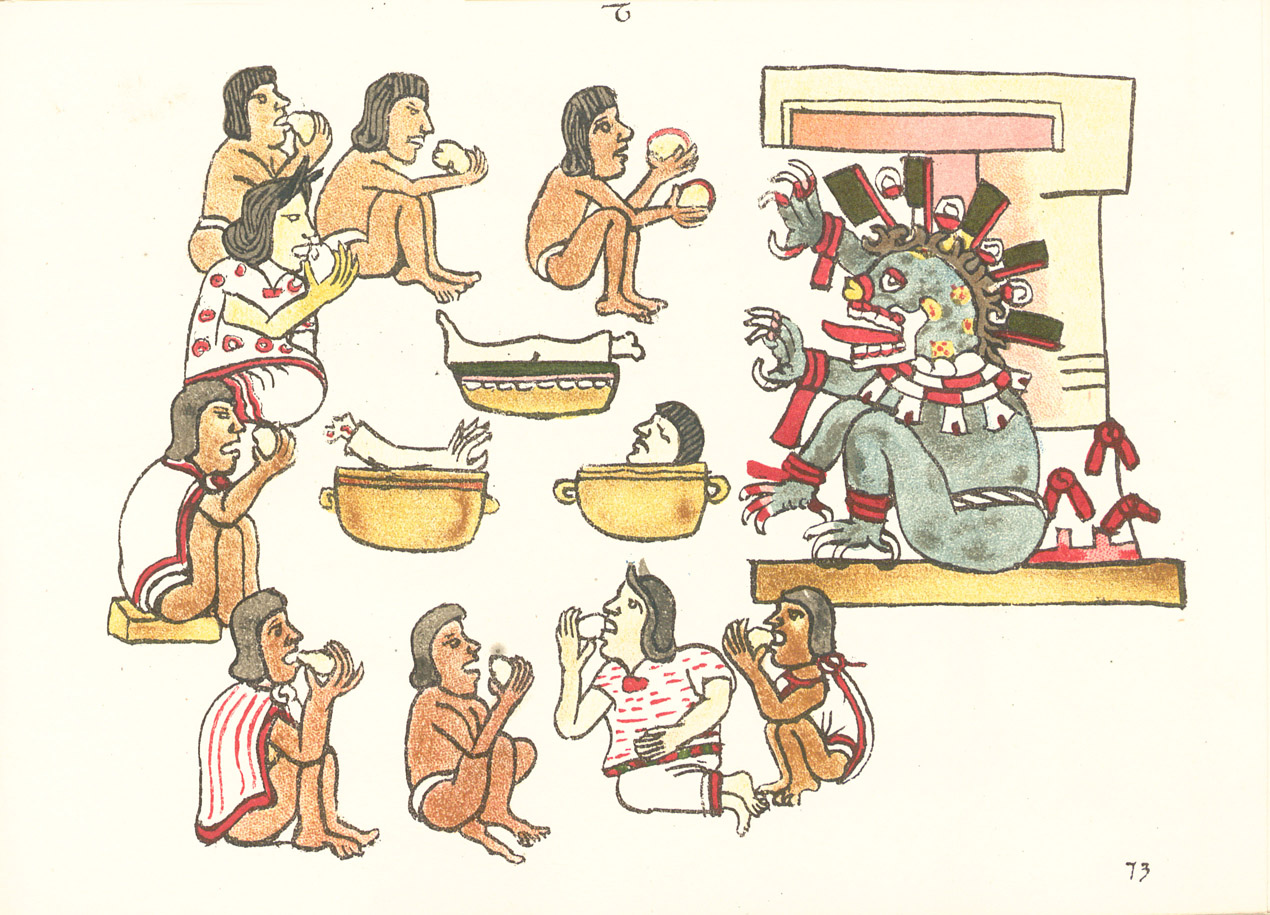
Жертвоприношение
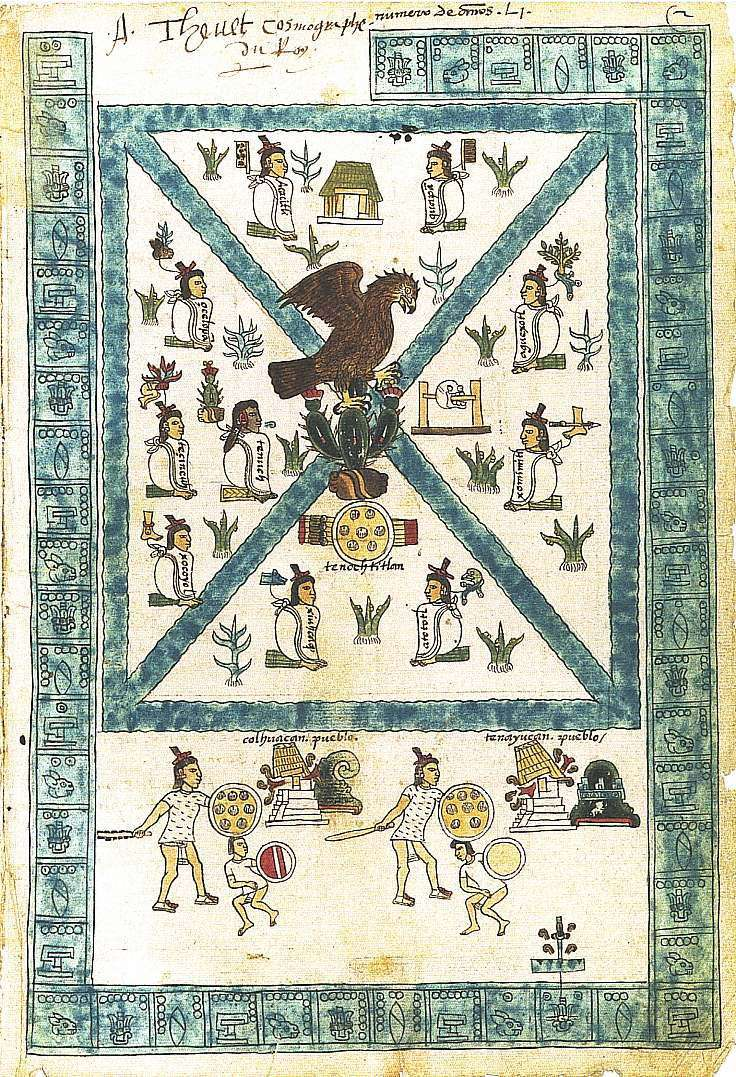
Страница из Кодекса Мендоса

Ацтекская литература случайно оказалась исключением в трагической судьбе уничтоженных памятников письменности индейцев. Ученым практически ничего не осталось от литературы майя и иных народов, тексты были сожжены испанцами. Все остальное, скрытое индейцами от захватчиков Испании и оставленное без присмотра, было уничтожено тропической природой и насекомыми. Ацтеки создать собственную литературу и попользовались ее достижениями. Учёным известны ряд ацтекских текстов песен и гимнов чудом дошедших до XX века. Сохранились Ацтекские кодексы (кодекс Борджиа, кодекс Ботурини, Бурбонский кодекс, Кодекс Вейтия и др.), представляющие собой рукописные пиктографические книги. Большая часть известных в настоящее время кодексов были созданы после начала конкисты.

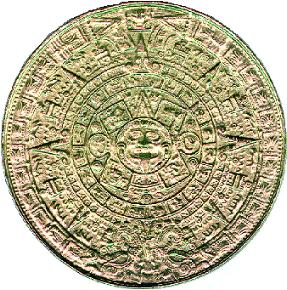
Ацтекский камень-календарь

Из рукописных книг ацтеков можно почерпнуть разные сведения о культуре и истории, политической системе и государственном управлении, структуре общества, религиозных обрядах и мифологии, астрономических и космологических представлениях, хозяйственной и повседневной жизни, календарной системе и др. Это делает книги бесценным источником для археологов, этнографов и лингвистов. В колониальную эпоху даже петиции коренного населения властям и королю Испании часто составлялись пиктографическим письмом в древних традициях.
Достойным занятием ацтекского воина в мирное время была поэзия. До настоящего времени дошло небольшое число поэтических произведений, собранных во времена Конкисты. Известны имена некоторых авторов, например Несауалькойотль (аст. Nezahualcóyotl) и Куакуацин (аст. Cuacuatzin). Мигель Леон-Портилья был переводчиком с науатля.
Наиболее распространённой темой из сохранившихся текстов стихов — «жизнь — реальность или сон?» и возможность встречи с Создателем. Самая большая коллекция стихов была собрана Хуаном Баутистой де Помаром. Этот сборник был переведен на испанский учителем Леона-Портильи.
Ацтеки любили драму. Но ацтекский вариант этого вида искусства трудно назвать театром. К его жанрам относились — представления с музыкой и акробатическими выступлениями.

### Архитектура майя
См. также: Майя

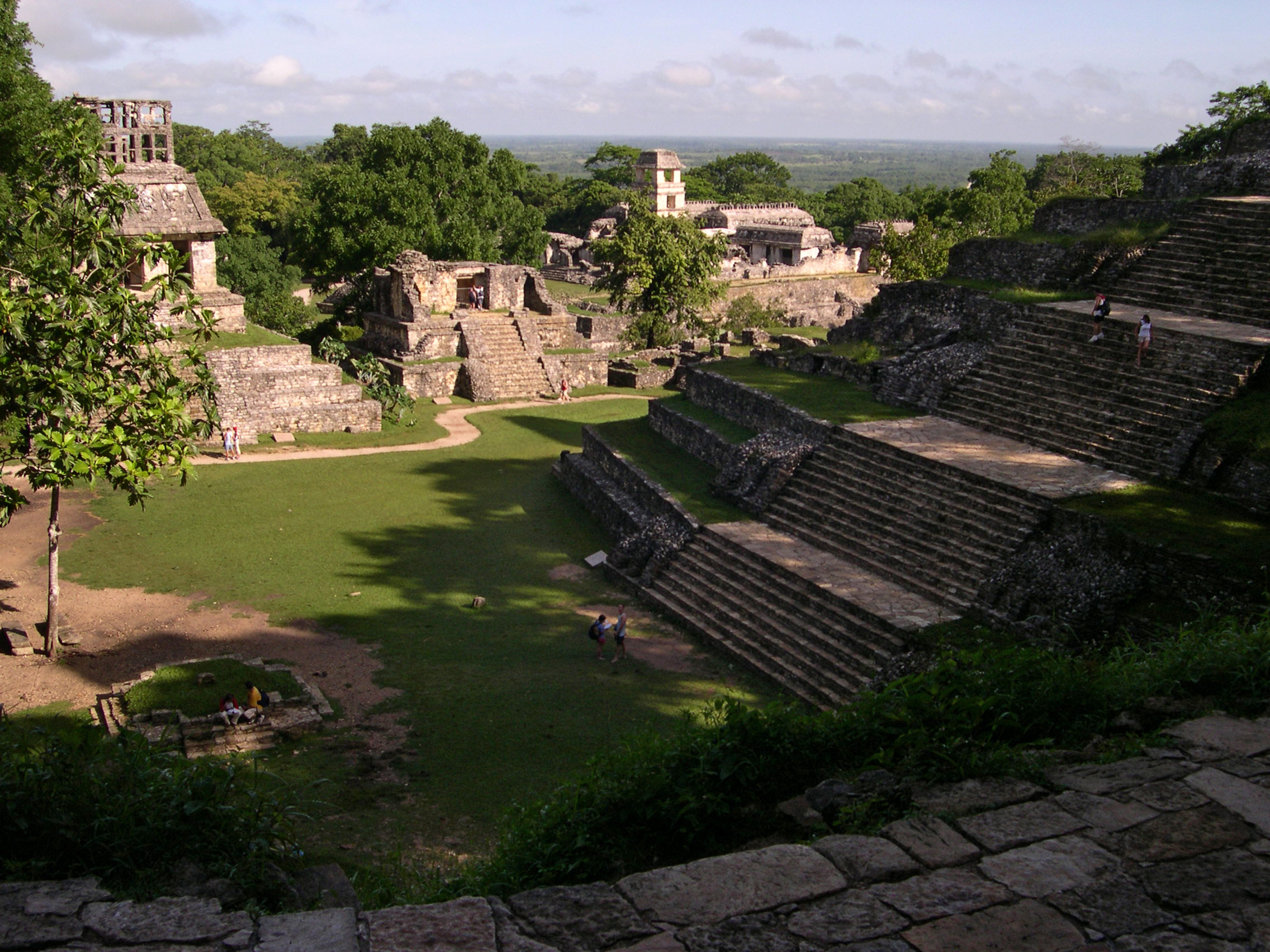
Паленке, вид на центральную часть города майя

К образцам архитектуры майя относятся:
- Площадки для религиозных церемоний обычно строили из известняка высотой до 4 метров. Большинство из них были украшены по бокам рельефными изображениями фигур. Некоторые ученые считают, что здесь выставлялись отрезанные головы побежденных врагов, а также главы команды, которая проиграла игру в мяч.
- Дворцы как правило представляли собой большие здания с богатым убранством и находились ближе к центру города. Чаще всего дворцы были одноэтажными с внутренним двором, отделкой и украшениями согласно статуса обладателя дома. Архитектурные комплексы обычно состояли из основного сооружения в форме ступенчатой пирамиды, которая всегда находилась в западной части платформы или площади. Существует теория, что эти комплексы самом деле были обсерваториями, так как наблюдения солнца в пирамидах всегда было удивительно точным во время зимнего и летнего солнцестояния.
- Пирамиды и храмы часто были важнейшими сооружениями, расположенными на самом высоком месте города. Такое их расположение (ближе к небесам) объясняется теми религиозными функциями которые они играли. Последние исследования указывают на то, что некоторые пирамиды использовались, как места захоронения, однако в них никогда не было могил. Некоторые храмы находились на вершине пирамид и представляли собой грандиозные здания. Часто на верхушках храмов устанавливались скульптурные изображения вождей, которые можно было наблюдать даже с дальнего расстояния поверх растительности джунглей. В одной из недавно обнаруженных пещер археологи нашли мощеную дорогу длиной 90 м, которая заканчивается у колонны, стоящий на берегу водоема.
- Обсерватории. Майя имели достаточно глубокие знания по астрономии. Многие их сооружений находились в соответствии с расположением известных им небесных тел.
- Площади для игры в мяч представляли собой неотъемлемую часть цивилизации майя. Эта игра была распространена не только среди майя, но и по всей Месоамерике. Площадки для игры находят почти повсюду, где проживали майя. Некоторые из этих сооружений имеют с двух сторон лестницы к церемониальным площадкам или малым пирамидам. Там происходили религиозные жертвоприношения по окончании игр.

#### Керамические изделия древних майя

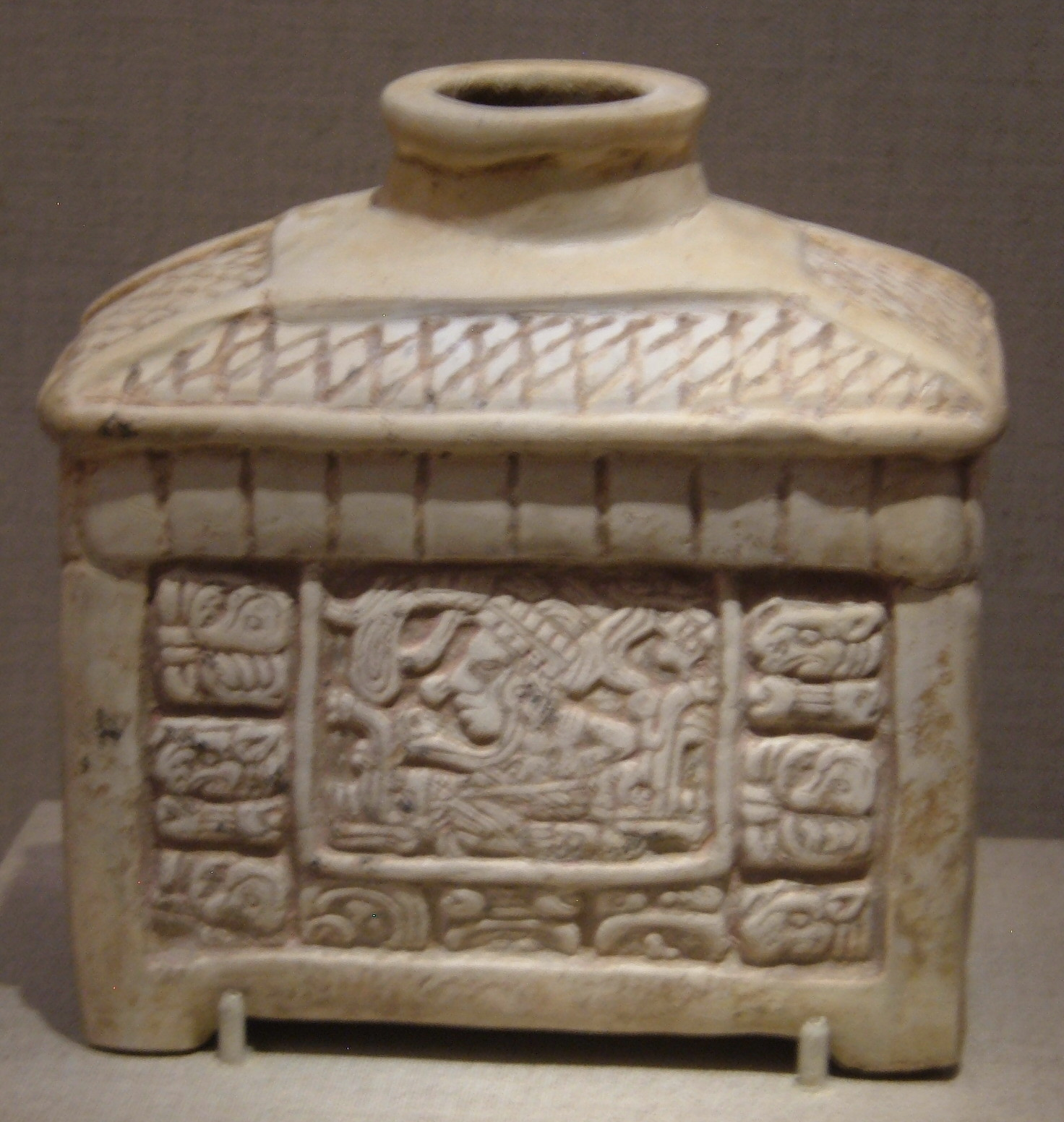
Керамический флакон, майя, VI—VIII в. н.э.
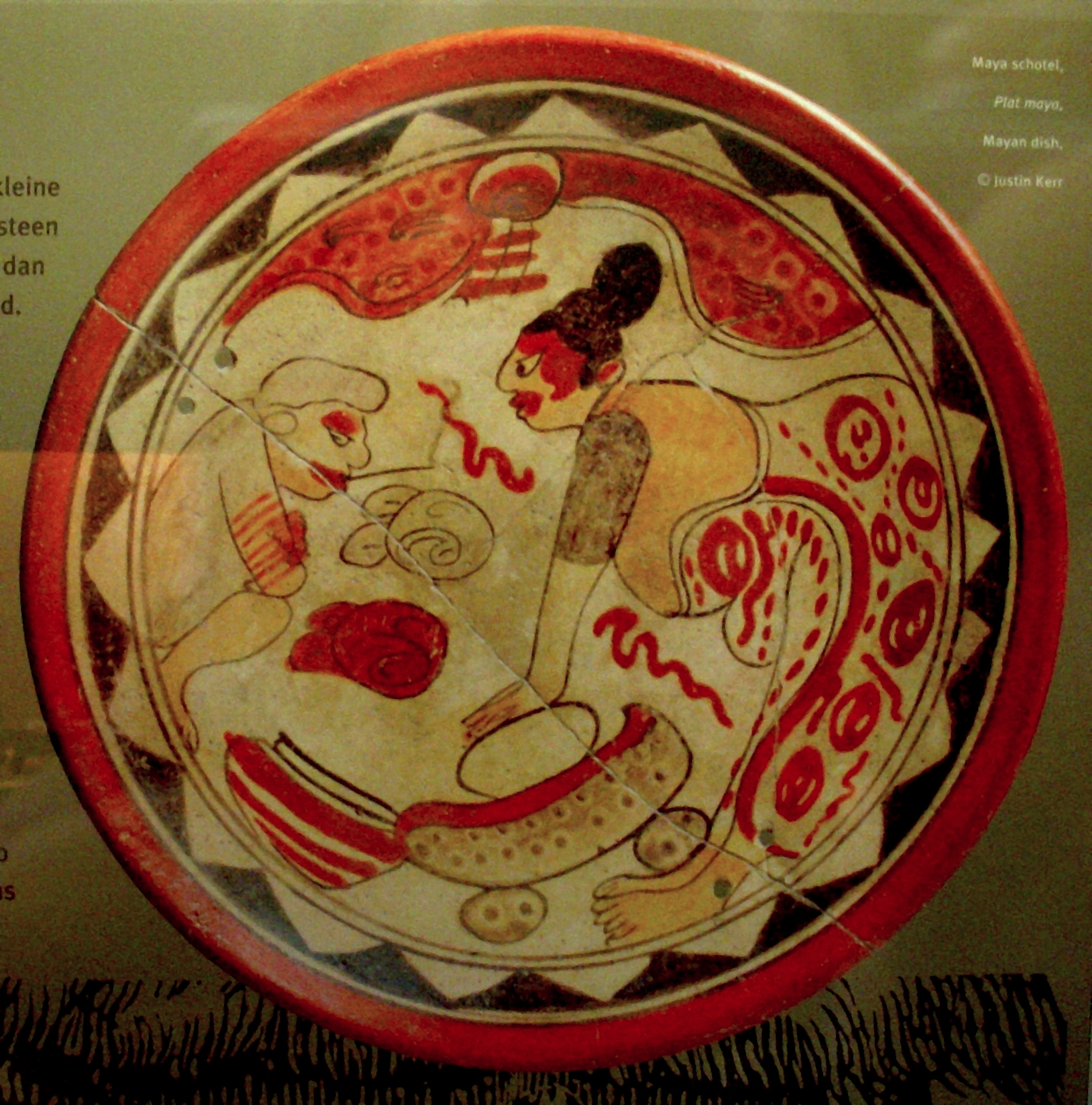
Блюдо майя, Музей истории какао, Брюгге, Бельгия
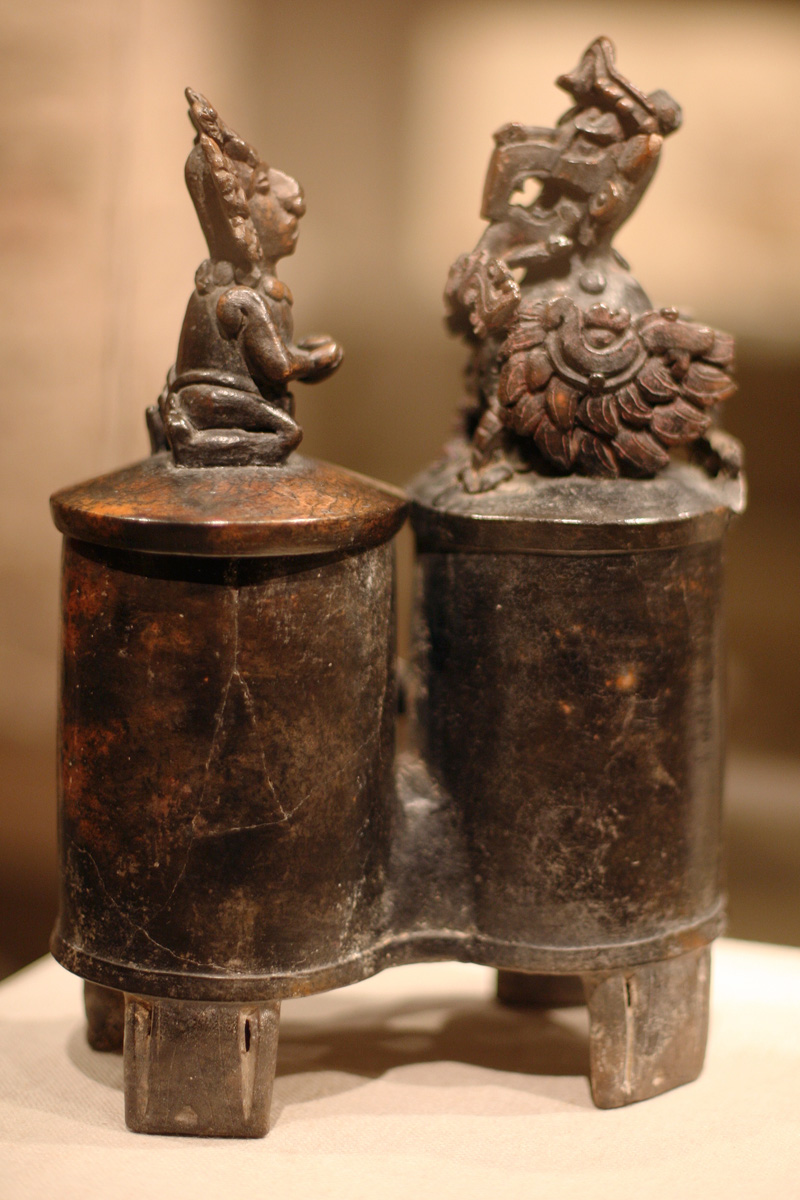
Двойной горшок с крышками и фигурами. Высота 30 см, Метрополитен-музей, Нью-Йорк
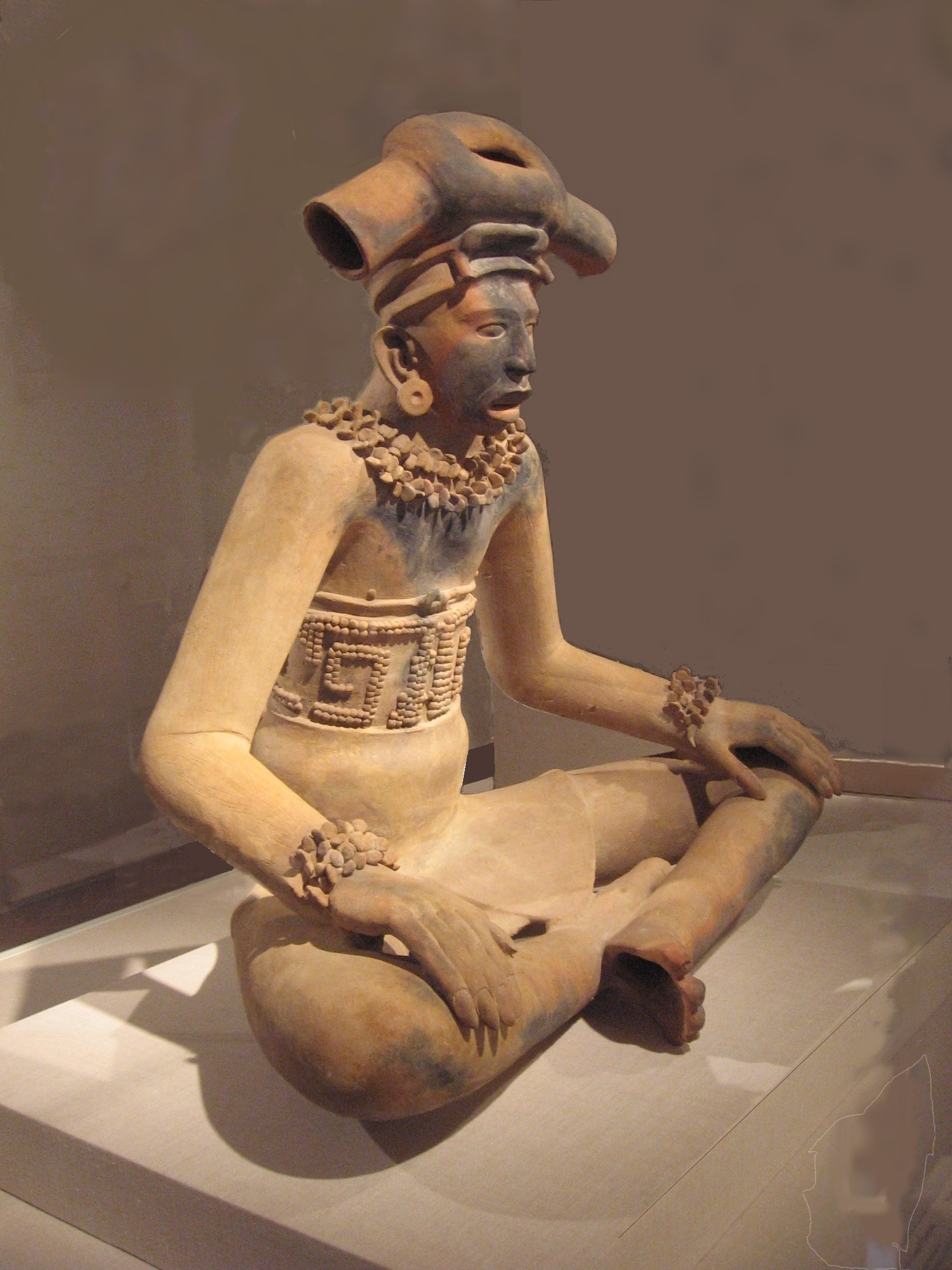
Большая фигура молодого вождя, (майя, Веракрус), Художественный институт Чикаго, США
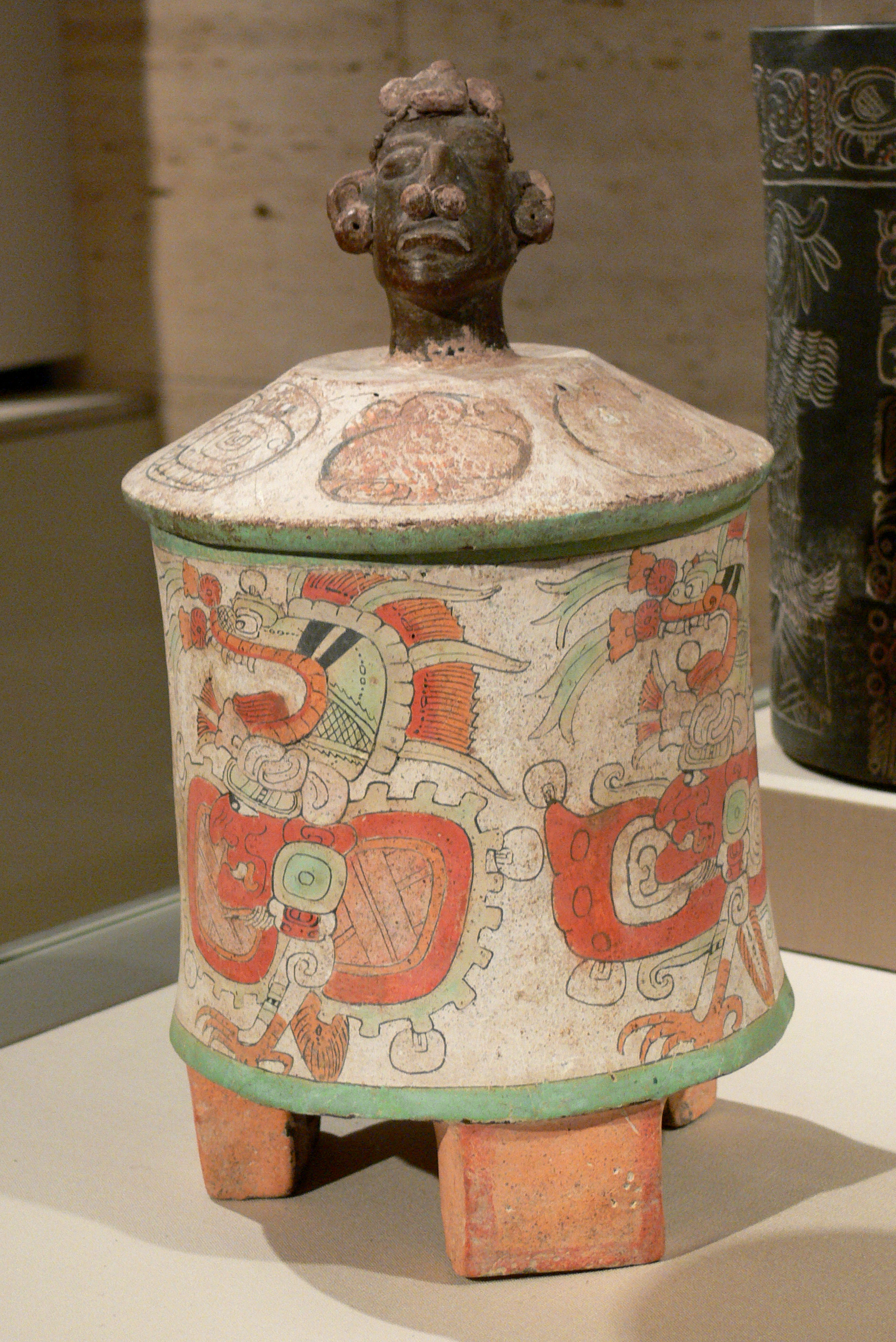
Сосуд с крышкой, майя, раннеклассический период между 400 и 500 гг. н.э. Кембал арт музей, Техас

### Маски коренных народов

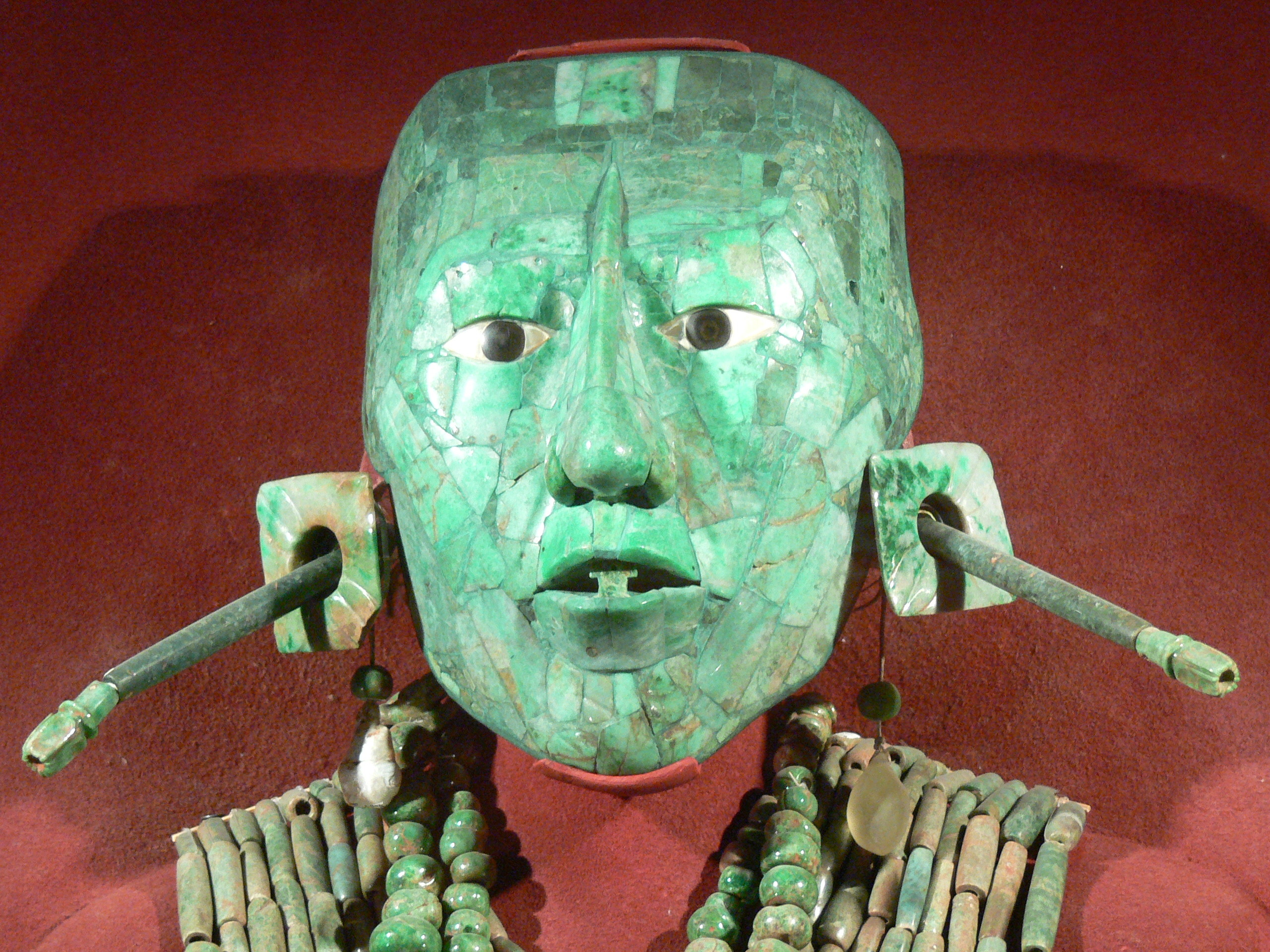
Маска вождя Пакаля (копия, оригинал в столице), найденная в Паленке, Музей мезоамериканские нефрита
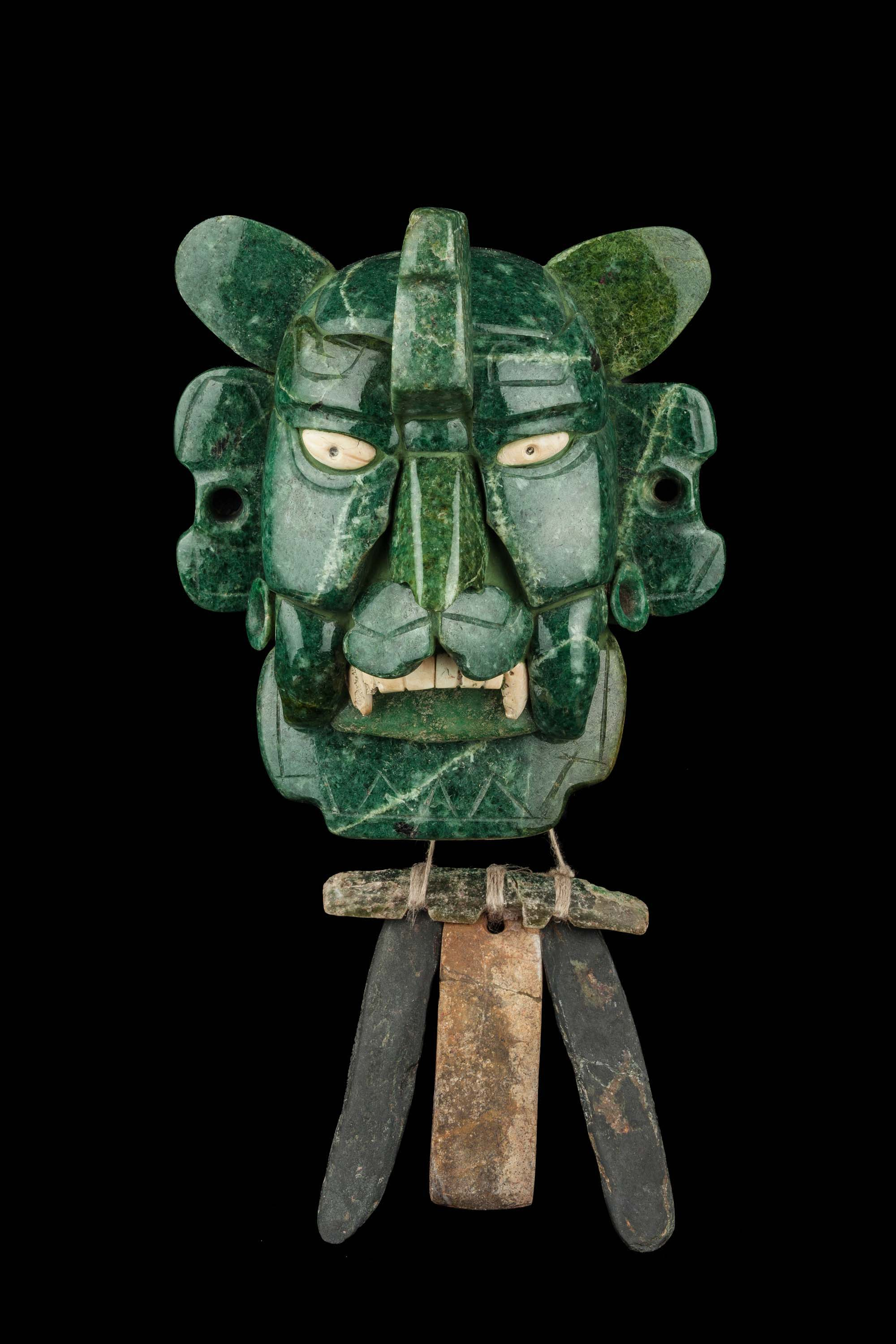
Маска сапотеков из Монте-Альбан, копия. Музей мезоамериканские нефрита
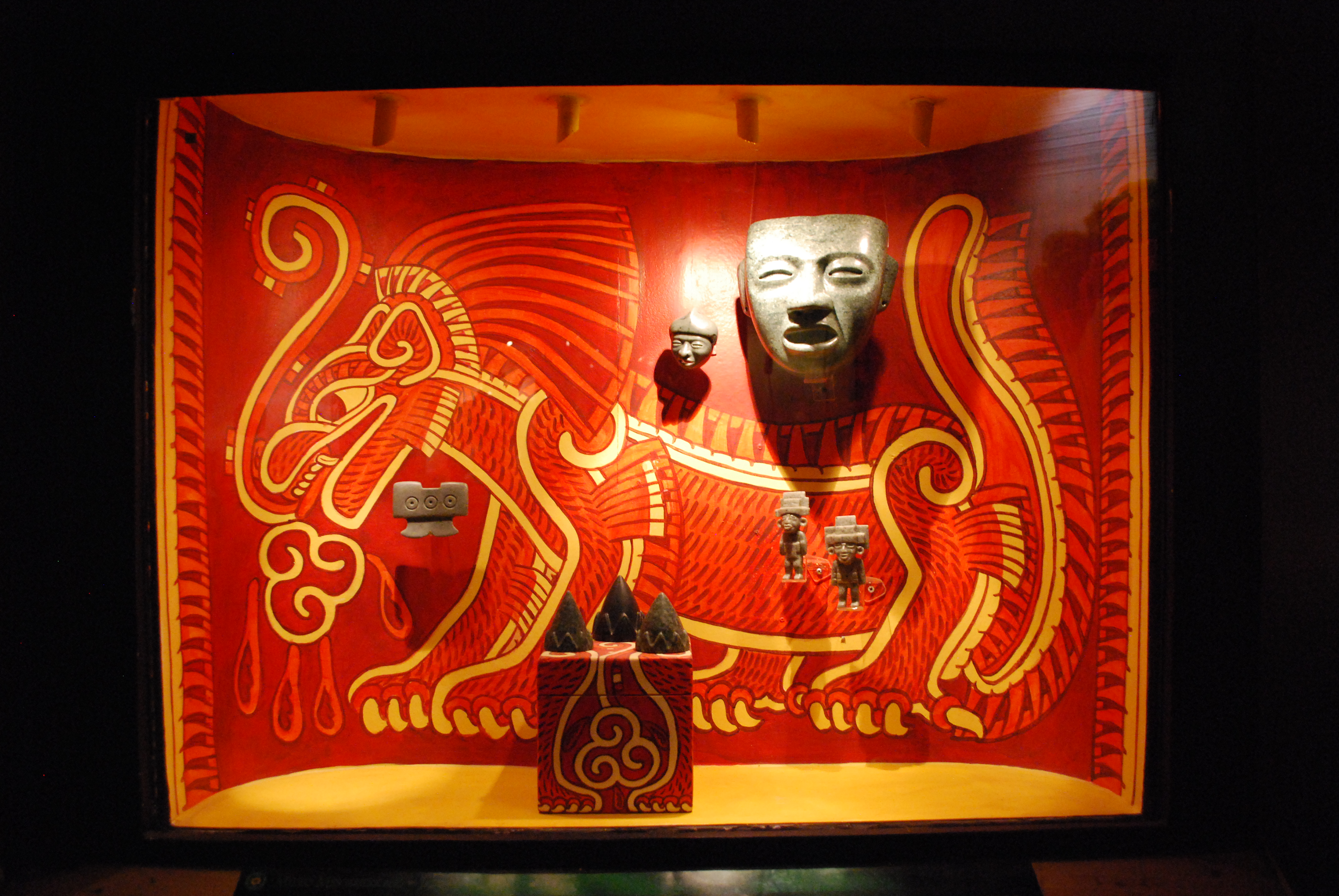
Маска из нефрита культуры Теотиуакан. Музей мезоамериканские нефрита. Сан Кристобаль де Лас Касас, штат Чиапас, Мексика
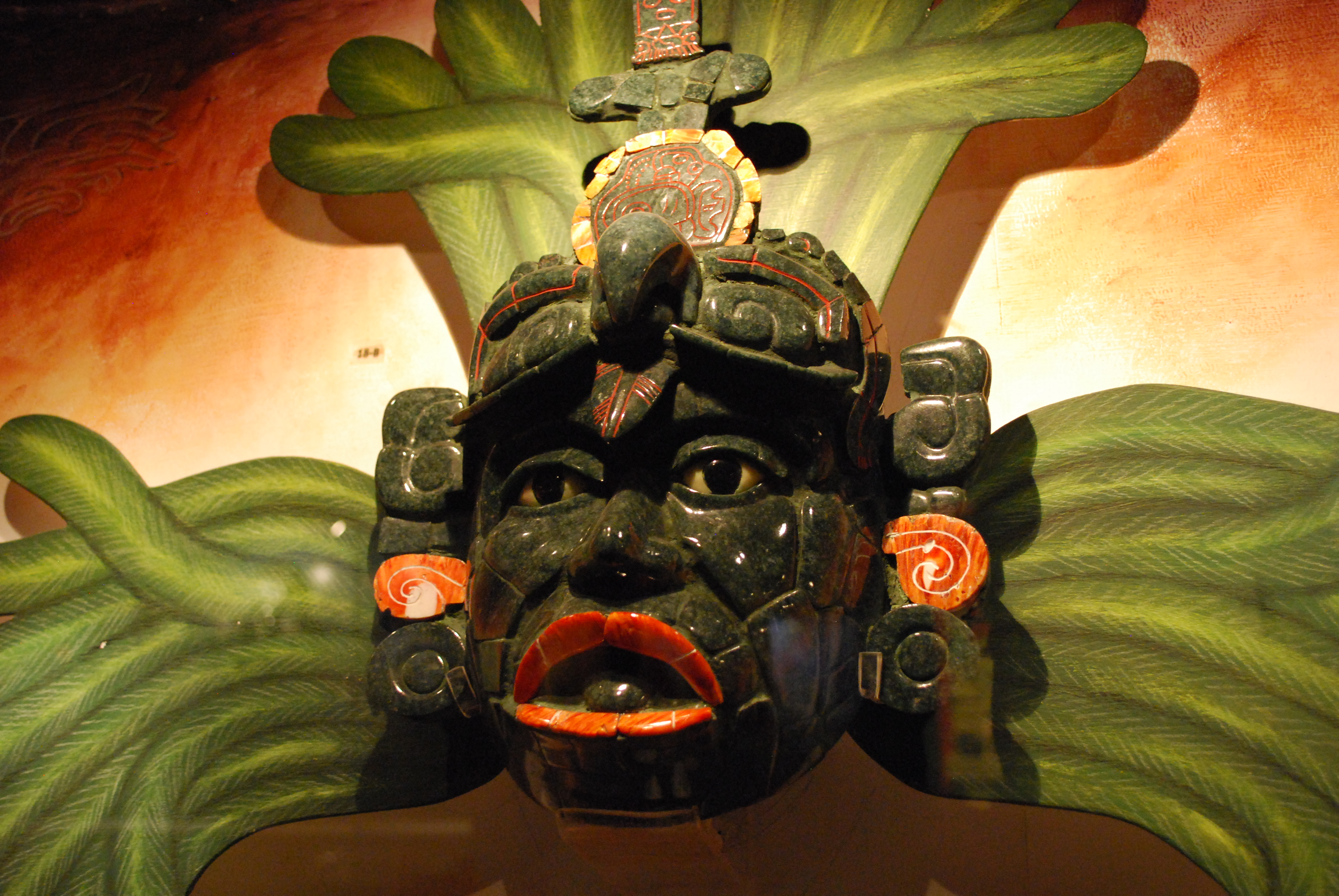
Маска из г. Тикаль. Музей мезоамериканские нефрита. Сан Кристобаль де Лас Касас, штат Чиапас, Мексика
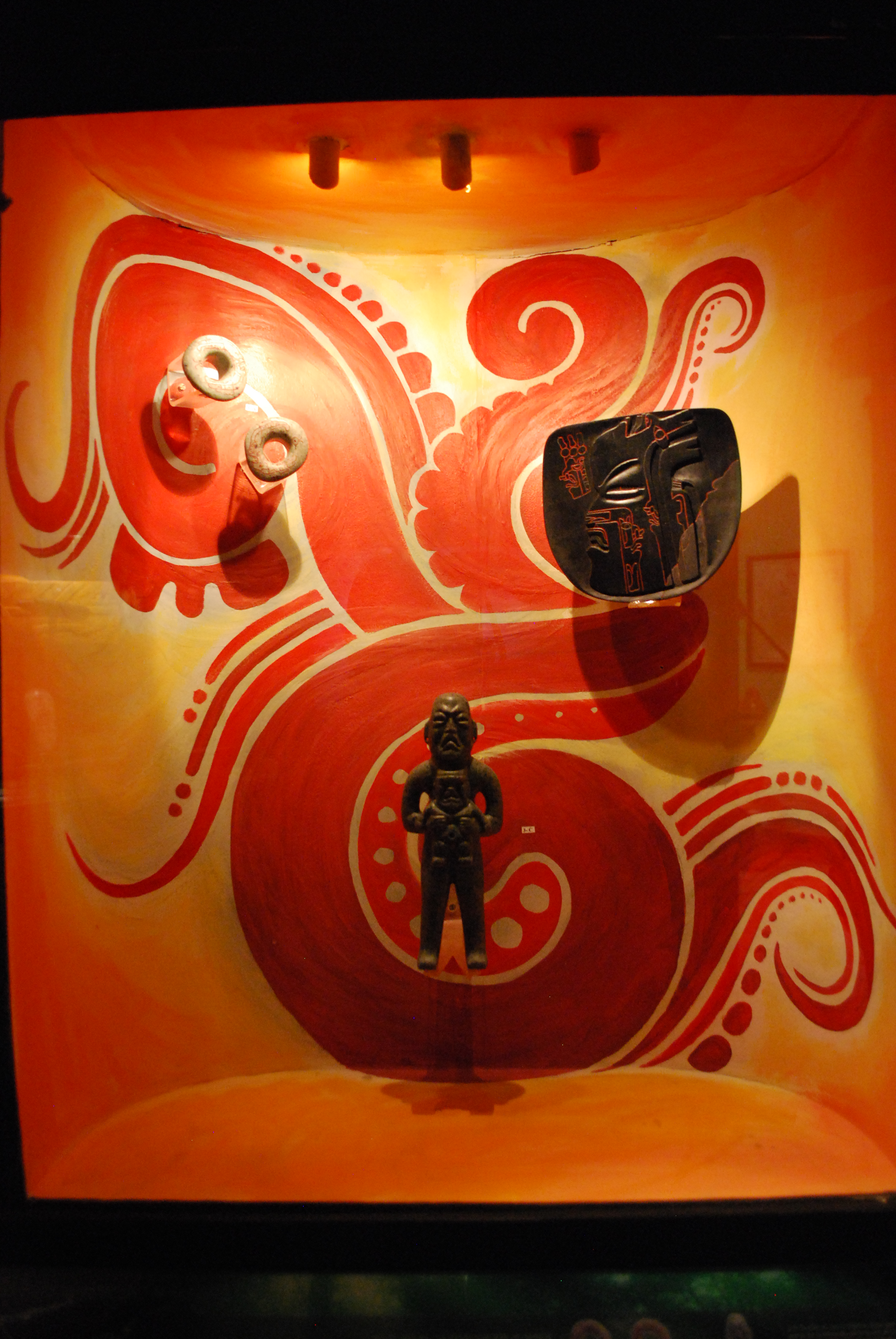
Изделия из нефрита ольмеков, копии. Музей мезоамериканские нефрита. Сан Кристобаль де Лас Касас, штат Чиапас, Мексика

### Судьба археологических памятников Доколумбовой эпохи
Долгое время судьба археологических памятников Доколумбовой эпохи была или трагической, или неопределенной. Так, авантюрный исследователь Юкатанского городов майя Джон Ллойд Стефенс (1805—1852) вывез в Нью-Йорк большую коллекцию артефактов майя (вазы с раскопок в Тикале и Уеуетенанго, каменные скульптуры, терракотовые изделия из Санта-Круз-дель-Киче, резные деревянные балки из храмов Ушмаля и Кабаха). Вместе с панорамой художника Фредерика Кэтервуд художественные сокровища индейцев показывали жителям Нью-Йорка в деревянном павильоне. Но павильон сгорел, пламя уничтожило все экспонаты.

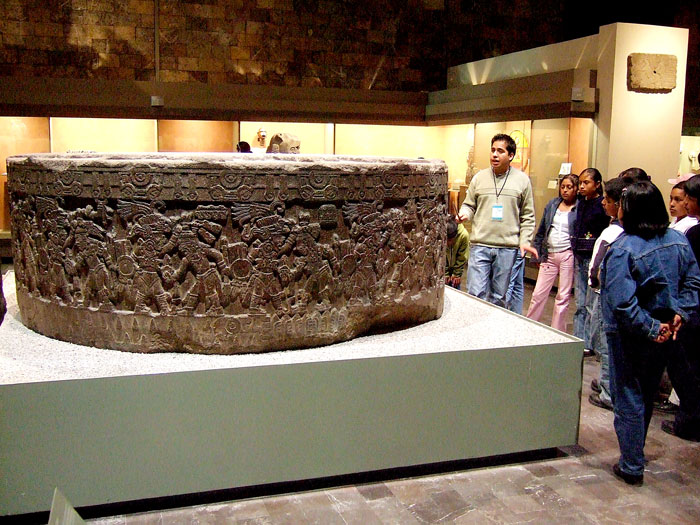
"«Камень вождя Тисок» со сценами его побед, Национальный музей антропологии, Мехико

Однако уничтожение драгоценностей из золота и серебра, привезенных в Западную Европу из Америки, началось гораздо раньше. Так, большая часть изделий из золота, полученная испанцами-конкистадорами от Монтесумы (которую сами испанцы оценили в 600 000 песо), была перелита в стандартные слитки. Среди испанцев нашлись лица, которые считали нежелательным уничтожать все, поскольку вещи слишком красивы. Дипломатические дары из золота и серебра, полученные испанцами в начале их авантюры в Веракрусе были вывезены в Испанию в дар императору Карлу V. Корабль перевез драгоценности в Южные Нидерланды. Карл V, который тратил много денег на жалованье воинам для подавления восстаний в собственной империи, распорядился переплавлять в деньги все золото и серебро. Через Испанскую империю протекла настоящая река с американским золотом и серебром, но эти потоки разрушали экономику страны и вызвали значительное увеличение цен, а потом сделали Испанию слабее. Полученные золото и серебро были потрачены на предметы роскоши и не были вложены ни в производство, ни в развитие испанской промышленности. Страна затормозилась в развитии почти на 300 лет, тогда как промышленно развались Россия, Голландия, Швеция, Франция, Великобритания, которые стали основными в европейской политике.
Годами находки мексиканских археологических памятников разворовывались или оседали в частных и государственных коллекциях США и Канады, в городах Западной Европы. Много мексиканских артефактов осело в Британском музее (Лондон), в университетском Лейдене (Нидерланды), в Антверпене (Бельгия) и др. Международная торговля археологическими находками пересекла политические границs и океаны и достигла даже Австралии.
Криминальные группировки черных археологов, оснащенные вертолетами, годами совершали грабительские рейды на разрушенные индейские города, где особыми долотами и электропилами резали на куски каменные барельефы и стелы для удобства их транспортировки и продажи.
Больше повезло археологическим артефактам, вес и размеры которых мешали их перевозки, и артефактам, найденным и переданным в государственные музеи (гигантские каменные головы ольмеков, Камень Солнца — диск диаметром 3,5 метра и весом 24,5 тонны, «Камень вождя Тисок» со сценами его побед, диаметром 2,5 метра, «Мать Богов» Коатликуе, Камень Койольшауки, богини луны и т. д.).

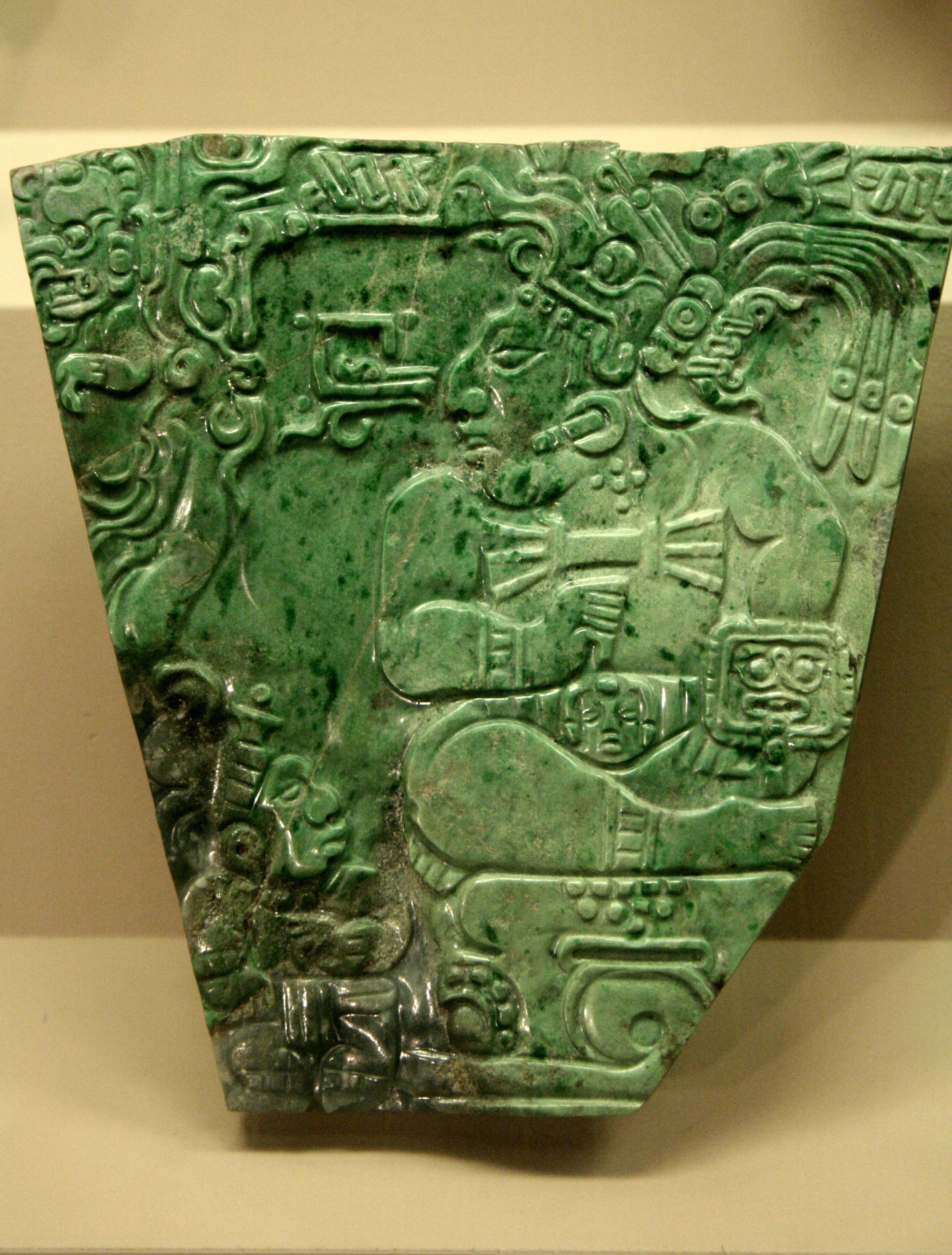
Обломок нефритового рельефа с сюжетом. Британский музей , Лондон
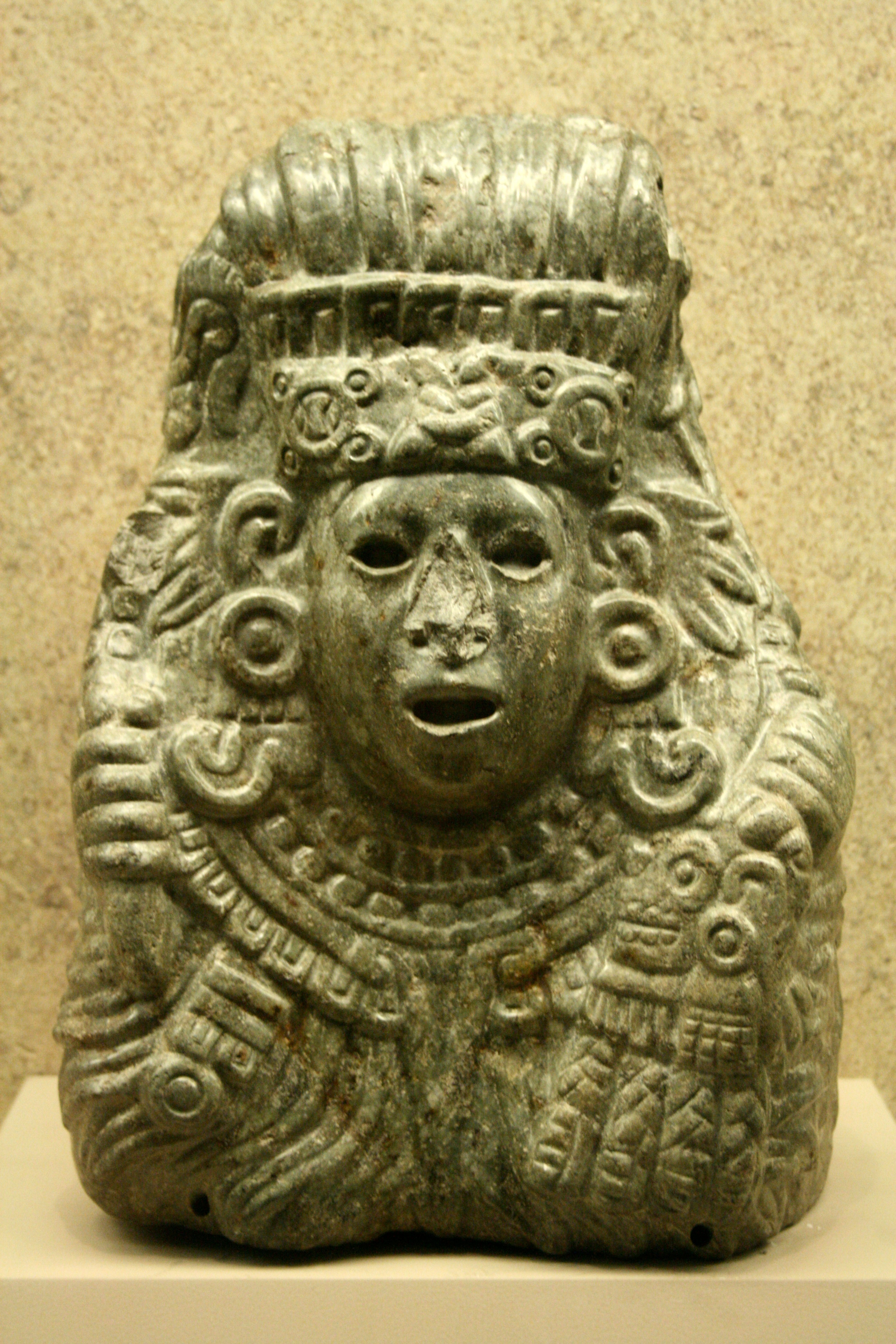
Каменный бюст бога Кецалькоатля, Лондон, Британский музей
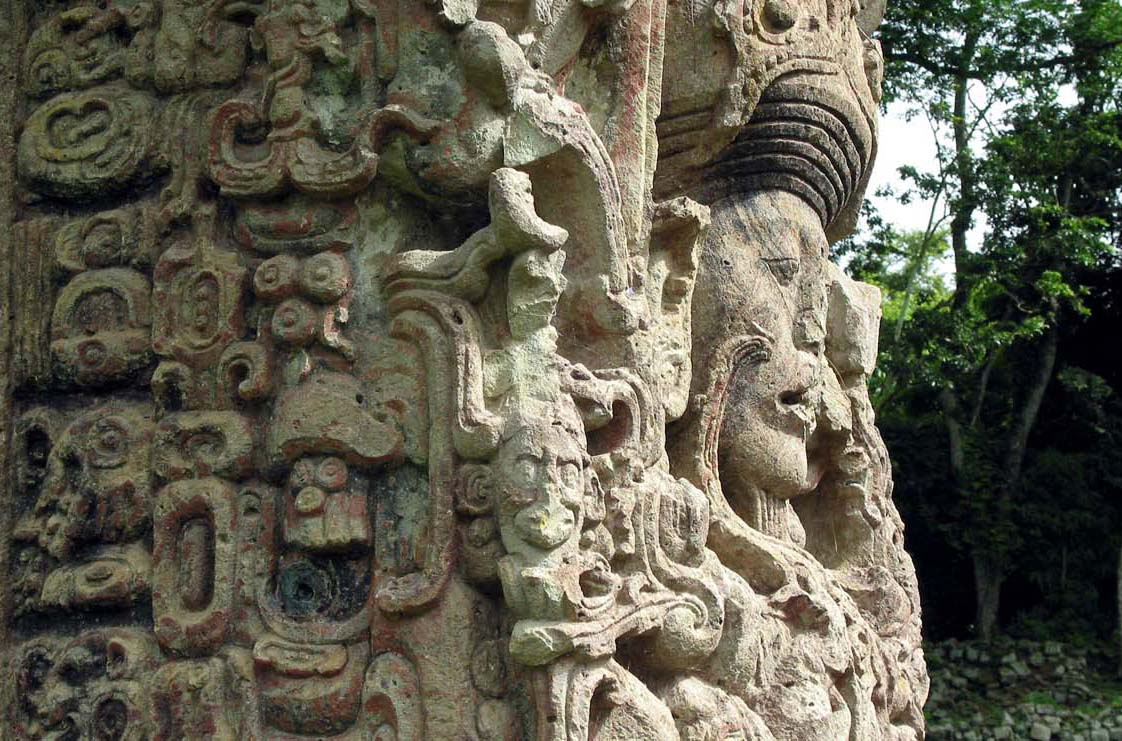
Стела B в городе Копан
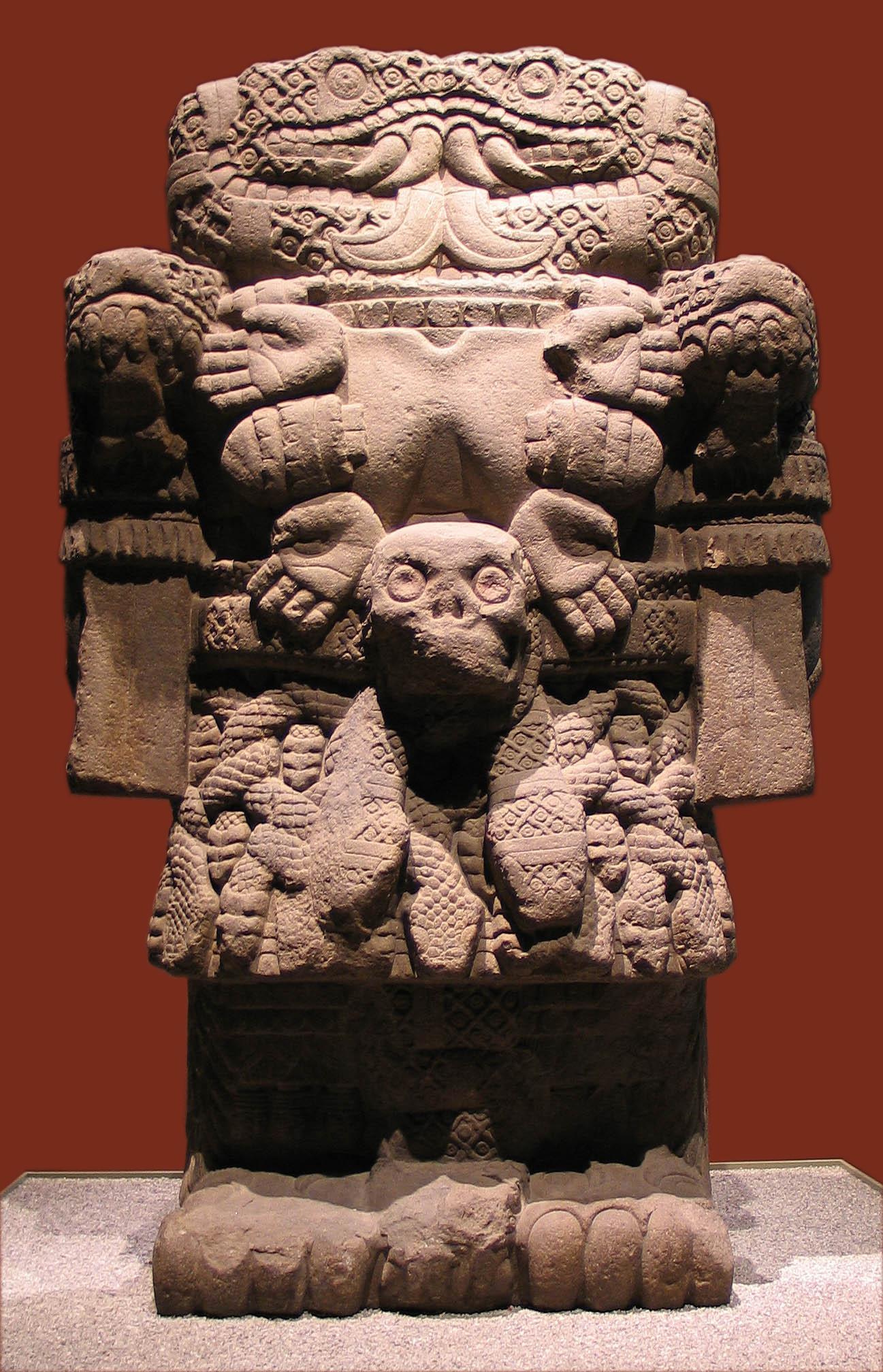
«Мать Богов» Коатликуе, Национальный музей антропологии , Мехико
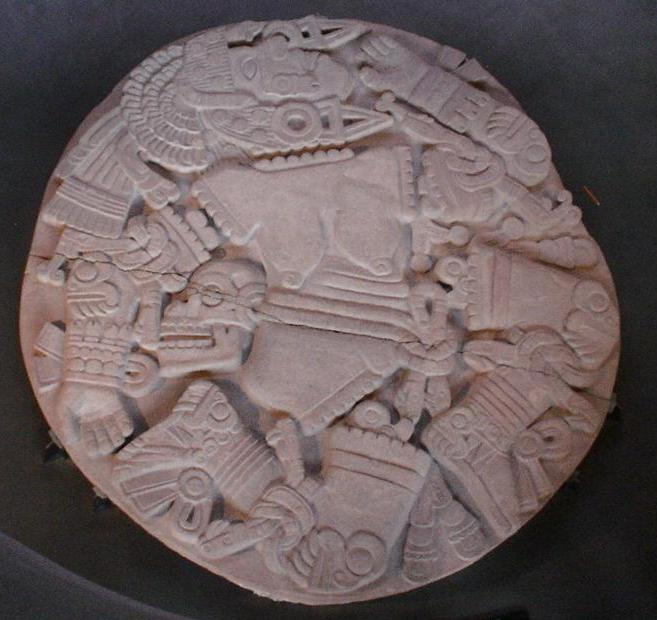
Камень Койольшауки, богини Луны

## Колониальная эпоха
Трагическая история столкновения двух цивилизаций (испано-католической и майяской) отразилась как в уничтожении человеческих ресурсов майя и ацтеков, так и в целенаправленном уничтожении предметов искусства этих народов. По неполным подсчетам испанские завоеватели во время конкисты (захватнической войны в Америке) истребили около 70 млн индейцев.
Католическая политика контрреформации, широко распространенная как в Европе, так и в тогдашней Америке, побудила католиков-испанцев к почти полному уничтожению литературных источников захваченного и истребления народа. Именно поэтому потомки имеют так мало документальных источников на бумажных носителях.
После широкомасштабных боев в Америке испанские воины, неграмотные в своем большинстве, массово истребляли индейские кодексы. Испанские католические священники убеждали воинов в демонологии и еретизми книг. Воины получили разрешение на неконтролируемое истребление всех книг майя или ацтеков. Так, сохранены сведения о значительной гибели кодексов ацтеков во время разрушения города Теночтитлан в 1521 году. То же самое постигло и рукописи майя.

### Мексиканское барокко
См. также: Мексиканское барокко

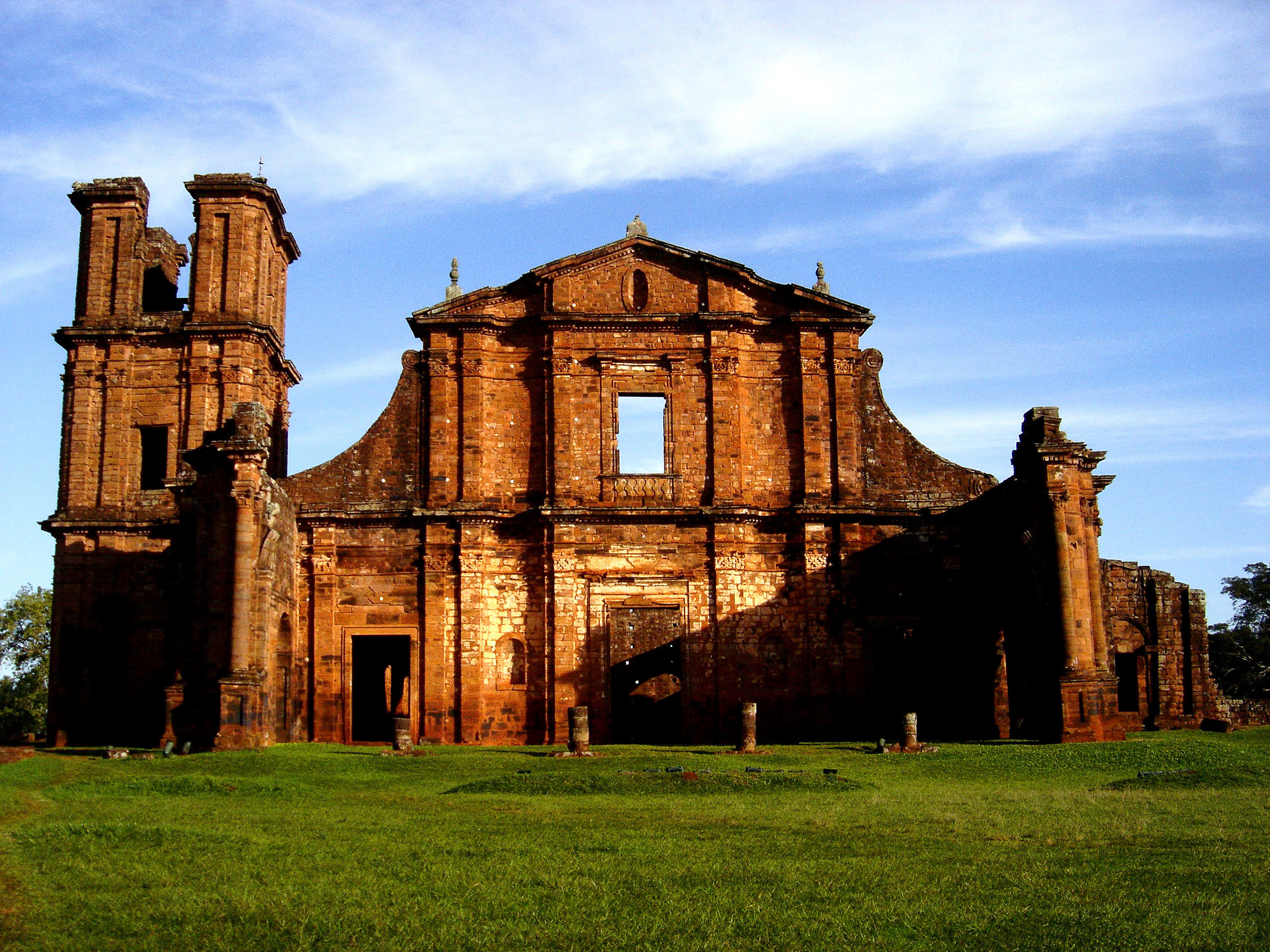
Иезуитская миссия Сан Мигел, Бразилия

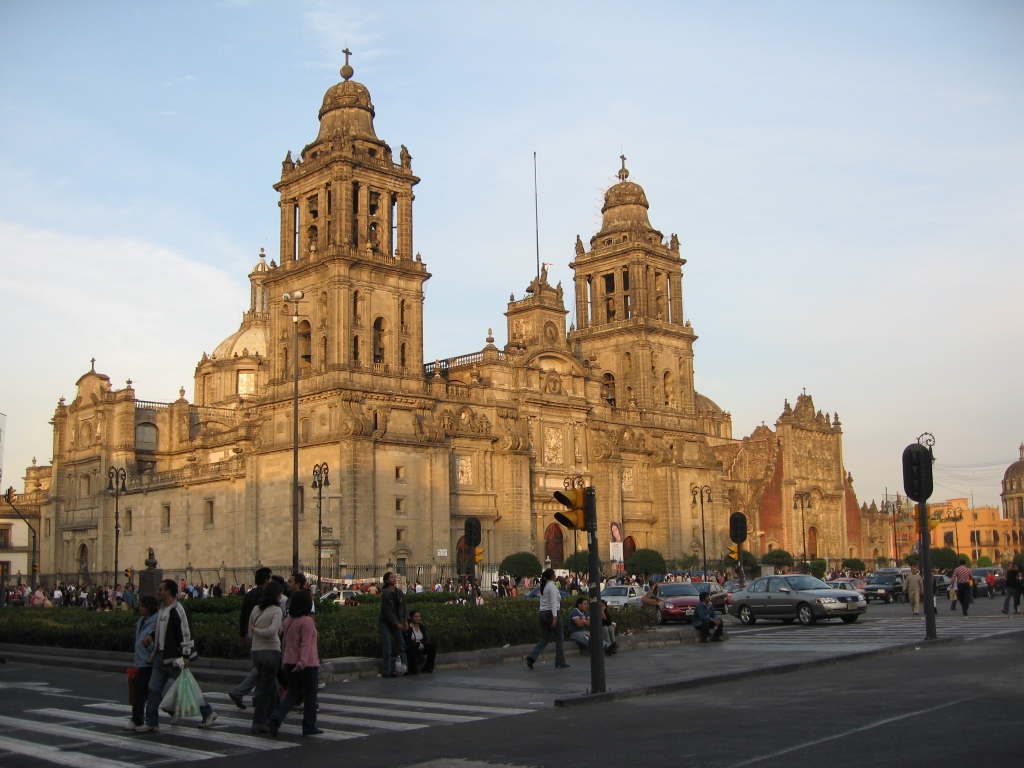
Кафедральный собор, Мехико

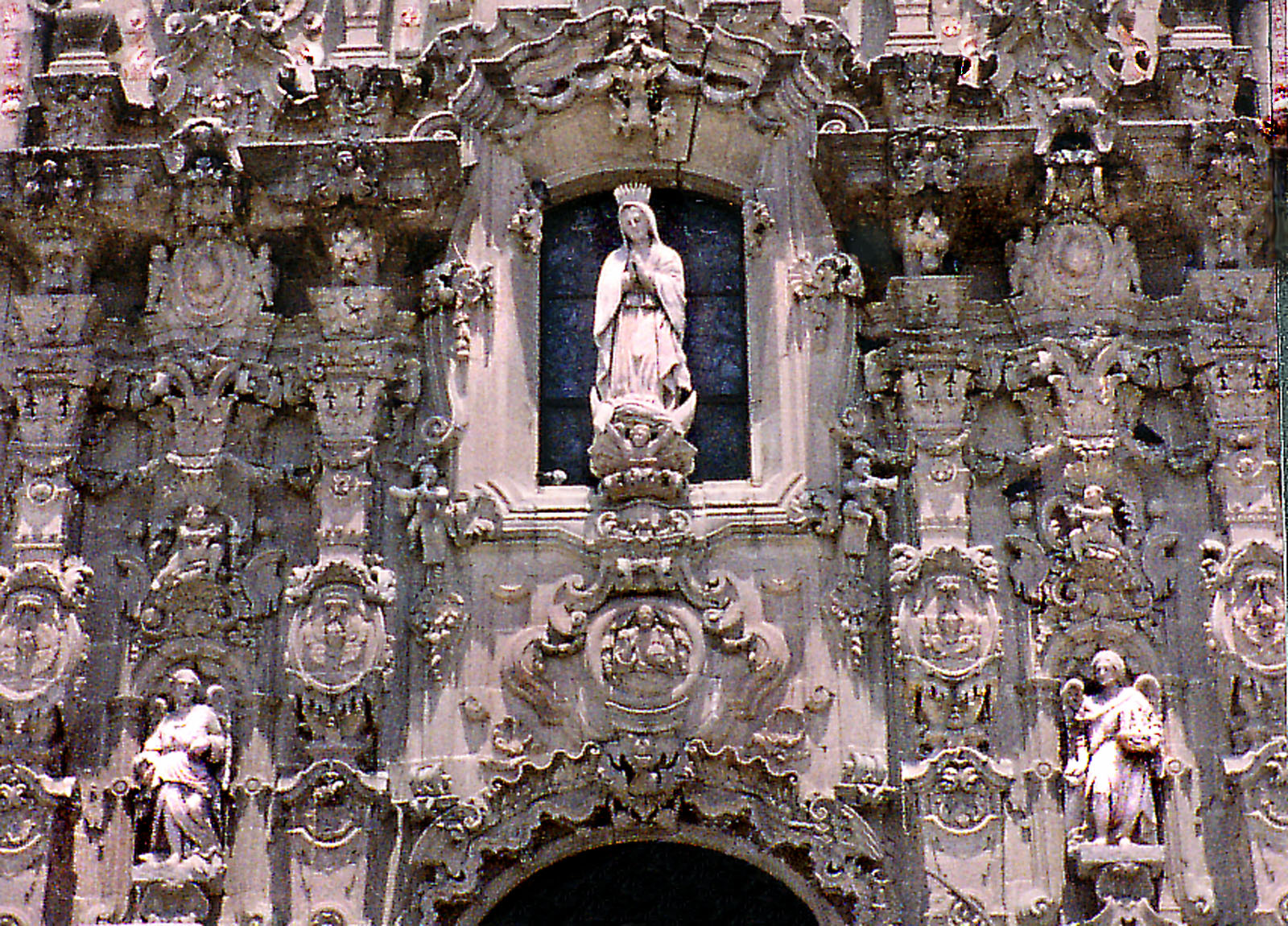
Декор собора Агуаскальентес, Мехико

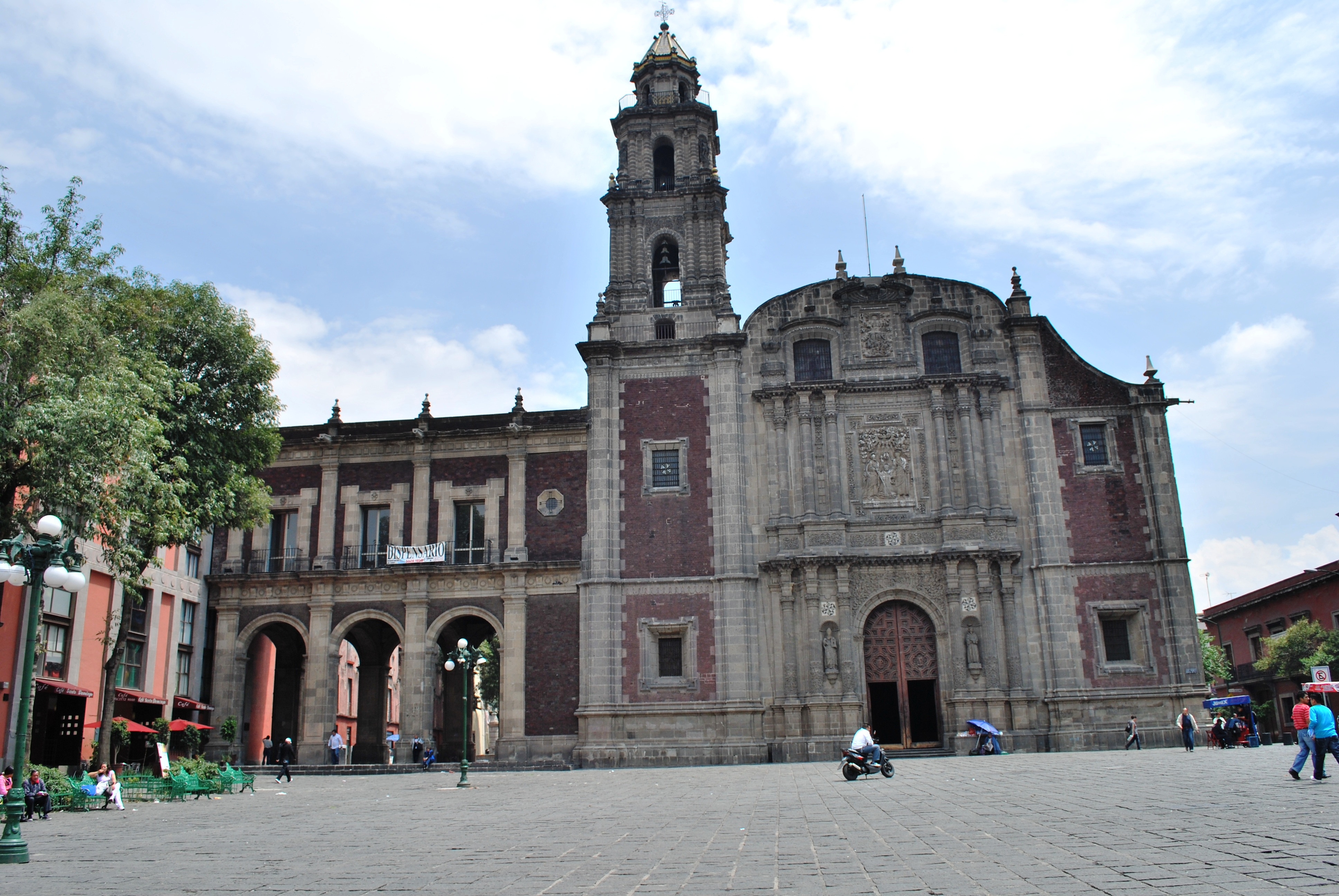
Церковь Сан-Доминго, Мехико

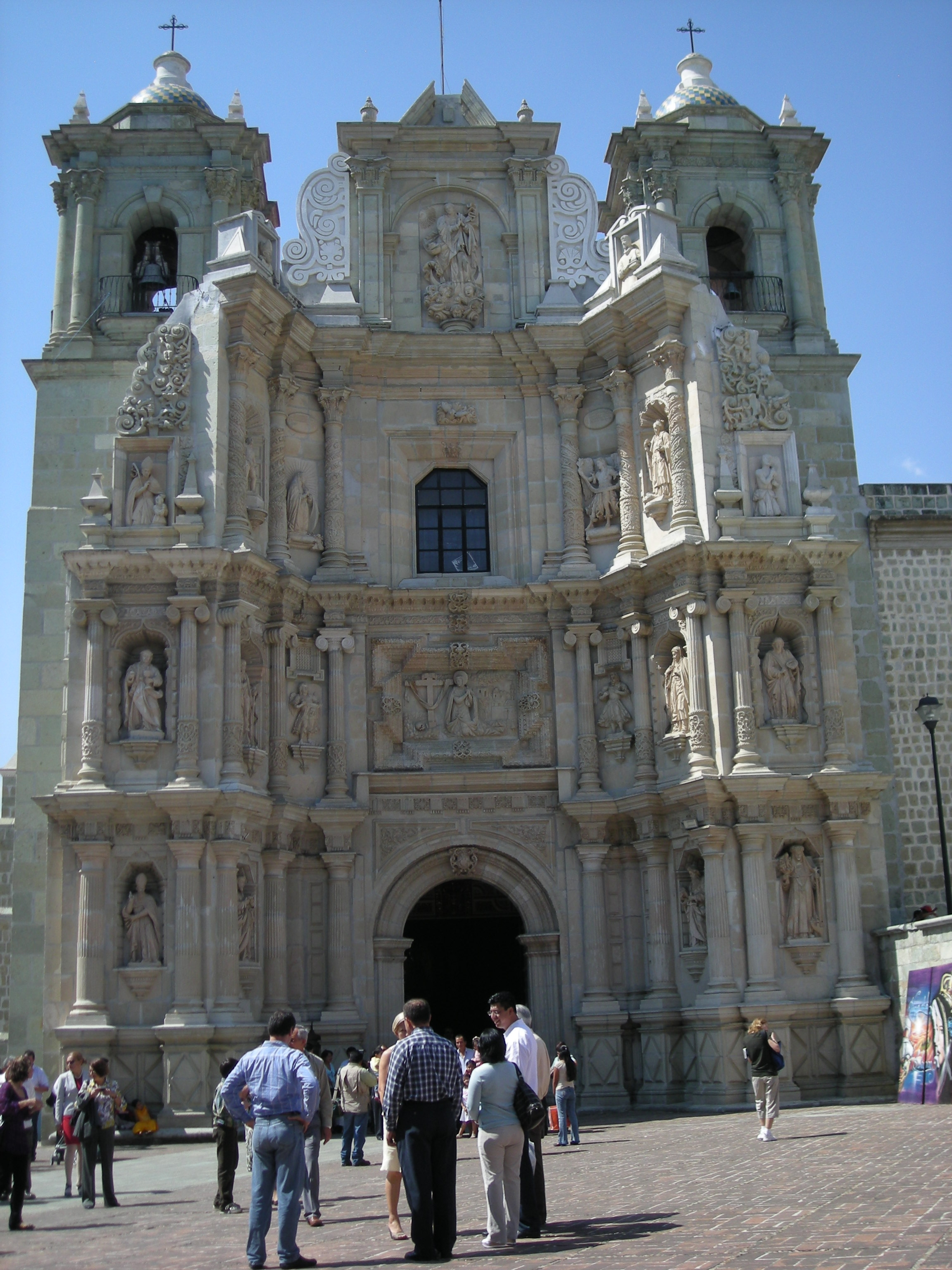
Фасад кафедрального собора Метрополитана де Оахака

В искусстве Мексики никакая художественная система (академизм, реализм, классицизм, абстракционизм, сюрреализм) не выступали в законченных формах. Касается это и барокко и прежде всего барочной архитектуры.
Начало формирования стиля барокко в Италии пришлось на середину XVI века. В искусстве Мексики в XVI веке была смесь стилей, искусственно привнесенная завоевателями, которая состояла из провинциальных вариантов испанского возрождения, маньеризма и поздних образцов испанского средневековья. Эта смесь и стала источником формирования местного варианта барокко. Классические образцы барочной архитектуры, известные по сооружениям иезуитских миссий в Бразилии и итальянских образцов, в Мексике не прижились, хотя сюда в то время прибыли и иезуиты, главные носители сакральной барочной стилистики. Мексиканское барокко постепенно перешло на сооружения самобытных вариантов карнизов, колонн, роскошных орнаментов. Широкое распространение здесь получили так называемые «естипите» — конические варианты колонн и пиляст, поставленные узкой частью вниз. Мексиканская архитектура стала на путь украшений в интерьерах, которые выплескивалась и на главные западные фасады сакральных сооружений, что получило название «ультрабароко». Среди величественных храмов колониальной эпохи в местном стиле барокко: соборы в штатах Оахака, Чиуауа, Морелия, Сасатекас Огромный кафедральный собор в Мехико строили и украшали в течение нескольких десятилетий, отчего он стал воплощением нескольких стилевых этапов местной архитектуры.
К прославленным образцам местного барокко относится церковь Сан-Доминго, церковь Регины и Метрополитанске Сагрерио в городе Мехико, часовня дель Росарио храма Сан-Доминго в Пуэбла, выстроенная в 1690 году. Ярким образцом местного барокко стали позолоченные алтари, среди которых есть настоящий шедевр — золоченый алтарь из бывшего монастыря иезуитов в городе Тепоцотлан. Архитектурная ниша со скульптурой Богородицы в монастыре Тепоцотлан не имела аналогов ни в искусстве самой Испании, ни в местном искусстве. В водоворот местного барокко были втянуты также скульптура, провинциальный портретный жанр, резьба по дереву, изделия из гипса, костюмы креольской элиты и тому подобное. В орнаментику сакральных католических сооружений пробились элементы индейской космографии и детали, известные еще с доколумбовой эпохи. Трудно назвать другую страну американского континента, где бы стилистика барокко получила такое распространение и дала бы подобные образцы великолепия и оригинальных решений.

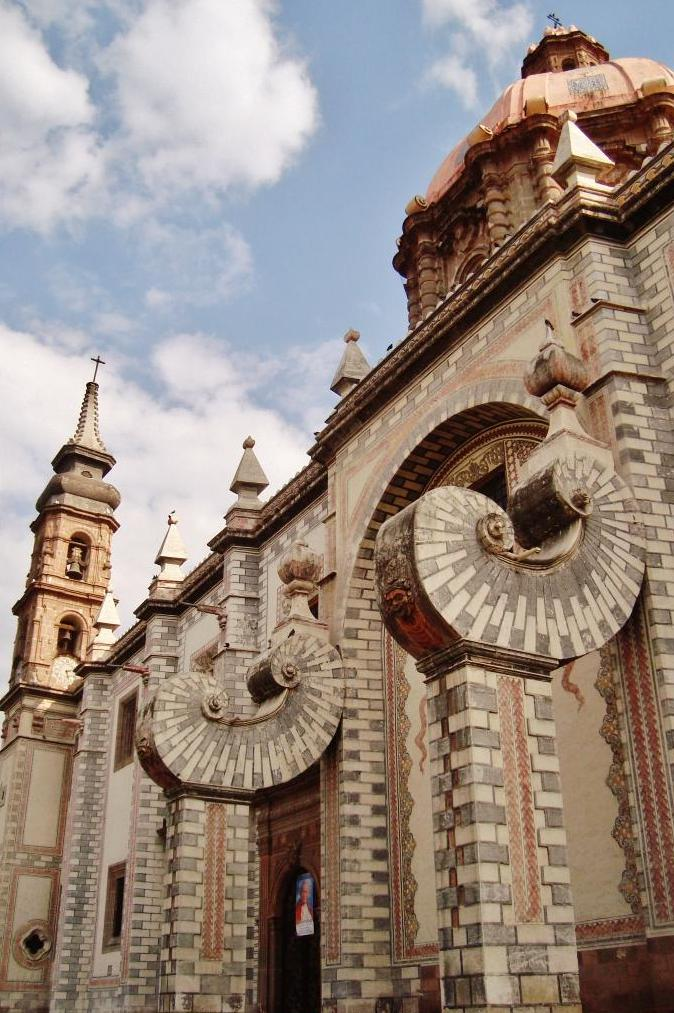
Церковь и монастырь Сантьяго де Керетаро, Мехико
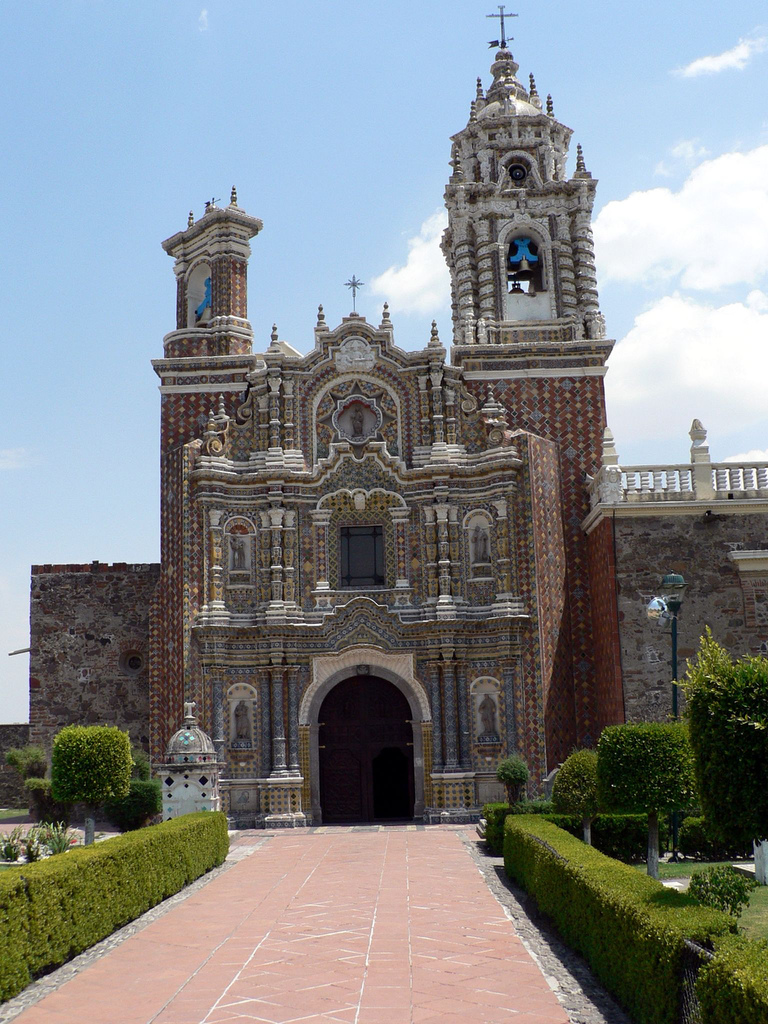
Барочная церковь Св. Франциска, Мехико. Главный фасад
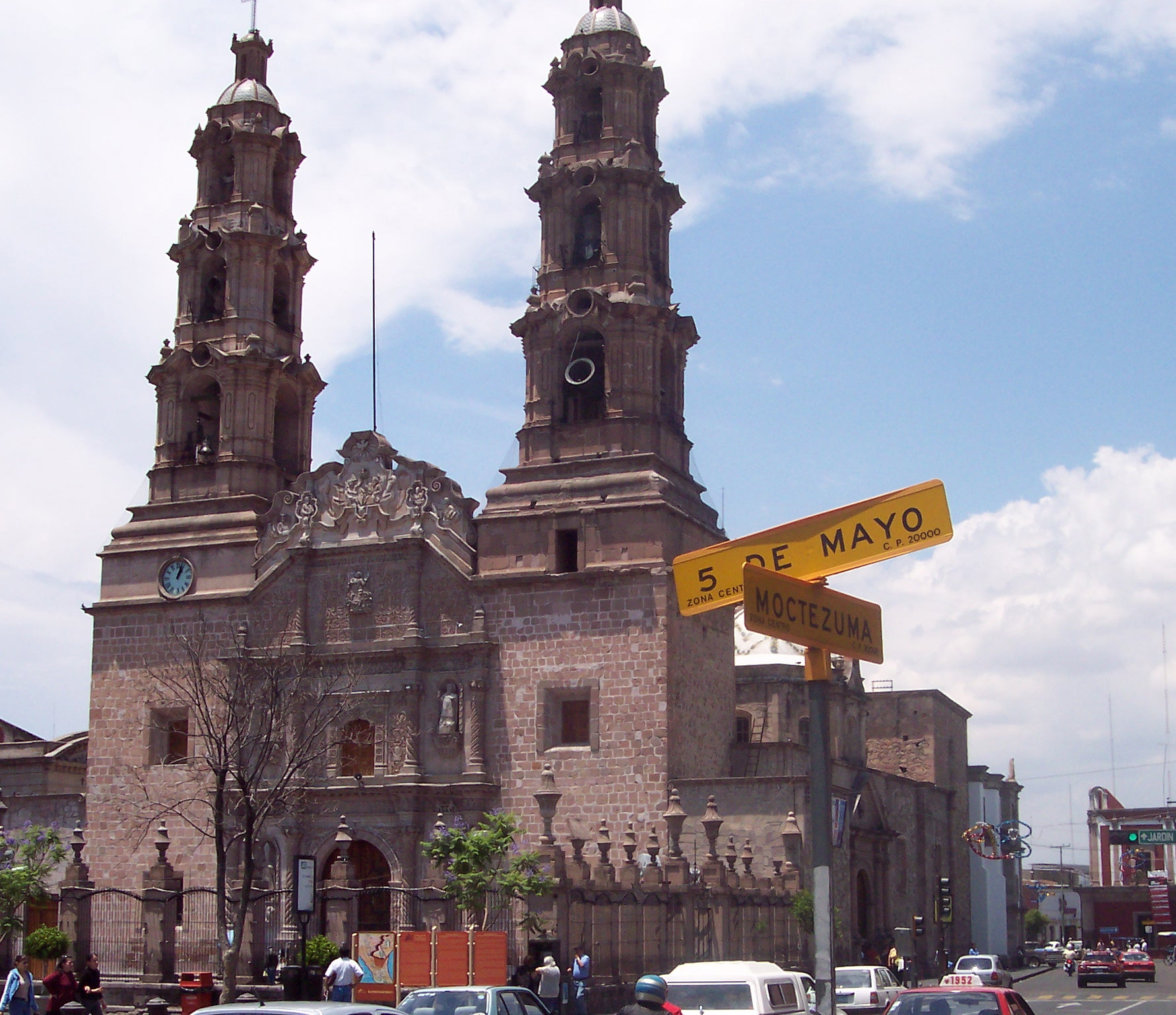
Кафедральный собор Агуаскальентес, Мехико
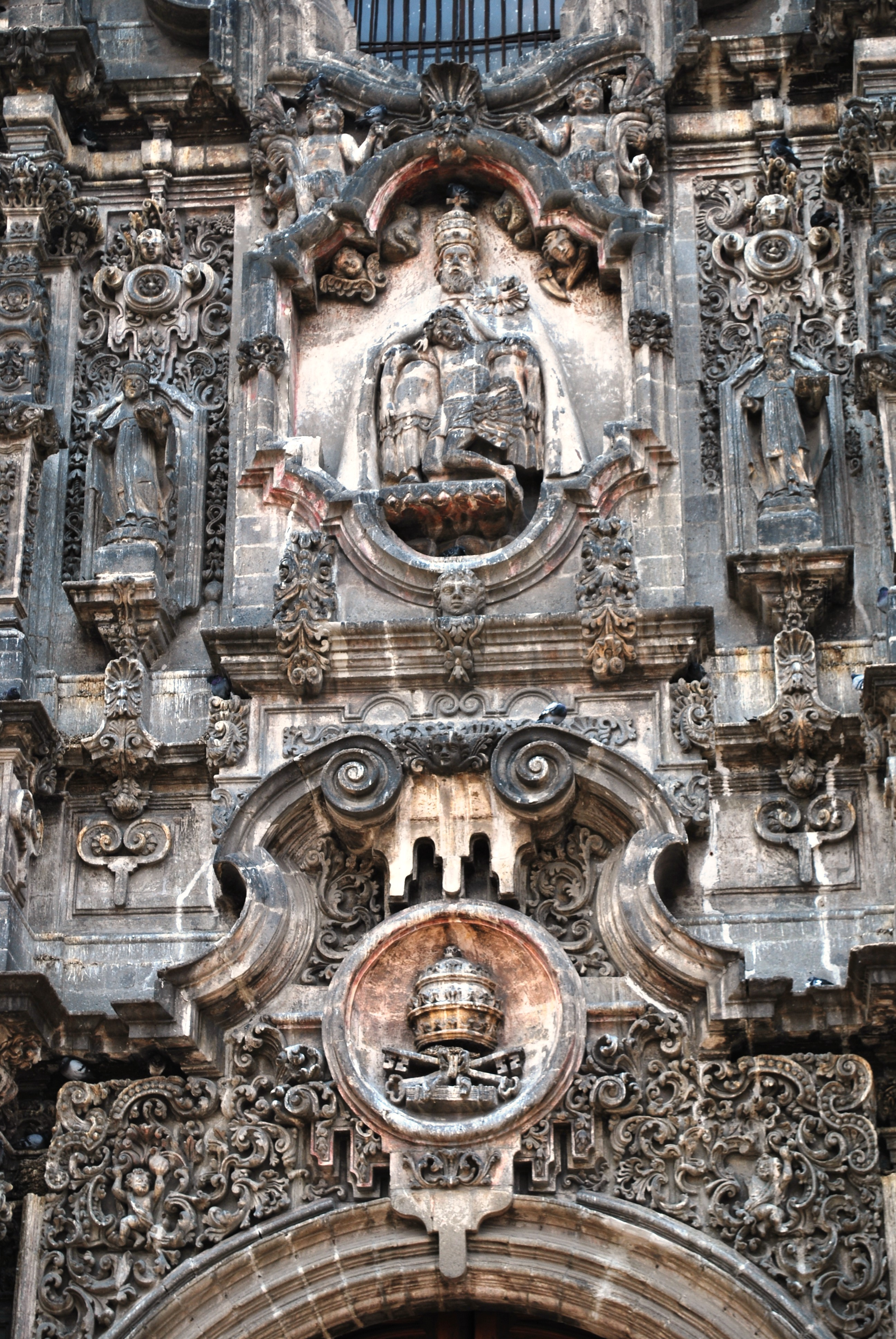
Св. Троица на фасаде церкви Ла Сантисима, Мехико
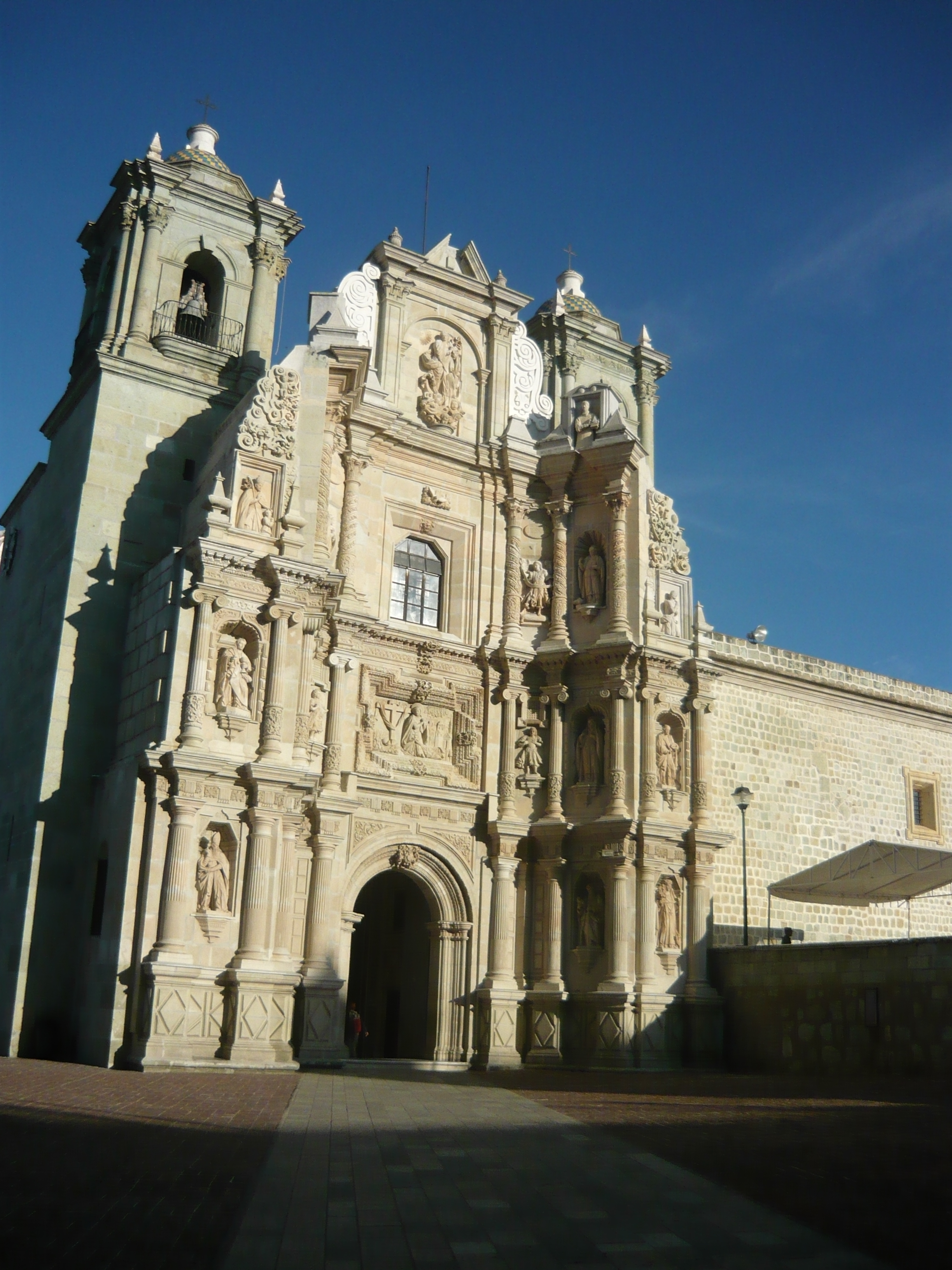
Кафедральный собор Оахака, западный фасад, Мехико
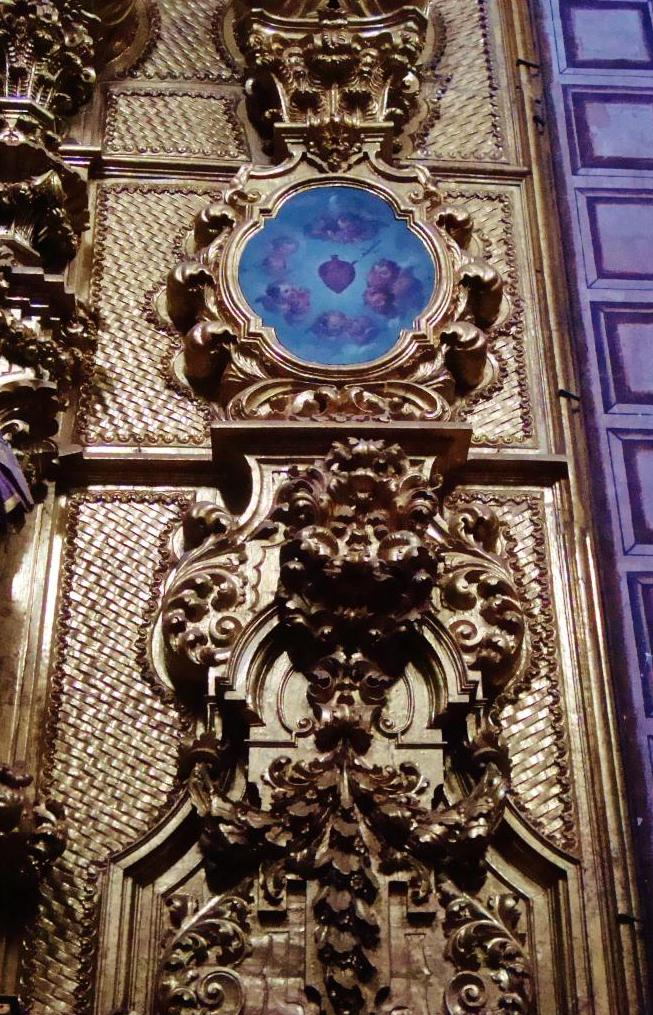
Золоченый декор. Церковь и монастырь Сантьяго де Керетаро, Мехико
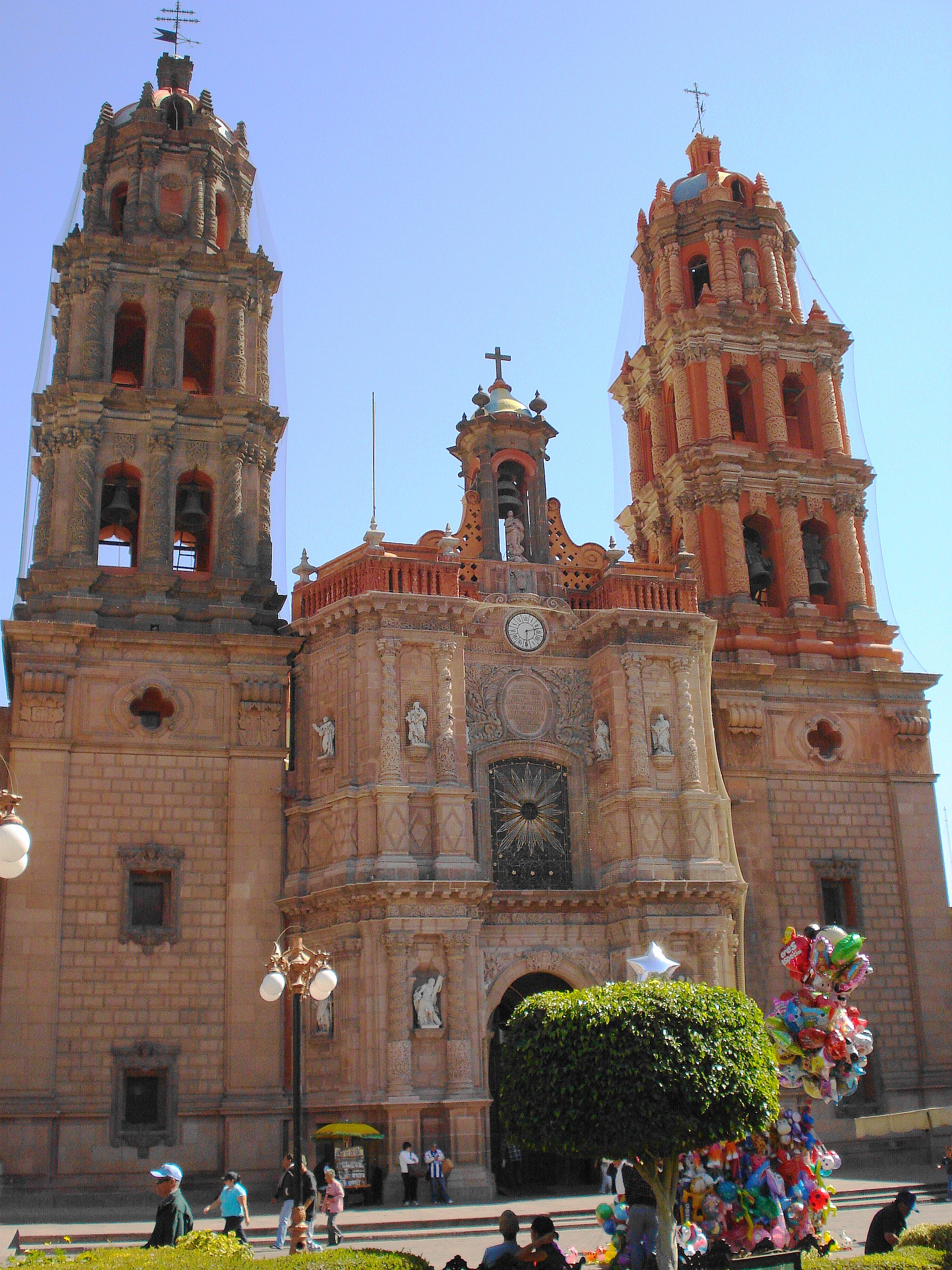
Кафедральный собор Сан-Луис-де-Потоси, Мехико
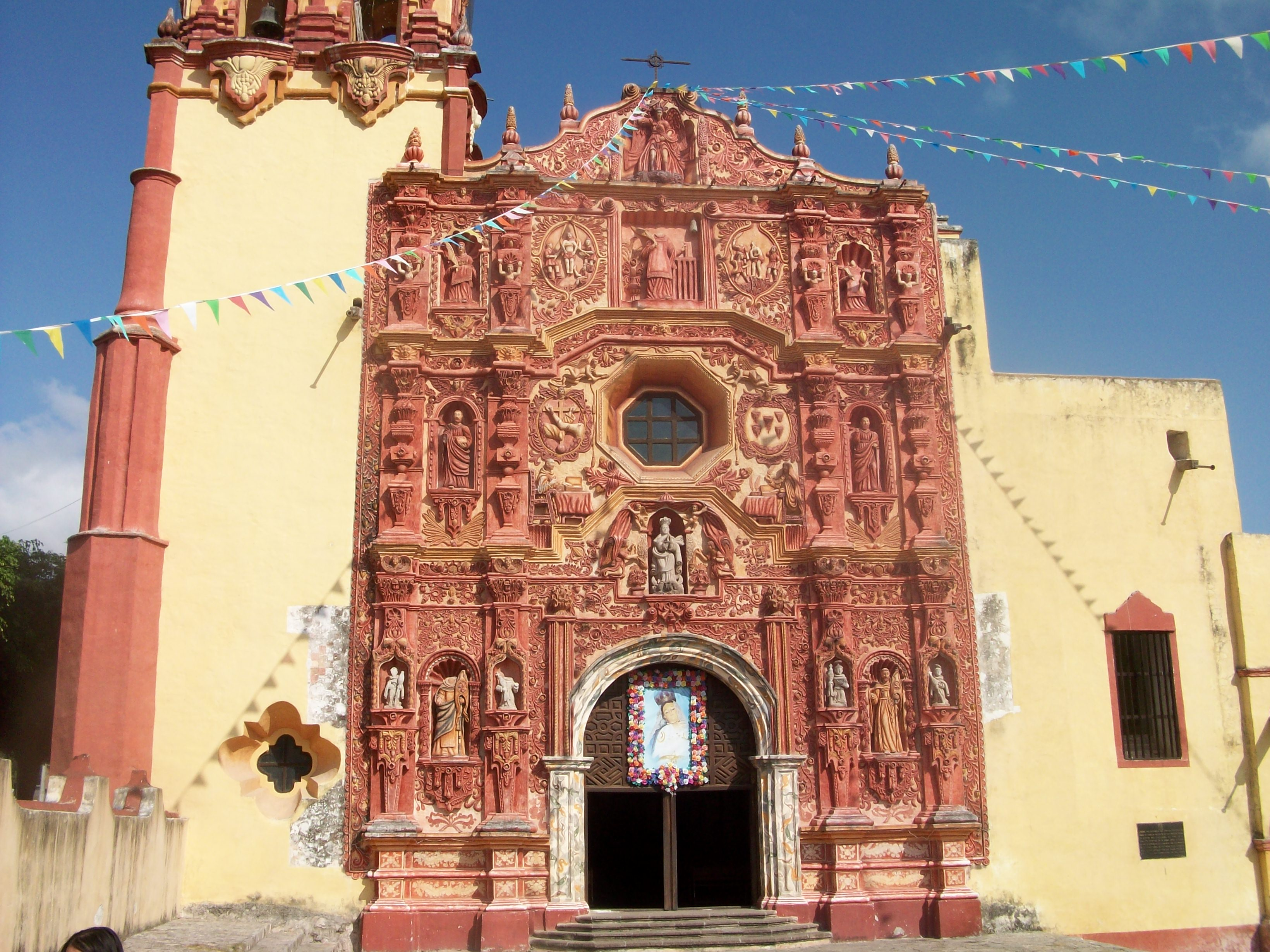
Миссия де Ланда де Матаморос

### Барочные алтари католических храмов Мексики

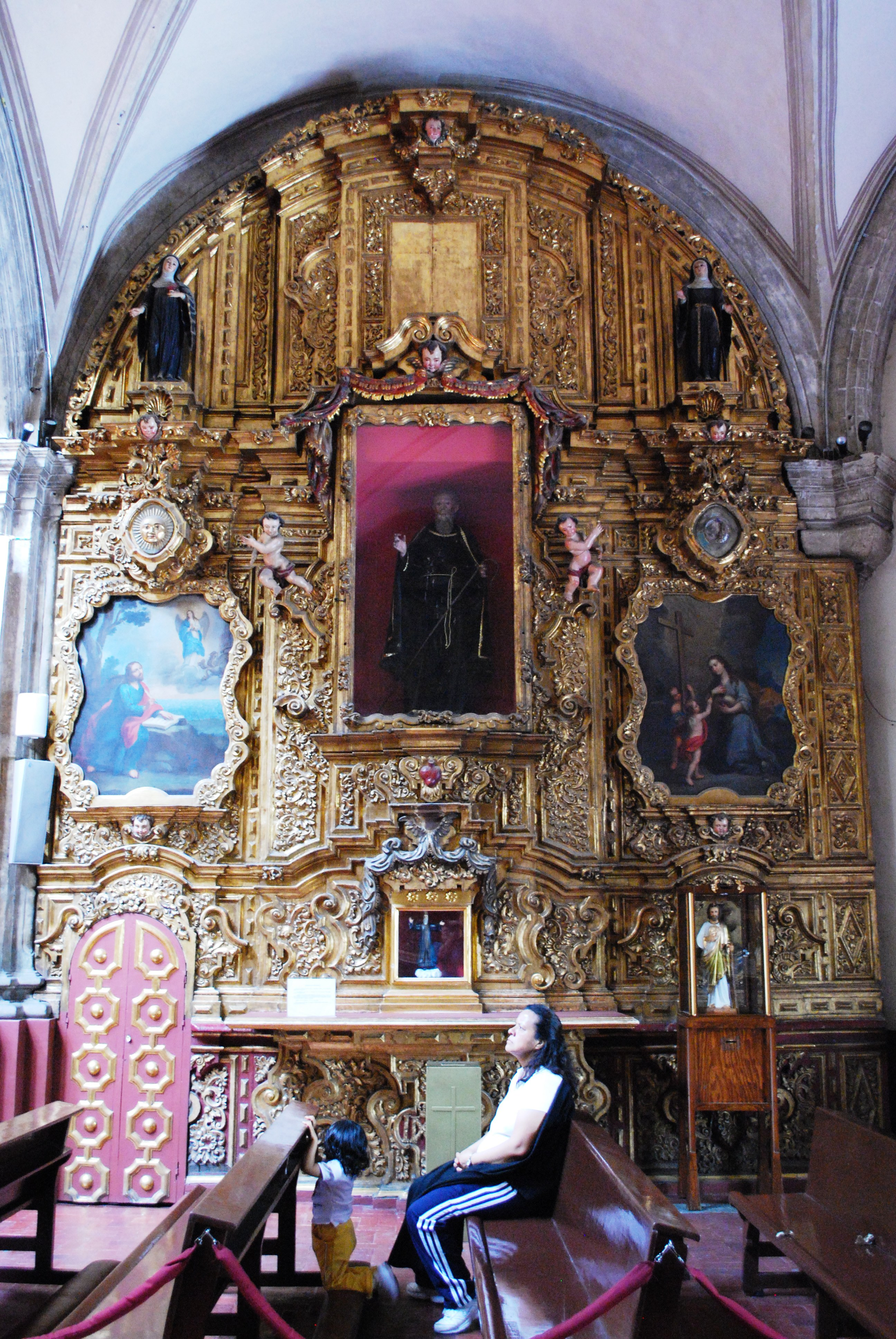
Церковь ла Естеньянса, алтарь Антония Великого. Мехико.

Алтари в католических храмах Мексики выполнялись с использованием резьбы по дереву с последующим золочением.

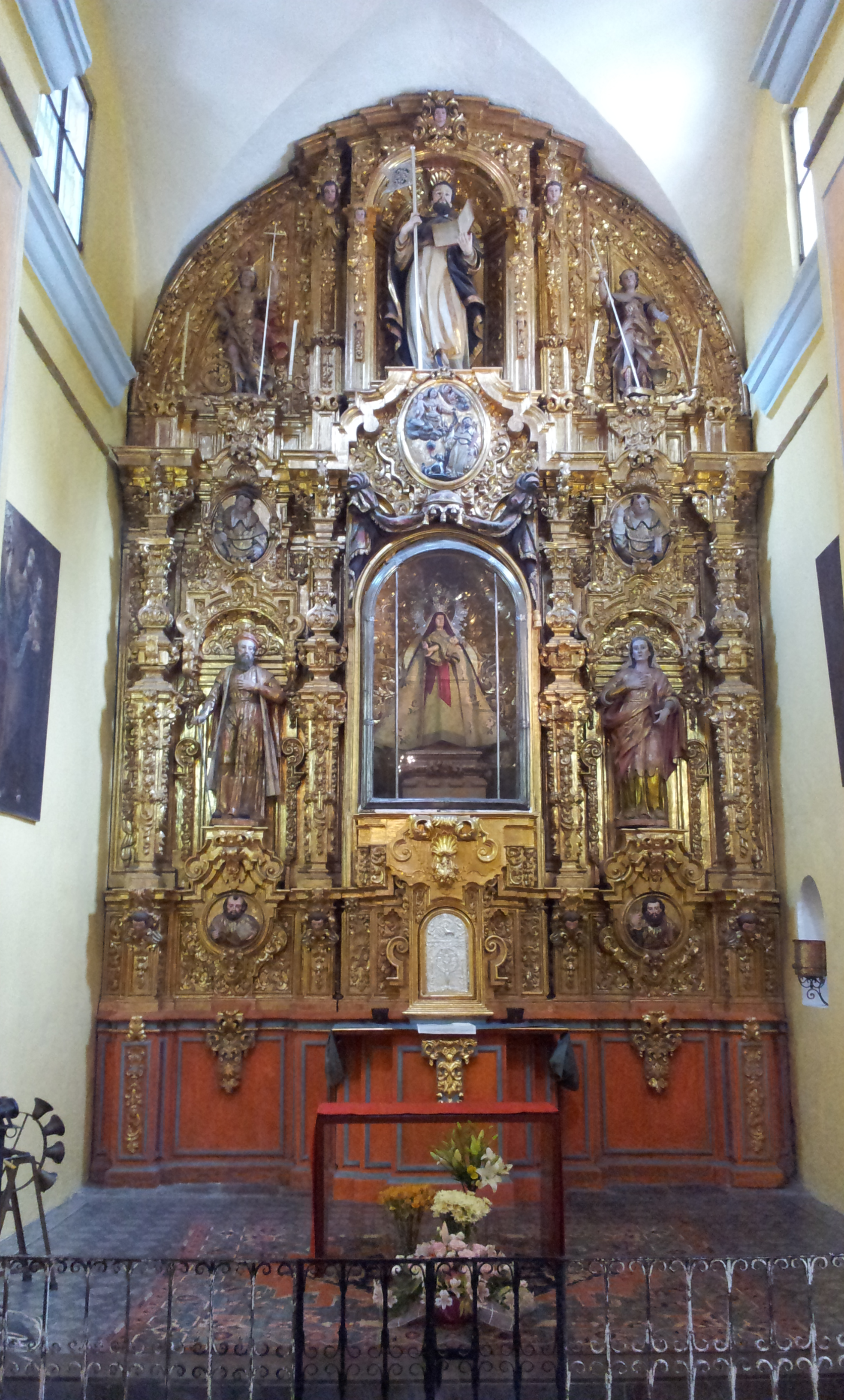
Часовня совершенного слова, алтарь.
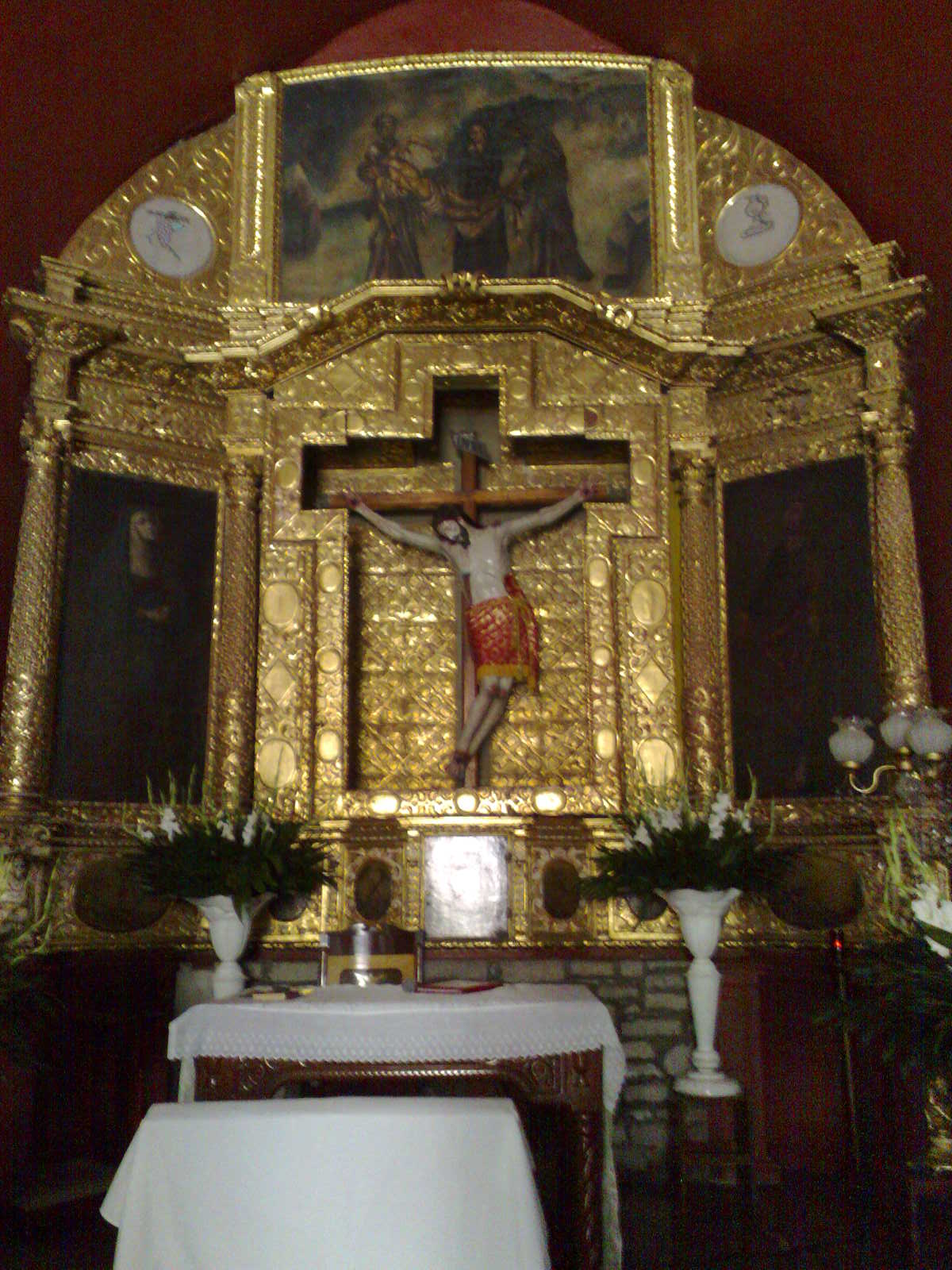
Церковь Сан-Бартоло (рядом с пирамидой Тенаука).
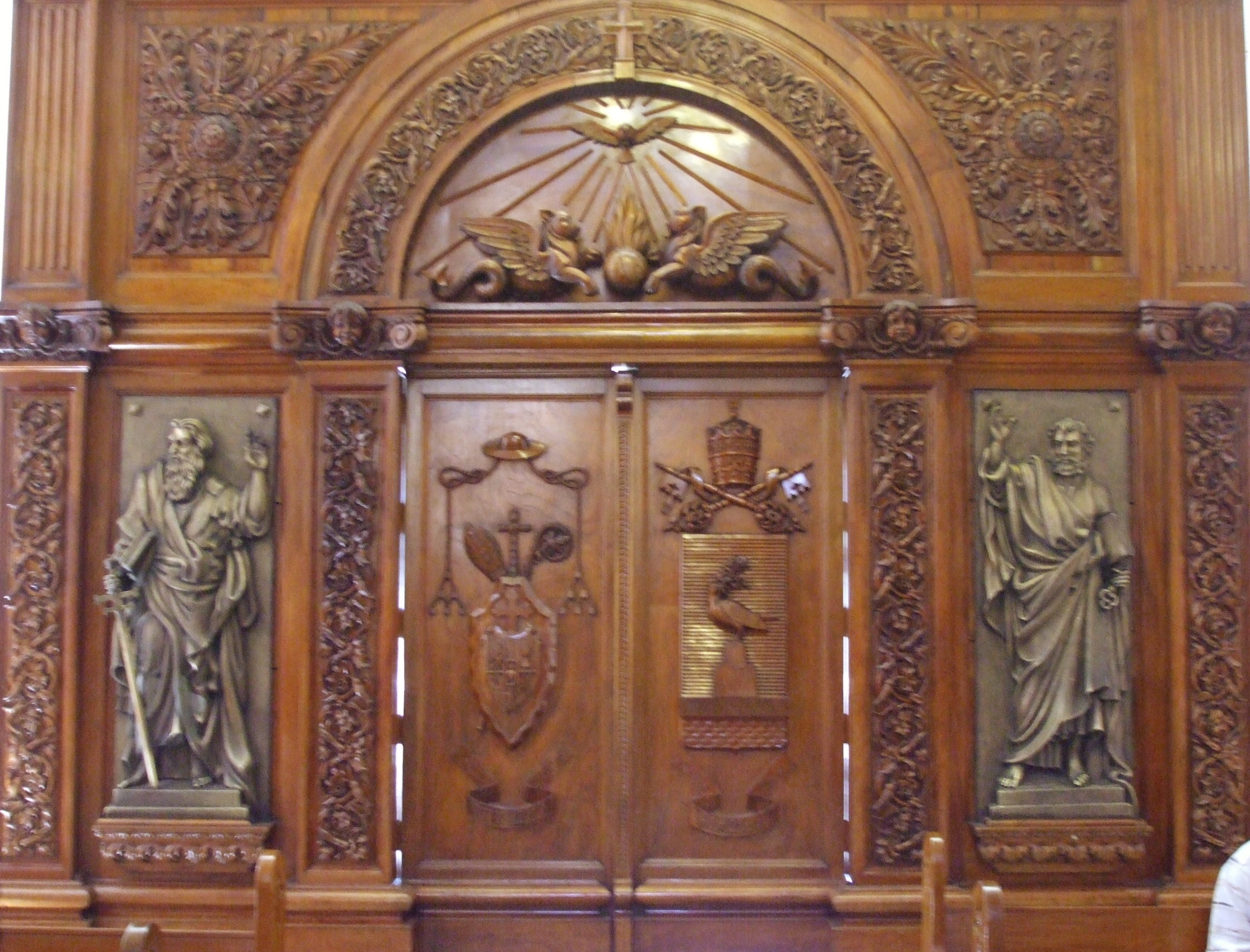
Резьба по дереву в соборе Чиуауа
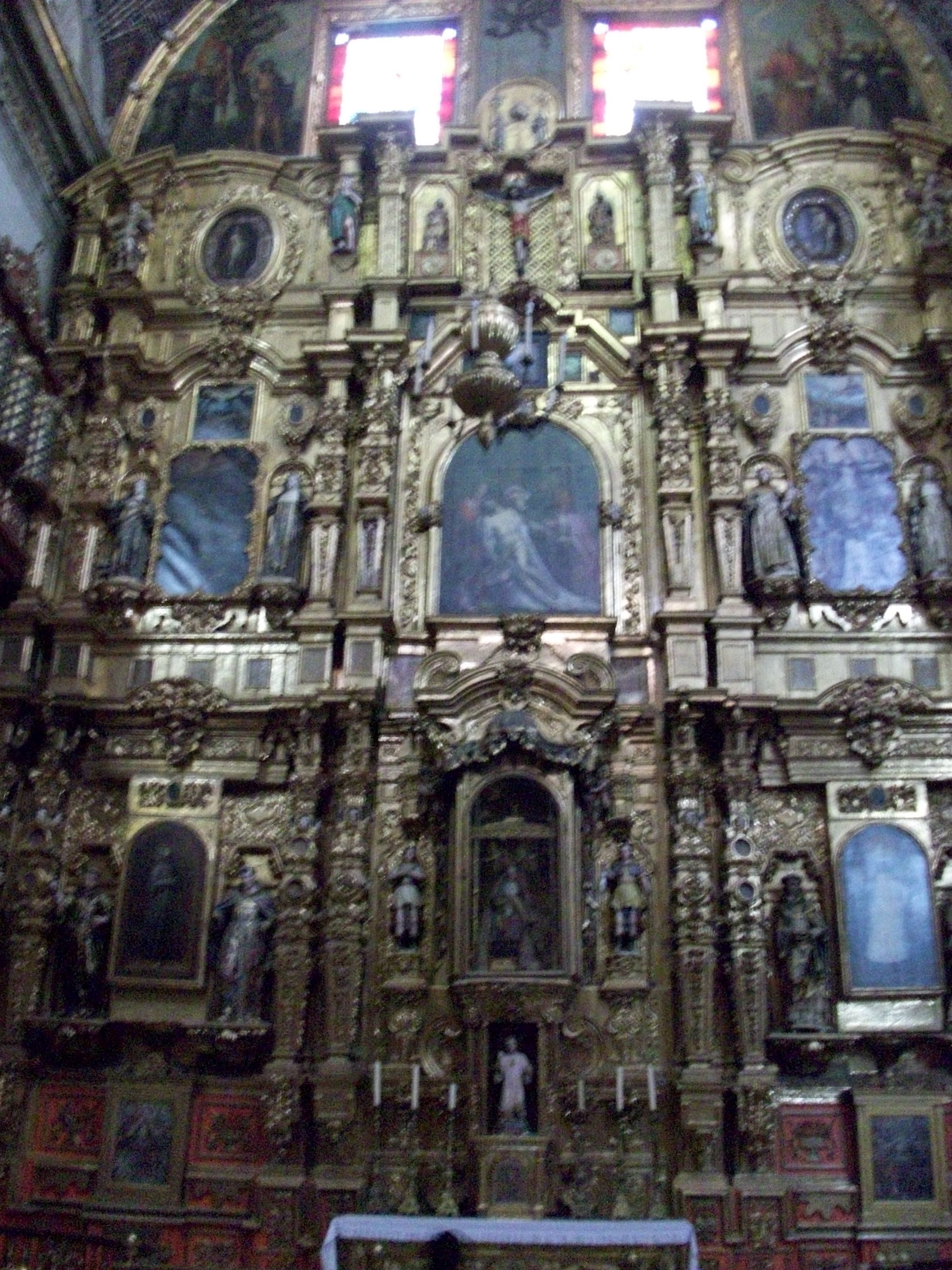
Церковь Санто-Доминго, алтарь.

### Барочная живопись Мексики

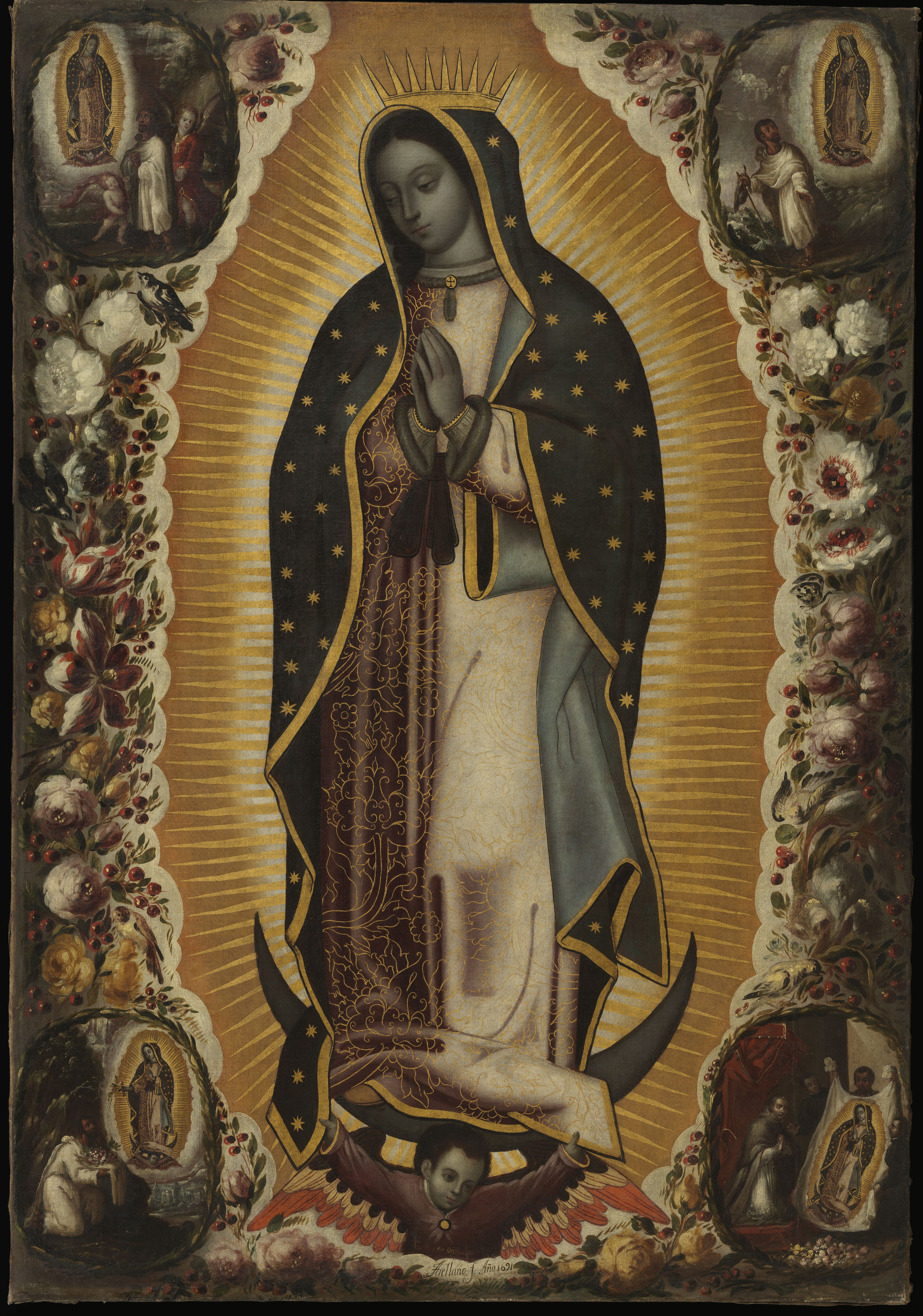
Мануэль де Арельяно. Алтарный образ, 1691 Музей искусств округа Лос-Анджелес, Калифорния

Живопись эпохи барокко в Мексике не имела тех благоприятных условий для развития, как мексиканская архитектура. Поэтому ее достижения скромны, развивалась она в стилистике испанской живописи, отчего быстро потеряла свежесть решений и значительной степень провинциализировалась. Как и в Испании, в Мексике распространение получила религиозная живопись для оформления католических храмов, а среди светских жанров был распространен портрет. В Мексику изредка привозили оригиналы картин Франсиско де Сурбарана или Мурильо. Местых художников в основном знакомили с копиями картин из мастерских художников третьего ряда. Тем не менее общий уровень живописи Мексики был несколько выше по сравнению с провинциализмом других латиноамериканских художественных центров. Здесь обычно выделяют творчество художников-креолов, среди которых в XVII веке были Алонсо Лопе де Эррера (1579—1648) и Бальтасар Ечаве Ибиа (1632—1682), сведущий в анатомии, мастер пейзажной живописи.

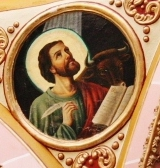
«Евангелист Лука». Церковь Св. Апостола Варфоломея, город Селайя, штат Гуанахуато
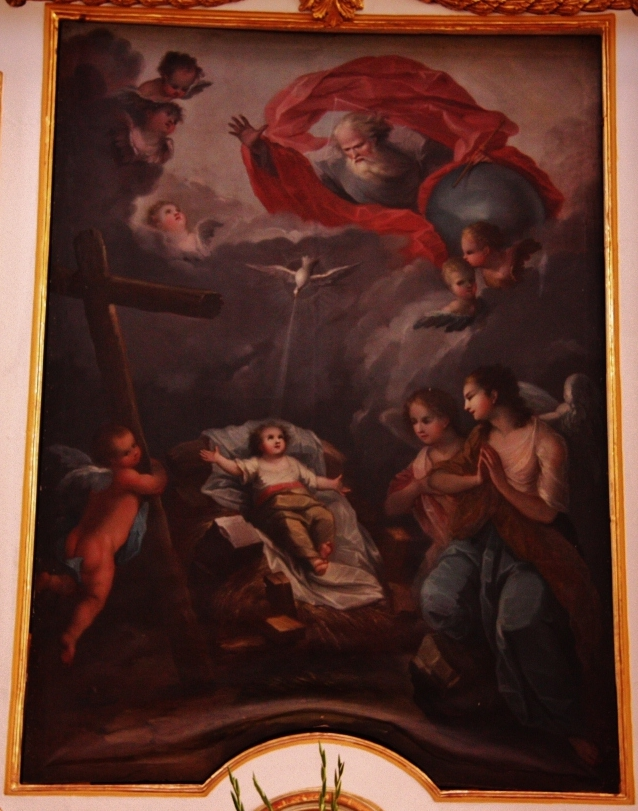
«Рождество». Церковь Виргин дель Кармен, город Селайя, штат Гуанахуато.
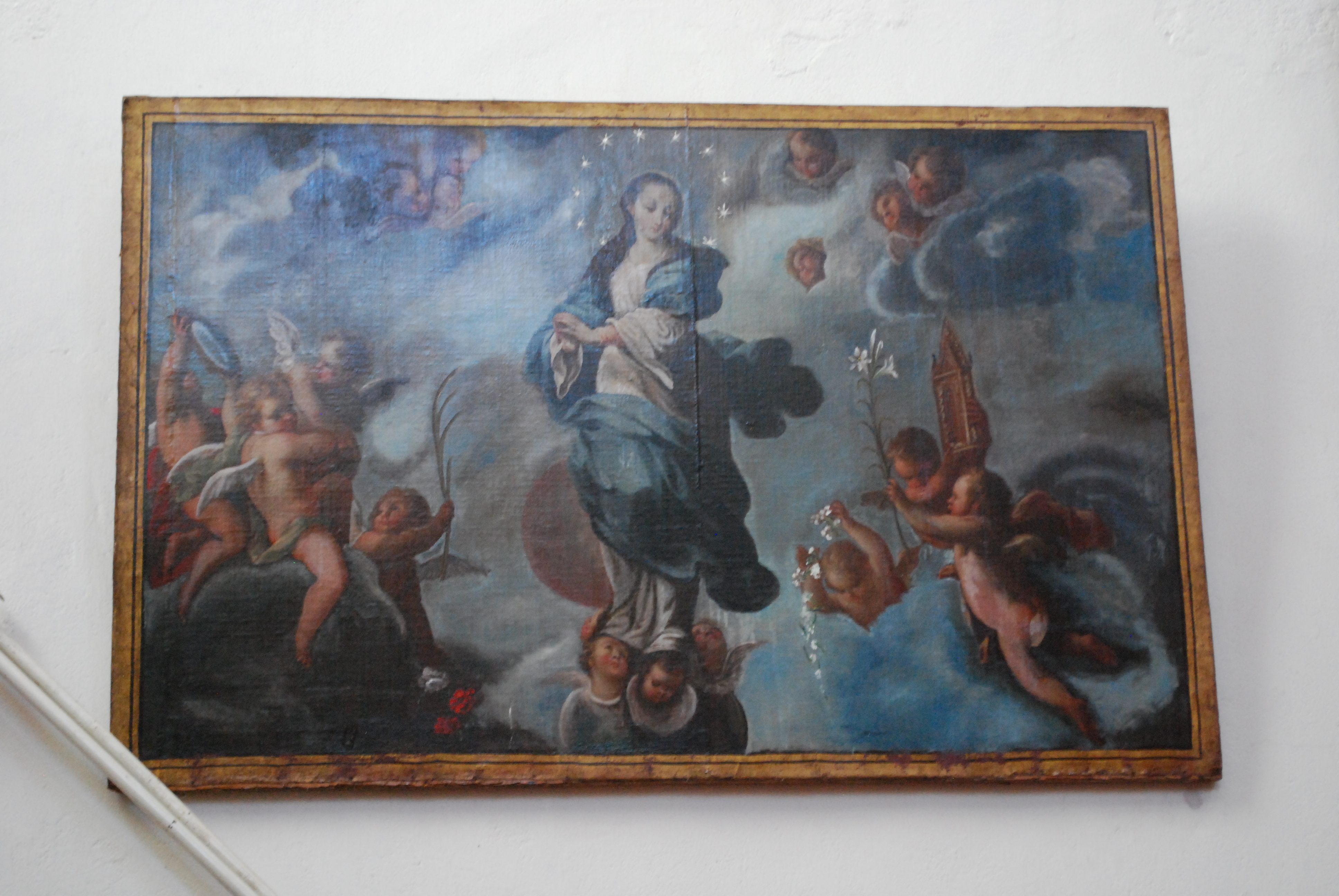
«Дева Мария Непорочного Зачатия», аноним XVIII в.
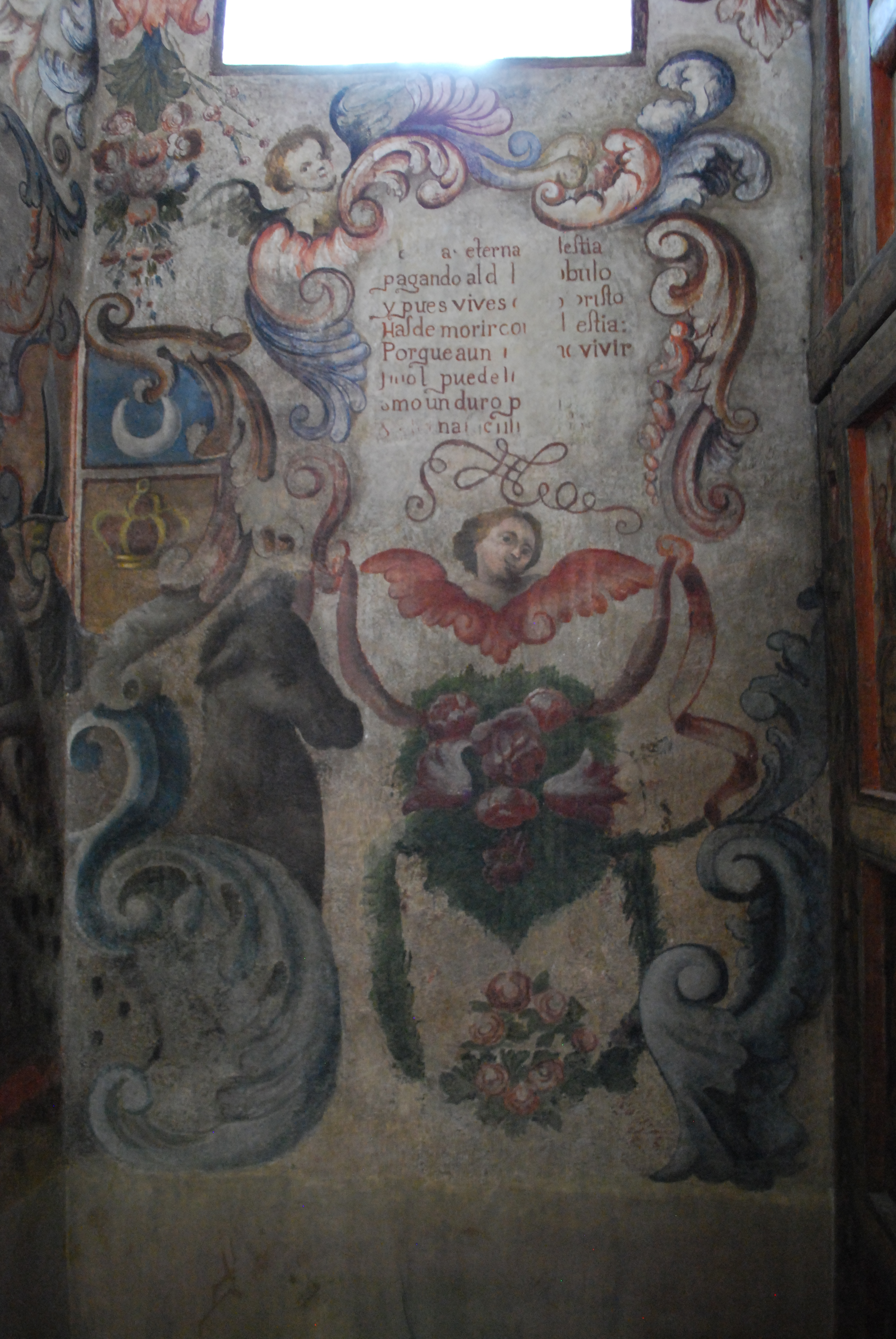
Стенопись XVIII века в церкви г. Атотонилко
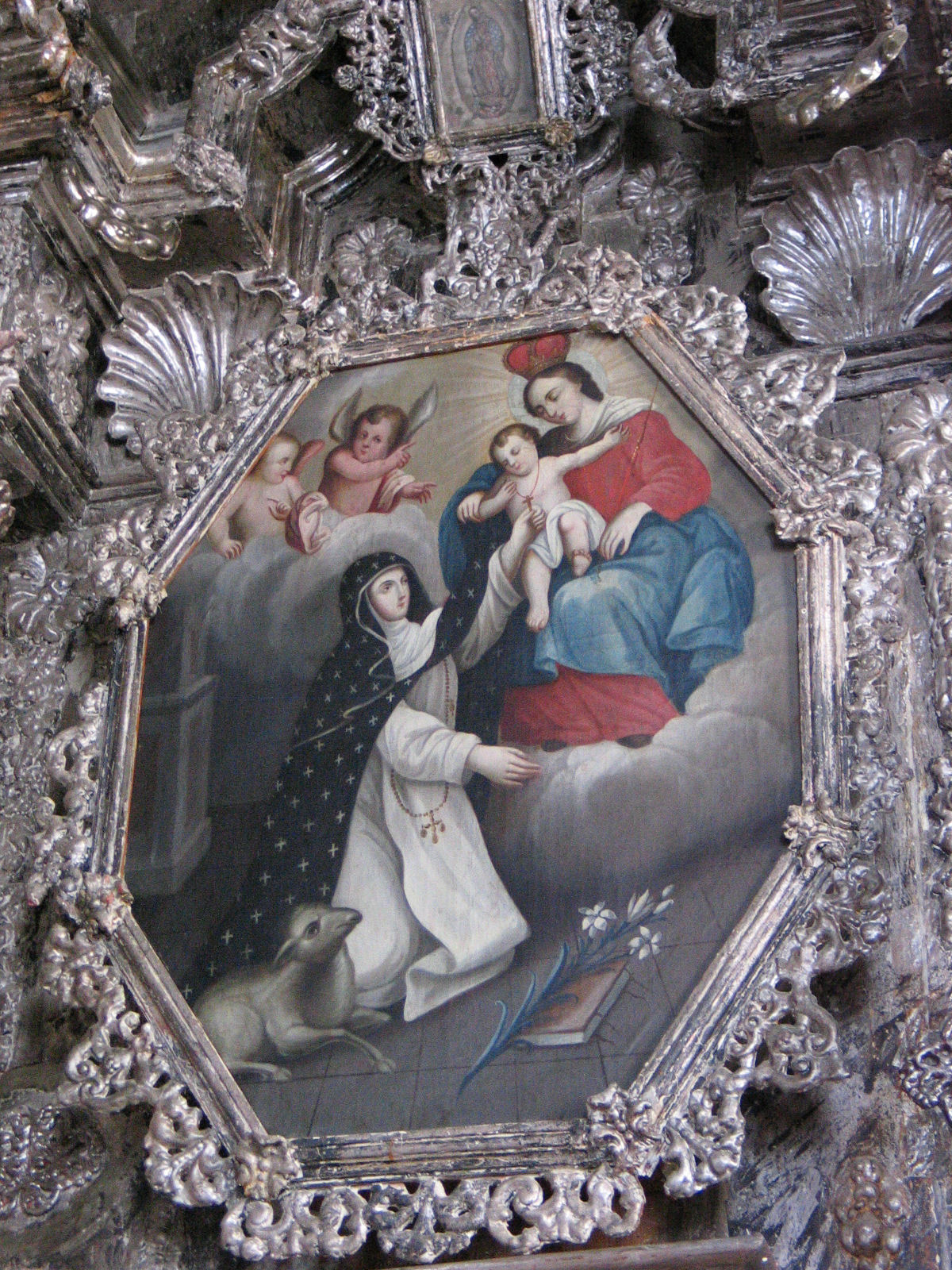
Религиозная живопись. Санктуарий в Атотонилко
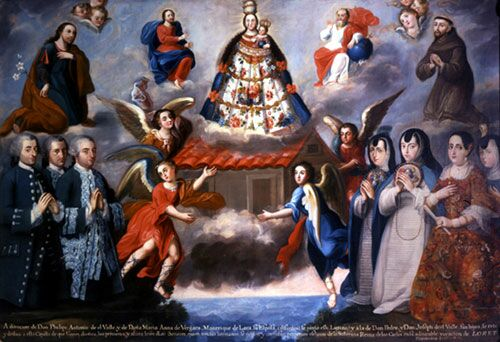
Худ. Хосеп Антонио де Айяла. «Мадонна Лоретанский и знатная семья дель Валье»
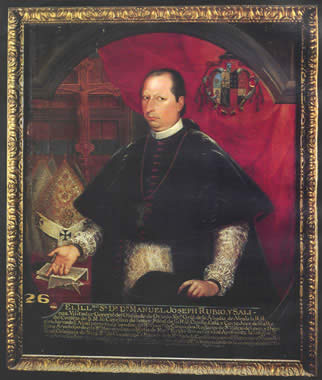
Худ. Мигель Кабрера. «Мануэль Хосе Рубио и Салинес», архиепископ Мексики
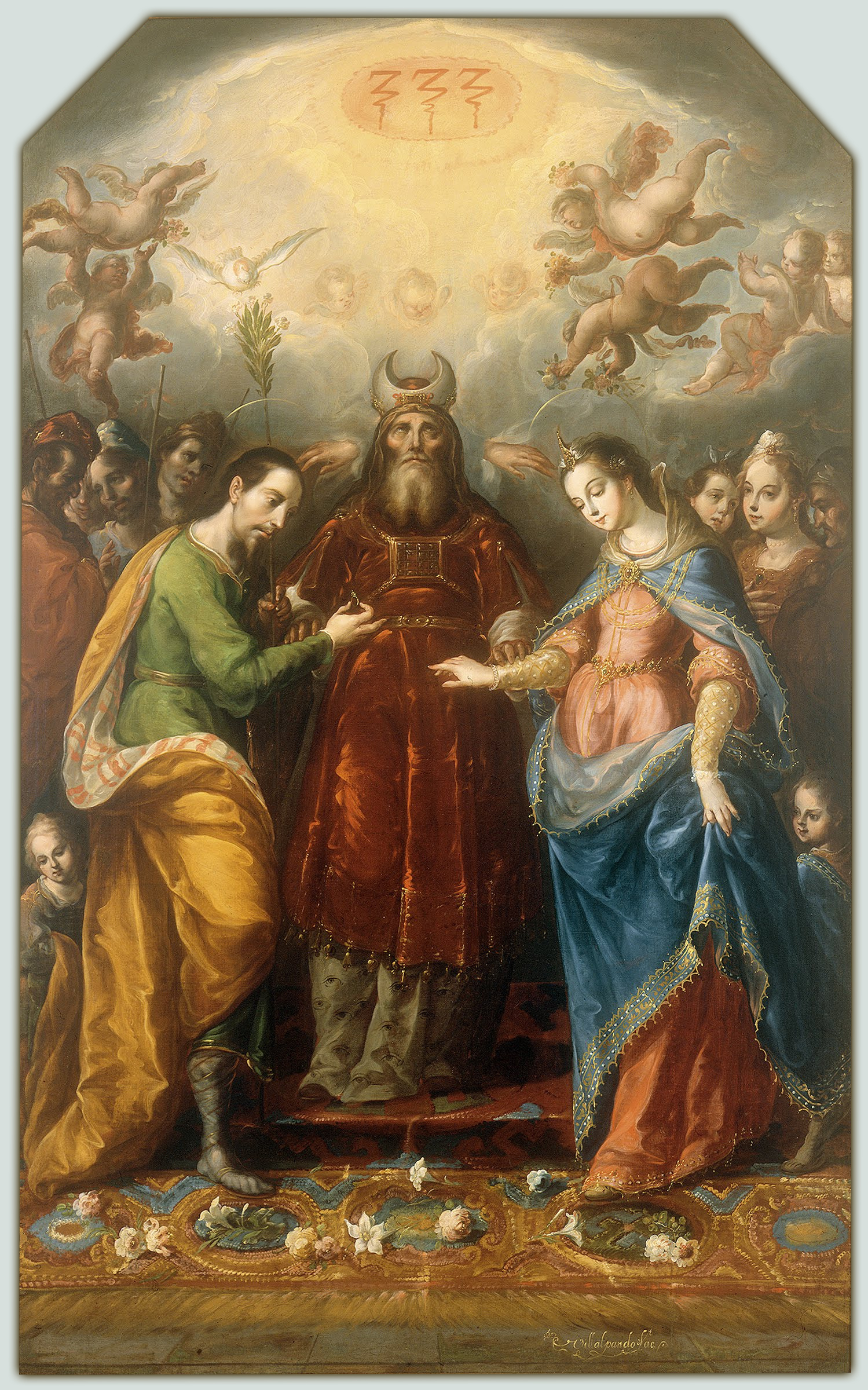
Худ. Кристобаль де Вильяльпандо. «Обручение Св. Иосифа и Девы Марии»
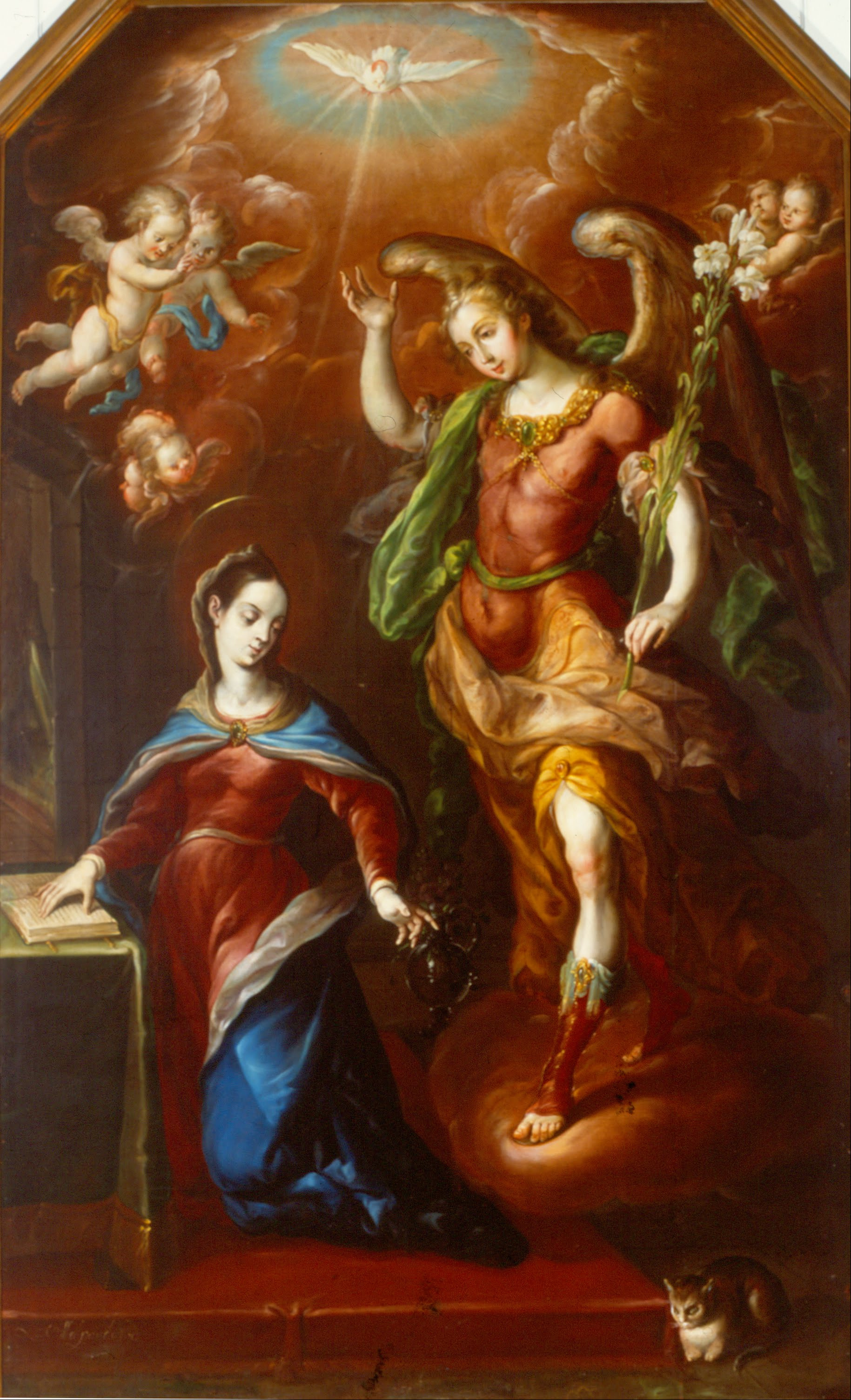
Худ. Кристобаль де Вильяльпандо. «Благовещение»

В XVII веке мексиканский религиозная живопись ощущала на себе влияния испанской живописи (произведения Сурбарана и Мурильо), живописи Фландрии (сюда привозили репродукционные гравюры мастерской Питера Пауля Рубенса). Во второй половине XVII века выделялся своим мастерством художник Кристобаль де Вильяльпандо (1645—1714). Именно ему заказали большие картины для декорирования кафедрального собора в Мехико, где ощутимо влияния фламандского барокко и экстази композиций испанца Вальдес Леаль (1622—1690).
Большое распространение в Мексике получила портретная живопись эпохи мексиканского барокко. Однако ее трудно оценивать по европейским меркам портретного жанра. Эти были наивные, плоские, полупрофессиональные, очень красочные изображения людей. В странах Западной Европы так рисовали в XV веке. Невысокую профессионализм и недостаток мастерства мастера компенсировали точным воспроизведением причудливых костюмов, необычных украшений и причесок с живыми тропическими цветами на богатых женщинах в бесформенных одеждах. Напыщенные испанские и креольские господа, дети, их потомки, знатные дамы из зажиточных семей в странной одежде доносят до зрителей местный колорит и неповторимость колониальной культуры, которая сложилась на захваченных у индейцев территориях.

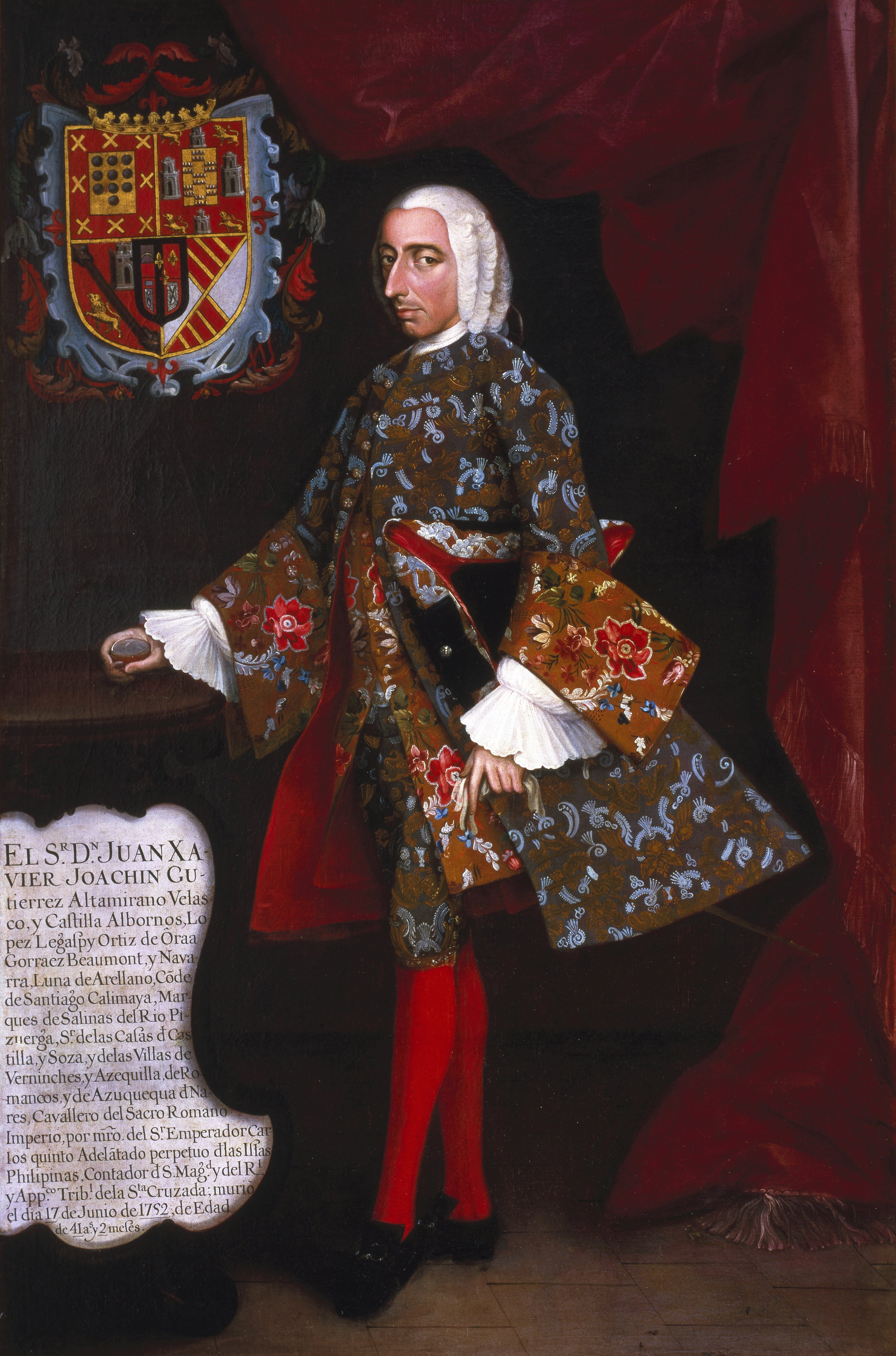
Худ. Мигель Кабрера. «Дон Жуан Хавьер Жоакин Гутьеррес Альтамирано Веласко», 1752 г., Бруклинский музей, США

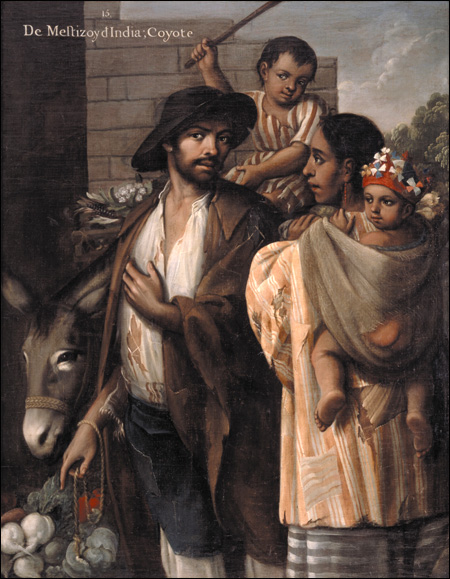
Худ. Мигель Кабрера. «Родина метиса» 1763 г.

Стилистика барокко позаимствовала от маньеризма и сохранила тягу к необычному, экзотическому, странному и безобразному (портрет младенца, рожденного без обеих рук). Так возникали конные портреты, где вельможному всаднику реалистично рисовали только лицо и руки, а туловище и самого коня подавали каллиграфическим, прозрачным рисунком-кружевом, несуществующим в реальности (портрет герцога де Гальвес верхом, XVIII в., холст, масло).
В целом мексиканская барочная живопись сохраняла консервативный характер и оторванность от мексиканской реальности, проблемы которой не находили в ней отражения. Среди первых религиозных пришельцев в Мексику были двенадцать монахов францисканцев. Их приветствовал сам Кортес. Факт прибытия первых двенадцати монахов францисканцев нашел отражение в ранних стенописях. В монастыре Михаила Архангела (Уехоцинго) это реальное событие была переведено в схематический, легендарный вариант и не воспринимался как исторически близкий. Другие изображения приветствия францисканцев Кортесом напоминают слабые костюмированные картины эпохи академизма, хотя художники предпринимали усилия для воспроизведения этого события.

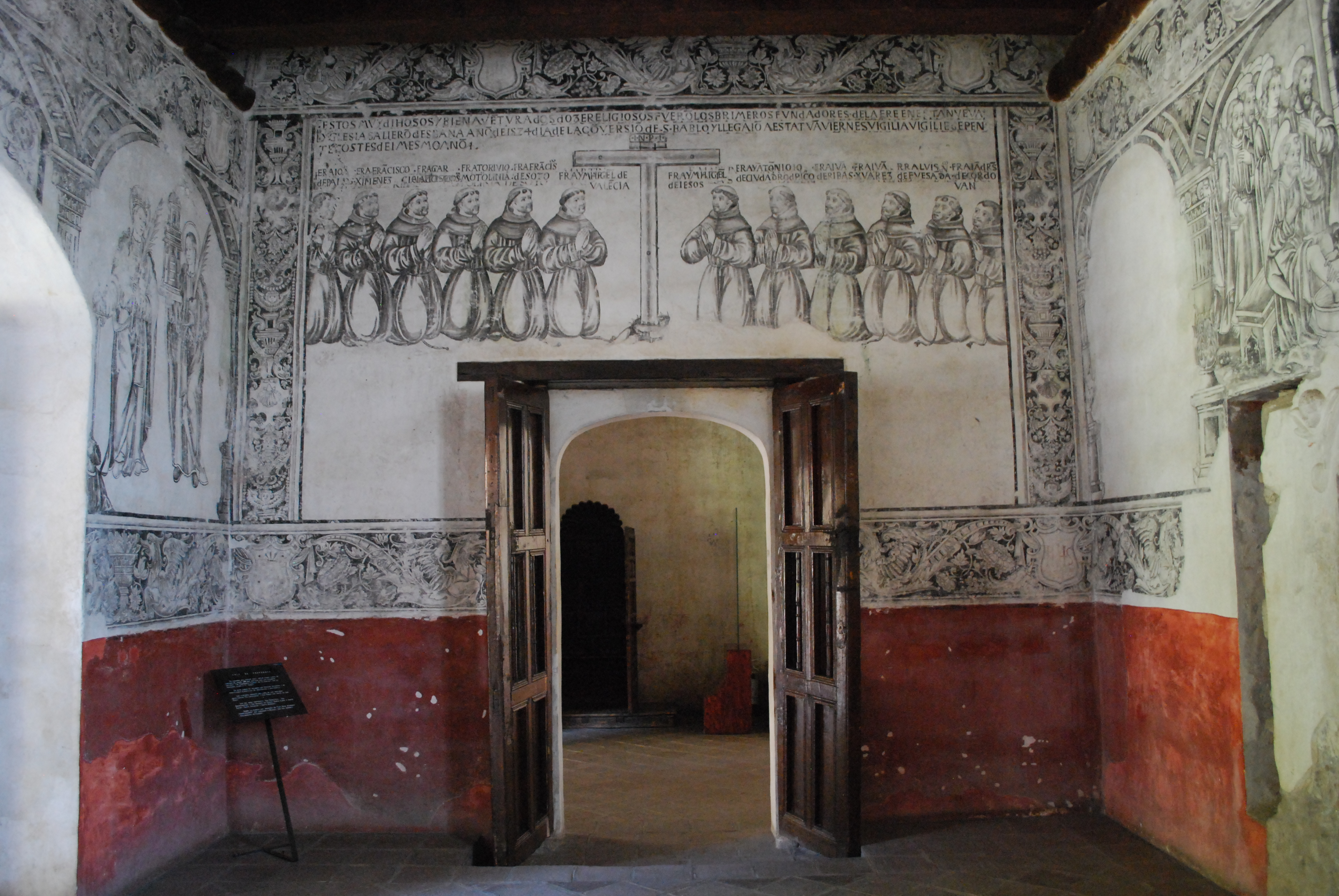
Двенадцать первых францисканцев у креста, стенопись XVI в., штат Пуэбла

Консервативное мексиканское барокко почти три столетия сохраняло свои позиции в культуре Мексики. Только в этом оно выдерживает сравнение с искусством барокко Италии, которое также растянулось почти на три века. Но сравнение достижений барочной живописи Италии и Мексики ни в каком жанре не в пользу живописи Мексики.
Конец эпохи мексиканского барокко пришелся на трудные годы становления местного неоклассицизма и получения Мексикой государственной независимости. Холодная, умеренная, неэмоциональная в своих формах, обреченность на повторы стилистика позднего классицизма порывала с пышной и эмоциональной природой барокко. Креольский верхушка, которая связала решительные изменения в государстве с классицизмом и европейскостью, а также с желаемым прогрессом отрицательно отнеслась к памятникам барокко, которые напоминали испанское колониальное прошлое. Их начали уничтожать, потому что в государстве не было сформировано историческое сознание и представление о ценности национального прошлого. Это приводило к уничтожению барочных алтарей, утвари часовен, ряда барочных монастырских сооружений. Идейную борьбу перенесли на конкретные и беззащитные памятники барокко, отчего искусство Мексики лишались колониального наследства. Свой драматический вклад в уничтожение национального барочного наследия внесли войны, стихийные бедствия (извержение вулканов, наводнения, равнодушие неграмотных и обездоленных людей к памятникам) и крайности мексиканской революции первой половины XX века.

## Искусство XIX века

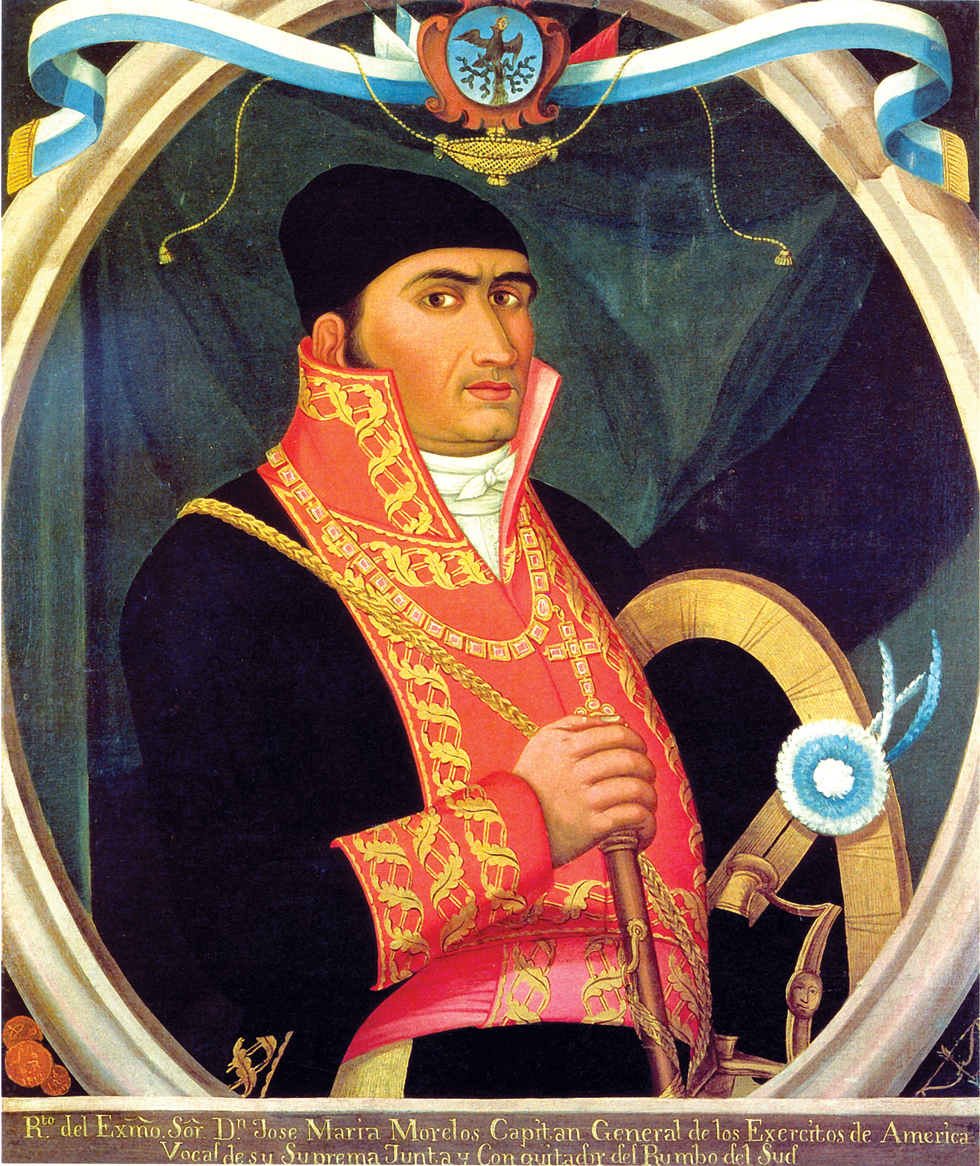
Хосе Мария Морелос. Неизвестный художник. Национальный исторический музей. 1812 г.

В начале XIX века Мексика получила политическую независимость. Независимость от Испании была объявлена 15 сентября 1821 года. Согласно первой конституции на узкой полосе между двумя океанами была создана Федеральная республика Центральной Америки, куда вошли также Сальвадор, Гватемала, Коста-Рика, Никарагуа, Гватемала и Гондурас. Художники времен борьбы за независимость в Мексике показывали в своих работах героев этой борьбы. Таков портрет римско-католического священника, национального героя, возглавившего восстание мексиканского народа за независимость, Хосе Мария Морелоса в военной форме, написанный неизвестным художником.
С получение независимости начался постколониальный период в истории Мексики. Однако, политическое состояние в стране значительно ухудшилось. В 1847 году в стране произошло восстание майя-киче против официального креольского правительства, которое получило название Война каст (фактически — гражданская война). Восстание майя было окончательно подавлено только к 1901 году.
Страна продолжала развивалась преимущественно как буржуазная, с аграрно-сурьевой экономикой. Официально страна была объявлена империей с собственным императором. На этот период в официальном искусстве пришелся поздний классицизм (неоклассицизм), эклектизм, академизм в его провинциальных вариантах.

### Неоклассицизм
Поздний классицизм (или неоклассицизм) получил в Мексике распространение с последних лет колониального периода. Его развитие пришлось на годы борьбы за национальную независимость (1810—1821). Это был ограниченный модой пафос усвоения идей французской революции и активного усвоения культуры западноевропейских стран. Неоклассицизм в Мексике пришёл от моды на все европейское, которое мексиканцы тщательно усваивали. Но в самой Европе и России неоклассицизм в это время отмирал и сосуществовал наряду с сентиментализмом, романтизмом, новорождённым эклектизмом. Поэтому неоклассицизм быстро развился в Мексике и вылился в академизм. Неоклассицизм имел поддержку и как противопоставление стилистике барокко, которое тогда ещё напоминало мексиканцам колониальный период и не воспринималось, как значимое достижение собственной истории. С неоклассическом стиле построены церковь Сан Хосе и церковь Саградо Корасон в Гуанахуато, алтарь в часовне Богородицы в Сакатекасе.

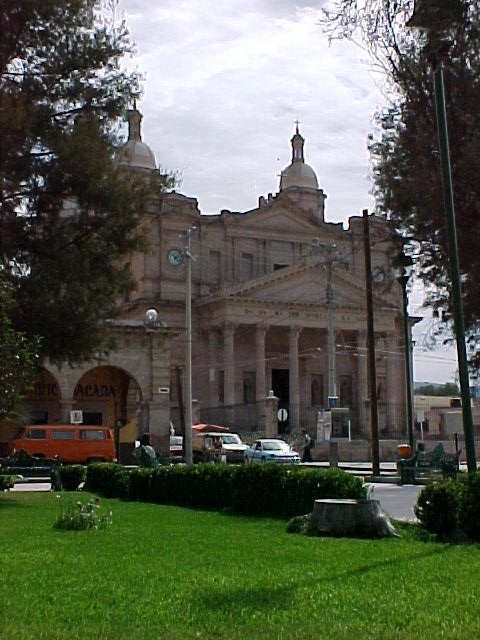
Церковь Сан Хосе, Гуанахуато
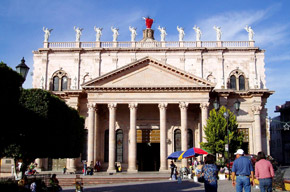
Церковь Саградо Корасон, г. Гуанахуато
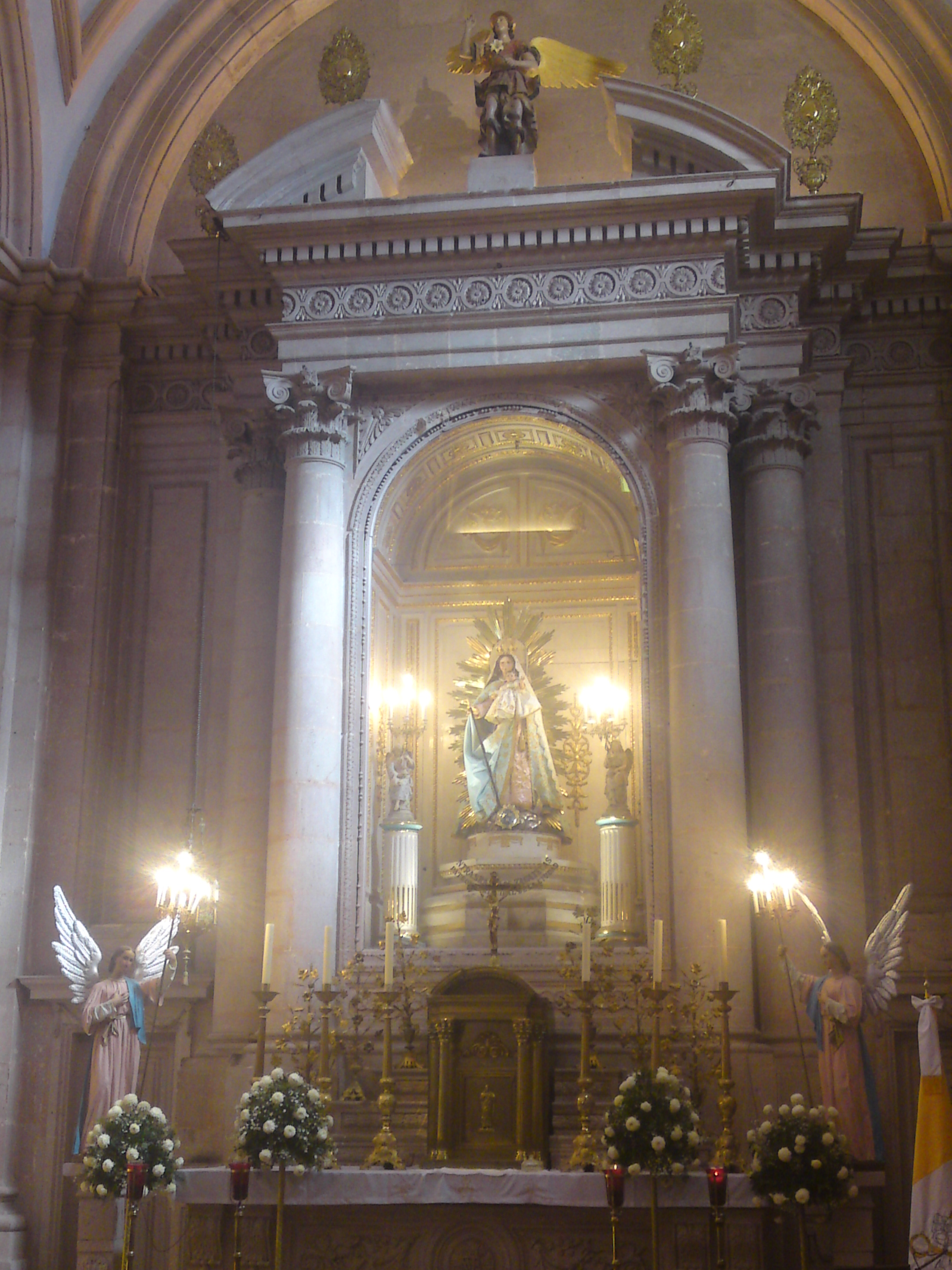
Неоклассический алтарь, часовня Богородицы, г. Сакатекас

Наряду с распространением пейзажного жанра началось развитие направления, свободного от схоластики религиозной живописи XVII—XVIII веков. Это направление родилось в южных районах, удаленных от столицы — Веракрус, Пуэбла, Гуанахуато, Халиско. Академизм в стране постепенно перерождался в салонное искусство и в эклектизм. Мексиканское искусство во второй половине XIX века развивалось в рамках буржуазного искусства.

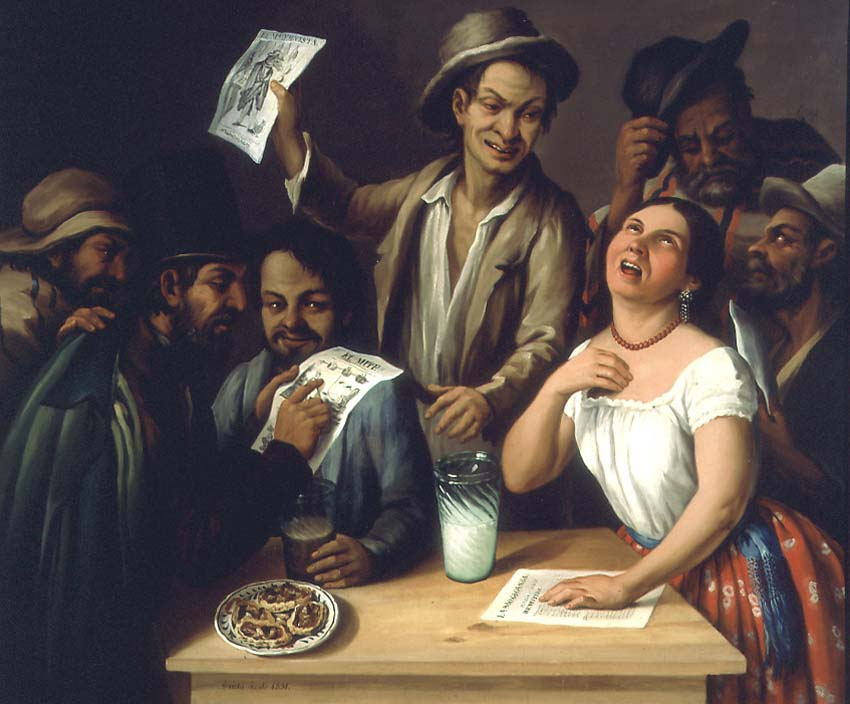
Агустин Арриета. Сцены из жизни горожан. 1851

В первой половине XIX века в Мексике появился романтический стиль живописи, завезенный в страну иностранными художниками, интересующимися жизнью независимой страны. Одним из них был баварский художник Иоганн Мориц Ругендас, который жил в стране с 1831 по 1834 год. Художник рисовал сцены с динамичной композицией, яркими цветами в соответствии с романтическим стилем,. В Мексике и в других районах Латинской Америки он искал яркие и возвышенные образы. Однако большая часть его работ, таких как эскизы для крупных полотен, не были выполнены. Другим художником этого направления был англичанин Даниэль Эгертон, который писал пейзажи в английской романтической традиции. Немец по происхождению, Карл Небель создавал литографии различных социальных и этнических групп населения страны.
Ряд местных художников того времени следовали Европейской романтической художественной школе в своем стремлении к показу различных культур Мексики. Этих художников называли костумбристас (costumbristas), от слова costumbre (таможня). Стиль работы этих художников не был строго романтичен. Большинство из этих художников были выходцами из богатых семей. Отличие их работ от работ европейских художников, работающих в стране было в том, что для иностранцев Мексика была экзотикой, для художником costumbristas окружение было Родиной.

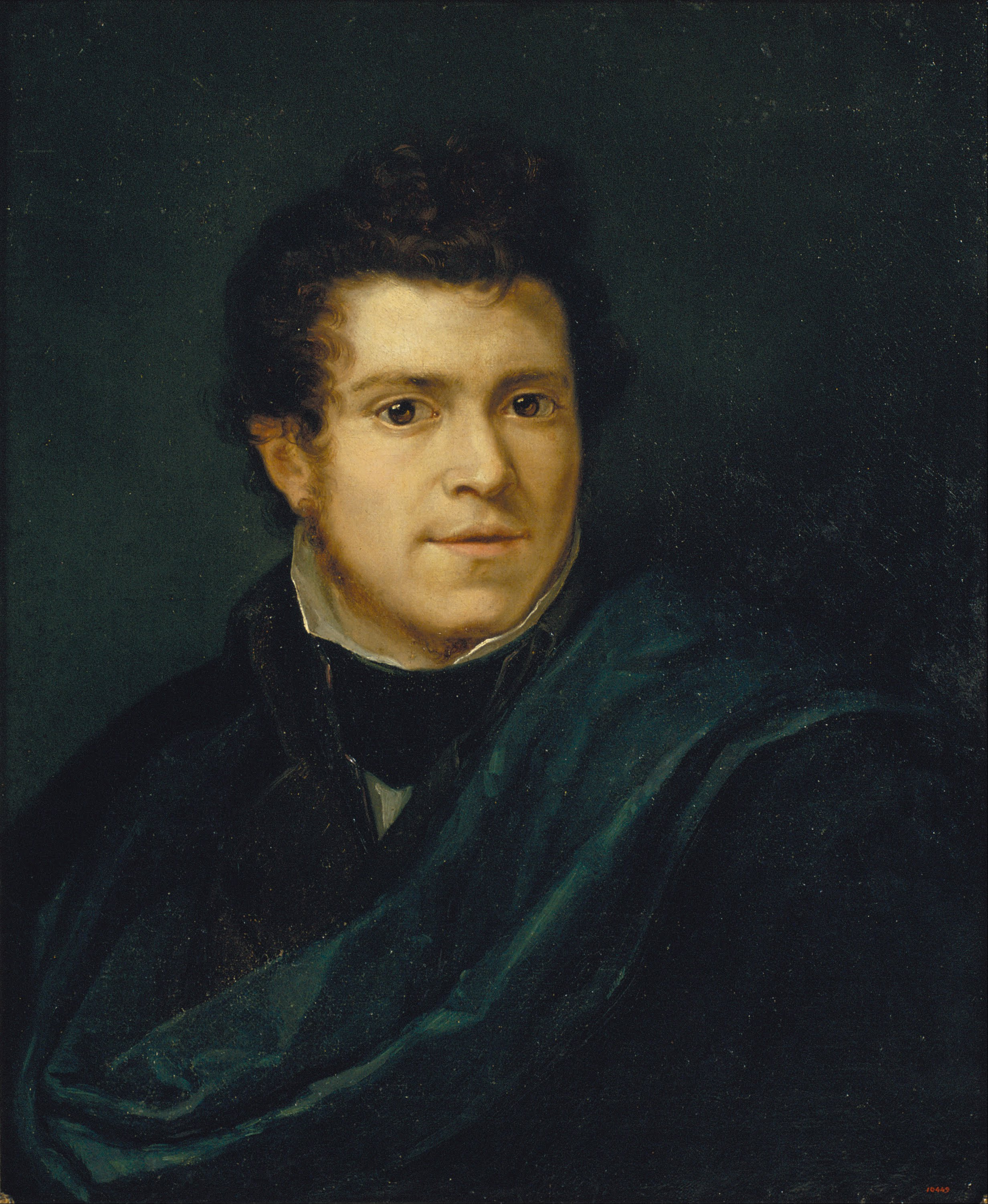
Пелегрин Клаве Автопортрет (1835)

Одним из этих художников был Агустин Арриета из Пуэбла, который применял реалистичные методы, изображая картины своего родного города с его ярко окрашенными плитками и керамикой. На его картинах можно увидеть сцены повседневной жизни горожан, женщины, работающих на кухне, афро-мексиканских торговцев и др.
C середины XIX века художники латиноамериканской академии начали отход от строгого классицизма к «академическому реализму». Идеализированные и упрощенные на их картинах изображения становятся более реалистичными, с акцентом на детали. Художники рисовали портреты богатых людей, Библейские сцены и битвы, особенно времени борьбы за независимость.
Одним из самых известных художников Мексики середины XIX века был каталонский художник Пелегрин Клаве.
Пелегрин Клаве был представителем назарейской школы живописи в Испании. Он долгое время жил и работал в Мексике. Здесь он создал многочисленные портреты, пейзажи и исторические полотна. Художники-реалисты пытались изобразить культуру ацтеков. К таким художникам относился Феликс Парра, который изображал тяготы коренных народов страны.

### Живопись второй половины XIX — начала XX века

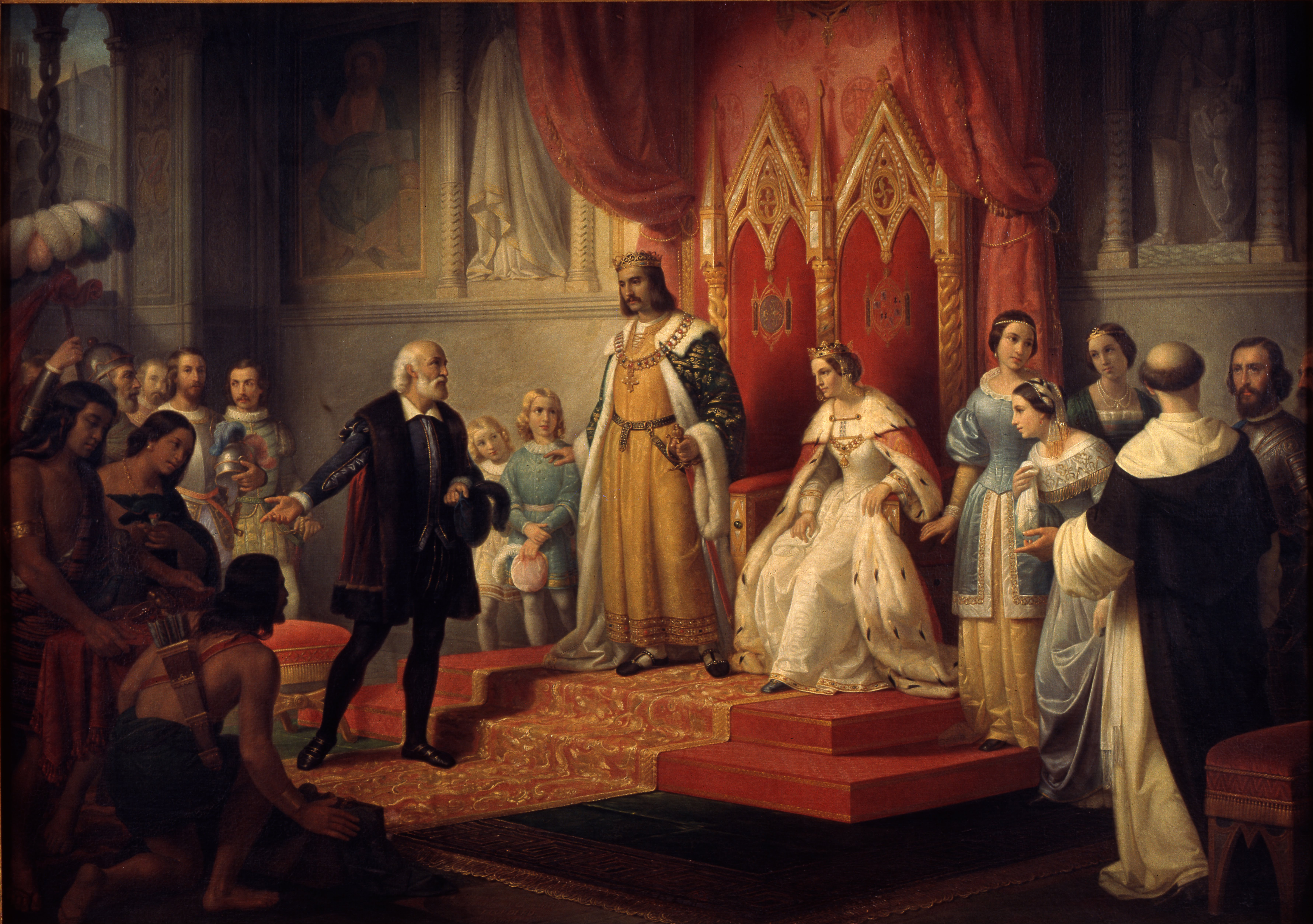
Х. Кордеро «Колумб перед Католическими королями». 1850

Со второй половины XIX века в Мексике наблюдается расцвет исторической живописи. Главные силы художников в этот период были направлены на утверждении преемственности мексиканской культуры от великих цивилизаций как Старого, так и Нового Света. Этой идеей проникнуто полотно Х. Кордеро «Колумб перед Католическими королями» (1850). Под воздействием национально-патриотических идей появились произведения религиозного жанра. Так, художник Х. Рамирес придаёт одному из сидящих персонажей полотна «В Ноев ковчеге» типично индейский облик, утверждая этим мысль о причастности Америки к мировой истории.
Среди пейзажистов этого времени первое место принадлежит классику мексиканского пейзажа Х. М. Веласко. Вершиной творчества Х. Фернандес стало «Мексика» (1877) с изображением панорамы мексиканской долины.
Вплоть до первых десятилетий XX в. в мексиканской живописи господствует идеализирующая академическая эстетика. Элементы реализма представлены в жанровых композициях костумбристов (от исп. «костумбре» — обычай), работавших в основном в провинции и отражавших её быт. К началу XX века мексиканский академизм эволюционировал в направлении символизма и модерна. С этими течениями, отмечается в работе, впоследствии будут связаны поиски «большого стиля» в мексиканской живописи и первые опыты мурализма XX в.
Перемены, происходивших в мексиканском искусстве в 1900-х — 1910 гг. обнаруживают себя в творчестве художников Х. Руэласа и С. Эррана. Х. Руэлас развивает в своем творчестве тему «аристократизма духа». Эта тема представлена в серии его портретов современников. В творчестве художника С. Эррана наблюдается взаимодействие академического индихенизма и костумбристов. В своих монументальных панно «Труд» (1910) и «Наши боги» (1916—1918). В последней картине художник, совместив изображения Христа и ацтекской богини смерти передаёт особенности мироощущения мексиканца.

## Современное искусство
Политическая обстановка в Мексике оказывала влияние на её искусство. Пограничным периодом для страны стал конец XIX — начало XX века. В 1876 году генерал Порфирио Диас (1830—1915) решился на военный переворот, разбил войско переизбранного президента Лердо, захватил Мехико и взял государственную власть в свои руки. В 1877 году конгресс под давлением избрал его президентом страны. В 1881 году Порфирио Диас потерял президентство на один срок, но в 1884 году вновь взял власть в свои руки, которую силой удерживал двадцать семь лет до своего поражения в 1911 году. Этот период в Мексике получил название порфиризма. Генерал Диас ввёл лозунг «меньше политики, больше управление», в реальности же проводил политику военного администрирования. В стране царило нетерпимое отношение к любым проявлениям самостоятельности в общественной жизни, индивидуализма или критики его режима. Абсолютную власть диктатора пропаганда представляла гарантией стабильности в стране, справедливости устройства и прогресса. При нем мексиканская экономика получила шансы быстрого развития через полувоенное управления и эксплуатацию дешевой рабочей силы и природных ресурсов. Началось ускоренное строительство железных дорог и телеграфных линий, возникли новые предприятия и банки в аграрной к тому времени стране. Мексика наконец стала экономически состоятельным государством, получила зарубежные кредиты. Но все эти экономические преимущества касались только привилегированных слоев населения, городских буржуа и землевладельцев. Официальные теоретики диктатора объявили, что Мексика будет управляться креольском элитой, а метисы и индейцы могли только подчиняться. Генерал Порфирио Диас неосторожно допустил до очередных выборов оппозиционные партии, на время потеряв, а потом вновь взяв власть в свои руки, в стране начались репрессии. Главным политическим противником Диаса был Мадеро, сын богача-землевладельца. Мадеро, эмигрировав в США, использовал недовольство в стране правящей диктатурой и проводимыми репрессиями, и 20 ноября 1910 года поднял в стране бунт. Диктатура продержалась у власти до мая 1911 года. Диас потерял поддержку правительства и военных и тайно эмигрировал из страны.
В ноябре 1911 года Мадеро был избран президентом. В Мексике набрала силу буржуазно-демократическая революция. Была проведена реорганизация армии и правящей партии. Президент Ласаро Карденас (1895—1970) значительно ускорил проведение аграрной реформы и раздал крестьянам земель больше, чем все президенты-предшественники вместе взятые. На предприятиях были возрождены профсоюзы. Проводилась ликвидация неграмотности, особенно часто встречающаяся среди индейцев. Своего накала реформы достигли 1938 году, когда президент Карденас национализировал в стране имущество нефтяных кампаний США и Великобритании.

### Индихенизм
См. также: Индихенизм
Индихенизм в живописи возник в 1910-х годах. Индехинизм отразил новую волну интереса к национальному прошлому (прежде всего доколумбового периода). В Мексике он нашел яркое отражение в творчестве мексиканских монументалистов. Индихенизма придерживались художники Диего Ривера, Амадо де ла Куэва, Хуан О’Горман, Артуро Гарсиас Бустос и художники «Мастерской народной графики».
В мексиканской музыке индихенизм проявился в творчестве композитора и дирижера Карлоса Чавеса: в балетах «Новый огонь» и «Четыре солнца», оркестровой пьесе «Хочипилли Маккуильхочитль» и «Индейской симфония». В этом направлении работали также мексиканские композиторы Даниэль Айяла Перес, Канделарио Уисар, Луис Санди Менесес, Карлос Хименес Мабарак.
В литературе Мексики к писателям-индихенистам относятся Григорио Лопес-и-Фуэнтес и поэтесса Росарио Кастельянос.

### Мурализм
См. также: Мексиканская монументальная живопись

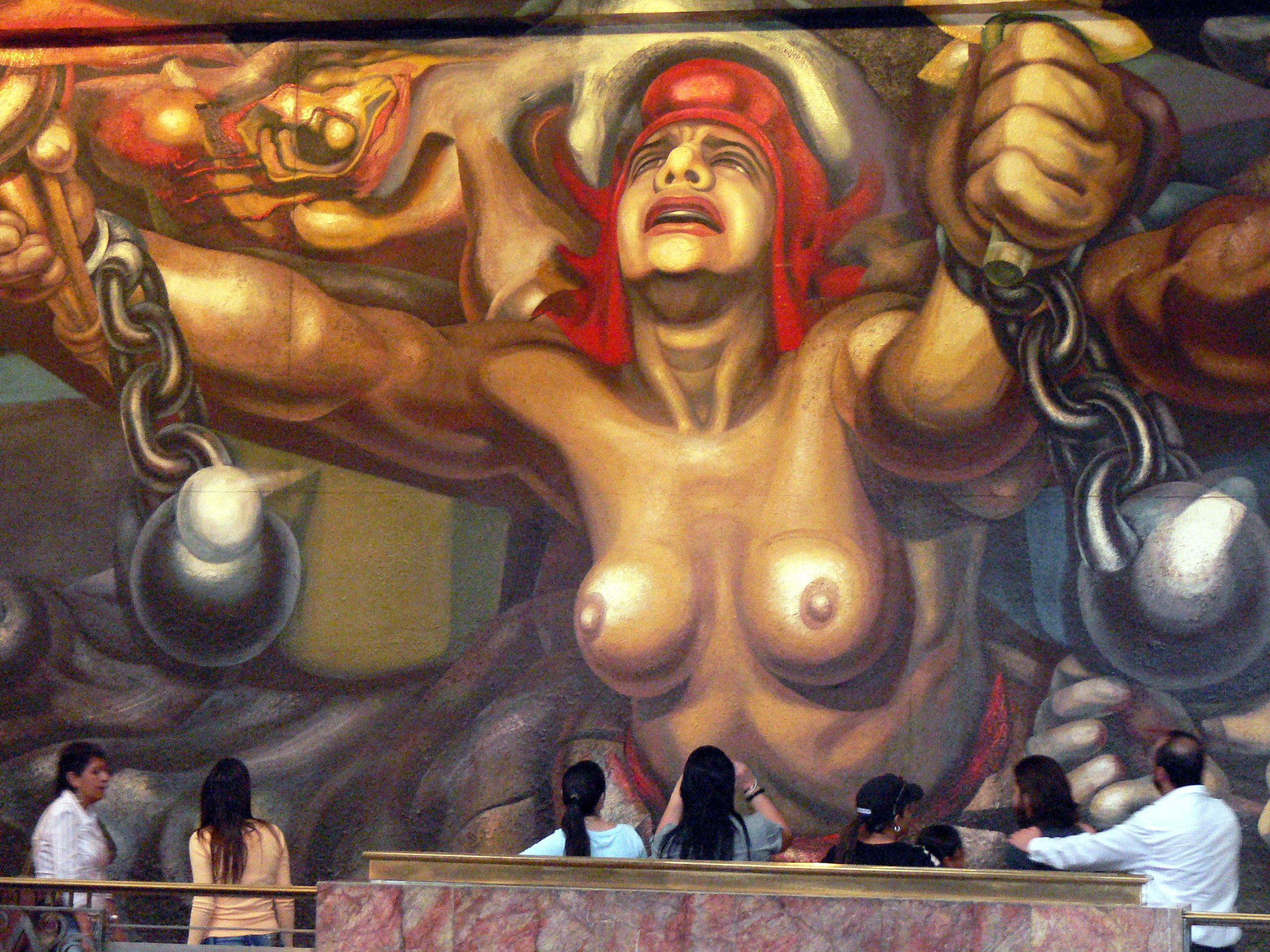
Д. Сикейрос. Фреска «Новая демократия», 1945

Термин Мурализм относится к монументальной мексиканской живописи. Движение Мурализм в живописи зародилось в 1920-е годы. Расцвет это направление получило в середине XX века, но и сегодня оно популярно в стране. Изначально мурализм в монументальном изобразительном искусстве был характерен для Мексики и стран Южной Америки, но в период расцвета был позаимствован и другими странами, где приобрёл свой оттенок, характерный для той или иной культуры.
Самыми известными муралистами стали были художники: Диего Ривера, Хосе Клементе Ороско, Давид Альфаро Сикейрос, Руфино Тамайо, Хесус Герреро Гальван, Мигель Коваррубиас. Художники Томас Харт Бентон, Джон Стюарт Кэрри и Грант Вуд также прославили искусство мурализма, только уже совмещенным с другими направлениями и течениями в искусстве, в частности, с североамериканским регионализмом.
Мурализм возник на пике возникновения патриотических идей в Мексике. После мексиканской революции (1910—1917), в ходе которой велась гражданская война против диктатуры, главной целью которой была борьба за свободу. Эти идеи и легли в основу становления мурализма. Художники-муралисты считали, что их искусство должно быть не просто красивым и дающим наслаждение, но и полезным для общества. Искусство должно вызывать в сердцах зрителей чувство справедливости, поднимать их на борьбу. Муралисты старались достучаться до сердец зрителей, показать масштаб трагедии людей, они создавали огромные картины, монументальные полотна.

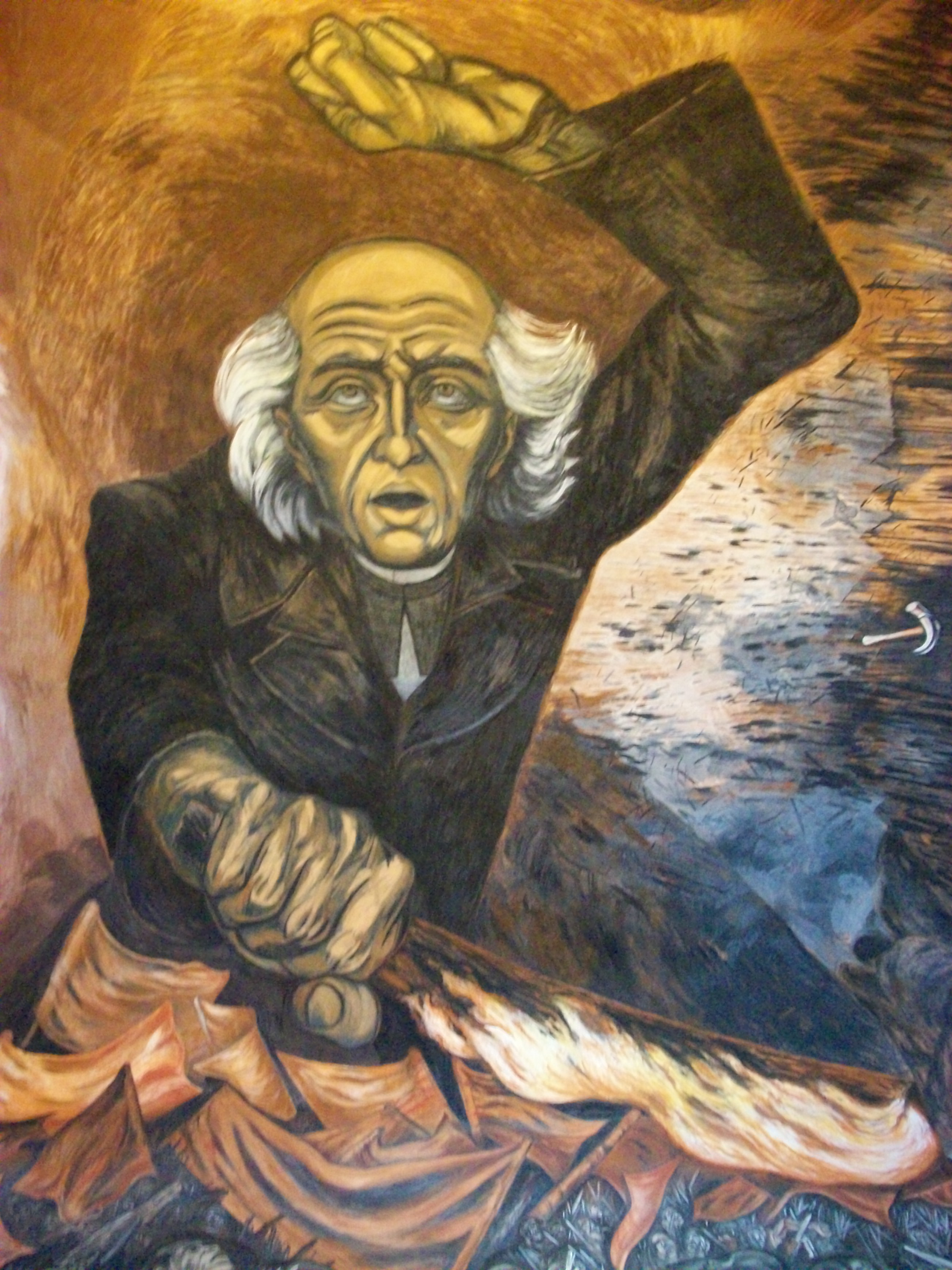
Хосе Клементе Ороско, Мигель Идальго
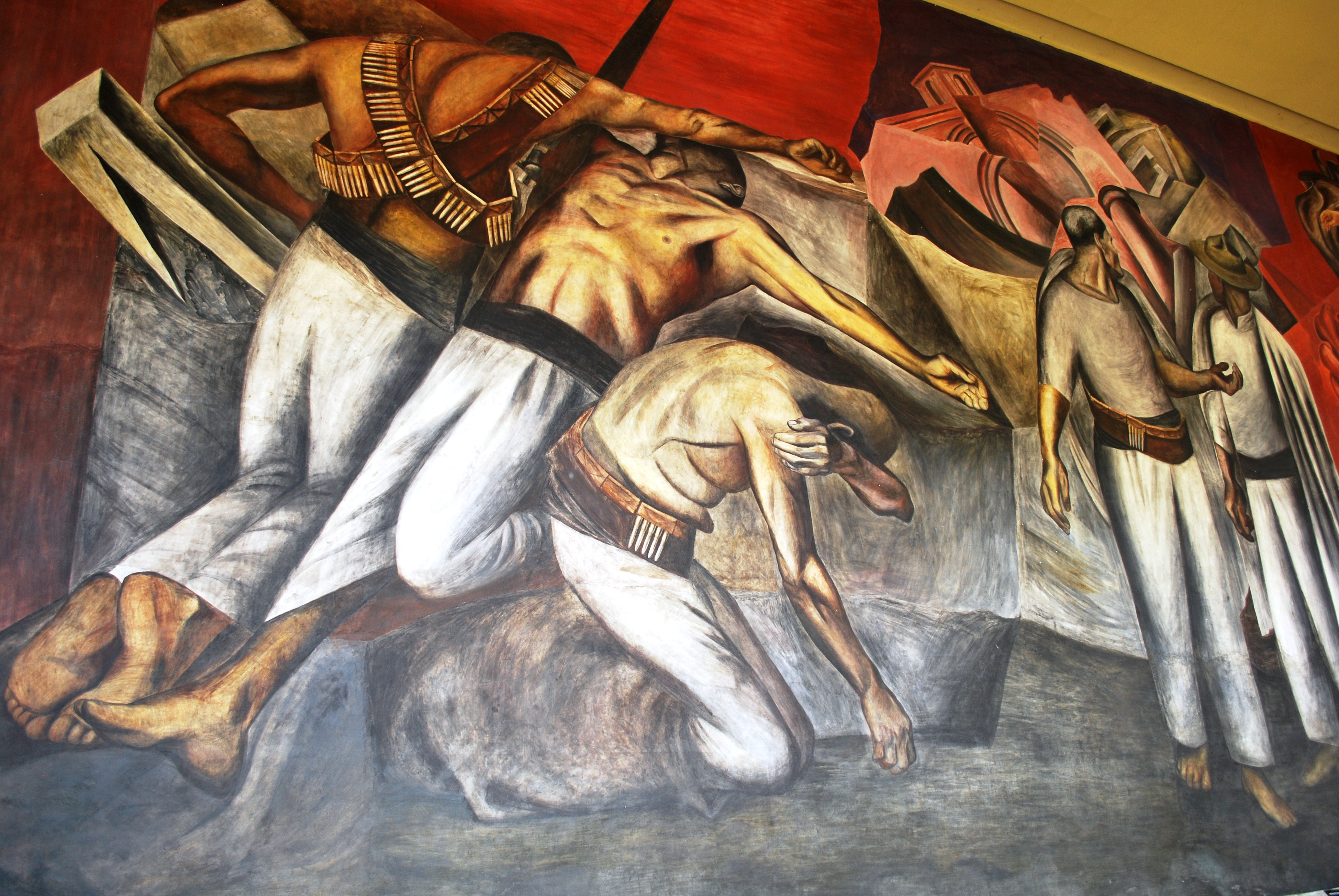
Хосе Клементе Ороско, траншея, Колледж Сан - Ильдефон, Мехико
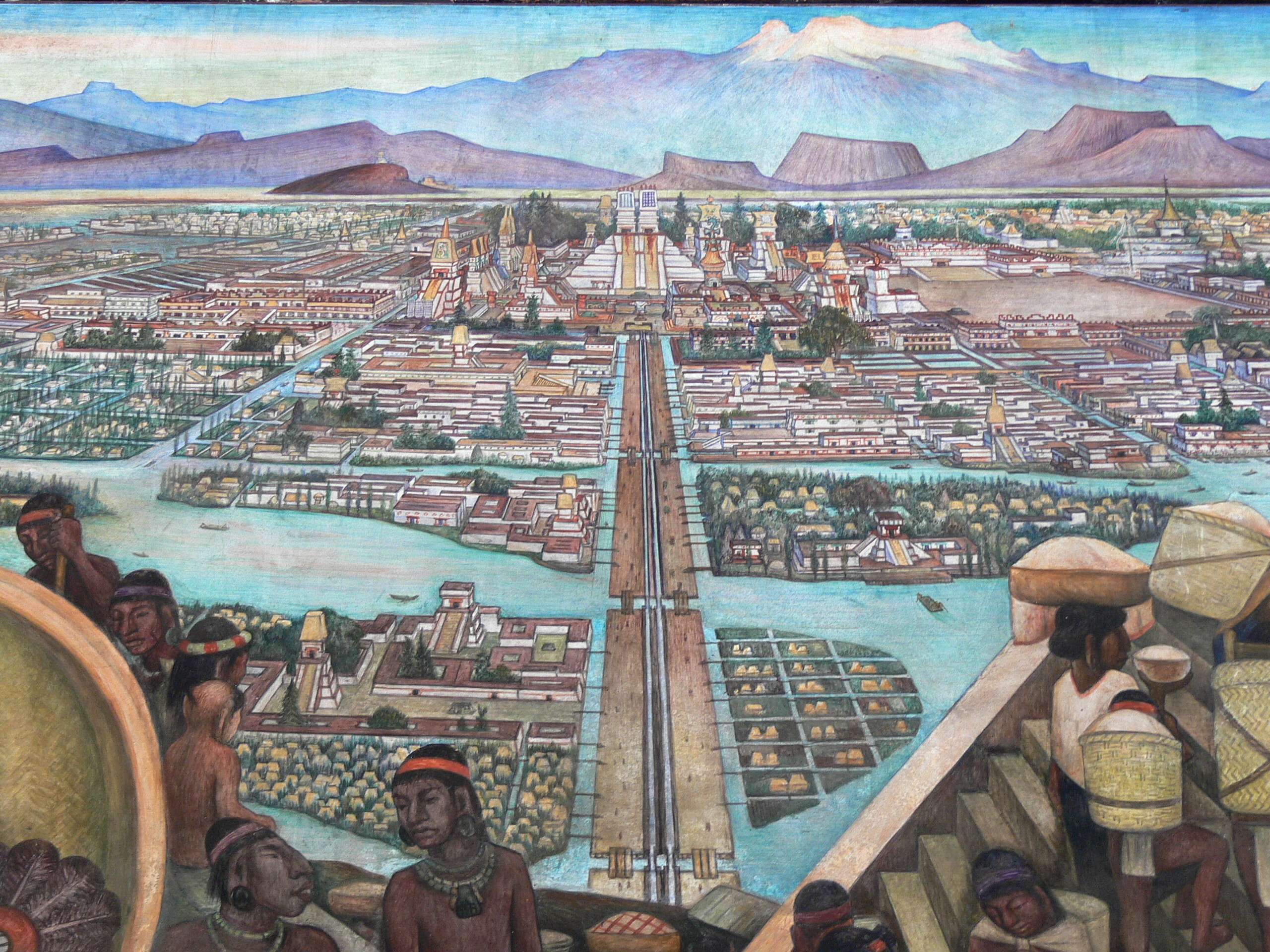
Диего Ривера, Теночтитлан, Мехико
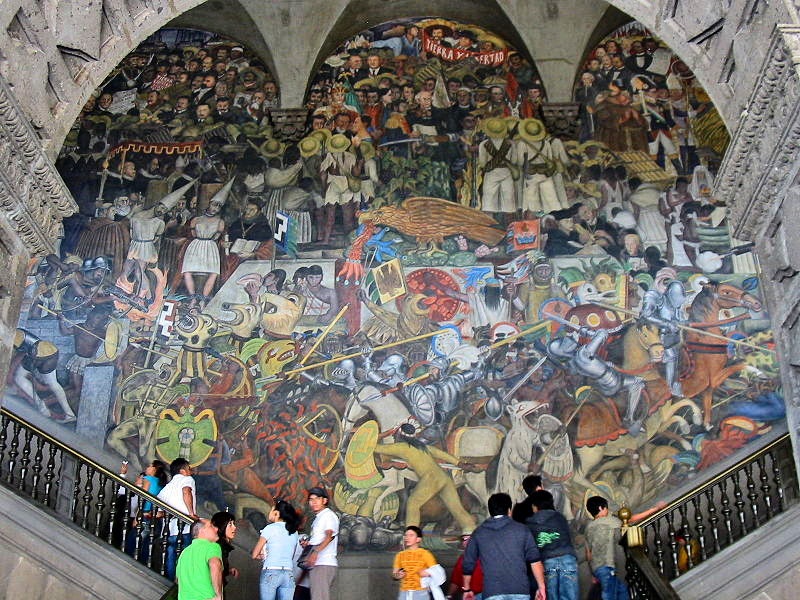
Диего Ривера, картина в главном подъезде Национального дворца
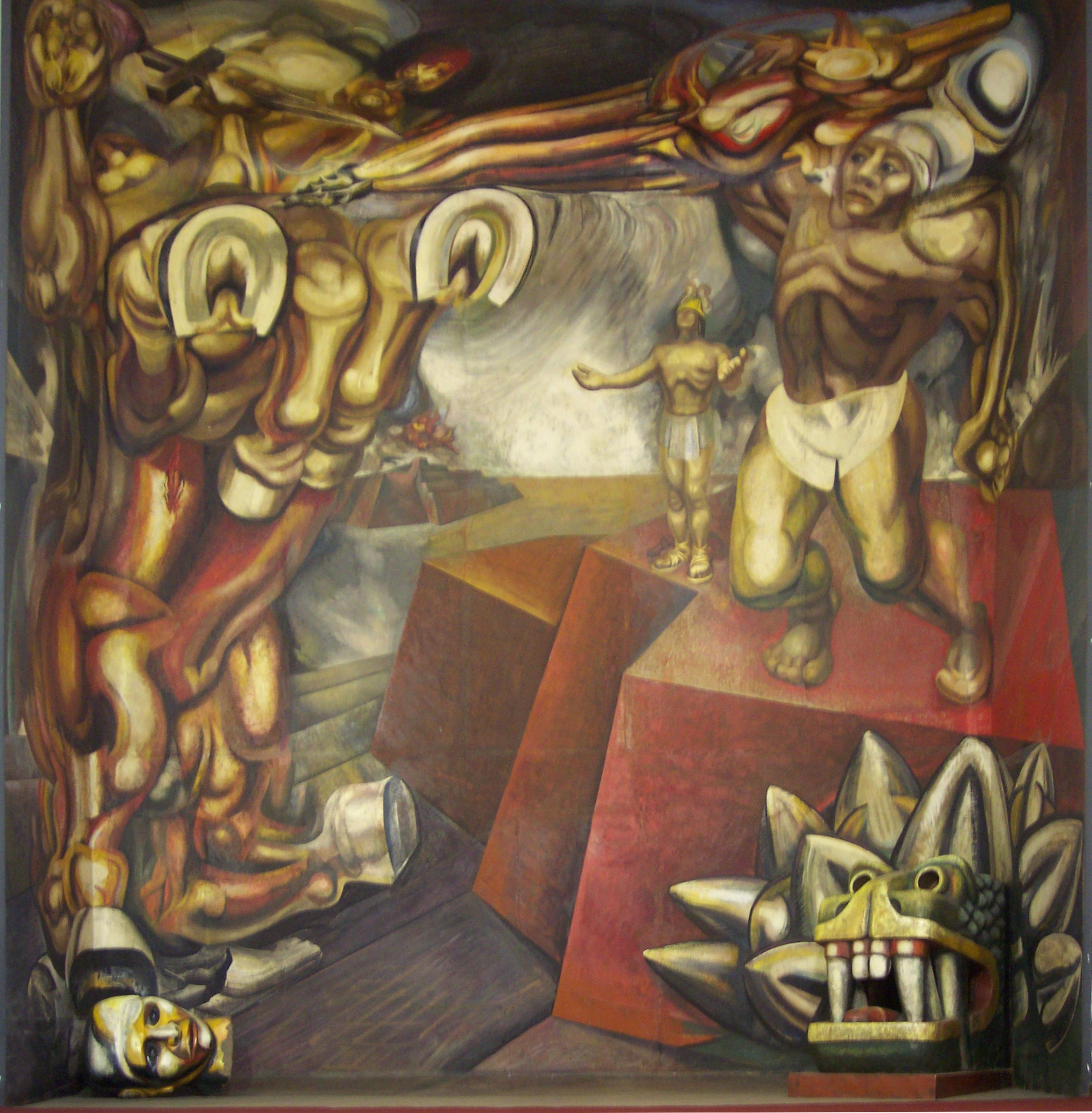
Давид Альфаро Сикейрос

Мексиканский мурализм очень схож с социалистическим реализмом в СССР. Соцреализм также сложился после революции, основной идеей советской живописи было противопоставление обычных людей и царской власти. Однако между этими направлениями есть и большая значительная разница. Социалистическая живопись была максимально реалистичной, а мексиканская монументальная живопись представляла собой смесь образов, символов, аллегорий и сюрреалистических вещей. Мурализм был авангардным течением в живописи, основанным на искусстве коренных индейцев Южной Америки.

### Графика
Графические произведения «Лиги революционных писателей и художников» интересны не только как страницы истории мексиканской революции 1910—1917 гг., но и как образцы национального графического искусства, особенно, монументальной мексиканской гравюры и литографии, схожие с плакатом. Художники лиги создавали произведения печатной графики большого размера. Эта продукция отвергала трудоемкие репродукционные средства полиграфии, цветность. В графике «Лиги революционных писателей и художников» присутствуют политические темы и показ народного восстания, нищеты, ужасов войны против народов Мексики, сцены партизанского быта, расстрелов, жертв и надежд на будущее.

### Декоративно-прикладное искусство

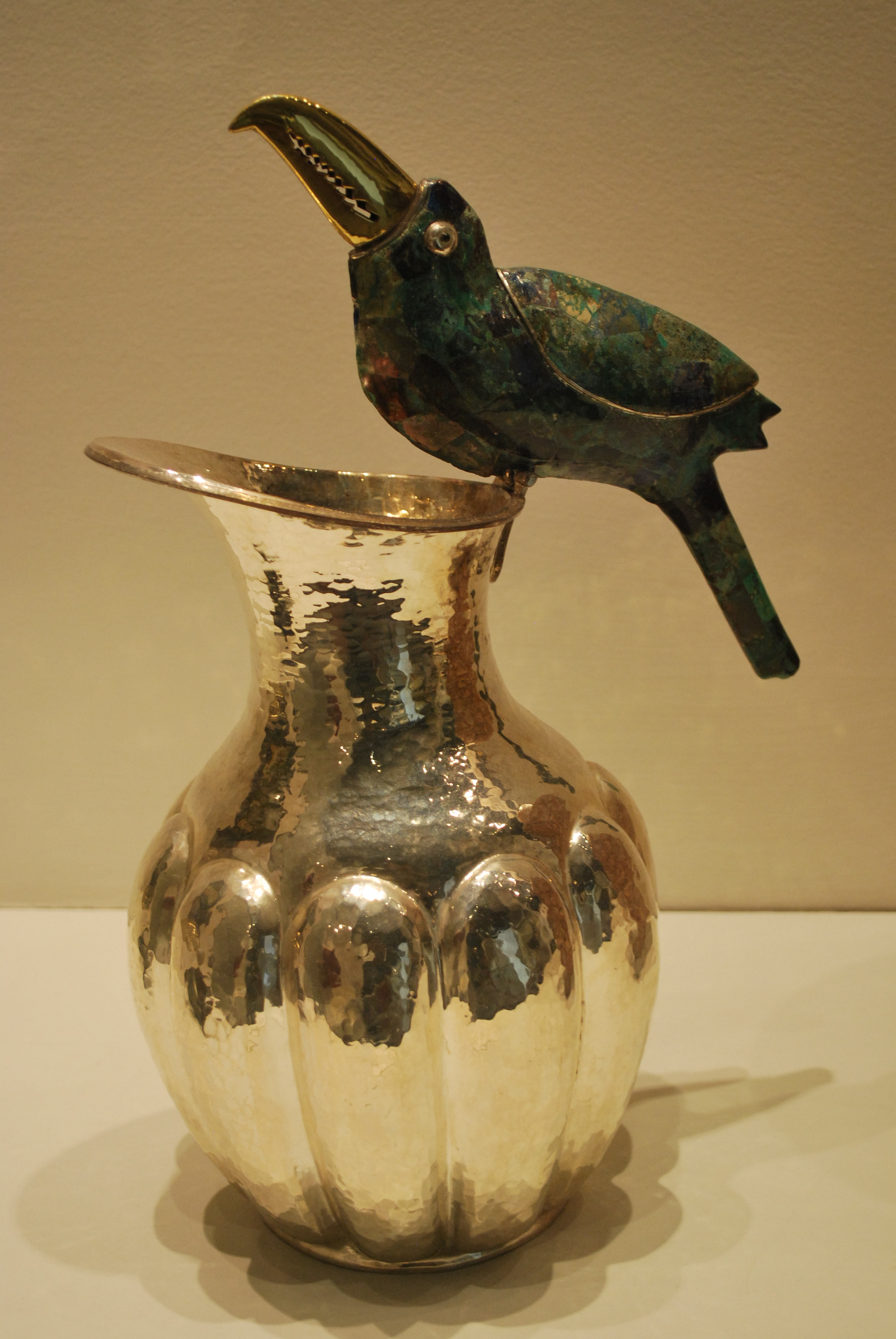
Серебряный сосуд с ручкой в виде птицы. Музей Arte Popular, Mexико.

Ремесла и мексиканское народное искусство развивалось на протяжении четырех тысяч и прошло параллельный путь рядом с искусством официальным. Параллельный путь народного искусства особенно ярко проявился в последние 500 лет, когда креольское искусство Новой Испании и народное искусство сосуществовали, шагая каждый своей дорогой. В декоративно-прикладном искусстве не развивались такие направления, как академизм и барокко. Подпитанное находками ремесленников-индейцев в отделенных друг от друга центрах, народное искусство не утратило функциональности в изготовленных вещах при сохранении фантазийности образов и тропической красочности. Мастера народного искусства используют в качестве сырья солому и листья осоки, древесину, камень, бумагу, картон, птичье перо, глину, медь и даже сахар. Плетеные шляпы-сомбреро (своеобразные заменители зонтиков от жаркого солнца) стали одним из признаков национального народного искусства на континенте.
Под влиянием лаковых изделий Китая в Мексике появились местные лаковые изделия упрощенных форм (посуда, шкатулки). Они были ярко и пестро раскрашивались и ничем не напоминали азиатские образцы.
Тысячелетняя традиция индейского гончарного искусства не прервалась и по сей день. Среди этих изделий — посуда, детские игрушки, подсвечники, декоративные фигурки или небольшие скульптуры. Диапазон форм и раскраска — от примитивных и упрощенных до сложнейших по силуэтами и рисунками, раскрашенных или зашлифованных.
В Мезоамерике была развита металлообработка, особенно из серебра, золота и меди. Золотом инкрустировались изделия из меди. Испанцы привнесли в Мексику новые методы обработки, такие как филигранной работы, в которых из тонких нитей металла делают ювелирные изделия. В колониальный период коренным народам было запрещено работать с драгоценными металлами. В настоящее время в Мексике возобновлены народные промыслы с использованием металлообработки. Изделия из серебра являются одними из основных статей экспорта Мексики. В стране каждый год в августе в Санта-Клара-дель-Кобре проводятся фестивали медных изделий.

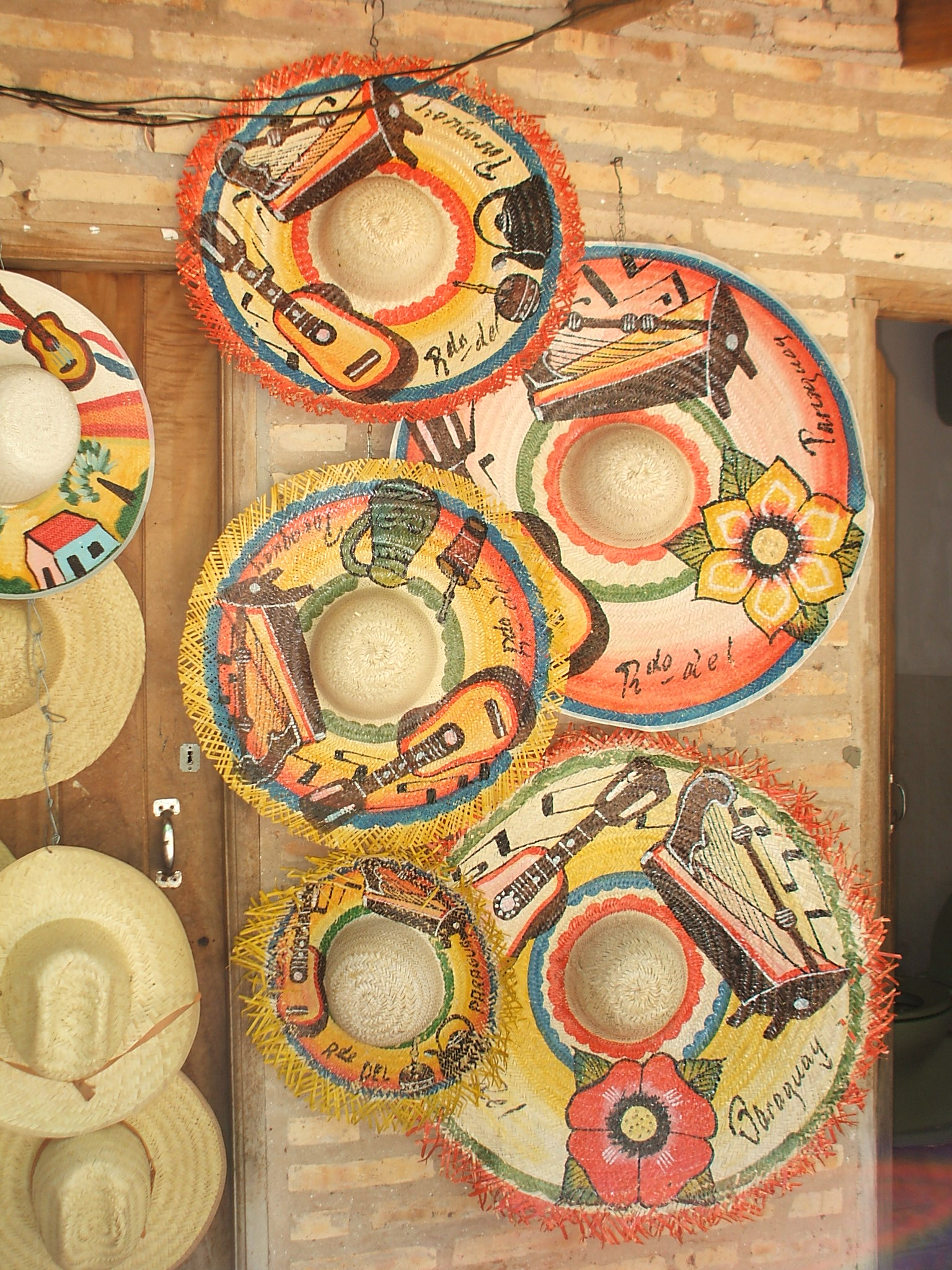
Магазин с сомбреро
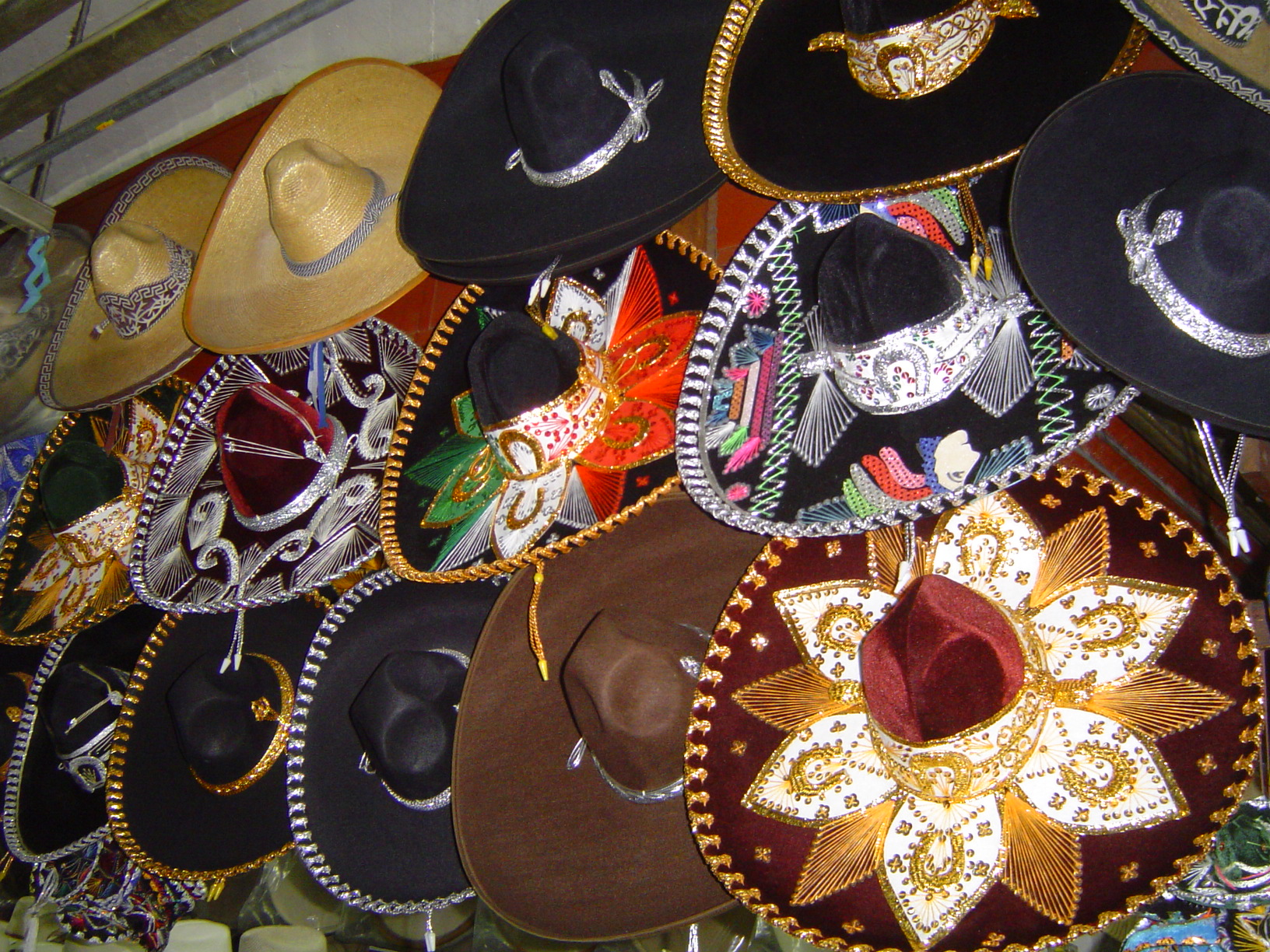
Праздничные сомбреро
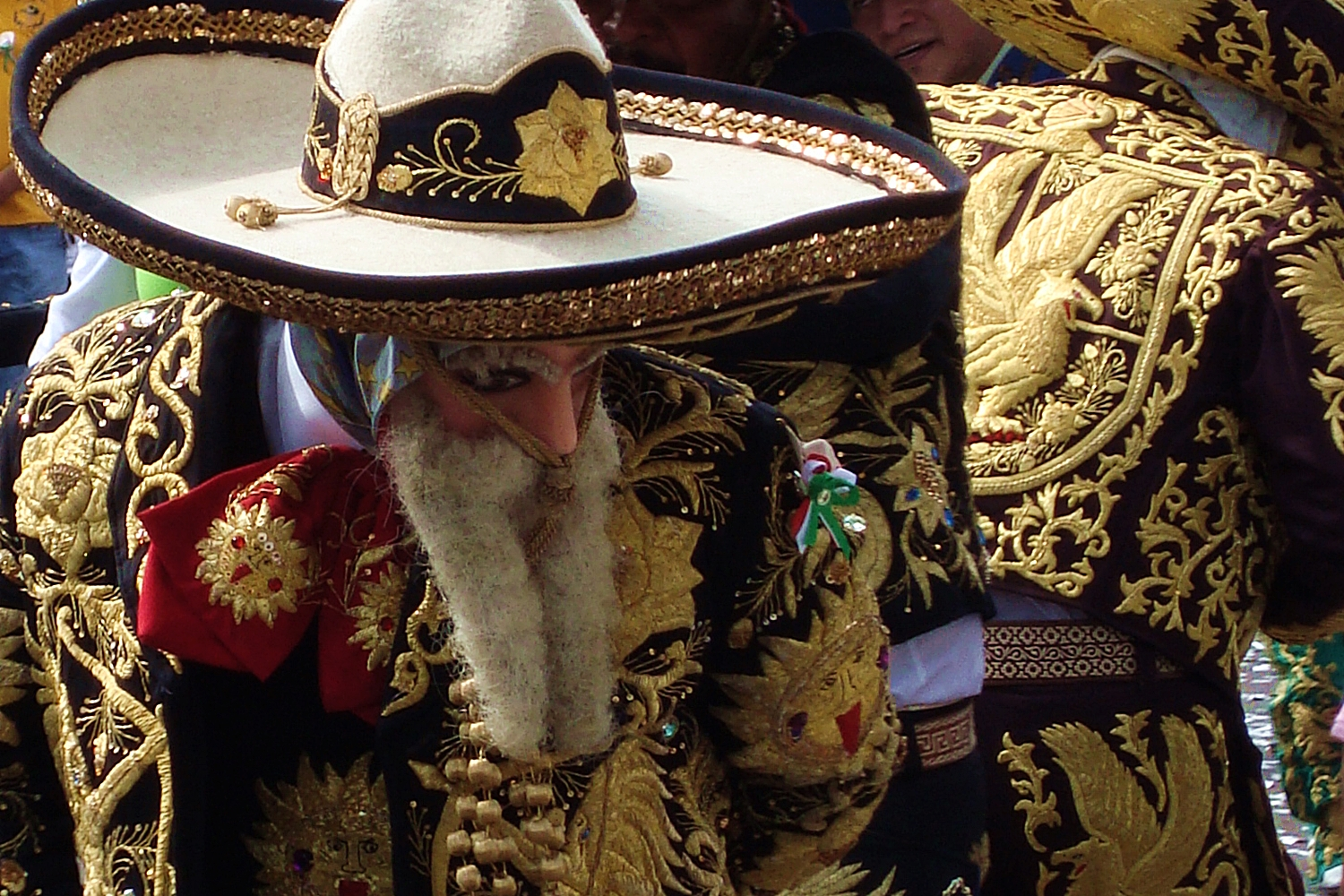
Карнавальная одежда, сомбреро и маски
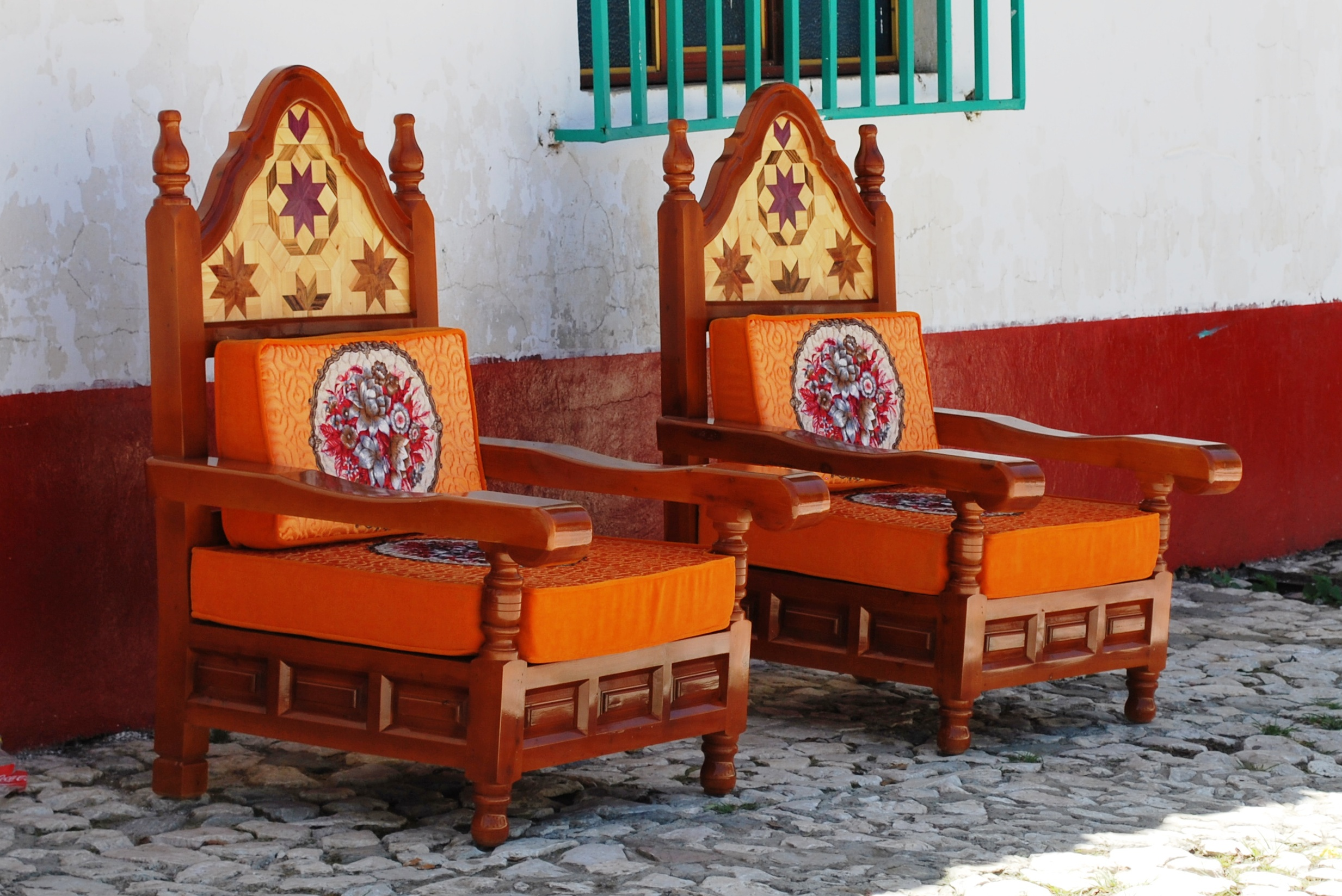
Кресла из Мексики
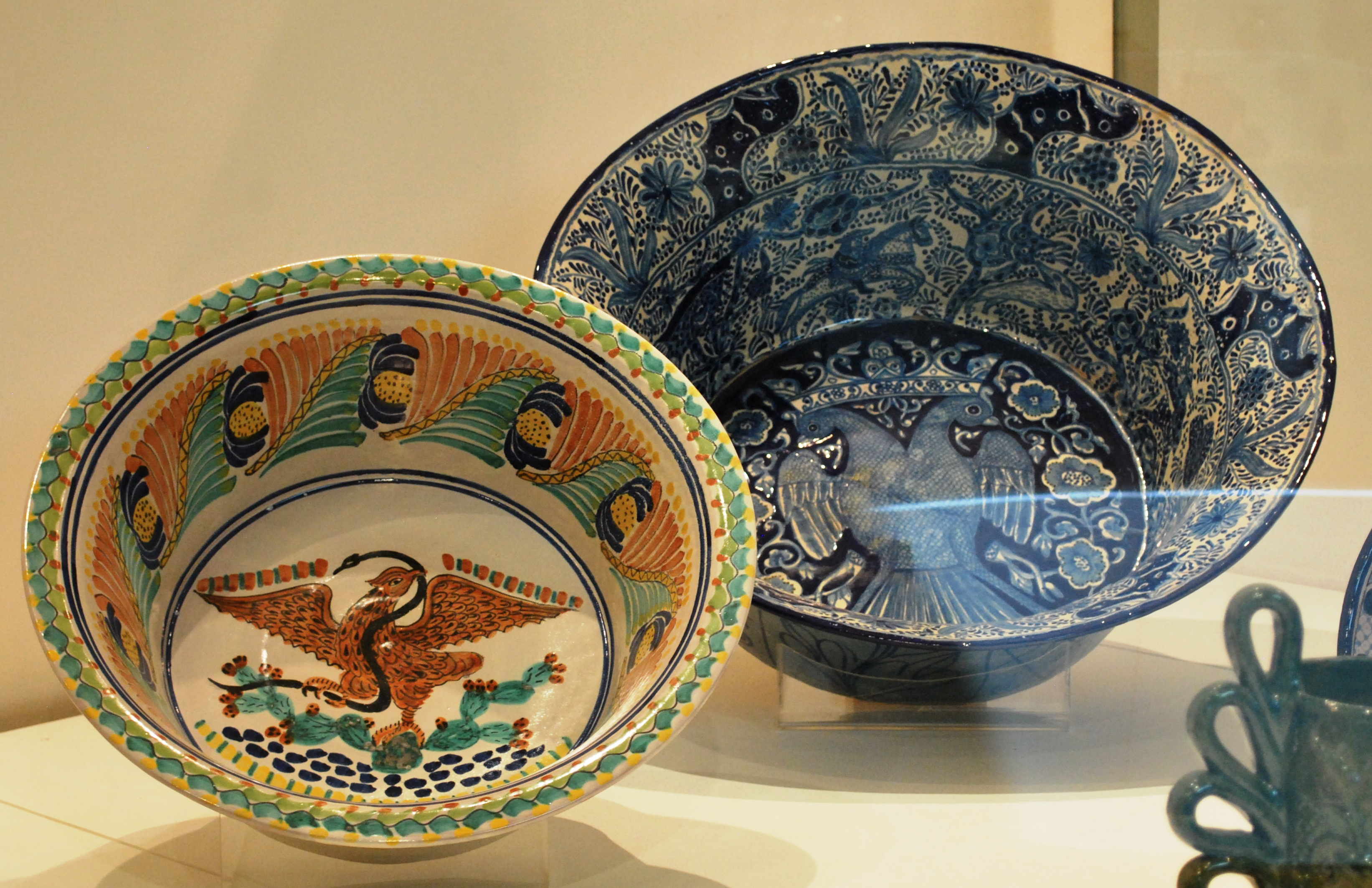
Керамические лохани из Пуэблы. Музей народного искусства, Мехико.
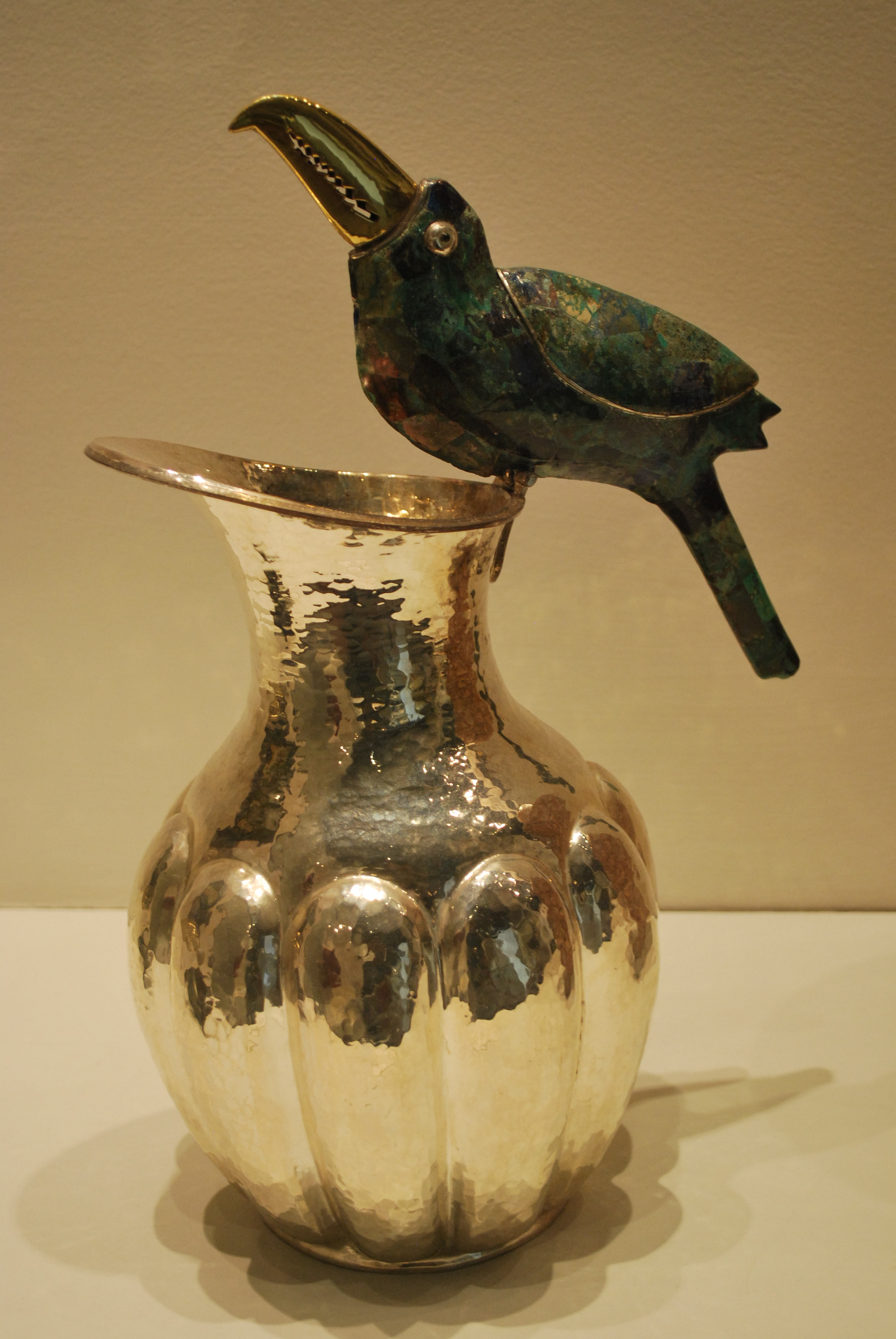
Металлический горшок с птицей. Музей народного искусства, Мехико.
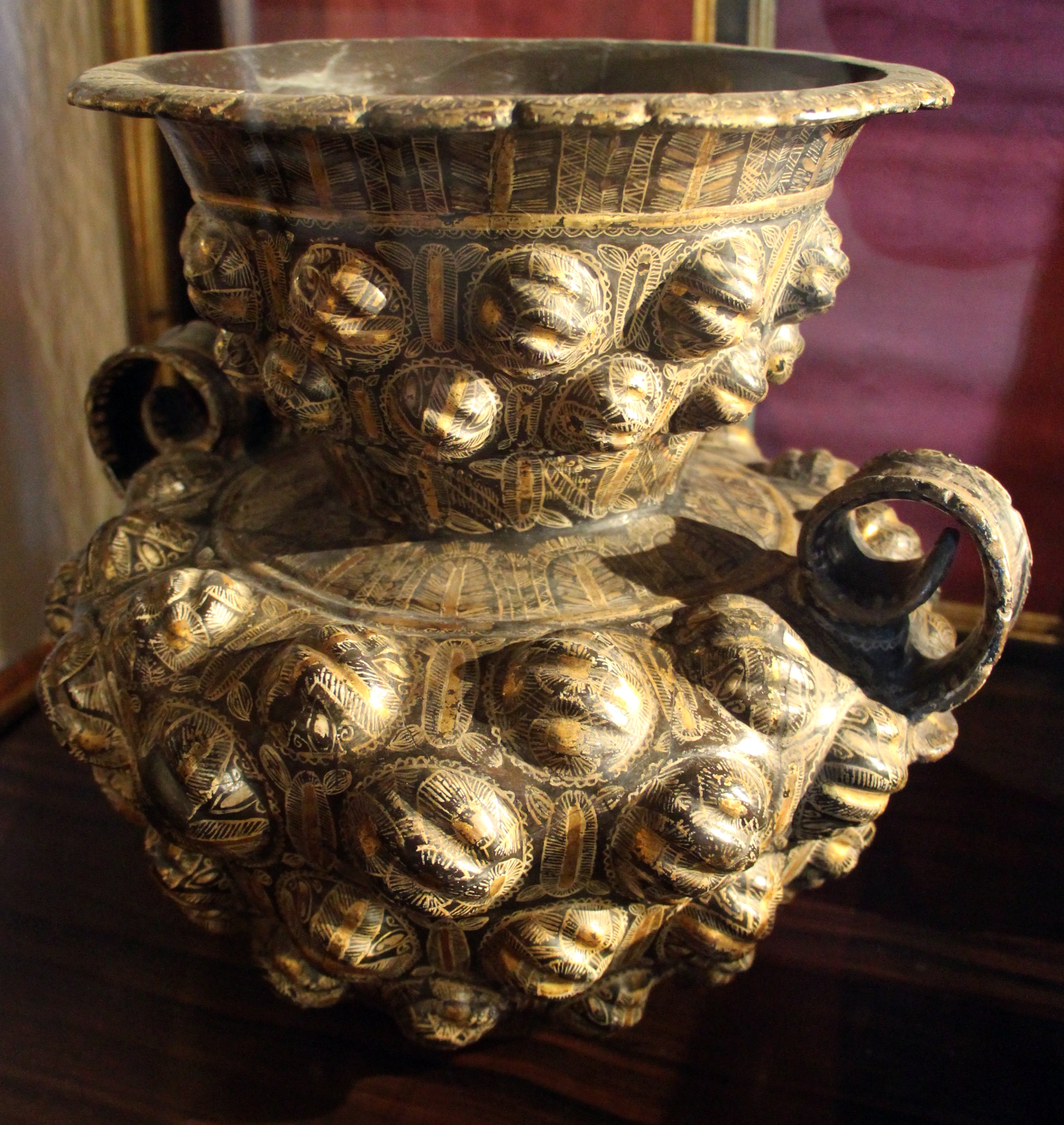
Керамический кувшин 1713 года.
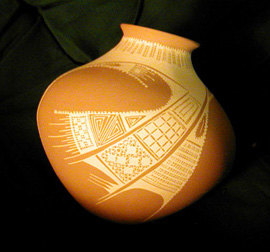
Керамика из поселения Мата Ортис. Штат Чиуауа, Мексика
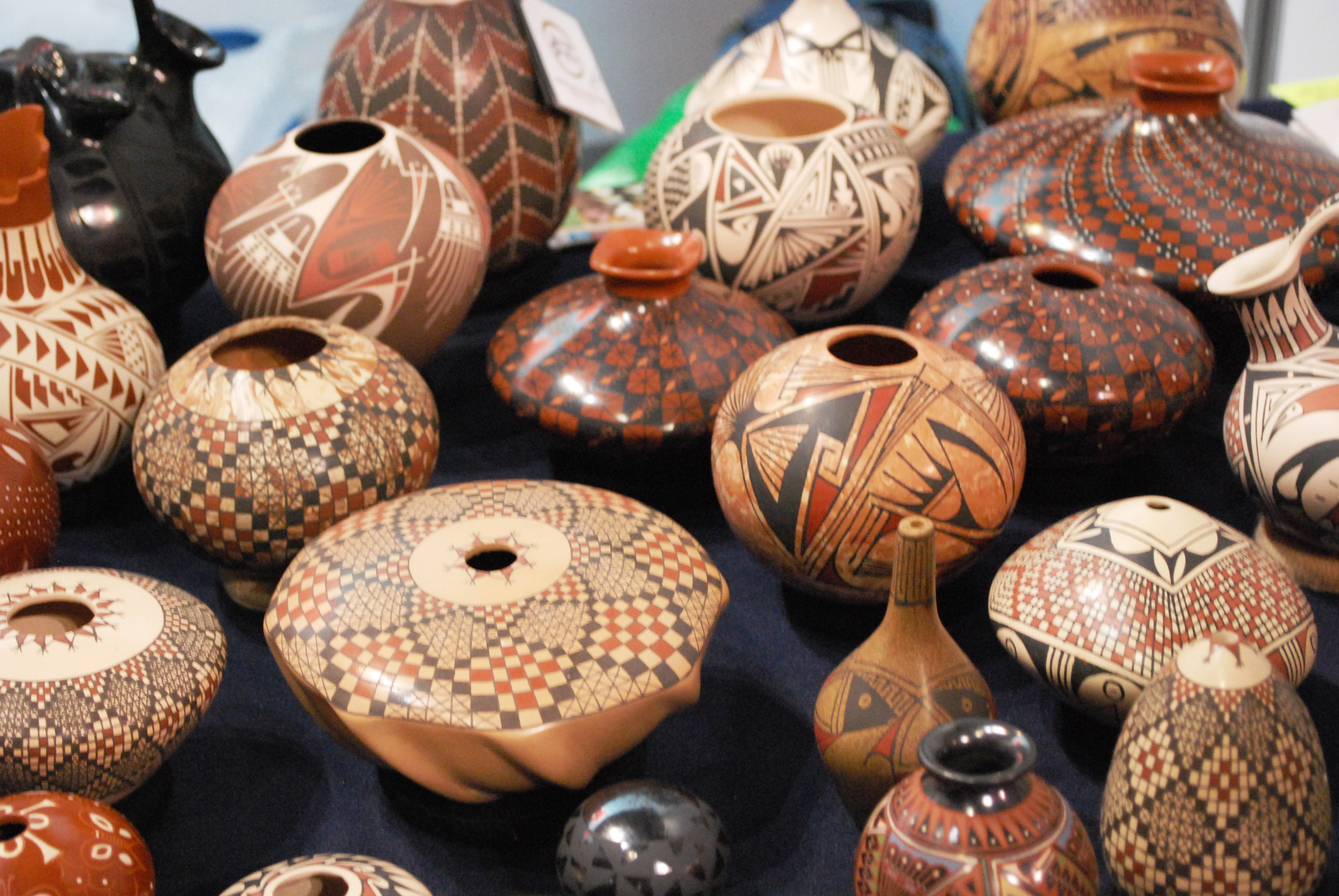
Керамика с Мата Ортис. Выставка FONART в Мехико, 2010 год.
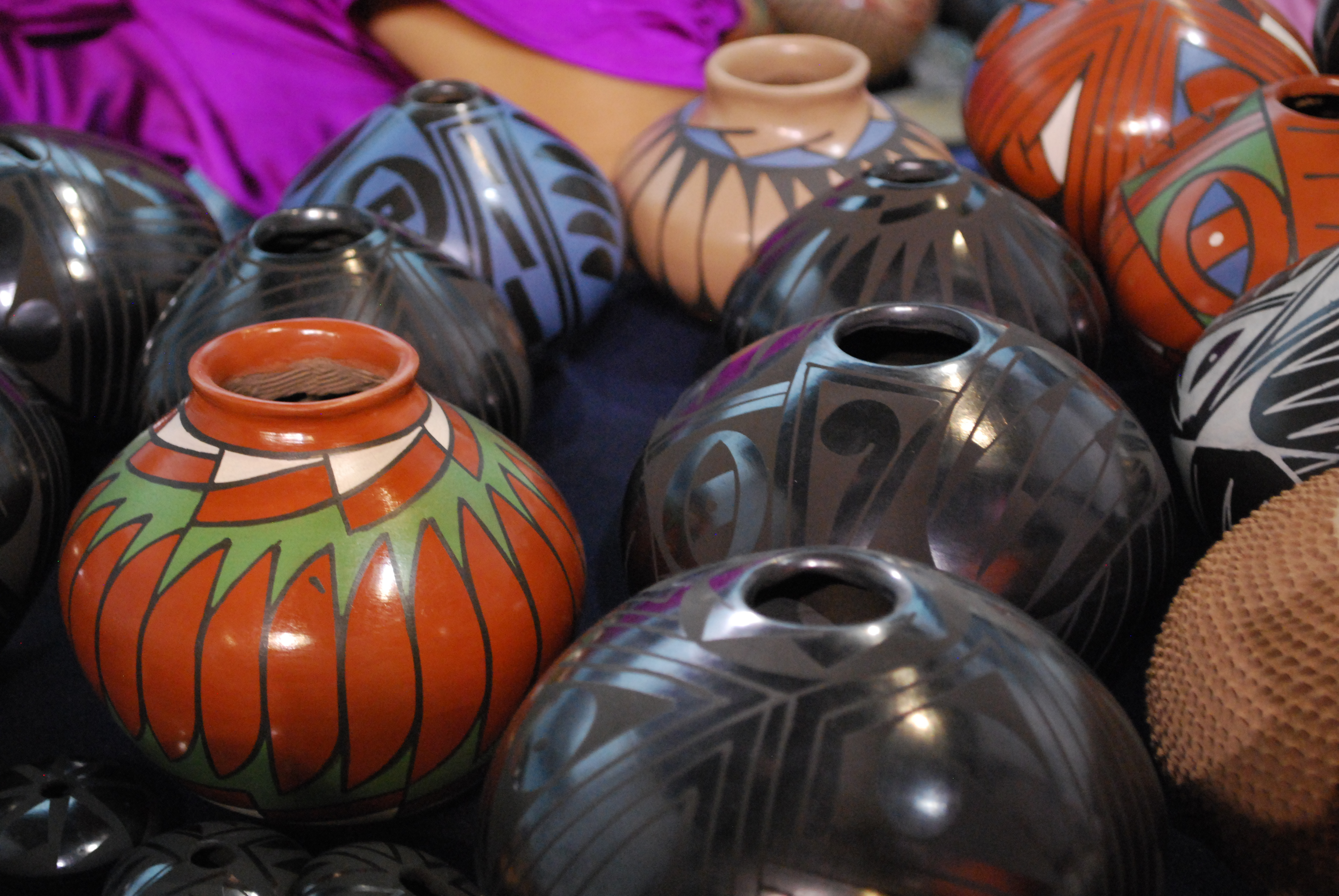
Керамика с Мата Ортис. Выставка FONART в Мехико, 2010.

### Изобразительное искусство XX века

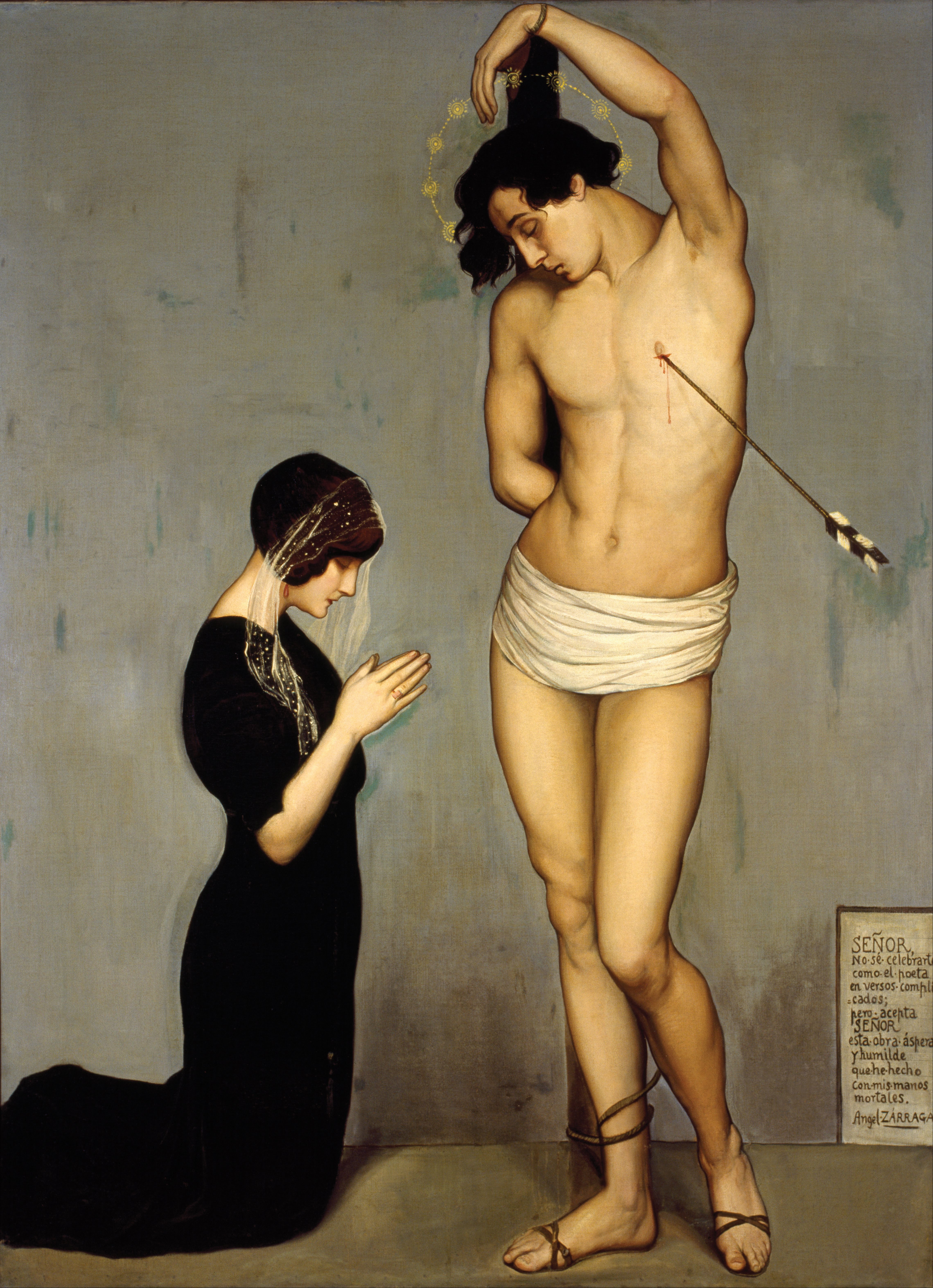
Анхель Саррага. Святой Себастьян, 1912

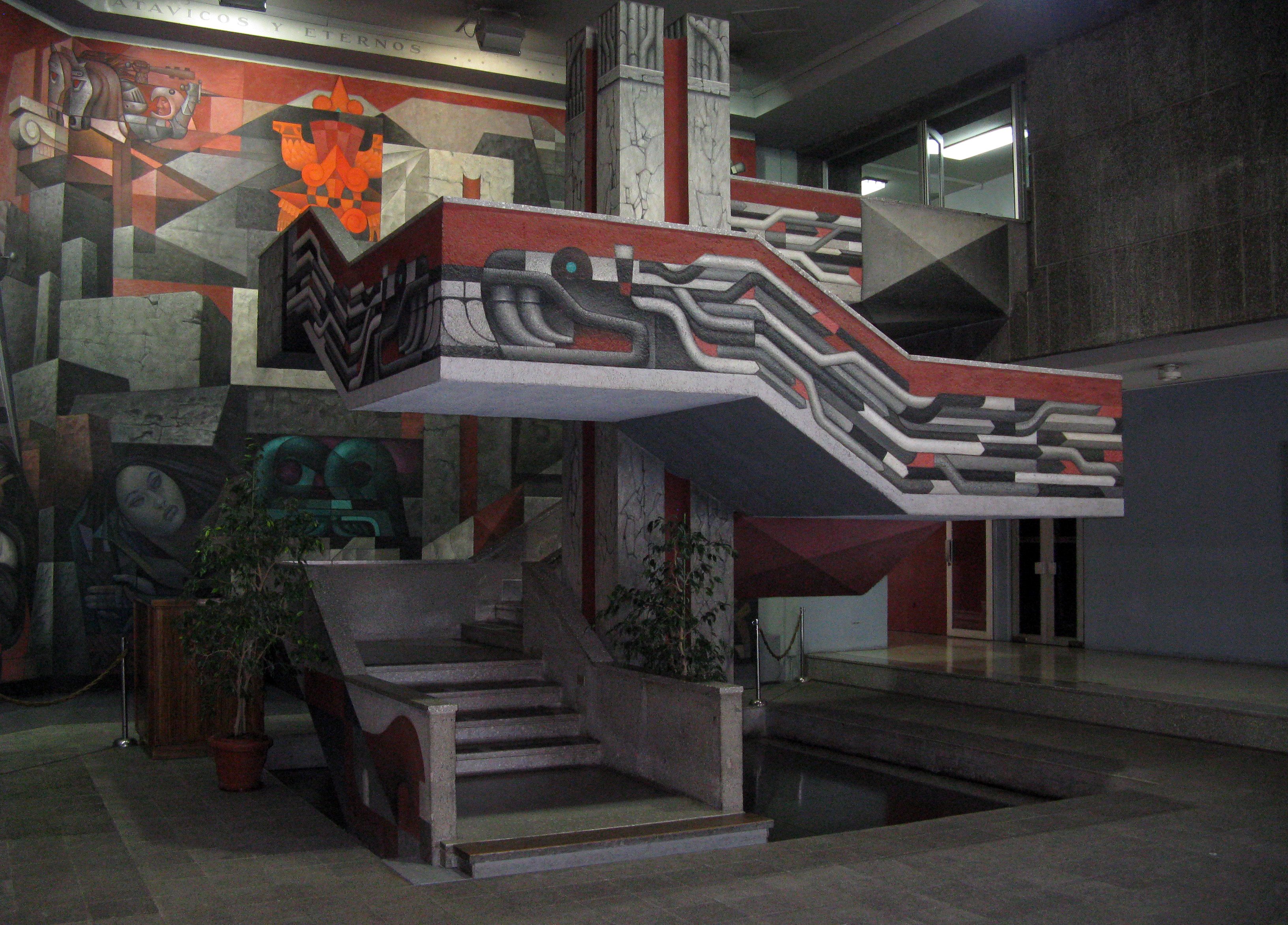
Роспись стен университета Консепсьон, Чили, 1965 г.

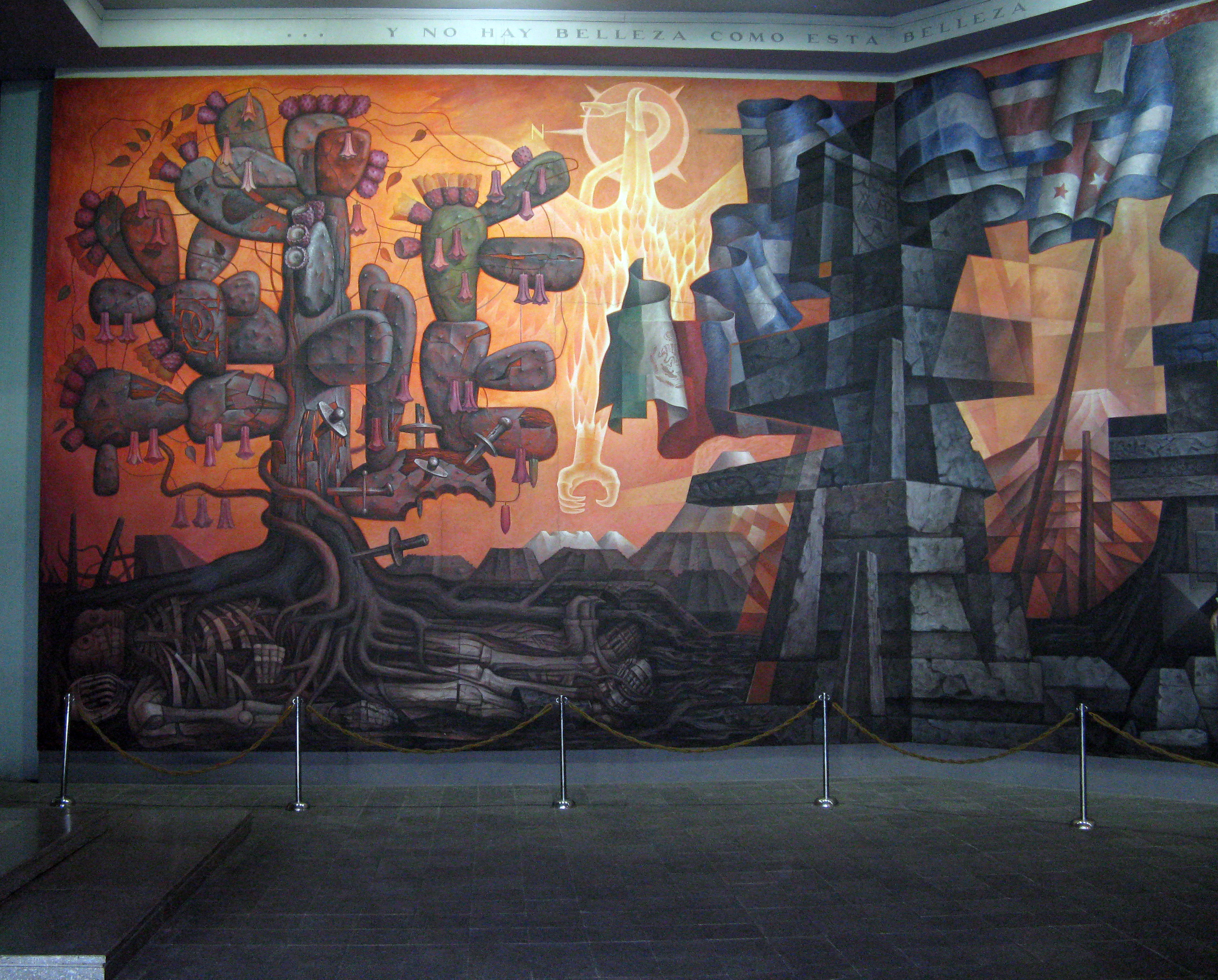
Хорхе Гонсалес Камарена. Роспись стен университета Консепсьон, Чили, 1965 г.

В XX веке изобразительное искусство Мексики находилось в сложном развитии. Условно его можно разделить на лагерь сторонников буржуазно-демократических реформ и лагерь сторонников буржуазного индивидуализма. Искусство Мексики медленно отходило от национальной изолированности и академизма. Оно открыло для себя сложную и трагическую реальность, повседневные темы. Осмысление культурного наследия доколумбового периода было использовано для самоидентификации и для отображения событий реальности. Деятели культуры Мексики (художники, архитекторы, скульпторы, литераторы и кинематографисты) обратились к народным истокам культуры, творчески использовав национальные традиции и достижения мировой культуры.

Автопортрет Фриды Кало с терновым венцом и колибри

В лагере сторонников буржуазно-демократических реформ (муралистов, членов мастерская народной графики) выделился круг чисто буржуазных художников, радикально настроенных, с отличными художественными манерами и установками, крайне индивидуалистическими, поддержанными буржуазными правительствами. Среди них — Анхель Саррага, Хесус Герреро Гальван, Фрида Кало, Карлос Мерида, Мануэль Родригес Лосано, Руфино Тамайо и др. Диапазон их творчества расширился от реализма (через ряд переходных форм) до абстракционизма, полного отказа от сюжета и гуманистических традиций. В мексиканском искусстве XX века получили развитие все жанры изобразительного искусства, которых здесь ранее не было, присущих мировой художественной культуре (пейзаж, натюрморт, портрет, бытовой жанр, анималистический жанр и т. д.). Большинство художников страны обращалась к графике и всей её современной технике (литография, комбинированная техника печати). Монументальные стенописи начального периода делались не для музеев, а для общественности, для разъяснения задач реформ и их поддержки.

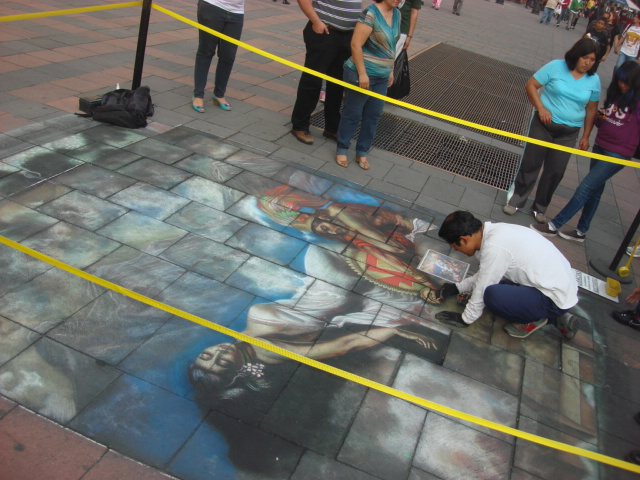
Мексиканский художник создает картину разноцветным мелом в стиле Стрит-арт на улице исторического центра Мехико

Буржуазная реальность внесла в творчество художников свои корректировки. В стране был открыт рад галерей и музеев, собирающих в свои фонды всё разнообразие художественных произведений, любой техники и любой стилистики.
Наряду с национальными кадрами, в стране успешно работает группа эмигрантов из других стран. Среди них — Жан Шарло, Пабло О’Хиггинс, Марианна Ямпольская, Вольфганг Паален, Леонора Каррингтон, Алиса Раон, Ремедиос Варо и др. В то же время ряд художников Мексики работает за рубежом, в Соединенных Штатах, Чили, Франции, способствуя популяризации искусства Мексики.
К концу XX века и в последующем, как во многих других странах, в Мексике изобразительное искусство принимает новые формы, связанные с существованием уличных художников, работающих в стиле Стрит-арт и изображающих популярные в Мексике картины на стенах зданий и тротуарах. Это направление имеет урбанистический характер. В стране проводятся Стрит-арт фестивали по разрисовке зданий.

### Кино
См. также: Кинематограф Мексики
Национальный кинематограф пришёл в Мексику из Франции. В стране в 1940 году работал испанец Луис Бунюэль. Кинематограф начального периода имел документальный и пропагандистской характер, так освещал события революции и гражданской войны. Это был период немого кино. Первая звуковая кинолента в Мексике была создана 1931 года, её название — «Desde Santa».

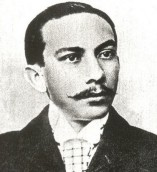
Сальвадор Тоскано, около 1921 г.

У истоков мексиканского кино стоял Сальвадор Тоскано Барраган. Он увлёкся только зародившимся в стране кинематографом и посвятил ему жизнь. К другим кинематографическим первопроходцев можно отнести Энрике Росаса, братьев Альба и Мануэль Бесерриль. Кинематограф в стране постепенно развивался, произошло его деление на жанры. Ведущее место в кино заняли мелодрамы, фильмы с роковыми женщинами. Часть кинолент эксплуатировала темы жизни индейцев, метисов или сельские темы. Период 1940—1950-х годов критики склонны называть золотым периодом национального кино. Мексика принимала ограниченное участие в событиях Второй мировой войны. Среди мексиканских деятелей кино: кинорежиссёр Эмилио Эль Индио Фернандес, кинооператор Габриэль Фигероа, киноактёры Педро Инфанте, Кантинфлас, Мария Феликс, Армендарис Педро Хорхе Негрете. На ролях роковых женщин заработали популярность актрисы Долорес дель Рио и Мария Феликс. Кинематограф Мексики ныне вышел на международный уровень и стал популярен на юге Соединённых Штатах, где проживает испаноязычное население, его фильмы были представлены на Каннском кинофестивале.
На киноиндустрию обратили внимание буржуазные правительства Мексики. Производство фильмов в 1930-х 1950-х годах финансировалось за счёт государственных и частных средств. Существовал даже национальный Кинематографический банк. Широкое участие правительственных структур в финансировании мексиканского кинематографа повлекло за собой и требование политической лояльности кинематографистов и цензуры.
В дальнейшем художественный уровень кинолент в стране постоянно падал. В 1960-х годах в стране в основном снимались неприхотливые вестерны и бытовые кинокомедии. В 1970 году в кино пришел Пол Ледюк, который специализировался на фильмах без диалогов. В его фильмах был акцент сделан на изобразительных и музыкальных компонентах киноязыка, иногда с отказом от текста. Среди его произведений: кинолента о повстанческой Мексике (1971), биографический фильм «Фрида» (1984) и др. Большой популярностью в России пользовался снятый в 1979 году мексиканский сериал 248 серий — Богатые тоже плачут. Премьера сериала на советском центральном телевидении состоялась в 1991 году.
В 1990-е годы в стране началась «новая волна» и рассвет мексиканского кино.

### Фотография

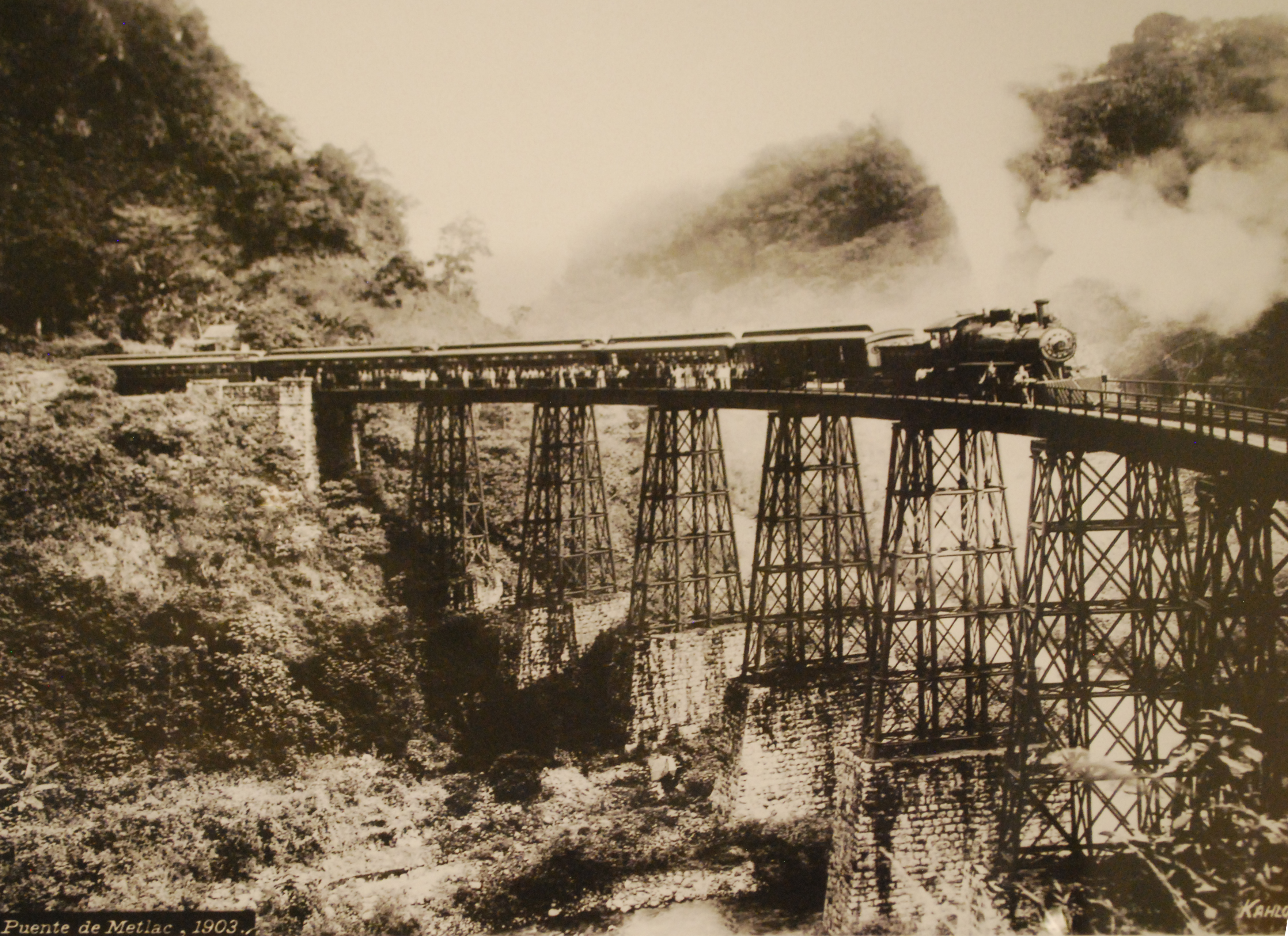
Изображение моста Metlac, снятого фотографом Гильермо Кало.

Фотография появилась в Мексике в виде дагерротипа уже через шесть месяцев после его открытия и быстро распространилась по стране. Дагеротипия первоначально использовалась для создания портретов богатых (из-за высокой стоимости) людей, для съемки пейзажей и доиспанских руин. Распространенным типом ранних фотографических портретов были фотографии недавно умерших детей, называемых ангелочками, которые сохранились до первой половине XX века. Этот обычай происходит от католической традиции празднования принятии в рай, минуя чистилище мертвого ребенка. Официальные портреты были наиболее распространенной формой коммерческой фотографии до конца XIX века.
Одним из пионером мексиканской фотографии был Агустин Виктор Касасола. Его карьера началась с создания фотографий для периодических изданий. Работы Касасола до мексиканской революции рассказывали о жизни мексиканской элиты. Развязывание гражданской войны изменило выбор Касасола. Он сосредоточился на создании портретов героев войны (таких как Франсиско Вилья) и изображении батальных сцен, расстрелах и др. Он показывал людей, лица которых отражали боль, доброту и др. После войны в 1920-х и 1930-х годах Касасола фотографировал простых людей, мигрантов в Мехико. Архив его фотографий составил около полумиллиона изображений. Многие из его работ хранятся в бывшем монастыре в Сан-Франциско — Пачука-де-Сото. Фотограф Гильермо Кало снимал здания, технику и другие объекты страны.
Фотографы Кало и Касасола считаются основными фотографами, отразившими разные стороны жизни Мексики.
Фотограф Мануэль Альварес Браво экспериментировал с абстракцией в фотографии, сформировал свой собственный стиль, снимая мексиканские обычаи и обряды. Он работал с 1920-х до своей смерти в 1990-х годах. Его фотографические методы превращали обыденное в фантастическое. С конца 1930-х до 1970-х гг. его фотография развивались вместе с новыми технологиями, такими как использование цвета. В 1970-е годы он экспериментировал с женским ню.

### Галерея

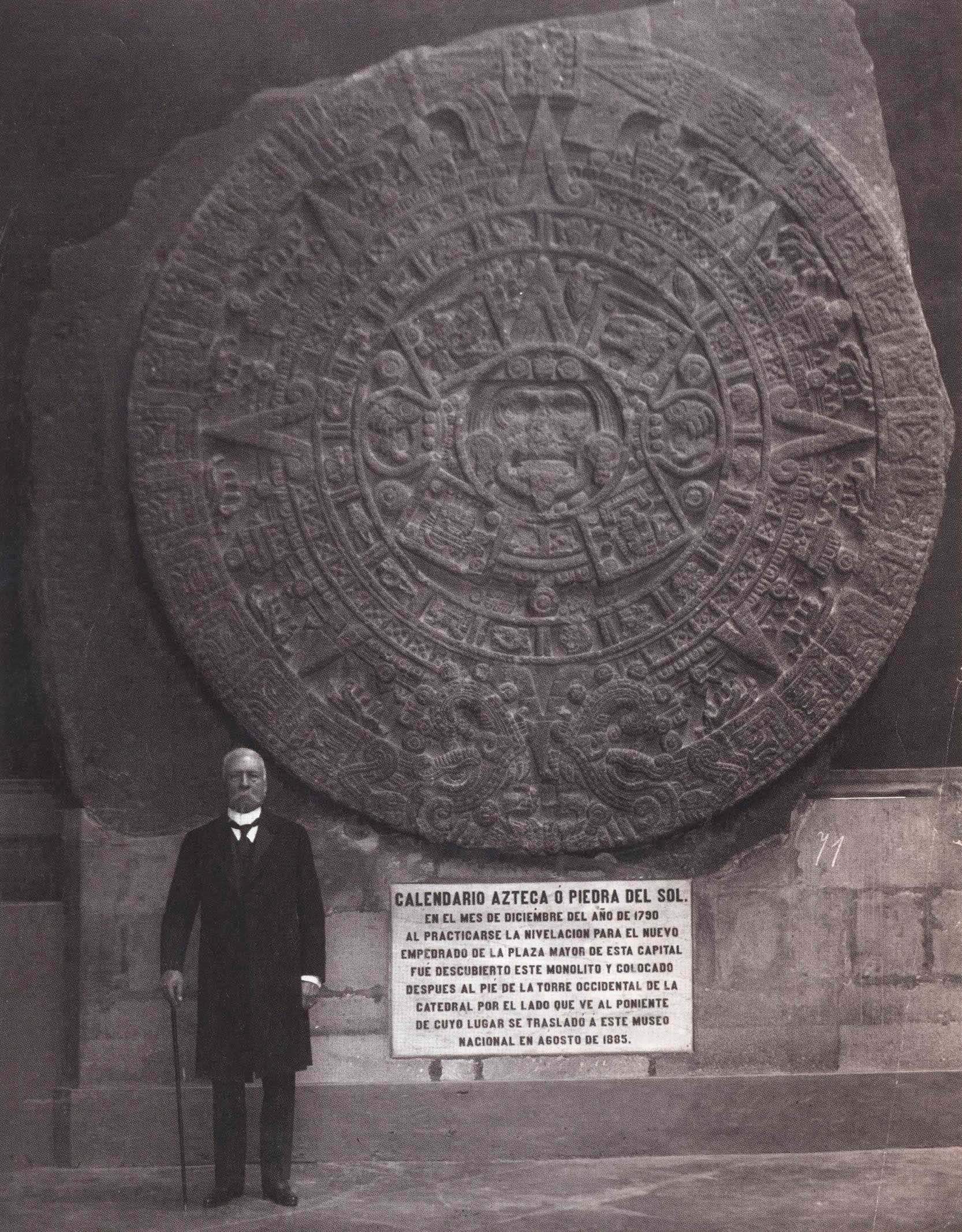
Порфирио Диас с Пьедра-дель-Соль, фотограф не известен
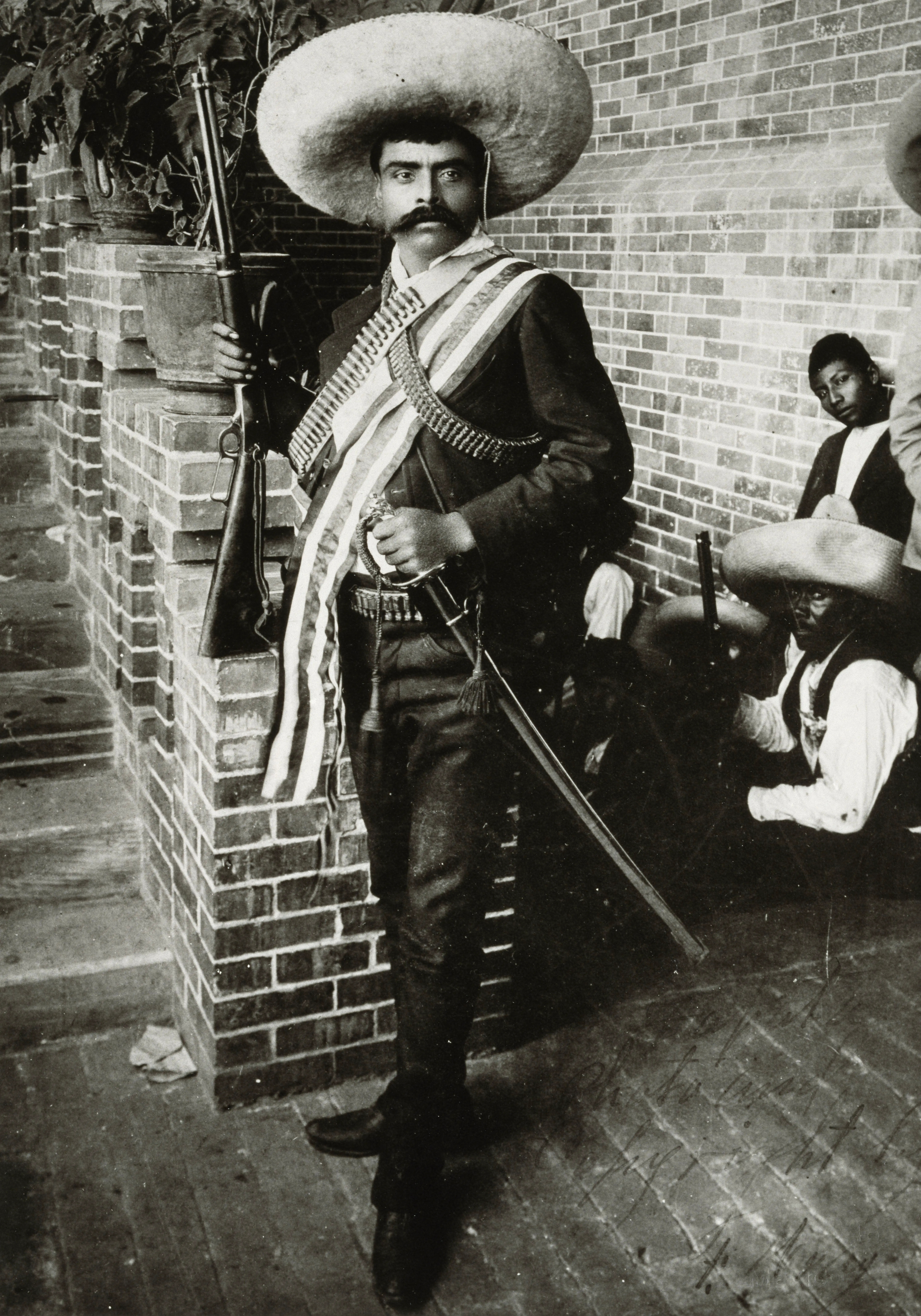
Генерал Эмилиано Сапата, лидер революционного движения в Морелосе
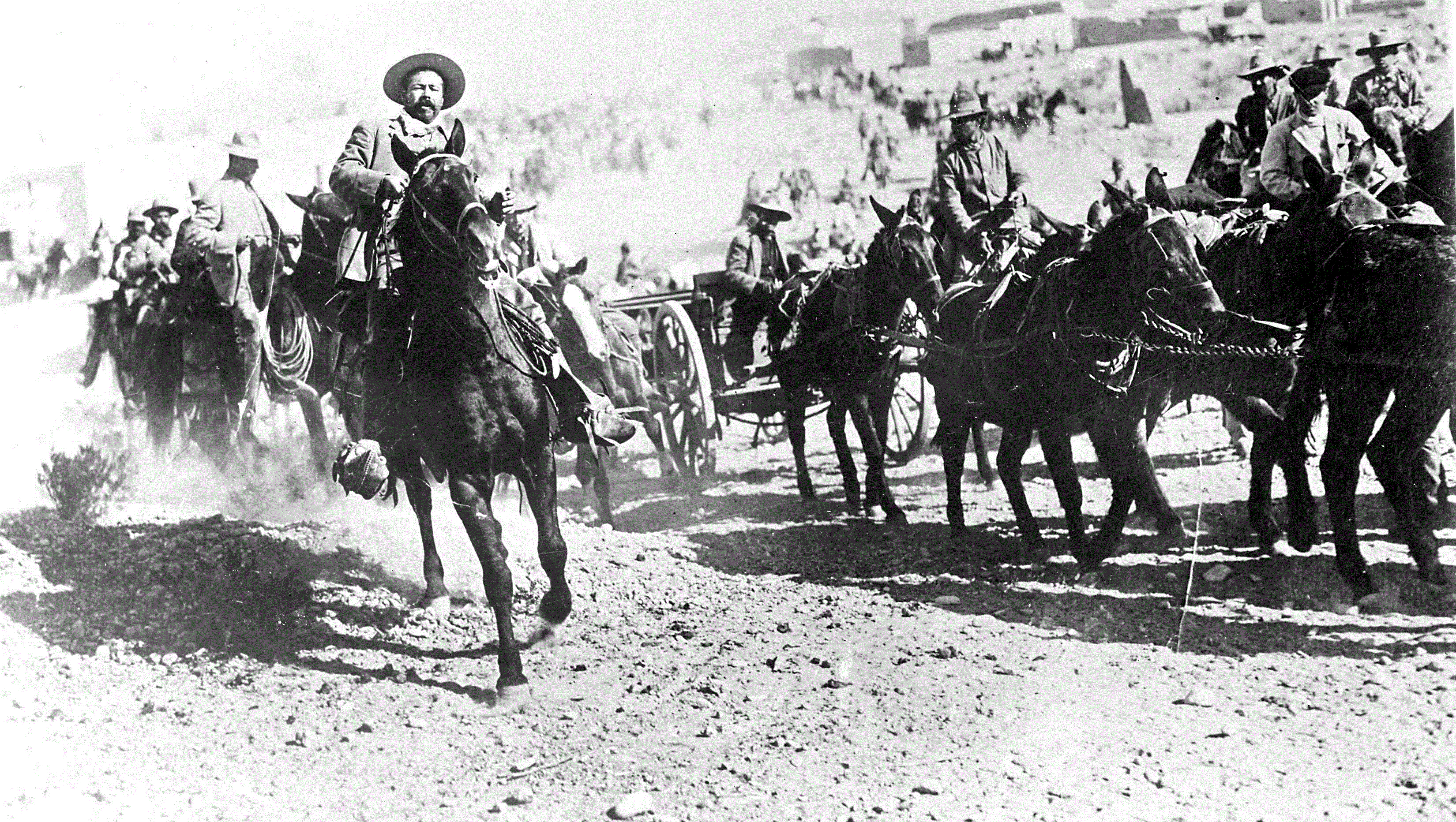
Культовый образ Панчо Вильи в годы мексиканской революции
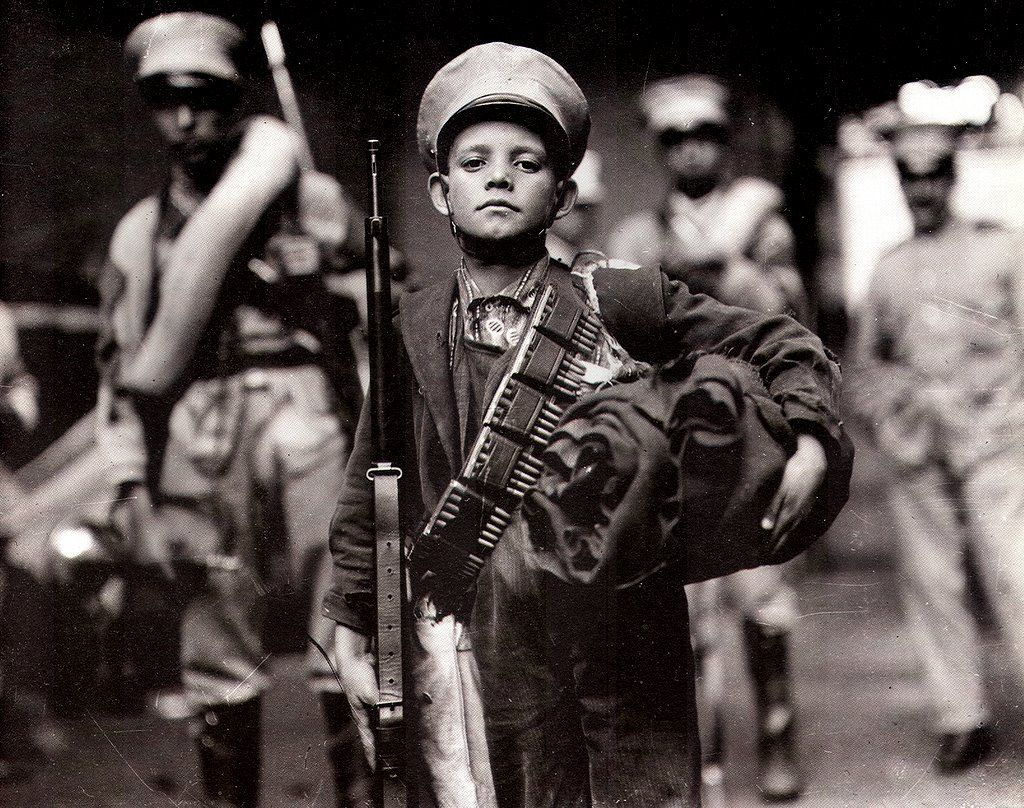
Мальчик-солдат во время мексиканской революции

### Ансамбль университетского городка в Мехико

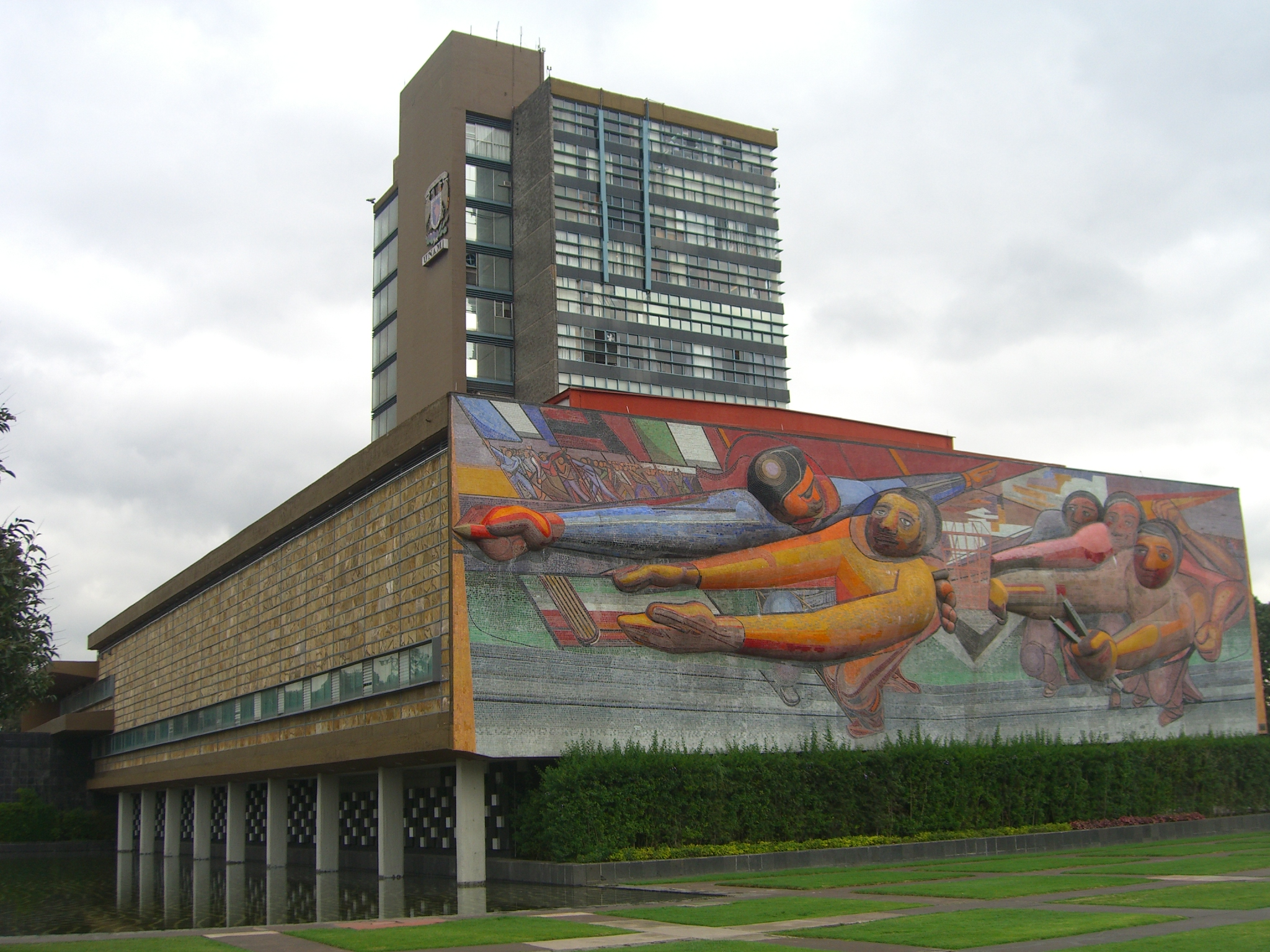
Фрески Сикейроса на здании Штаб квартиры Национального автономного университета Мексики

Все достижения и все недостатки политической, экономической и художественной истории Мексики XX века нашли отражение в ансамбле построенного во второй половине XX века в Мехико Национальном университете. К созданию концепции и проекта здания было привлечено около ста художников разных отраслей, разного опыта и художественных манер (среди приглашенных были Диего Ривера, Хуан О’Горман , Чавес Морадо, Сикейрос, Еппенс и др.) Бригаду возглавил архитектор Каплос Лассо. Генеральный план строительства был создан Э. дель Моралом. Архитекторы включили природные особенности местности в архитектурный ансамбль университета. Территорию университетского городка в семьсот тридцать (730) гектаров разделили на четыре основные зоны: учебную, жилую, спортивную со стадионом,
зону отдыха и общественных сооружений.
Все зоны были выстроены на разных уровнях, как бы нанизанные на Панамериканского автостраду, пересекающую городок. Строители позаботились о создании газонов и парков, которые покрыли всю свободную от застройки территорию.
В строительстве комплекса были использованы железобетонные конструкции, стекло, сталь. Ландшафтная архитектура дополнялась естественной каменной облицовкой и огромными мозаиками. Но современная архитектура университетского городка и его парки резко контрастируют с хаотичной близлежащей застройкой Мехико с трущобами на окраинах. В июне 2007 года основной кампус университета был объявлен Всемирным наследием ЮНЕСКО.

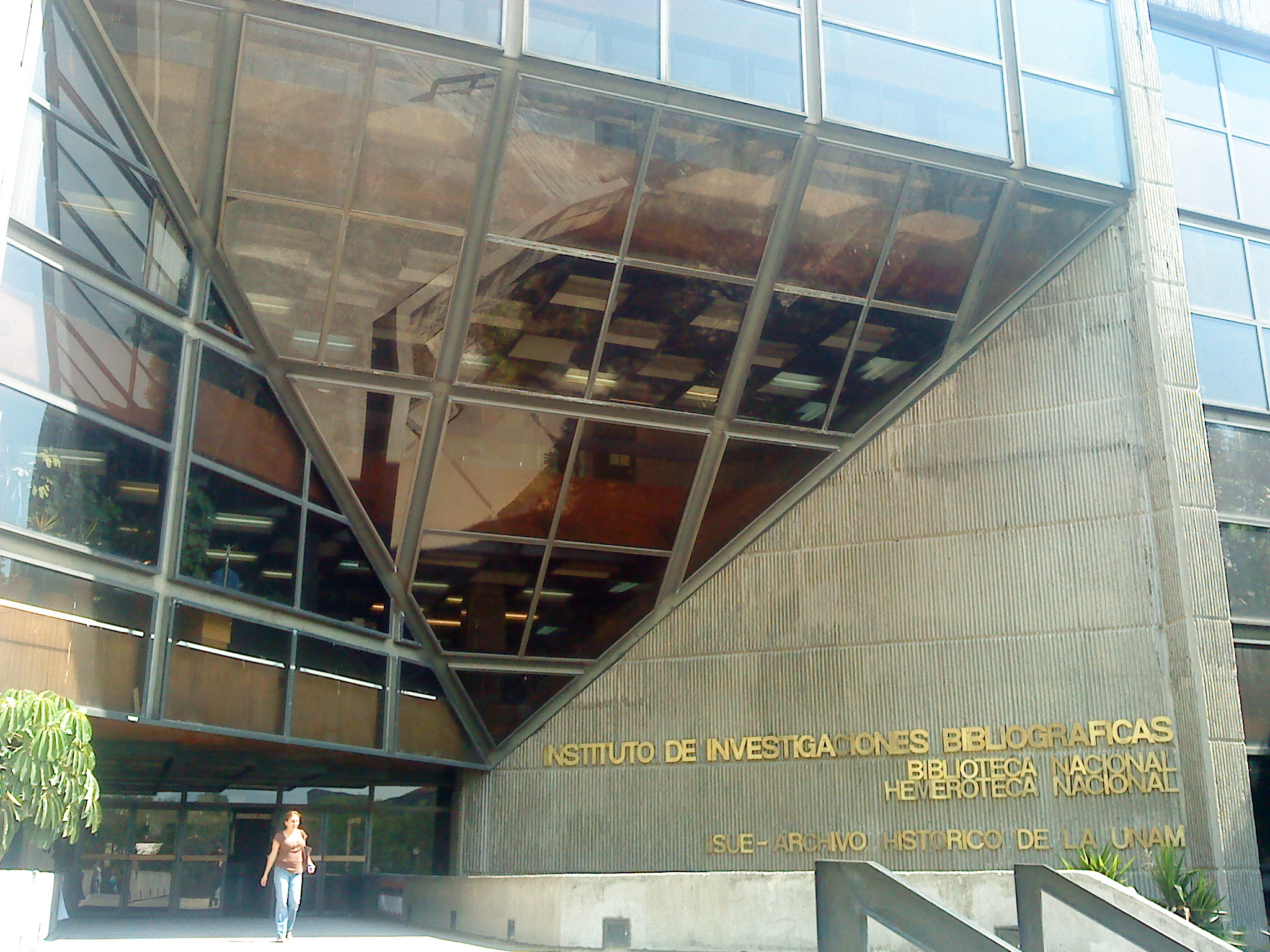
Вход в библиотеку
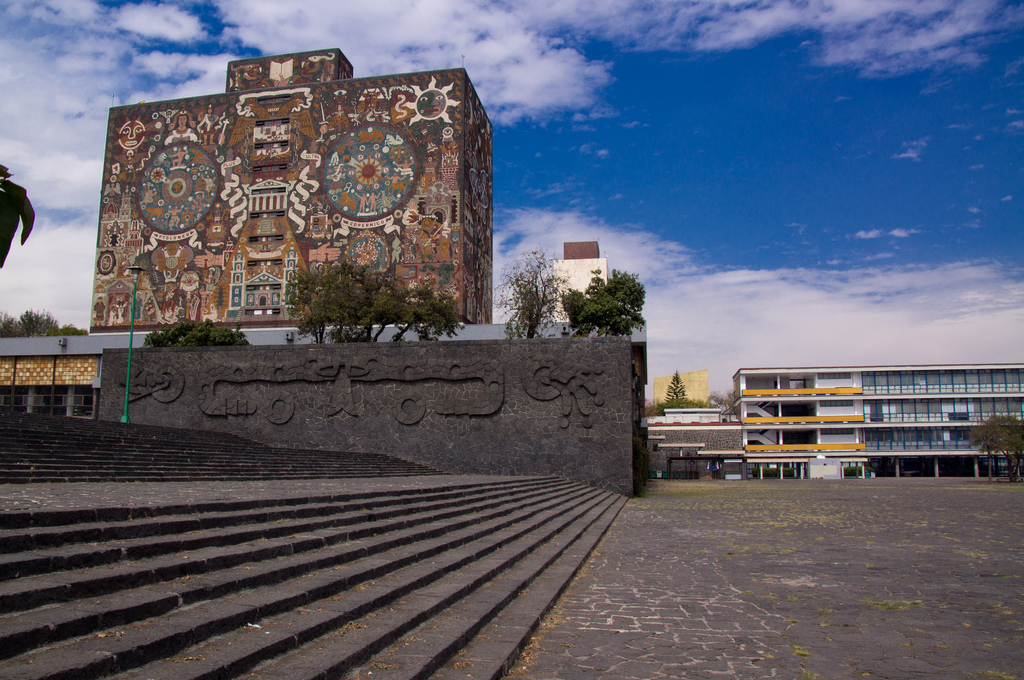
Здания комплекса Национального университета
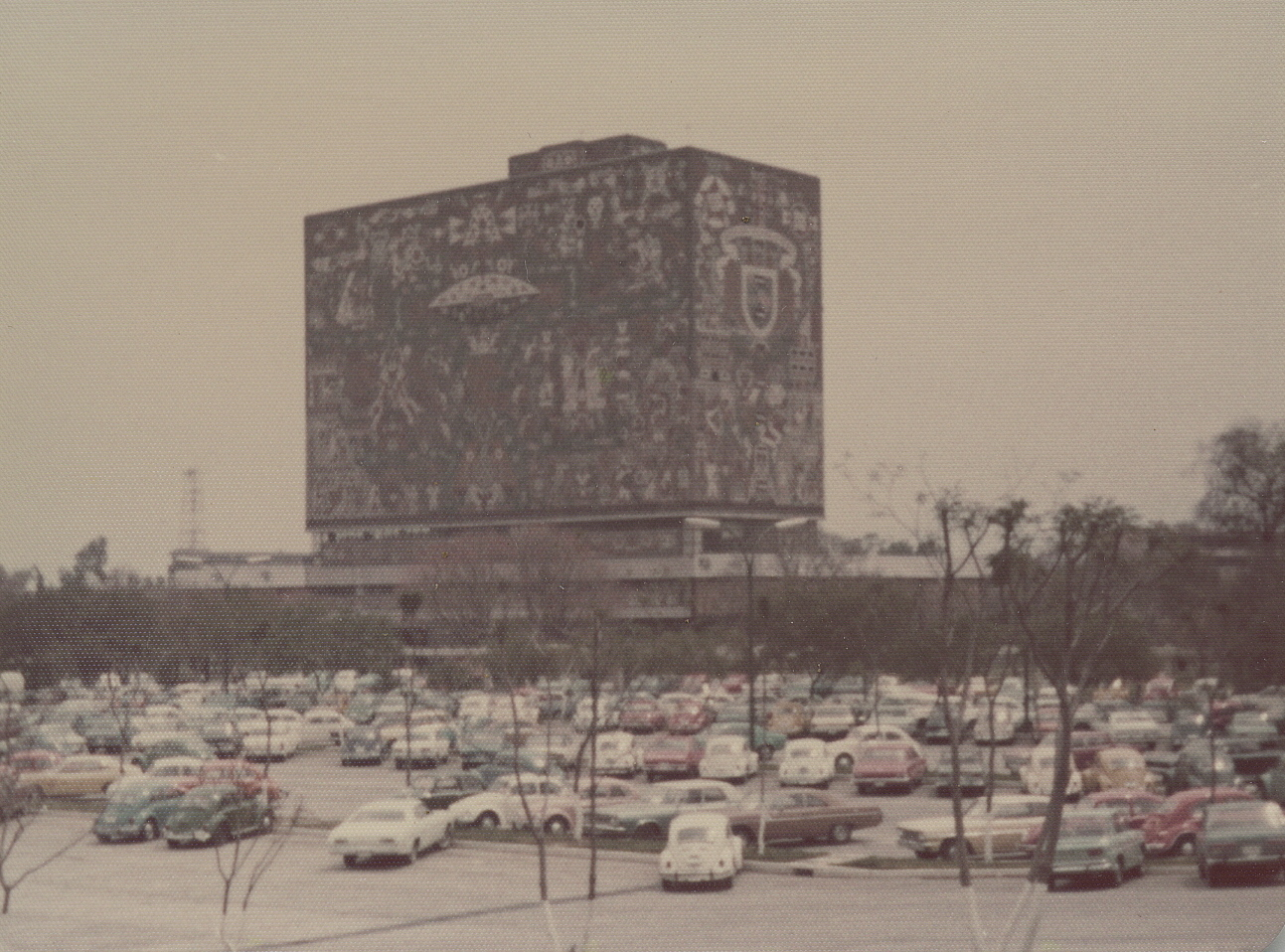
Здание университетской библиотеки
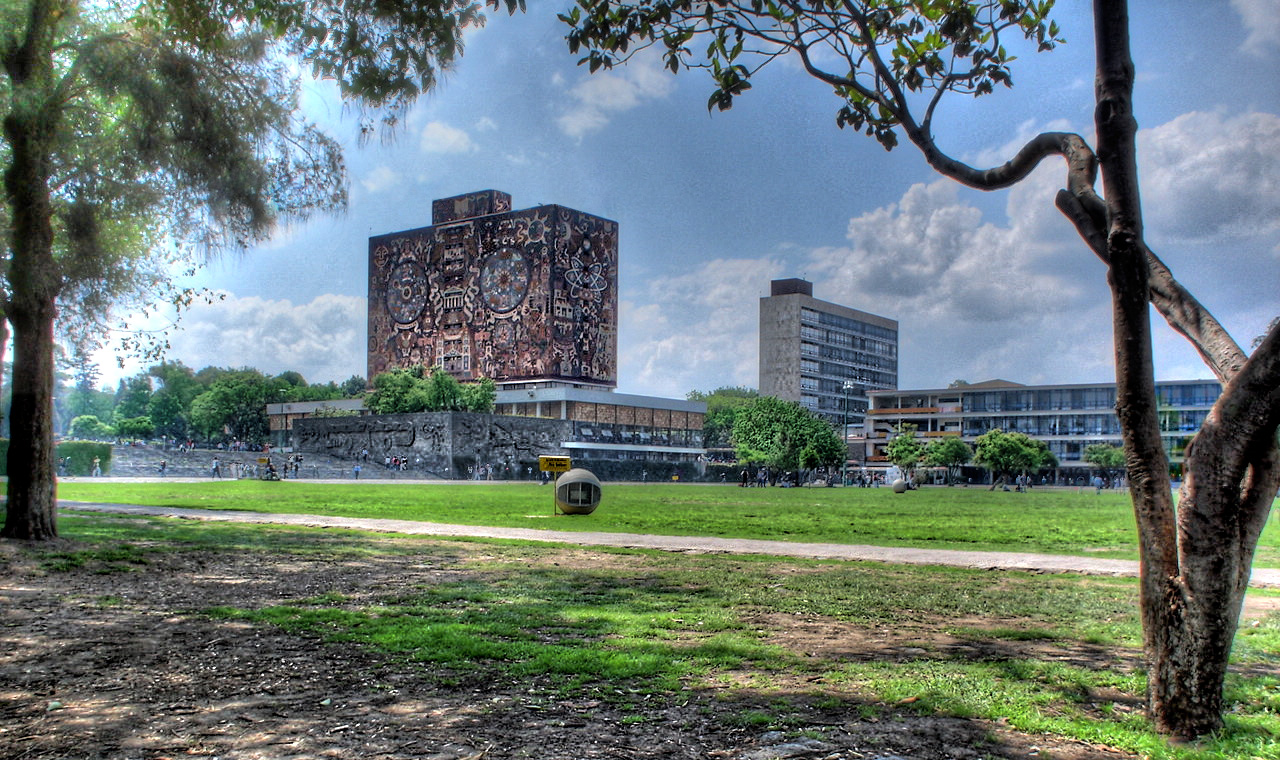
Вид на университетский комплекс

## Музыка

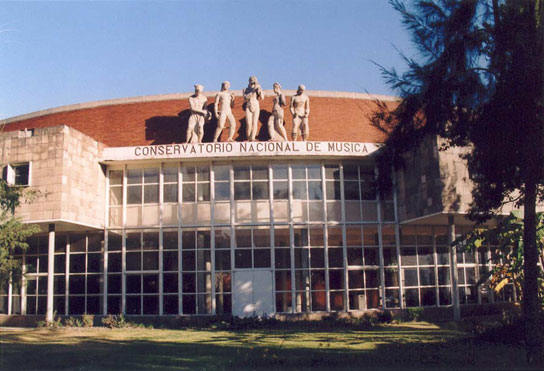
Здание Национальной консерватории

Музыка у народов, живших на территории Мексики, занимала большое место в общественной жизни. Она была связана с религиозными ритуалами и культовыми церемоний. Музыка рассматривалась как часть культа, была строго регламентирована и находилась под контролем касты жрецов-музыкантов.
Уже в древности ацтеки и майя имели систему музыкального профессионального образования. Юноши знатного рода учились наукам и музыке в школах (кальмекак). Функционировали специальные музыкальные школы (куикакалли). Там молодые люди учились пению, танцам и игре на музыкальных инструментах. У ацтеков существовало много разновидностей музыкальных инструментов. Они верили, что некоторые инструменты имели божественное происхождение. Барабаны тепонацтли и уэуэтль у них почитались за настоящих богов, живущих на земле.
В колониальный период большое внимание уделялось церковной музыке. Главными центрами музыкальной жизни в этот период стали кафедральные соборы. К концу XVIII века большое развитие получила светская театральная музыка.
В XVIII веке в Мехико в театре «Колисео» давали испанские музыкальные комедии тонадильи, их в XIX веке вытеснили итальянские оперы. В 1824 году в стране было создано Филармоническое общество, а 1866 году при нём была открыта консерватория, преобразованная в 1877 году в Национальную консерваторию. В композиторском творчестве XIX века развивались опера и салонная фортепианная музыка. Первой мексиканской оперой была «Каталина Гиз» Сенобио Паньягуа Вескеса (Zenobio Paniagua Vezquez, 1821—1882). Она была поставлена в 1859 году. Композитор Мелесио Моралес (Melecio Morales, 1838—1908) написал оперы «Ромео и Джульетта» (1863), «Ильдегонда» (1866), «Джино Корсини» (1877), «Клеопатра» (1891). Анисето Ортега дель Вильяр (Anicieto Ortega del, Villar, 1823—1875). Он же создал первую мексиканскую оперу «Гуатимотцин» (1871) на сюжет национальной истории. Оперы были создавались по канонам итальянского искусства. В своих фортепианных произведениях композиторы также ориентировались на европейскую музыку. Тем не менее в «Вальсе-харабе» для фортепиано композитор Анисето Ортеги использовал народные мелодии, а его опере «Гуатимотцин» присутствовал мексиканский колорит.
Проводниками национального направления в мексиканской музыке стали Хосе Ролон Алькарас (Jose Rolon Alcaraz, 1877 или 1878—1945) («Пир Карликов», «Три индейских танца»), Канделларио Уисар Гарсиа де ля Кадена (Huizar Garcia de la Cadena, 1883—1970) и Мануэль Мария Понсе Куэльяр (Miguel Maria Ponce Cuellar, 1882—1948). В своем творчестве они обращались к легендам, истории страны, использовали фольклор.
Современная мексиканская музыка вобрала в себя музыкальные традиции коренных жителей страны и испанской культуры, отличается разнообразием музыкальных жанров и стилей исполнения, характерных для разных регионов страны. В северо-восточных районах Мексики бытует традиционная музыка уапанго, в северных районах — нортено, на северо-западе страны — тамбора, на Юкатане — харана.
Разнообразен песенный репертуар мексиканцев — от величальных песен (алабадос), церковных песнопений, серенад. Часто исполняется под аккопанемент гитары. В стране популярны песни в форме баллады, традиционные мексиканские песни «Бэсаме Мучо» (Bésame mucho), написанная в 1940 году мексиканкой Консуэло Веласкес Торрес и «Кукарача». Эти песни известны ныне во всем мире. Популярностью в стране пользуются ансамбли марьячи, исполняющие песни разных стилей и использующие музыкальные инструменты: гитара, скрипка, труба, виола.

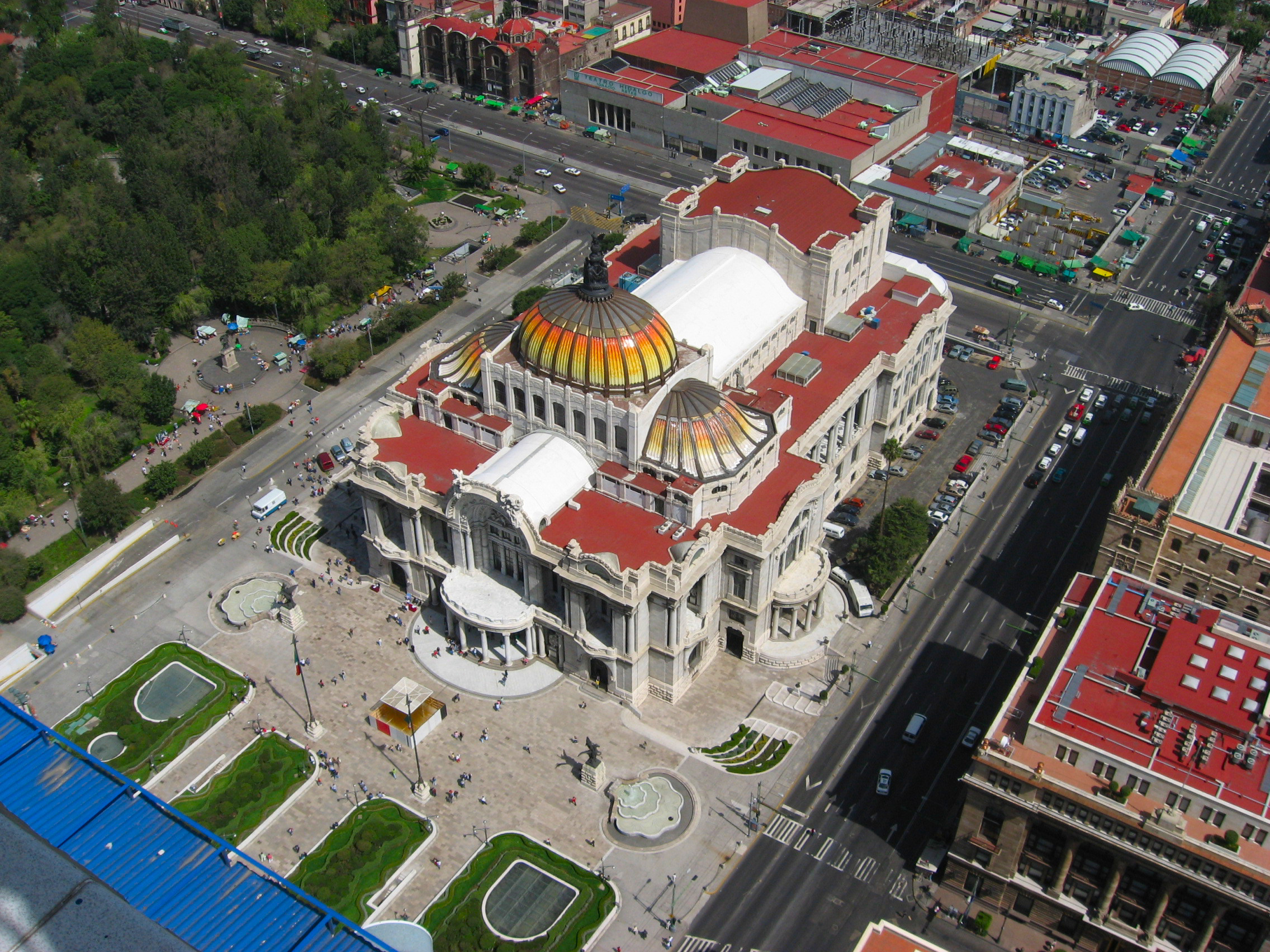
Общий вид здания оперного театра

Популярны в Мексике танцы «харабе тапатио», в основе которого заложена идея ухаживания и флирта, и «сон харочо».
Мексиканская музыка продолжает развивать традиции вкупе с современными музыкальными стилями: рок, поп, джаз, электронная музыка и другими. Мексиканские музыканты часто исполняют мексиканские народные мелодии.
К популярным представителям мексиканской музыки относятся: Алехандро Фернандес, Талия, Луис Мигель, Паулина Рубио, Карлос Сантана, Лила Даунс, группа Кафе Такуба. Известен ансамбль марьячи — «Варгас де Текатитлан». Во всех городах страны процветает клубная музыка.
Академическое музыкальное образование мексиканцы могут получить в Национальной консерватории в Мехико. Консерватория была основана в 1866 году по образцу Парижской и Мадридской консерваторий. С 1949 года она размещается в здании, которое проектировал архитектор Марио Пани. Оперный театр Мехико размещается во Дворце изящных искусств, построенном из каррарского мрамора и отличающимся пышностью декора в стилях боз-ар и ар-деко.

## Музеи

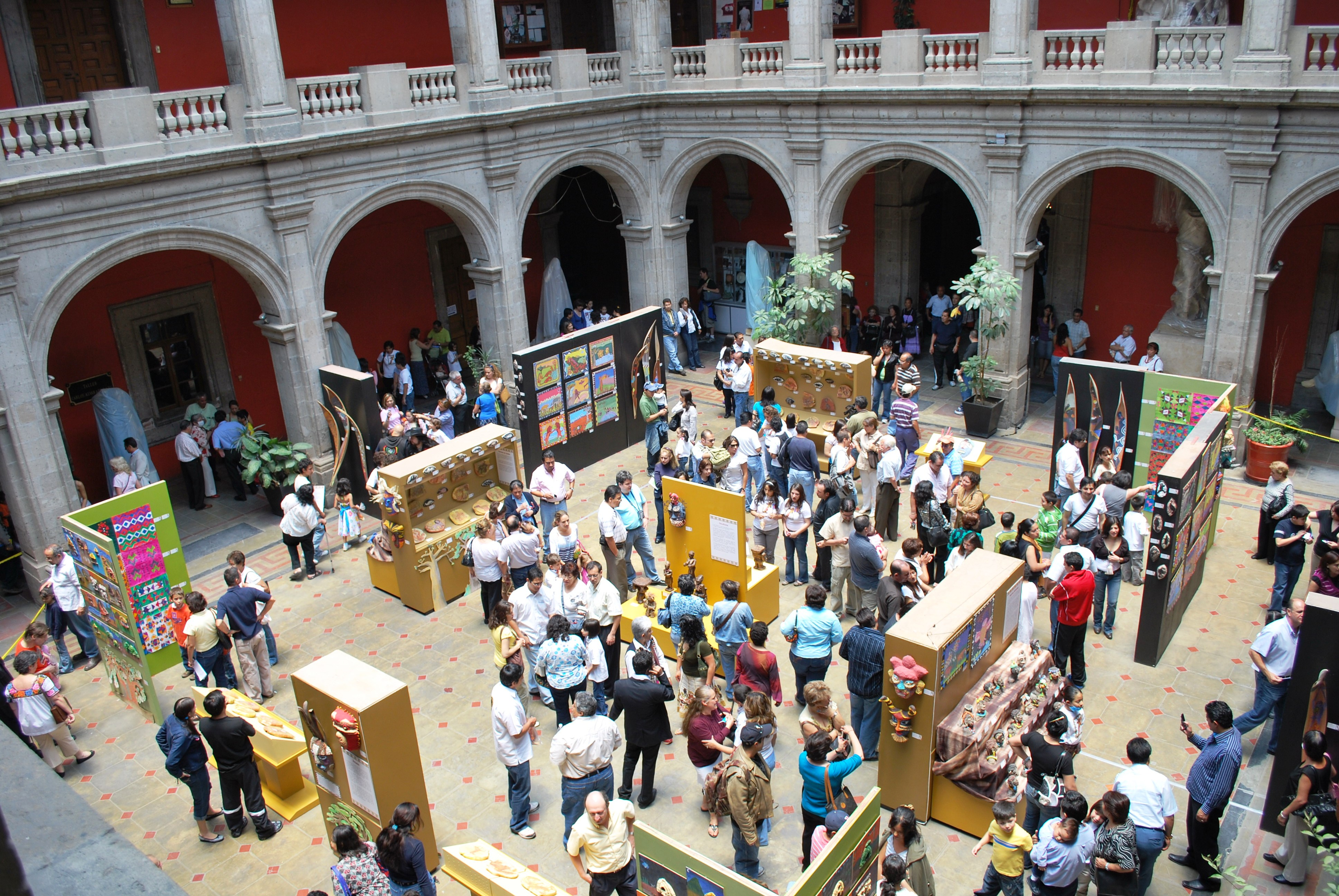
В залах Академии Сан-Карлос

Предметы мексиканского искусства хранятся во многих музеях мира, включая Государственный Эрмитаж в Санкт-Петербурге и др. Первым художественным музеем в Америке была Академия Сан-Карлос. В настоящее время в Мексике произведения искусства можно увидеть в Национальном дворце в Мехико, Институте культур Кабанас в Гвадалахара, музее художницы Фриды Кало в Мехико и др.
Мексиканский Музей Хосе Гуадалупе Посады посвящён известному мексиканскому гравёру, иллюстратору и карикатуристу Хосе Гуадалупе Посаде. Художник известен иллюстрациями сатирического, политического и бытового содержания.
В районе Койоакан в Мехико функционирует первый в мире Национальный музей акварели им. Альфредо Гуати Рохо. Музей был основан в 1964 году мексиканским художником Альфредо Гуати Рохо.

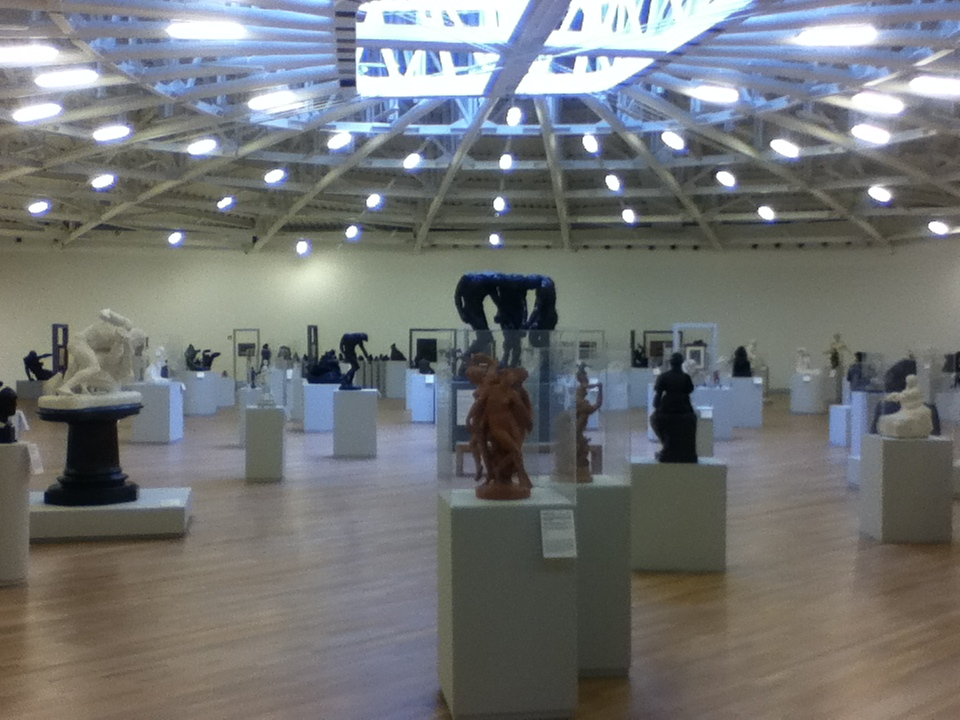
В залах музея Соумайя

Музей искусства Соумайя в Мехико был основан в 1994 году. В новое шестиэтажном здание он переехал в 2011 году. Здание было сооружено на средства миллиардера Карлоса Слима для экспозиции его личной коллекции произведений искусства, насчитывающей к тому более 66 000 экспонатов. Стоимость всех экспонатов составляет около 700 миллионов долларов. Строительство музея обошлось Слиму около в 34 миллиона долларов. Музея был назван по имени скончавшейся в 1999 году жены Слима.
В музее Соумайя представлены картины мексиканских и европейских художников. Среди них картины французских импрессионистов Камиля Писсарро, Клода Моне, Эдгара Дега и Пьера-Огюста Ренуара. В музее также представлена одна из крупнейших в мире коллекций скульптур Родена, состоящая из 380 экспонатов.
В Национальный музей антропологии, расположенном в Парке Чапультепек (Мехико) представлена уникальная коллекция археологических и антропологических экспонатов доколумбовой эпохи, найденных на территории Мексики. В музее находятся известные во всем мире экспонаты: Камень солнца, называемый ацтекским календарём, огромные каменные головы ольмеков, найденные в джунглях Табаско и Веракруса, сокровища цивилизации майя из Чичен-Ицы и Паленке и др. Институт Графических искусств Оахаки городе Оахака имеет большую коллекцию произведений искусства стран Латинской Америки.

## Художественная литература
См. также: Литература Мексики

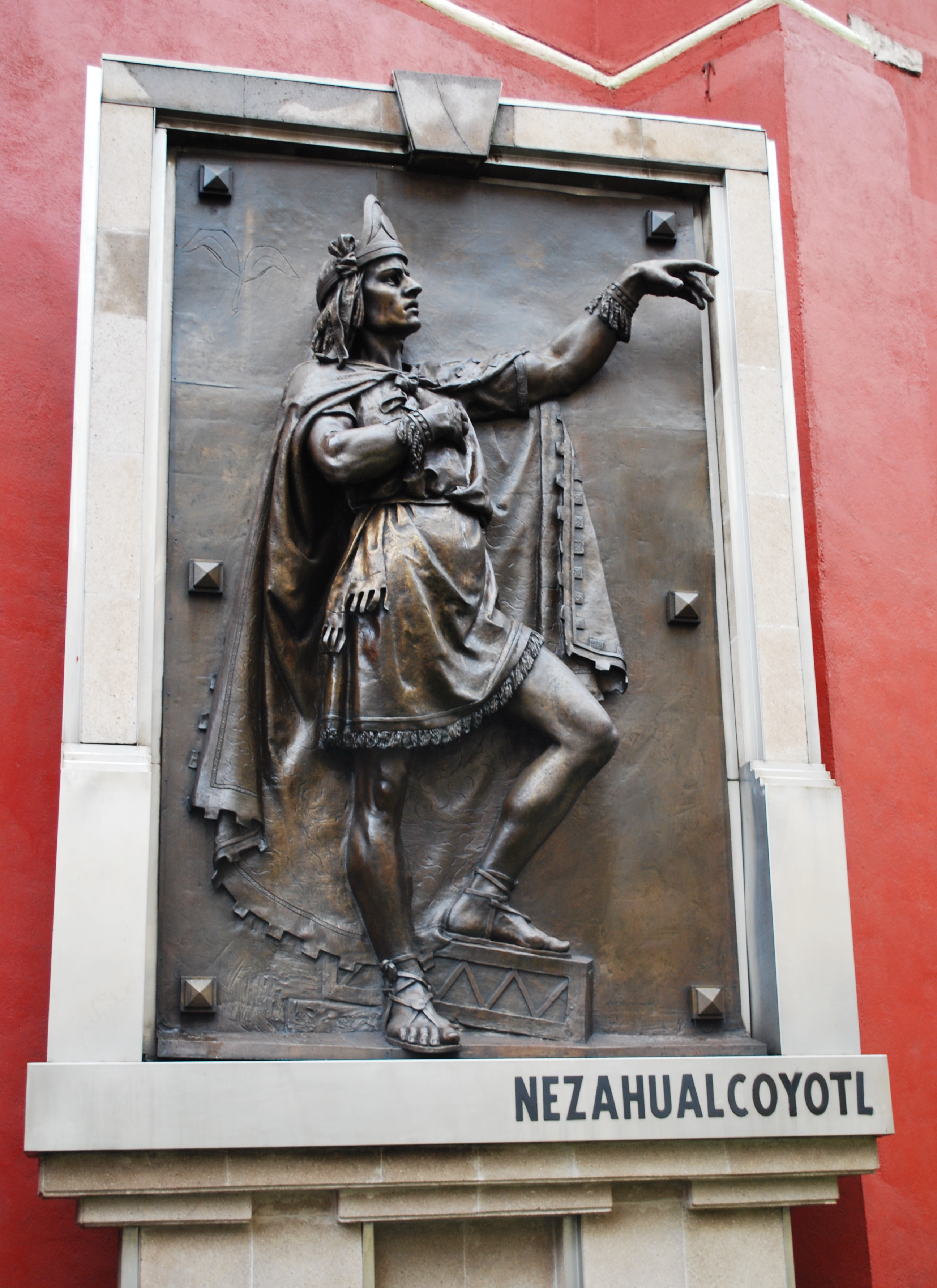
Несауалькойотль считается правителем-поэтом и мудрецом

До завоеванию испанцами Мексики, её народами были созданы литературные произведения, дошедших до нас в основном в поздних записях. К ним относятся: священные тексты «Чилам-Балам» юкатанских майя, поэзии ацтеков. Из ацтекских поэтов известен Несауалькойотль, автор произведений с философской лирикой. Ацтекские кодексы представляли собой рукописные пиктографические книги, созданные ацтеками.
Доколониальная литература коренных народов Мексика также во многом бытовала в устном народном творчестве. Испанские миссионеры в центральной Мексике в свое время занимались сохранением устных произведения народов Мексики, записывая их на бумаге латинском языке. Так были сохранены лирические произведения правителя Несауалькойотля (1402—1472) из Тескоко, которому было дано звание поэтического короля.

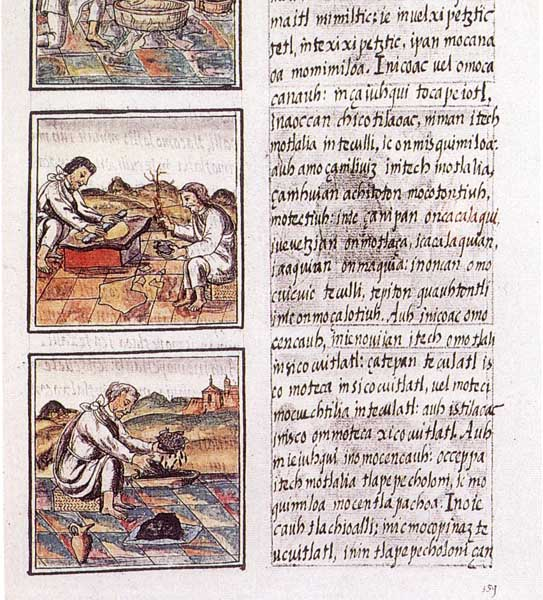
Стр. 51 из IX книги Флорентийского кодекса. Текст написан на латинском языке.

В Доколумбовой литературе на территории Мексики преобладали следующие жанры:
- Эпическая поэзия с хрониками жизни известных людей;
- Лирическая поэзия религиозного, военного или философского смысла;
- Драматическая поэзия с элементами музыки и танца (праздник Тескатлипока)[42];
- Историческая проза и родословные.

Первыми литературными произведениями здесь были хроники конкисты Эрнана Кортеса (1485—1547), Берналя Диаса дель Кастильо (ок. 1492—1582), Бернардино де Саагуна (1550—1590), Торибио Мотолинии (1495—1569) и др.
Первым крупным произведением мексиканской художественной литературы стала поэма «Великолепная Мексика» (исп. Grandeza Mexicana) Бернардо де Бальбуэны (1568—1627).
В XVII века в мексиканской литературе царил барочный стиль. Крупнейшими авторами произведений в этом стиле были: Карлос Сигуэнса-и-Гонгора (1645—1700), Хуана Инес де ла Крус (1648—1695), и Хуан Руис де Аларкон (1580—1639).

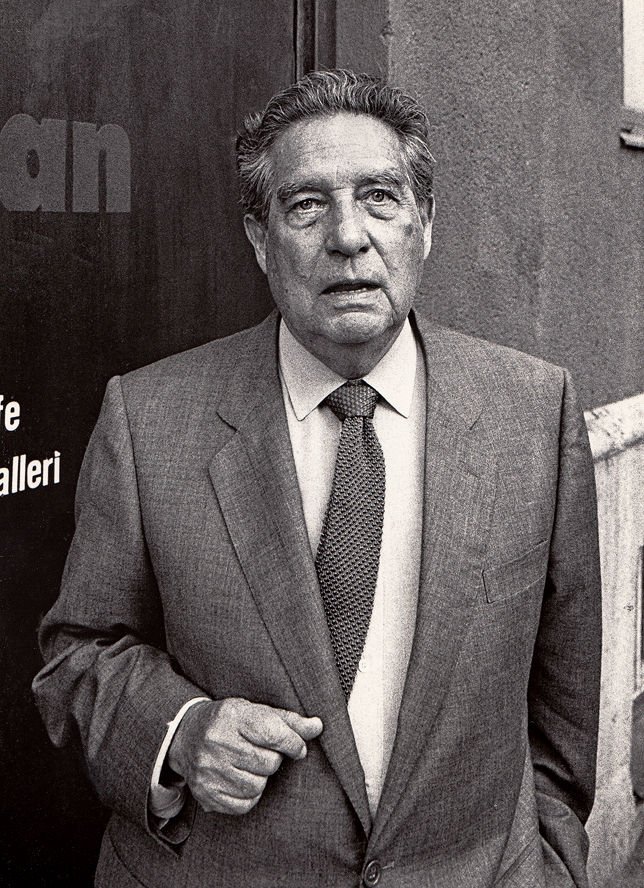
Мексиканский лауреат Нобелевской премии по литературе Октаиво Пас

По обретении Мексикой независимости в 1821 году в мексиканской поэзии преобладали два направления. Ориентиром классицистов Хосе Хоакин Песадо, Мануэль Карпио, Хосе Мария Роа Барсена было историческое и эстетическое прошлое Мексики. Романтики Фернандо Кальдерон, Игнасио Родригес Гальван предпочитали свободное самовыражение, передачу в произведениях национального начала. В мексиканской прозе XIX века доминировали костумбризм и историческая проза. К первым относились Илларио Фриас-и-Сото, Мануэль Пайно, Мария Флоренсио дель Кастильо, Хуан Диас Коваррубиас, Луис Гонсага Инклан, Хосе Томас де Куэльяр и др. Первый исторический роман в Литинской Америке «Хитотенкаль» (1821) написал анонимный мексиканский автор.
В современной мексиканской литературе выделяются писатели: Карлос Фуэнтес (р. 1928) — автор романов «Смерть Артемио Круса» (La muerte de Artemio Cruz, 1962), «Смена кожи» (Cambio de piel, 1967), «Терра Ностра» (Terra Nostra, 1975), «Христофор Нерождённый» (Cristobal Nonato, 1987), и Фернандо дель Пасо (р. 1935), автор романов «Хосе Триго» (Jose Trigo, 1966), «Палинур Мексиканский» (Palinuro de Mexico, 1975) и «Новости из империи» (Noticias del imperio, 1987).
Эссеистика в литературе страны в XX века занималась поиском мексиканской идентичности. В этом жанре работали Хосе Васконселос (1881—1959), Альфонсо Рейес (1889—1959), Антонио Касо (1883—1946), Самуэль Рамос (1897—1959), Октавио Пас (1914—1998) и Леопольдо Сеа (1912—2004). Писатель Октавио Пас в 1990 году был удостоен Нобелевской премии по литературе «за впечатляющие всеобъемлющие произведения, отмеченные чувственным интеллектом и гуманистической целостностью».

## Танцевальное искусство

### Народные танцы

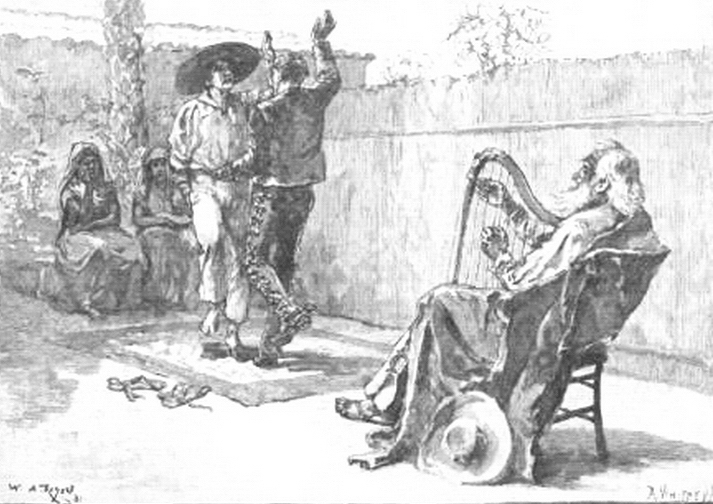
Иллюстрация «Воскресное развлечение» из книги Mexico, California and Arizona; being a new and revised edition of Old Mexico and her lost provinces. 1900 г.

Современный мексиканский народный танец представляет собой смешение элементов коренного (культуры ацтеков и майя), африканского и европейского наследия. В доколумбовы времена танцы сопровождались пением, исполнялись при религиозных праздниках, в танцах принимали участие сотни танцовщиков. Танцевальная техника требовала особой подготовки. Позднее появились сюжетные танцы-пантомимы на темы мифологии, истории, повседневной жизни. В дальнейшем в них был введён текст. Со временем сложился новый танцевальный жанр — пьеса-танец (на языке майя сохранилась «Рабиналь-Ачи»). Танцевальное наследие доиспанской эпохи присутствует в фольклорных индейских группах районов Мексики (танец-пантомима «Летающие люди»).
Для привлечения в храмы прихожан в XVI веке католическая церковь организовывала драматизированные проповеди на языке науа, который до испанского был средством межплеменного общения, народные танцы и комедийные диалоги.
В колониальный период танец развивался под влиянием испанской танцевальной культуры. Наряду с испанскими танцами фанданго, сандунгой, сапатеадо в XVII—XVIII веке складывались танцевальные формы креольского фольклора: сон, уапанго, харабе. Эти формы сочетали в себе танец с пением и инструментальной музыкой. В конце XVIII века танец появился на театральных подмостках. В них большое место занималии испано-португальские вокально-музыкально- танцевальные представления — тонадилья и фолия. В XIX веке в Мексике распространилось влияние итальянского и французских танцев, которые преобладали до XX века. Популярность приобрели вальс и хабанера, близкая по ритму танго. После революции 1910—1917 годов танцевальные формы, занесённые в Мексику испанцами, утратили своё значение.
Современный танец возник в 1930-х годах под влиянием американского танца «модерн». В танцах мексиканцы используют разнообразные костюмы, зеркала, макси. Маски применяются для подчеркивания метафорического или религиозного характера танца, для того, чтобы скрыть личность танцора на карнавалах. Танцор в маске может позволить себе вольности, которые потом будут обсуждаться зрителями. Танцор в маске может выразить социальный протест (фермер в маске и в полицейской форме подчеркивает протест против коррумпированных полицейских).
В настоящее время в Мексике создан фонд развития народного танца (рук. Лавалье), который занимается изучением фольклорных групп в разных районах страны. В стране регулярно проходят фестивали мексиканского танца.

### Ритуальные танцы

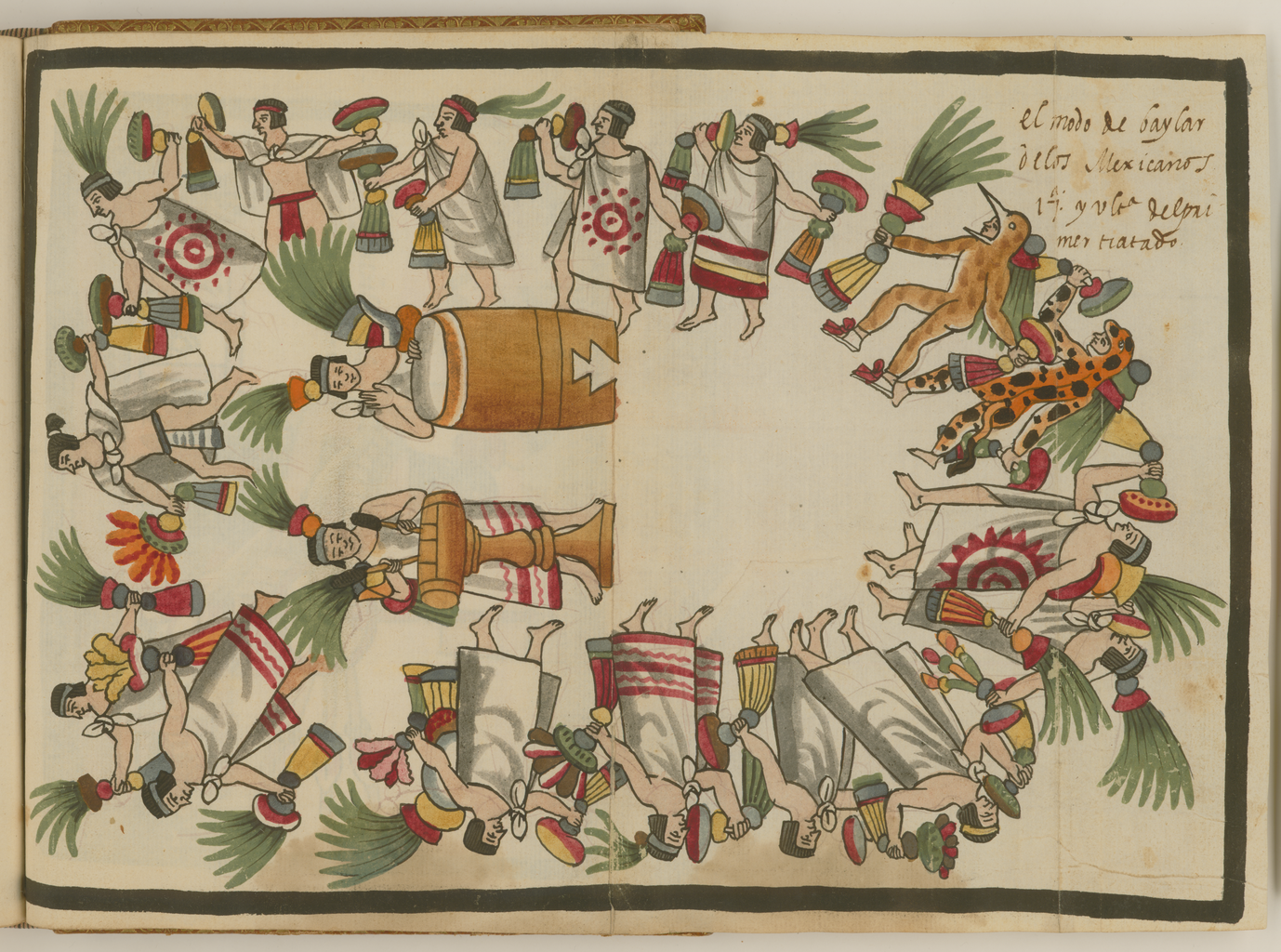
Ритуальный танец ацтеков, исполнялся на празднествах во время месяца тошкатль (засуха), посвящённого Тескатлипоке, богу дающему жизнь и её отбирающим

До прихода испанцев, танцы коренных народом Мексики носили в основном ритуальный, религиозный характер. У ацтеков было два видов танца, один, для рядовых людей, танец часто был связан с сельскохозяйственным циклом работ, другой танец был предназначен для элиты. В танцах принимало участие до 3—4 тыс. человек. Костюмы танцорам делались с учетом назначения танца. В них использовались изображения орлов, леопардов, обезьян, собак, охотников, воинов. Для украшения применялись искусственные и живые цветы, перья, драгоценные камни, изделия из золота и серебра.
После завоевания территории Мексики, испанцы предпринимали усилия для уничтожения местных танцев, считая их «слишком языческим». Однако они не смогли уничтожить популярные формы танцев, особенно в сельской местности и труднодоступных районах Новой Испании. Проповедники пытались адаптировать местные танцы к христианской культуре, придавая им новый смысл.
Танцевальное искусство развивалась в 1520—1750 годах в основном среди низкого класса коренных народов, метисов и афроамериканских потомков. Они стали исполнять танцы на религиозные мотивы, в честь Девы Марии и католических святых.

### Балет

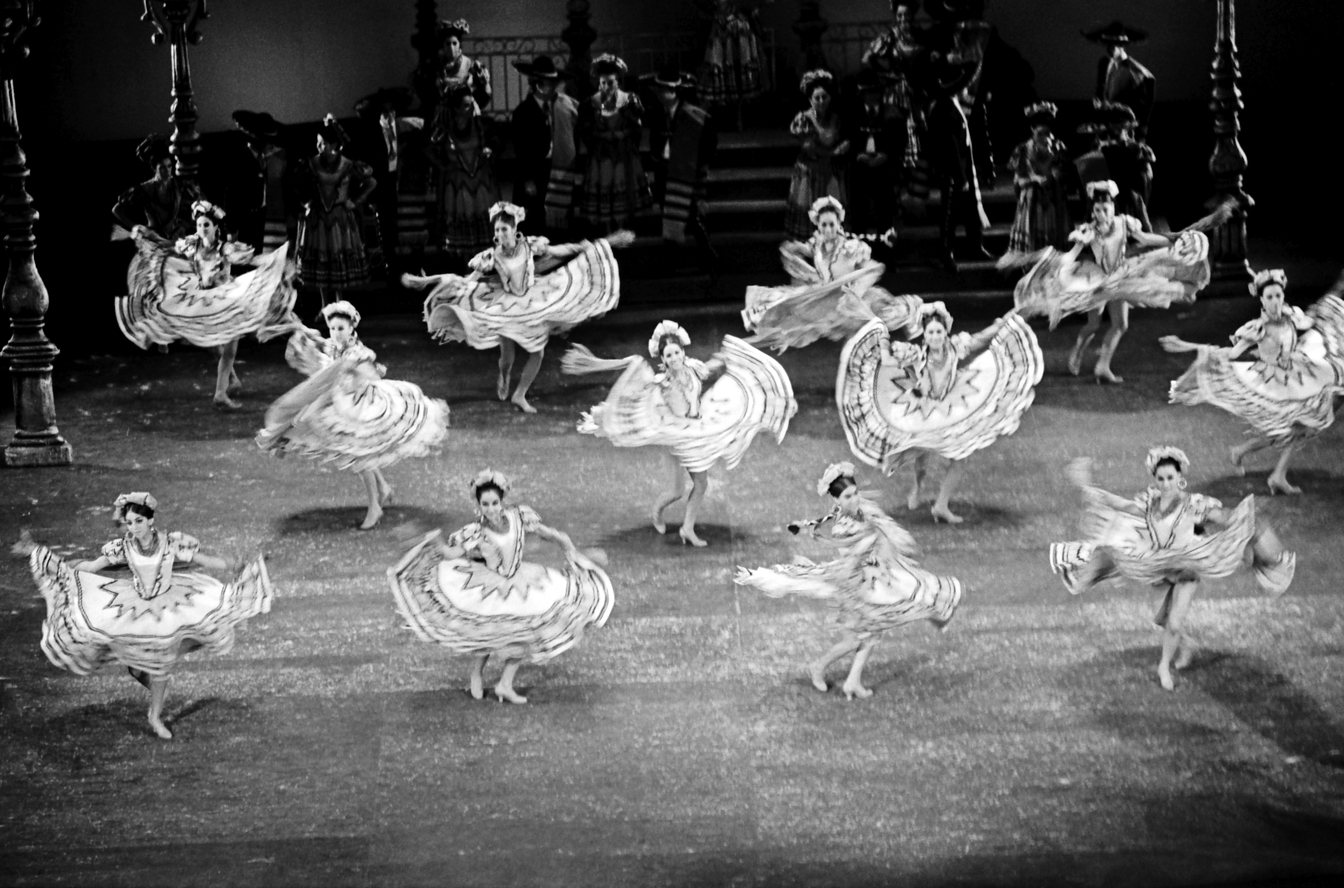
Балет Folkorico de Mexico, 1970

В 1786 году безуспешную попытку создать профессиональный балет предпринял хореограф Херонимо Марани (Jeronimo Marani). Однако, несмотря на усилия энтузиастов, балет и театральный танец не имели в Мексике успеха, так как в мексиканском обществе танец не относился к разряду достойных искусств. Андре Потре (Andres Pautret) в 1825—1840 годах имел в Мехико свою танцевальную школу в Мехико. В поставленном им в 1827 году балете «Тщетная предосторожность» танцевала мексиканская балерина Мария де Хесус Моктесума (Maria de Jesus Moctezyma). В 1919 году Мексику посетила со своей труппой русская балерина Анна Павлова.
Попытки создания мексиканского балеты были предприняты в 1932 сестрами Кампобелло. Они открыли школу классического танца и организовали труппу Балет города Мехико. Основы мексиканского балеты были заложены в конце 30-х годов американскими хореографами — представительницами танца модерн А. Соколовой и М. Вальдин. В 1940 году А. Соколова создала труппу Голубой голубь; в её состав вошли Г. Браво, X. Лавалье, А. Мерида, Р. Гутьеррес, Г. Кейс и другие. В 1940 году Вальдин организовала школу и труппу.
В 1947-м году композитор К. Чавес открыл Академию мексиканского танца, в стране возник Балет изящных искусств и Национальный балет.
Развитию национального балета способствовала балетная музыке, написанная композиторами С. Ревуэльтасом и К. Чавесом. Темами балетов на музыку К. Чавеса «Четыре стихии» (1926), «Дочь Колхиды» (1946), Ревуэльтаса — «Путешествующий головастик» (1936) было описание народного быта и истории Мексики. Эта же тема присутствовала в балетах Д. Аялы Переса — «Человек из народа майя» (1940), Л. Санди — «Бонампак» (1948) и Х. П. Монкайо — «Сапата» (1953). ,
В 1952 году был создан Фольклорный балет под руководством А. Эрнандеса. Труппа исполняла народные танцы, балетные спектакли включают национальный фольклор.
В 50-70-х годах XX века в стране работали: Концертный балет Мексики (1952. рук. С. Унгер), Народный балет Мексики (осн. в 1958, хореограф Г. Арриага), Хореографическая мастерская Национального университета Мексики (1970, рук. Контрерас).
В настоящее время наиболее популярной в стране является балетная труппа Ballet Folkorico de Mexico, которая была основана танцовщицей Амалией Эрнандес в 1952 году. Её внук, Сальвадор Лопес, является ныне директором труппы. Труппа дает около 250 спектаклей в год. Труппа исполняет народные танцы (Tapatio Jarabe, Concheros и др.) в переработке Лопеса, «новые» танцы (Adelitas), посвященные мексиканской революции.

## Театр

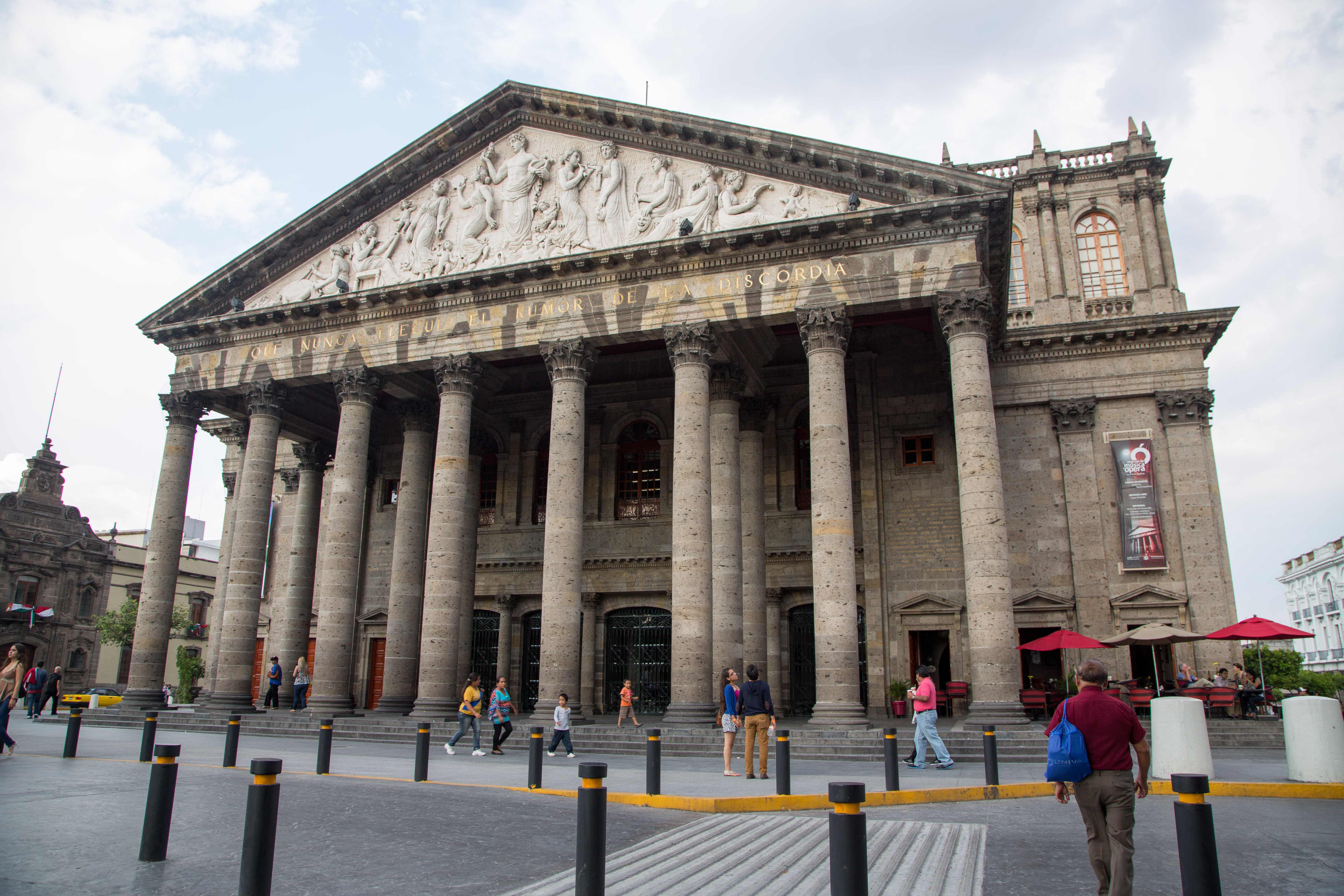
Театр Деголладо в Гвадалахара

По свидетельствам очевидцев первых лет испанской колонизации, индейский театр доколумбовой эпохи находился в зачаточном состоянии. У истоков индейского театра был танец, постепенно дополнявшийся элементами драматического действия. С развитием театральных представлений определились два главных направления: одни представления носили торжественный, серъёзный характер с божественными или героическими сюжетами; другие представляли собой своеобразные фарсы шутливого, комического содержания с более «земной» тематикой".
Театральное искусство было развито у народов майя-киче и нахуа древней Мексики. До настоящего времени дошло описание памятника древней индейской драматургии «Рабиналь Ачи». В середине XIX века французский аббатом Шарль Этьен Брассер видел это представление, передавалось индейцами-майя от древних предков в устной форме. Брассер записал его текст представления на языке киче и перевёл на французский. Пьеса «Рабиналь Ачи» была исторической драмой из жизни индейцев с музыкой и танцами. В Пьесе было занято до ста действующих лиц.

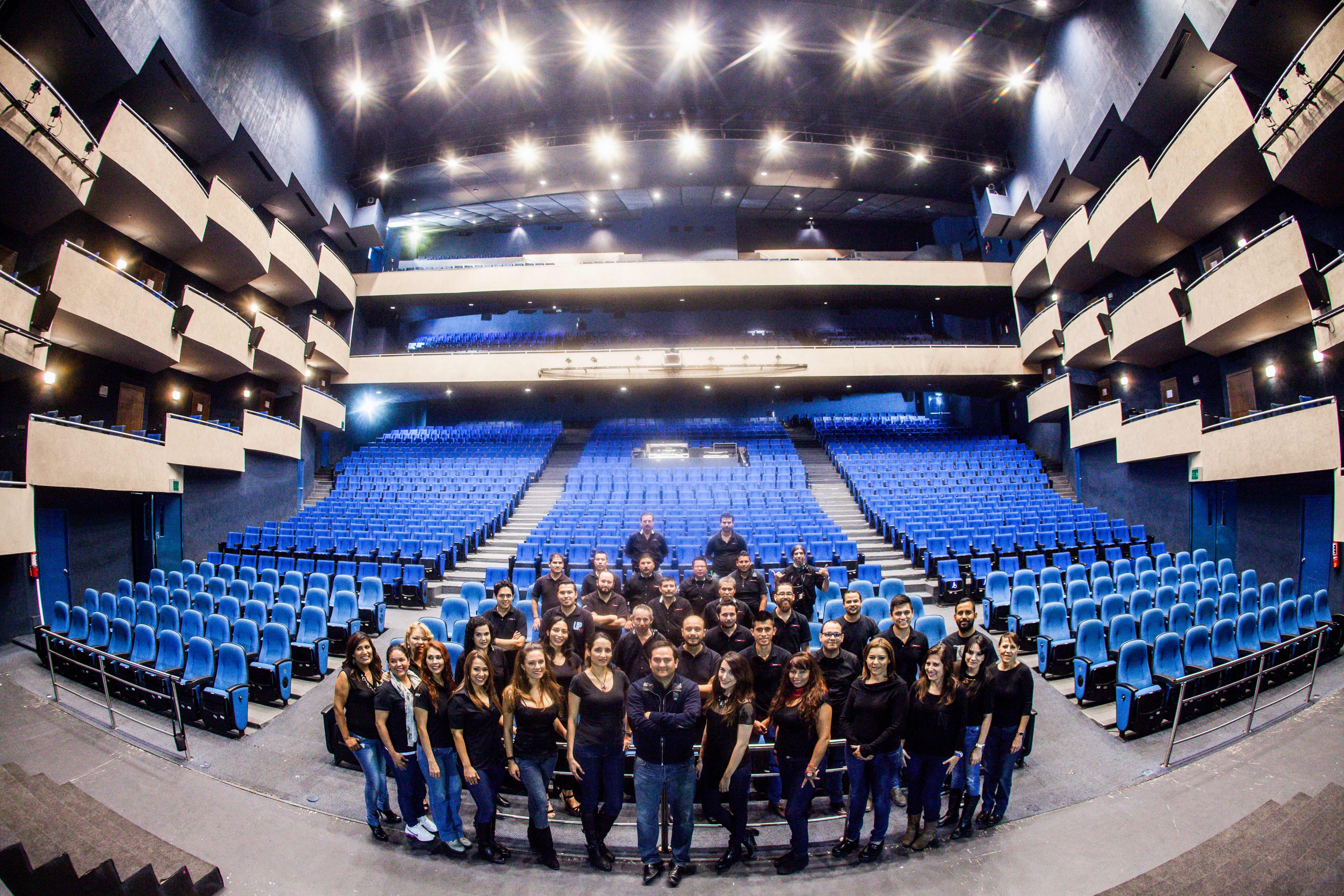
Зрительный зал театра Диана в Гвадалахара

С началом колонизации испанские миссионеры устраивали представления на библейские сюжеты с целью обращения коренного населения в христианство. Индейцы участвовали в них как исполнители. В качестве реквизита использовались атрибуты театра доколумбовых времен — живые цветы, яркие перья.
Современный профессиональный театр в Мексике развивается с 40—60-х годов XX века. Ранее этот вид искусства поддерживали передвижные шапито с труппами бродячих артистов. В середине XX века в стране появились известные драматурги, которые разрабатывали новые принципы театрального мастерства.

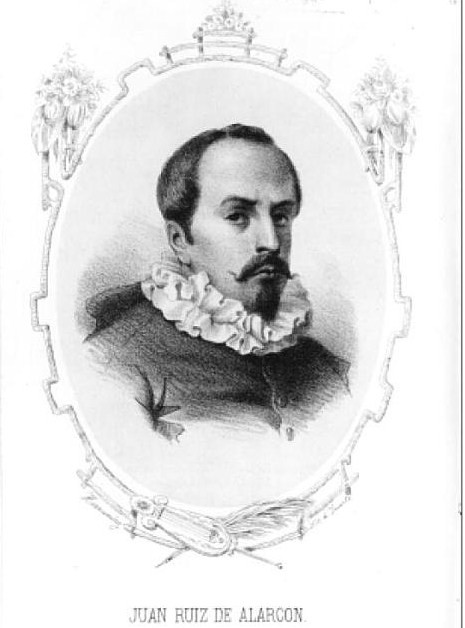
Драматург Хуан Руис де Аларкон

Первый театр «Дом комедии» открылся в Мехико в 1597 году. В нём ставились пьесы религиозного и светского характера. Ведущими мексиканскими драматургами XVI века являлись Хуан Перес Рамирес (Juan Perez Ramirez; 1545 — ?) и Фернан Гонсалес де Эслава (Fernán Gonzales de Eslava; ок. 1535 — ок. 1600). Рамирес был автором первой пьесы, написанной в Новом Свете — комедии «Духовная помолвка пастора Педро с мексиканской церковью» (1574). В XVII веке ведущую роль играл религиозный театр, но постепенно начинал формироваться и светский. Расцвет мексиканского театра XVII века связан, больше, с творчеством родившегося в Мексике испанского драматурга Хуана Руиса де Аларкона-и-Мендосы (Juan Ruiz de Alarcon-y-Mendoza; 1581—1639) и мексиканской поэтессы Хуаны Инее де ла Крус (англ. Juana Ines de la Cruz; 1648 или 1651 — 1695). Хуан Руис де Аларкон принадлежал культурам Испании и Мексики.
В настоящее время крупнейшие театры Мексики расположены в столице. Здесь есть оперные и драматические театры, кукольный театр «Гиньоль». Неоклассической архитектурой привлекает зрителей театр Деголладо, расположенный в центре Гвадалахары. На сцене театра выступают мексиканские народные танцевальные коллективы, даются оперные постановки. В 2005 году в Гвадалахара открыт театр Диана (Diana) на 2345 мест.

### Общая по искусству
- Иогансон Б. В. и др. Искусство стран и народов мира в 5 томах. Серия: Краткая художественная энциклопедия. - М.: Советская Энциклопедия, 1962—1981. — 3508 с.
- Культура Латинской Америки. Энциклопедия. — М.: «Российская политическая энциклопедия» (РОССПЭН), 2000. — 744 с. с илл.
- Полевой В. М. Двадцатый век. Изобразительное искусство и архитектура народов мира. — М.: Советский художник, 1989. — 456 с. — ISBN 526900013X.
- Ades, Dawn. Art in Latin America: The Modern Era, 1820–1980. — New Haven: Yale University Press, 1989.
- Baddeley, Oriana; Fraser, Valerie. Drawing the Line: Art and Cultural Identity in Contemporary Latin America (англ.). — London: Verso, 1989. — ISBN 0-86091-239-6.
- Alcalá, Luisa Elena and Jonathan Brown. Painting in Latin America: 1550–1820. — New Haven: Yale University Press, 2014.
- The Social and the Real: Political Art of the 1930s in the Western Hemisphere. / Eds.: Alejandro Anreus, Diana L. Linden, and Jonathan Weinberg. — University Park: Penn State University Press, 2006.
- Bailey, Gauvin Alexander. Art of Colonial Latin America. — New York: Phaidon Press, 2005.
- Barnitz, Jacqueline. Twentieth-Century Art of Latin America. — Austin: University of Texas Press, 2001.
- Craven, David. Art and Revolution in Latin America, 1910–1990. — New Haven: Yale University Press, 2002.
- Dean, Carolyn and Dana Leibsohn. Hybridity and Its Discontents: Considering Visual Culture in Colonial Spanish America // Colonial Latin American Review. — Vol. 12, No. 1, 2003.
- delConde, Teresa. Latin American Art in the Twentieth Century (англ.). — London: Phaidon Press Limited[англ.], 1996. — ISBN 0-7148-3980-9.
- Donahue-Wallace, Kelly. Art and Architecture of Viceregal Latin America, 1521–1821. — Albuquerque: University of New Mexico Press, 2008.
- Fernández, Justino. Mexican Art (неопр.). — Mexico D.F.: Spring Books, 1965.
- Readings in Latin American Modern Art. / Ed.: Patrick Frank. — New Haven: Yale University Press, 2004.
- Goldman, Shifra M. Dimensions of the Americas: Art and Social Change in Latin America and the United States. — Chicago: University of Chicago Press 1994.
- Latin American Artists of the Twentieth Century. — New York: MoMA, 1992.
- Latin American Spirit: Art and Artists in the United States. — New York: Bronx Museum, 1989.
- Inverted Utopias: Avant Garde Art in Latin America / Eds.: Mari Carmen Ramírez and Héctor Olea. — New Haven: Yale University Press, 2004.
- Reyes-Valerio, Constantino. Arte Indocristiano, Escultura y pintura del siglo XVI en México. — Mexico City: INAH Consejo Nacional para la Cultura y las Artes, 2000.
- Sullivan, Edward. Latin American Art. — London: Phaidon Press, 2000.
- Encyclopedia of Latin American and Caribbean Art. / Ed.: Jane Turner. — New York: Grove's Dictionaries, 2000.

### Общая по искусству Латинской Америки
- Ades, Dawn. Art in Latin America: The Modern Era, 1820–1980. — New Haven: Yale University Press, 1989.
- Baddeley, Oriana; Fraser, Valerie. Drawing the Line: Art and Cultural Identity in Contemporary Latin America (англ.). — London: Verso, 1989. — ISBN 0-86091-239-6.
- Alcalá, Luisa Elena and Jonathan Brown. Painting in Latin America: 1550–1820. - New Haven: Yale University Press, 2014.
- The Social and the Real: Political Art of the 1930s in the Western Hemisphere. / Alejandro Anreus, Diana L. Linden, and Jonathan Weinberg. — University Park: Penn State University Press, 2006.
- Bailey, Gauvin Alexander. Art of Colonial Latin America. — New York: Phaidon Press, 2005.
- Barnitz, Jacqueline. Twentieth-Century Art of Latin America. — Austin: University of Texas Press, 2001.
- Craven, David. Art and Revolution in Latin America, 1910–1990. — New Haven: Yale University Press, 2002.
- Dean, Carolyn and Dana Leibsohn. Hybridity and Its Discontents: Considering Visual Culture in Colonial Spanish America. // Colonial Latin American Review. - Vol. 12, No. 1, 2003.
- delConde, Teresa. Latin American Art in the Twentieth Century (англ.). — London: Phaidon Press Limited[англ.], 1996. — ISBN 0-7148-3980-9.
- Donahue-Wallace, Kelly. Art and Architecture of Viceregal Latin America, 1521–1821. — Albuquerque: University of New Mexico Press, 2008.
- Fernández, Justino. Mexican Art (неопр.). — Mexico D.F.: Spring Books, 1965.
- Frank, Patrick, ed. Readings in Latin American Modern Art. New Haven: Yale University Press 2004.
- Goldman, Shifra M. Dimensions of the Americas: Art and Social Change in Latin America and the United States. Chicago: University of Chicago Press 1994.
- Latin American Artists of the Twentieth Century. New York: MoMA 1992.
- Latin American Spirit: Art and Artists in the United States. New York: Bronx Museum 1989.
- Ramírez, Mari Carmen and Héctor Olea, eds. Inverted Utopias: Avant Garde Art in Latin America. New Haven: Yale University Press 2004.
- Reyes-Valerio, Constantino. Arte Indocristiano, Escultura y pintura del siglo XVI en México. Mexico City: INAH Consejo Nacional para la Cultura y las Artes 2000.
- Sullivan, Edward. Latin American Art. London: Phaidon Press, 2000.
- Turner, Jane, ed. Encyclopedia of Latin American and Caribbean Art. New York: Grove's Dictionaries 2000.

### Общая по мексиканскому искусству
- Artes de México (1953–present). Individual issues on particular topics.
- Museum of Modern Art, Twenty Centuries of Mexican Art. New York: Museum of Modern Art 1940.
- Oles, James. Art and Architecture in Mexico. London: Thames & Hudson 2013.
- Paz, Octavio. Essays on Mexican Art (неопр.). — New York: Harcourt Brace and Company, 1987. — ISBN 0-15-129063-6.
- Historia del Arte Mexicano (исп.) / Rosas, José Luis. — Mexico City: SALVAT Mexicana de Ediciones SA de CV, 1982. — Vol. 1. — ISBN 968-32-0199-7.
- Historia del Arte Mexicano (исп.) / Rosas, José Luis. — Mexico City: SALVAT Mexicana de Ediciones SA de CV, 1982. — Vol. 2. — ISBN 968-32-0220-9.
- Historia del Arte Mexicano (исп.) / Rosas, José Luis. — Mexico City: SALVAT Mexicana de Ediciones SA de CV, 1982. — Vol. 3. — ISBN 968-32-0221-7.
- Historia del Arte Mexicano (исп.) / Rosas, José Luis. — Mexico City: SALVAT Mexicana de Ediciones SA de CV, 1982. — Vol. 4. — ISBN 968-32-0222-5.
- Historia del Arte Mexicano (исп.) / Rosas, José Luis. — Mexico City: SALVAT Mexicana de Ediciones SA de CV, 1982. — Vol. 5. — ISBN 968-32-0237-3.
- Vargas Lugo, Elisa. Estudio de pintura colonial hispanoamericana. Mexico City: UNAM 1992.
- Zavala, Adriana. Becoming Modern, Becoming Tradition: Women, Gender and Representation in Mexican Art. State College: Penn State University Press 2010.

### Доиспанское искусство
- Boone, Elizabeth Hill. Stories in Red and Black : Pictorial Histories of the Aztecs and Mixtecs (англ.). — Austin, Texas: University of Texas Press, 2000. — P. 28. — ISBN 978-0-292-70876-1.
- Klein, Cecilia. "Visual Arts: Mesoamerica". Encyclopedia of Mexico. Chicago: Fitzroy Dearborn 1997, pp. 1539–1552.
- Miller, Mary Ellen. The Art of Mesoamerica: From Olmecs to Aztecs. London: Thames & Hudson 2012.
- Pasztory, Esther. Pre-Columbian Art. Cambridge: Cambridge University Press, 2006.
- Townsend, Richard F. State and Cosmos in the Art of Tenochtitlan. Studies in Pre-Columbian Art and Archeology 20. Washington D.C., Dumbarton Oaks 1979.

### Искусство колониальной эпохи
- Armella de Aspe, Virginia and Mercedes Meade de Angula. A Pictorial Heritage of New Spain: Treasures of the Pinacoteca Virreinal. Mexico City: Fomento Cultural Banamex 1993.
- Burke, Marcus. Pintura y escultura en Nueva España: El barroco. Mexico City: Azabache 1992.
- Burke, Marcus. Treasures of Mexican Colonial Painting. Santa Fe: Museum of New Mexico 1998.
- Castello Yturbide, Teresa and Marita Martínez del Río de Redo.  Biombos mexicanos. Mexico City: Instituto Nacional de Historia e Antropología (INAH), 1970.
- Gruzinski, Serge. "Colonial Indian Maps in sixteenth-century Mexico". In Res' 13 (Spring 1987)
- Hernández-Durán, Raymond. "Visual Arts: Seventeenth Century". Encyclopedia of Mexico, Chicago: Fitzroy Dearborn 1997, 1558–1568.
- Katzew, Ilona. Casta Paintings: Images of Race in Eighteenth-Century Mexico. New Haven: Yale University Press, 2004.
- Kubler, George. Mexican Architecture of the Sixteenth Century. 2 vols. New Haven: Yale University Press 1948.
- Mundy, Barbara E. The Mapping of New Spain: Indigenous Cartography and the Maps of the Relaciones Geográficas. Chicago: University of Chicago Press 1996.
- Peterson, Jeanette, The Paradise Garden Murals of Malinalco: Utopia and Empire in Sixteenth-Century Mexico. Austin: University of Texas Press 1993.
- Pierce, Donna, ed. Exploring New World Imagery. Denver: Denver Museum of Art 2005.
- Reyes-Valerio, Constantino. Arte Indocristiano, Escultura y pintura del siglo XVI en México (исп.). — Mexico D.F.: Instituto Nacional de Antropología e Historia Consejo Nacional para la Cultura y las Artes, 2000. — ISBN 970-18-2499-7.
- Robertson, Donald. Mexican Manuscript Painting of the Early Colonial Period. New Haven: Yale University Press 1959.
- Schreffler, Michael. "Visual Arts: Sixteenth Century." Encyclopedia of Mexico. Chicago: Fitzroy Dearborn 1997, pp. 1553–1558.
- Sebastián, Santiago. Iconografía e iconología del arte novohispano. Mexico City: Azabache 1992.
- Toussaint, Manuel. Colonial Art in Mexico, edited and translated by Elizabeth Wilder Weismann. Austin: University of Texas Press 1967.
- Tovar de Teresa, Guillermo. Pintura y escultura en Nueva España, 1557–1640. Mexico City: Fundación Mexicana para la Educación Ambienttal and Radioprogramma de México 1992.
- Widdifield, Stacie G. "Visual Arts: Eighteenth- and Nineteenth-Century Academic Art." Encyclopedia of Mexico. Chicago: Fitzroy Dearborn 1997, pp. 1568–1576.

### Искусство XIX века
- Fernández, Justino. El arte del siglo XIX. Mexico City: UNAM-IIE 1967.
- García Barragán, Elisa. El pintor Juan Cordero: Los días y las obras. Mexico City: UNAM 1984.
- Pintores mexicanos del siglo XIX. Mexico City: Museo de san Carlos. Instituto Nacional de Bellas Artes (INBA) 1985.
- Ramírez, Fausto. "Vertientes nacionalistas en el modernismo." In El nacionalismo y el arte mexicano. Mexico City: UNAM 1986.
- Rodríguez Prampolini, Ida. La crítica de arte en el siglo XIX. 3 vols. Mexico City: UNAM 1964.
- Rodríguez Prampolini, Ida. "La figura del indio en la pintura del siglo XIX, fondo ideológico," Arte, Sociedad e Ideología. 3 (Oct-Nov. 1977).
- Romero de Terreros, Manuel. Catálogos de las Exposiciones de la Antigua Academia de San Carlos, 1850–1898. Mexico City: UNAM-IIE 1963.
- Segre, Erica. Intersected Identities: Strategies of Visualization in Nineteenth-and Twentieth-Century Mexican Culture. New York and Oxford: Berhahn Books 2007.
- Uribe, Eloisa. Problemas de la producción escultórica en la ciudad de México, 1843–1847. Mexico City: Universidad Iberoamericana 1984.
- Uribe, Eloisa, ed. Y todo ....por una nación, historia social de la producción plástica de la ciudad Mexicana, 1761–1910. Mexico City: INAH-SEP 1987.
- Widdiefield, Stacie G.  The Embodiment of the National in Late Nineteenth-Century Mexican Painting. Tucson: University of Arizona Press 1996.
- Widdifield, Stacie G. "Visual Arts: Eighteenth- and Nineteenth-Century Academic Art." Encyclopedia of Mexico. Chicago: Fitzroy Dearborn 1997, pp. 1568–1576.

### Современное искусство
- Alonso, Ana María. "Conforming Discomformity: 'Mestizaje, Hybridity, ahd the Aesthetics of Mexican Nationalism." Cultural Anthropology vol. 19, no. 4 (2004) 459-90.
- Billeter, Erika, ed. Images of Mexico: The Contribution of Mexico to 20th-Century Art. Frankfurt: Shirn Kunsthall Frankfurt 1997.
- Coffey, Mary. How a Revolutionary Art Became Official Culture: Murals, Museums, and the Mexican State. Durham: Duke University Press 2012.
- Elliott, Ingrid. "Visual Arts: 1910–37, The Revolutionary Tradition." Encyclopedia of Mexico. Chicago: Fitzroy Dearborn 1997, pp. 1576–1584.
- Emmerich, Luis Carlos. 100 Pintores Mexicanos/100 Mexican Painters. Monterrey: Museo de Arte Contemporaneo de Monterrey 1993.
- Ferrer, Elizabeth. Through the Path of Echoes: Contemporary Art in Mexico. New York: Independent Curators 1990.
- Flores, Tatiana. Mexico's Revolutionary Avant-Gardes: From Estridentismo to ¡30-30!. New Haven: Yale University Press 2013.
- Folgarait, Leonard. Mural Painting and Social Revolution in Mexico, 1920–1940. Cambridge: Cambridge University Press 1998.
- Gallo, Ruben. New Tendencies in Mexican Art : The 1990s (англ.). — Gordonsville, VA: Palgrave Macmillan, 2004. — ISBN 978-1-4039-6100-6.
- García Ponce, Juan. Nueve Pintores Mexicanos. Mexico City: Era 1968,
- Gilbert, Courtney. "Visual Arts: 1920–45, Art Outside the Revolutionary Tradition." Encyclopedia or Mexico. Chicago: Fitzroy Dearborn 1997, pp. 1584–1590.
- Good, Carl and John V. Waldron, eds. The Effects of the Nation: Mexican Art in an Age of Globalization. Philadelphia: Temple University Press 2001.
- Hurlburt, Laurance P. The Mexican Muralists in the United States. Albuquerque: University of New Mexico Press
- Indych-López, Anna. Muralism Without Walls: Rivera, Orozco, and Siqueiros in the United States, 1927–1940. Pittsburgh: University of Pittsburgh Press 2009.
- Ittman, John, ed. Mexico and Modern Printmaking, A Revolution in the Graphic Arts, 1920 to 1950. Philadelphia: Philadelphia Museum of Art 2006.
- Oles, James, ed. South of the Border, Mexico in the American Imagination, 1914–1947. New Haven: Yale University Art Gallery 1993.
- Picard, Charmaine. "Visual Arts: 1945-96." Encyclopedia of Mexico. Chicago: Fitzroy Dearborn 1997, pp. 1590–1594.
- Rodríguez, Antonio. A History of Mexican Mural Painting. London: Thames & Hudson 1969.
- Segre, Erica. Intersected Identities: Strategies of Visualization in Nineteenth-and Twentieth-Century Mexican Culture. New York and Oxford: Berhahn Books 2007.
- Sullivan, Edward. Aspects of Contemporary Mexican Painting. New York: The Americas Society 1990.

### Фотография
- Bartra, Eli. "Women and Portraiture in Mexico". In "Mexican Photography." Special Issue, History of Photography 20, no. 3 (1996)220-25.
- Cabrera Luna, Claudia, Mayra Mendoza Avilés, Friedhelm Schimdt-Welle, and Arnold Spitta, eds. Hugo Brehme y la Revolución Mexicana/Und die Mexikanische Revolution. Mexico City and Germany: DAAD, INAH, and SINAFO 2009.
- Casanova, Rosa and Adriana Konzevik. Mexico: A Photographic History. Mexico City: INAH/RM 2007.
- Casasola, Gustavo. Historia gráfica de la Revolución Mexicana. 4 volumes. Mexico City: Trillas 1960.
- Cuevas-Wolf, Cristina; Werckmeister, Otto Karl (1997). Indigenous cultures, leftist politics and photography in Mexico from 1921 to 1940 (PhD thesis). Northwestern University. Docket 9814199.
- Debroise, Olivier. Mexican Suite: A History of Photography in Mexico. Translated by Stella de Sá Rego. Austin: University of Texas Press 2001.
- Ferrer, Elizabeth. A Shadow Born of Earth: Mexican Photography. New York: Universe Publishing 1993.
- Figarella, Mariana. Edward Weston y Tina Modotti en México. Su inserción dentro de las estrategias estéticas del arte posrevolucionario. Mexico City: UNAM 2002.
- Folgarait, Leonard. Seeing Mexico Photographed: The work of Horne, Casasola, Modotti, and Álvarez Bravo. New Haven: Yale University Press 2008.
- Lerner, Jesse. The Shock of Modernity: Crime Photography in Mexico City. Madrid: Turner 2007.
- John Mraz. "Photography". Encyclopedia of Mexico. Chicago: Fitzroy Dearborn 1997, pp. 1085–1090.
- Mraz, John. Looking for Mexico: Modern Visual Culture and National Identity. Durham: Duke University Press 2009.
- Mraz, John. Photographing the Mexican Revolution: Commitments, Testimonies, Icons. Austin: University of Texas Press 2012.
- Oles, James, ed. Lola Alvarez Bravo and the Photography of an Era. Mexico City: RM 2012.
- Ortiz Monasterio, Pablo. Mexico: The Revolution and Beyond: Photographs by Agustín Victor Casasola, 1900–1940. New York: Aperture 2003.
- Tierra y Libertad! Photographs of Mexico 1900–1935 from the Casasola Archive. Oxford: Museum of Modern Art 1985.
- Yampolsky, Mariana. The Edge of Time: Photographs of Mexico. Austin: University of Texas Press 1998.
- Ziff, Trisha, ed. Between Worlds: Contemporary Mexican Photography. New York: Impressions 1990.

### Кино
- De los Reyes, Aurelio. "Motion Pictures: 1896-1930." Encyclopedia of Mexico. Chicago: Fitzroy Dearborn 1997, pp. 957–964.
- Fein, Seth. "Motion Pictures: 1930-60". Encyclopedia of Mexico. Chicago: Fitzroy Dearborn 1997, pp. 964–970.
- Mistron, Deborah. "The Role of Pancho Villa in the Mexican and American Cinema." Studies in Latin American Popular Culture 2:1-13 (1983).
- Mora, Carl J. The Mexican Cinema: Reflections of a Society, 1896–1988. Berkeley and Los Angeles: University of California Press 1989.
- Mora, Carl J. "Motion Pictures: 1960-96." Encyclopedia of Mexico. Chicago: Fitzroy Dearborn 1997, pp. 970–972.
- Noriega, Chon A. and Steven Ricci, eds. The Mexican Cinema Project. Los Angeles: UCLA Film and Television Archives 1994.
- Pick, Zuzana M. Constructing the Image of the Mexican Revolution: Cinema and the Archive. Austin: University of Texas Press 2010.
- Ramírez Berg. Charles. Cinema of Solitude: A Critical Study of Mexican Film, 1967–1983. Austin: University of Texas Press 1992.
- Strayer, Kirsten; Landy, Marcia (2009). Ruins and riots: Transnational currents in Mexican cinema (PhD thesis). University of Pittsburgh. Docket 3400463.

### Декоративно-прикладное искусство
- López, Rick. Crafting Mexico: Intellectuals, Artisans, and the State after the Revolution. Durham: Duke University Press 2010.
- McQuade, Margaret Connors. Talavera Poblana: Four Centuries of a Mexican Ceramic Tradition. New York 1999.

### Танцевальное искусство
- González, Anita (2010). Afro-Mexico : Dancing between Myth and Reality. Austin, TX: University of Texas Press. pp. 40–50. ISBN 978-0292723245.
- Rhonda Tranks (January 1, 2006). "Chinelo Dancers And The Original Hip Hop". Mexconnect newsletter. ISSN 1028-9089
- Rojas, David. "Danzas de México" [Dances of Mexico] (in Spanish). Instituto Cultural "Raíces Mexicanas". Retrieved May 23, 2012.
- Wilkerson, S. Jeffrey K (1987). El Tajin: A Guide for Visitors. pp. 75–76. ISBN 968-499-293-9.

### Театр
- Argudín, Yolanda. (1986) Historia del teatro en México: desde los rituales prehispánicos hasta el arte dramático de nuestros días. México, Panorama. ISBN 9789683801296.
- Salazar Quintana, Luis Carlos (2010) Esplendor y decadencia del teatro doctrinal misionero del siglo XVI en la Nueva España. México. Universidad Autónoma de Ciudad Juárez. Cuadernos Universitarios.
- Del Río Reyes, Marcela. (1997), Perfil y muestra del teatro de la Revolución mexicana. México, Fondo de Cultura Económica.
- González, Margarita Esther; Serrano, Eduardo; Medina, Roberto; Gutiérrez, Alejandro.(2003) Se abre el telón. Santillana. ISBN 9702907705.
- Frischmann, Donald H. (1992) Desarrollo y Florecimiento del Teatro Mexicano: Siglo XX. Teatro: Revista de Estudios Culturales / A Journal of Cultural Studies: Número 2, pp. 53-59.
- «Desarrollo y Florecimiento del Teatro Mexicano by Donald H. Frischmann». Teatro: revista de estudios teatrales p. 53. Consultado el 2016-03-31.
- Montfort, Ricardo Pérez (2003-01-01). Circo, teatro y variedades. Diversiones en la Ciudad de México a fines del Porfiriato. Alteridades. Consultado el 2016-03-31.